# Люблянское общество исследования пещер
Люблянское общество исследования пещер (словен. Društvo za raziskovanje jam Ljubljana (DZRJL), яма по-словенски – пещера, а брезно – бездна, колодец), основанное в 1910 году, является крупнейшей словенской спелеологической организацией.
Общество занимается открытием, исследованием, документированием и защитой пещер в Словении. Находится в Любляне и является старейшим, до сих пор действующим спелеоклубом в стране. Его члены наиболее известны своей работой в глубоких пещерах горного хребта Канин. Они обнаружили, исследовали и задокументировали пять пещер глубиной более 1000 метров; соединение двух в 2019 году сократило эту цифру до четырех.

## Основание общества и первые годы

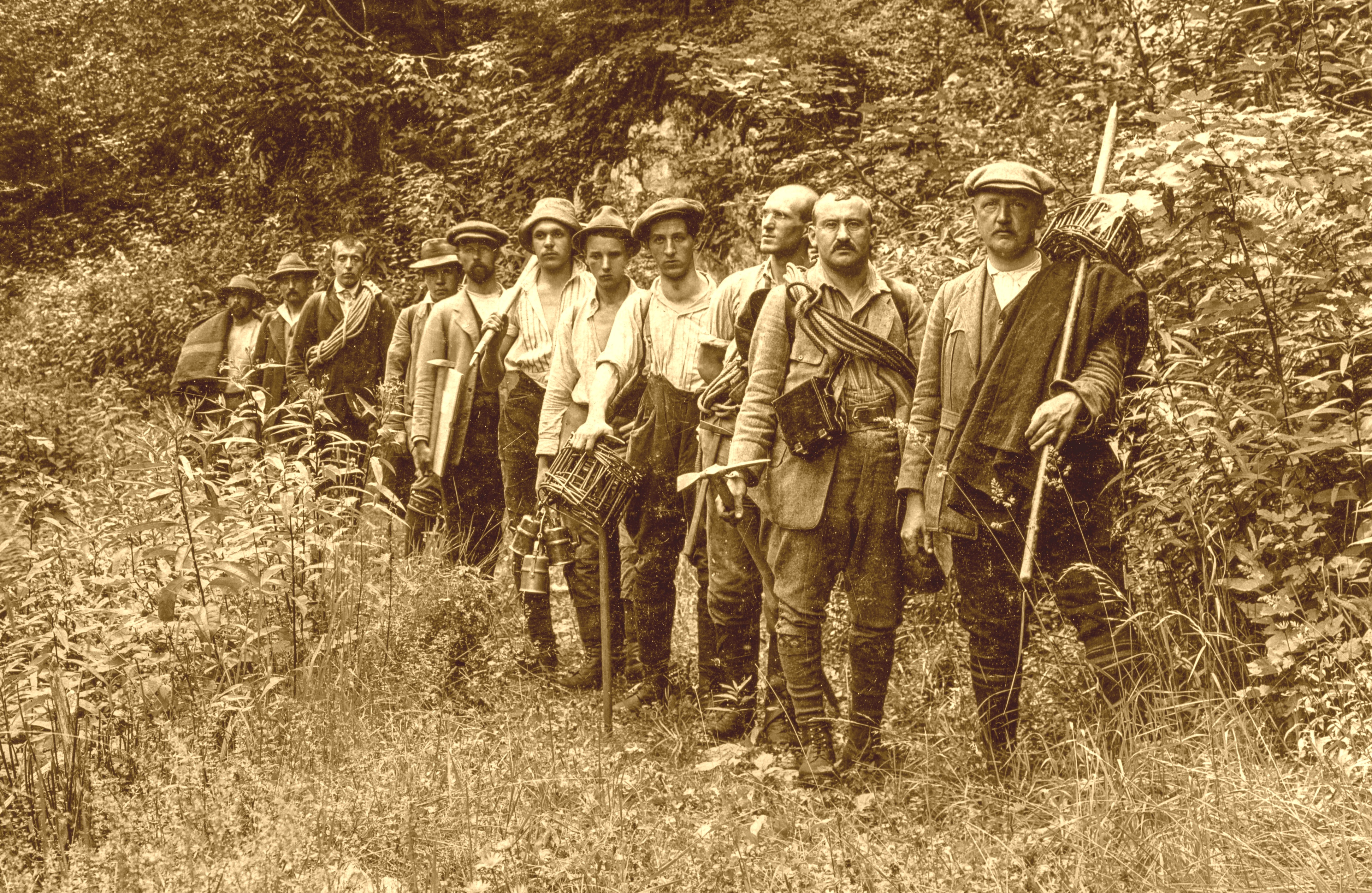
Спелеологи DZRJL возвращаются из ледяной пещеры, 1912

Исследование и документирование пещер в Словении началось с публикации книги Слава герцогства Карниола Янеза Вайкарда Валвасора (1689 г.) и продолжалось в основном работами Йозефа Антона Нагеля (1748 г.), Франца Антона фон Штейнберга (1758 г.) и Адольфа Шмидля (1854 г.). В конце XIX века Шкоцьянске-Яме и Постойнска-Яма были центрами спелеологических исследований. Главным инициатором был управляющий Постойнской пещерой Иван Андрей Перко. После 1885 года по поручению Министерства сельского хозяйства Вены Вильем Путик (также Вильгельм Путик) исследовал карст в районах карстовых полей Внутренней Крайны (словен. - Notranjska).
По инициативе Перко и Путика в 1910 году в Любляне было основано Общество исследования пещер («Društvo za raziskavanje podzemskih jam» по-словенски, «Gesellschaft für Höhlenforschung» по-немецки). Его возглавил барон Теодор Шварц фон Карстен, в то время региональный президент Крайны, земли короны в Австро-Венгерской монархии. Поскольку только два члена общества имели спелеологический опыт, секретарь Йосип Церк пригласил студенческую группу любителей гор и альпинистов под названием «Дреновцы» проводить исследование пещер для общества. После смерти Йосипа Церка (во время зимнего восхождения на гору Стол, 2236 м) в 1912 году Павел Кунавер взял на себя руководство исследованиями. В обществе было две секции: основная, преимущественно словенская Нижнекрайнска секция и Кочевска секция, состоящая из немецкоязычных членов, которые исследовали пещеры в районе Кочевье до Первой мировой войны.

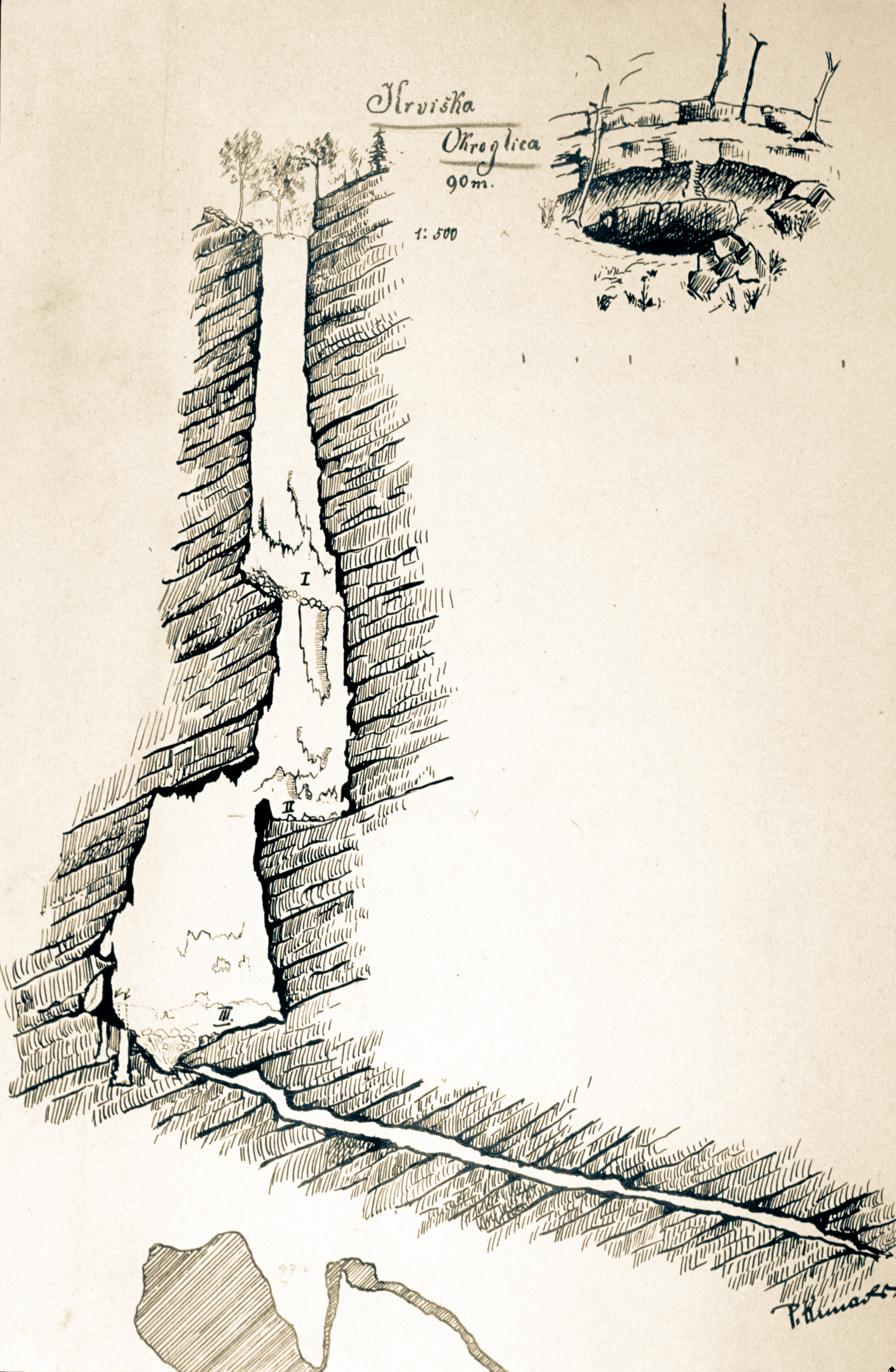
Крвишка-Окроглица

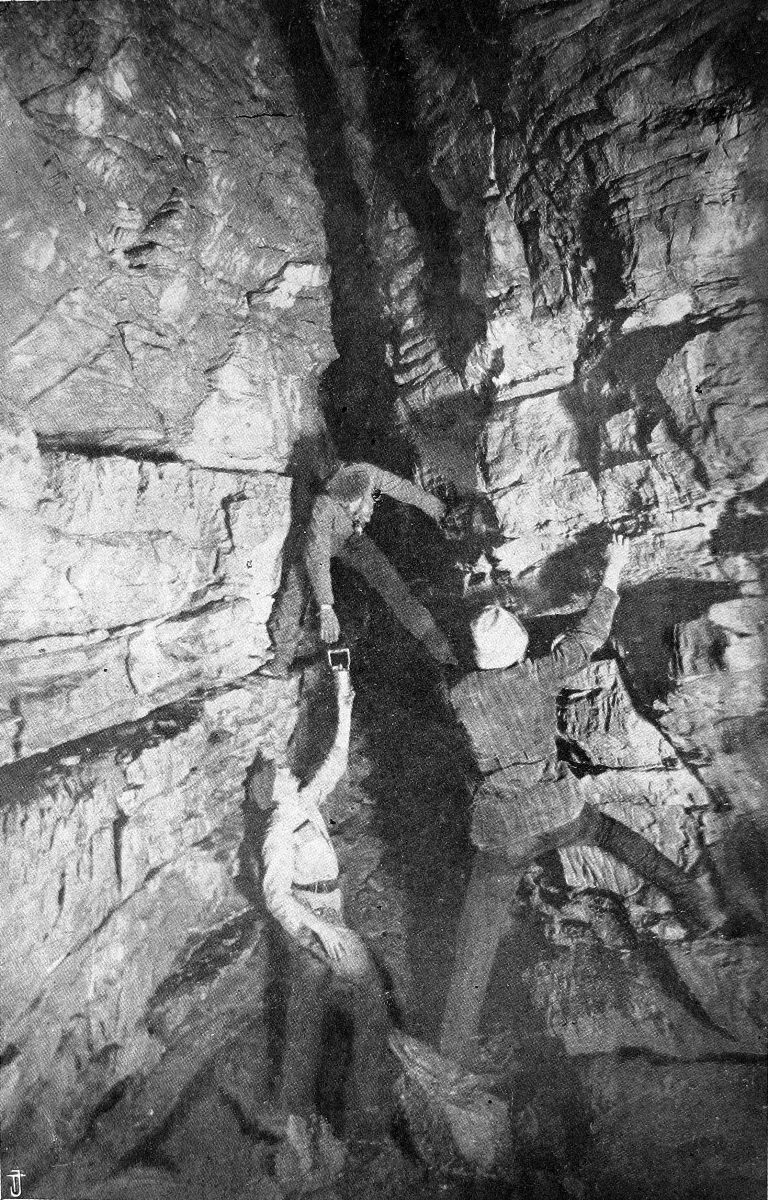
Широка Яма возле Глажуты

В 1911 году Дреновцы на территории Нижней Крайны начали искать подземные притоки реки Крка и приступили к исследованию глубоких бездн, чтобы через них добраться до водных пещер. Помимо обычного спелеологического снаряжения (веревочных лестниц), они также использовали веревочную и альпинистскую технику. Первым важным достижением стал спуск в пропасть Марьянщица глубиной 84 метра. За ней следовали Жигловица (82 м), Крвишка Окроглица (93 м), несколько ледяных пещер на Великой горе, пещера Тентера. По инициативе Вильема Путика они также исследовали 200-метровый новый тоннель в северном ответвлении пещеры Логарчек на Планинском поле.
Главным фотографом был Богомил Бриншек, который использовал плоскую магниевую ленту, намотанную на молоток, в качестве источника освещения в пещере. Его художественное изображение горных и пещерных сцен, часто в пикториалистическом стиле, привлекло многих людей к занятиям фотографией, как в свое время, так и много лет спустя, среди спелеологов прежде всего Ивана Тавчара и Йосипа Кунавера, брата Павла Кунавера.

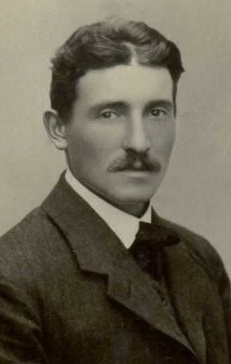
Богомил Бриншек

Общество стало широко известно, его участников пригласили исследовать пещеры в Пазине и Бадерне, в Истрии, где главным достижением стал спуск в пещеру Голешичка (Голешница) глубиной 97 м, в поисках подземного источника воды. До начала Первой мировой войны в 1914 году общество исследовало 133 пещеры.
Первая мировая война прервала деятельность общества, Богомил Бриншек погиб в первые дни войны, но члены DZRJL  продолжили спелеологическую работу. Павел Кунавер, будучи унтер-офицером австро-венгерской армии, участвовал в исследовании и использовании пещер Карстовой зоны для военных нужд. Позже он присоединился к специальной спелеогруппе под руководством лейтенанта Ивана Михлера, также члена общества, для исследования пещер в Трновском лесу и на Плато Банишице, в непосредственной близости от фронта на реке Соча. В 1917 году Кунавер и Михлер исследовали более сотни пещер военного назначения. 31 августа 1917 года они за один выход исследовали Бездну Рупа до глубины 146 метров, что оставалось рекордным достижением общества до 1965 года.

## Между двумя войнами
За два десятилетия после Первой мировой войны DZRJL зарекомендовала себя, как настоящая спелеологическая организация. Во время 1264 выездов и экспедиций было исследовано 742 пещеры.
Павел Кунавер опубликовал в 1922 году книгу «Kras in kraški pojavi» [Мир карста и его явления], первую словенскую научно-популярную книгу о карсте, чтобы пробудить словенскую общественность к спелеотуризму и спелеологии. Но подходящее время еще не пришло. И его вторая книга «V prepadih» [В пропастях], вышедшая в 1932 году, также не получила ожидаемого отклика. Деятельность DZRJL возобновилась в 1924 году, перейдя от полевых открытий карстовых пещер к научному изучению карстовых явлений. Общество располагалось в Зоологическом институте Люблянского университета. С 1927 года DZRJL возглавлял зоолог Йован Хаджи. Летом 1925 года были исследованы первые пещеры после Первой мировой войны: Златица и Говиц, частично затопленная родниковая пещера, обе расположены над Бохиньским озером и 4 пещеры в окрестностях города Шкофья-Лока. В 1926 году Йосип Перме, мэр села Понова Вас, обнаружил новую пещеру большого размера, позже названную в его честь Županova jama [Пещера мэра], которая вскоре стала одной из самых посещаемых туристических пещер Словении. В том же году члены DZRJL ее исследовали и составили карту (длина 710 метров и глубина 73 метра), а член общества Вальтер Бохинец опубликовал монографию о пещере под названием «Županova jama» - первый спелеологический трактат на словенском языке. Включает обширные инструкции по работе физического спелеолога в пещере. В 1927 году Роман Кенк и Альбин Селишкар основали одну из первых в мире лабораторий для изучения пещерной фауны в пещере Подпешка Яма.

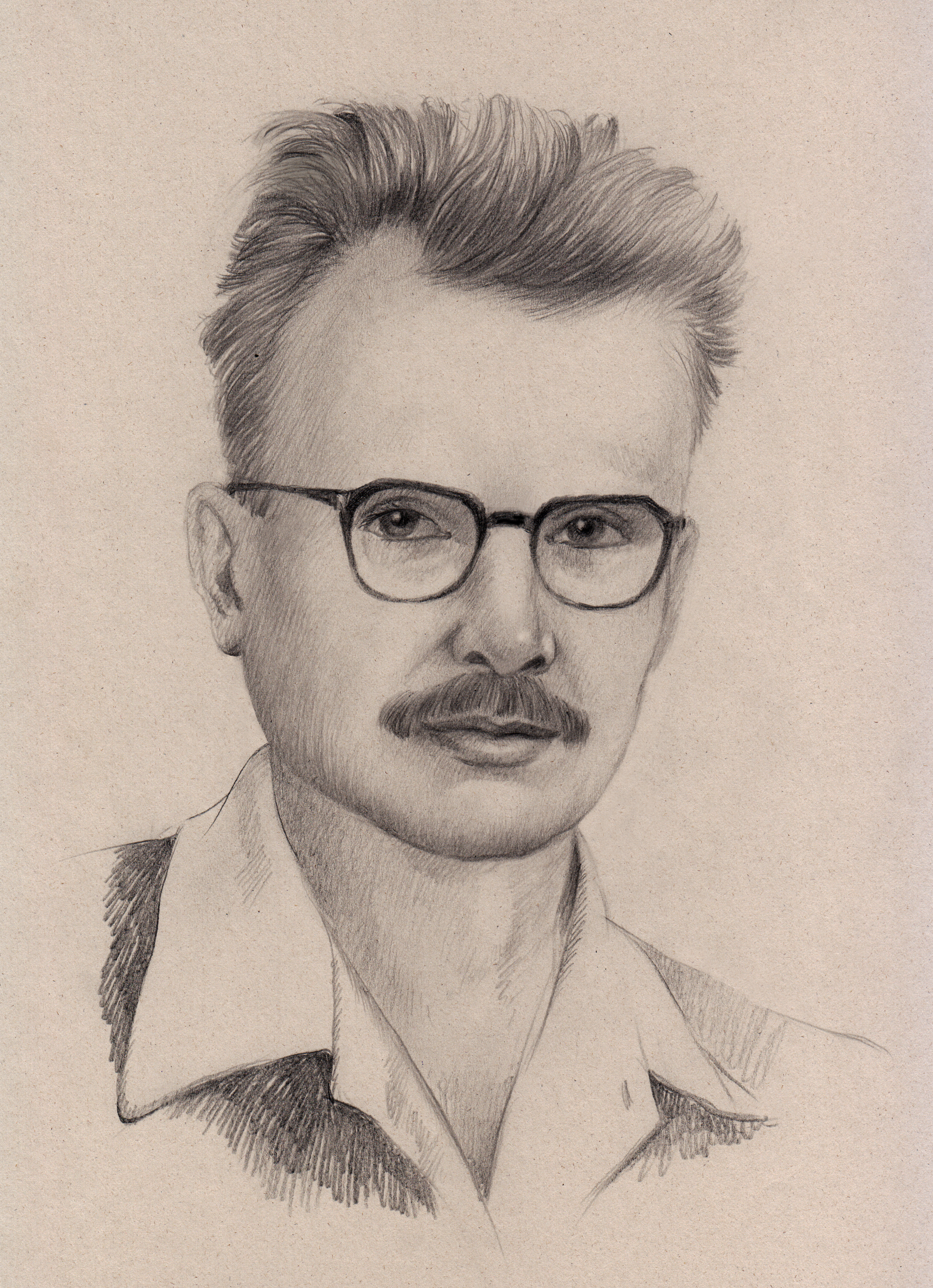
Альфред Шерко младший

В 1929 году общество проводило исследование пещер на более широкой территории карстового Лошко поля (окрестности города Лож). Главным достижением стало исследование и топосъёмка внутренних частей пещеры Крижна Яма, открытой в 1926 году. Было исследовано и закартировано более 5 километров водных тоннелей. В 1931 году DZRJL исследовало пещеру Вьетреница в Герцеговине и отсняло несколько километров тоннелей, что сделало ее самой длинной пещерой в Королевстве Югославия. В 1932 году члены общества снова начали поиск пещеры Липерта, утраченной после смерти ее первооткрывателя Вильема Путика в 1929 году. 12 августа 1932 года они нашли пещеру Крастача, позднее это пещера стала второым входом пещеры Найдена Яма (Липертова Яма). В 1933 году Альбин Селишкар совершил одно из первых в мире погружений в пещеру в водолазном скафандре в поноре Под Стенами на северной окраине Планинского поля. Середина 1930-х годов была временем бума филиала DZRJL в городе Логатец. Под руководством Ивана Долара они систематически исследовали пещеры в окрестностях Логатца и проникли до конца рукава Блата в Крижной Яме. В 1937 году, когда члены общества осматривали территорию над оврагами реки Уница в поисках пещеры Липерта, Альфред Шерко-младший с помощью топосъемки, основанной на земельном кадастре, составленной горными инженерами Керсничем и Лучовником из Любляны, обнаружил вход в эту пещеру (Альфред Шерко-старший, его отец, был известным словенским неврологом и психиатром). Верхняя часть пещеры точно соответствовала описанию Путика и его карте, но, поскольку водный тоннель был намного меньше, Шерко пришел к выводу, что пещера не та, и назвал ее Найдена Яма. В 1938 Шерко реорганизовал спелеоатлас (реестр пещер) DZRJL - он рассортировал архив экскурсионных записей по пещерам, присвоил им кадастровые номера и составил Список пещер. В конце 1930-х годов Шерко и Любо Подпац организовали исследование пещер вдоль границы с Италией. Также был проведен тщательный поиск пещер на плато Покойище и на Бегунском Равнике. В 1939 братья Иван и Душан Кущер ныряли в Mаlo okence [Маленькое Окно] (глубина 8 метров) и Veliko okence [Большое Окно] (первый сифон глубиной 4 метра и длиной 10 метров), карстовые источники реки Любляница возле города Врхника, с водолазным снаряжением собственной разработки и производства. С 1926 года главным фотографом DZRJL был Франци Бар, который использовал фотовспышку в качестве освещения в пещерах. Он также усовершенствовал пещерную стереофотографию.

## Найдена и Жанкана Ямы
После неспокойных времен 1940-х годов общество достигло второго пика своего развития в 1960-х годах с открытием большой пещеры, когда в 1963 году прорвали узкий проход в конце пещеры Найдена яама (Липертова яама), и исследованием глубоких пещер в Словении. такие как Триглавско-Брезно и Медведова-Конта на плато Поклюка, а также самой глубокой пещере в Югославии, Жанканой Ямы.
Во время Второй мировой войны Вальтер Бохинец и Йован Хаджи спрятали архив общества в помещении Национальной и университетской библиотеки в Любляне. Поскольку отряды Словенского антинацистского сопротивления часто использовали пещеры в качестве укрытий, расположение и карты пещер в этом архиве имели большое военное значение. Архив Кочевского отдела DZRJL хранился в Кочевье и сгорел в декабре 1943 года во время Битвы при Кочевье. Сохранилось лишь несколько фрагментов, хранящихся в главном архиве (например, хороший план пещеры Водная Яма возле села Клиня вас).
В 1945 году деятельность DZRJL возобновилась, также начались исследования во вновь доступном Прибрежном Карсте. Все это нашло отражение в книге Шерко и Михлера: Постойнска Яма и другие достопримечательности Карста. В 1948 году общество понесло огромную утрату из-за внезапной смерти Альфреда Шерко. Во время спелеологической поездки в Истрию он вышел из машины, которой управлял, и, когда он все еще держался за дверную ручку, в машину попала молния, убив его, но остальные пассажиры в машине не пострадали - кузов подействовал как клетка Фарадея. Его обязанности взял на себя Иван Михлер, и начались плановые исследования подземелий между Планиной и Постойной. Павел Кунавер успешно продвигал спелеологию, организуя экскурсии в пещеры в рамках внеклассных занятий в средней школе Любляны, где он работал учителем. В 1950, во время экскурсии в Планинскую Яму, в рукаве реки Рак этой пещеры была обнаружена бифуркация. В 1951 в Большой ледяной пещере в Парадане обнаружили новую часть, глубина пещеры увеличилась до 120 м. Последовали первые крупные открытия в пещерной сети Постойнской-Ямы, спустя почти десять лет. В том же году был открыт филиал DZRJL в Постойне. Его основной областью исследований была пещера за Предъямским замком, где обнаружили большую сеть тоннелей. В 1954 году в Постойне прошел Первый югославский спелеологический конгресс, организованный в основном членами DZRJL. В соответствии с уставом Ассоциации Спелеологов Югославии, который требовал наличия главной организации в каждой из союзных республик Югославии, DZRJL было переименовано в Общество исследования пещер Словении (DZRJS).

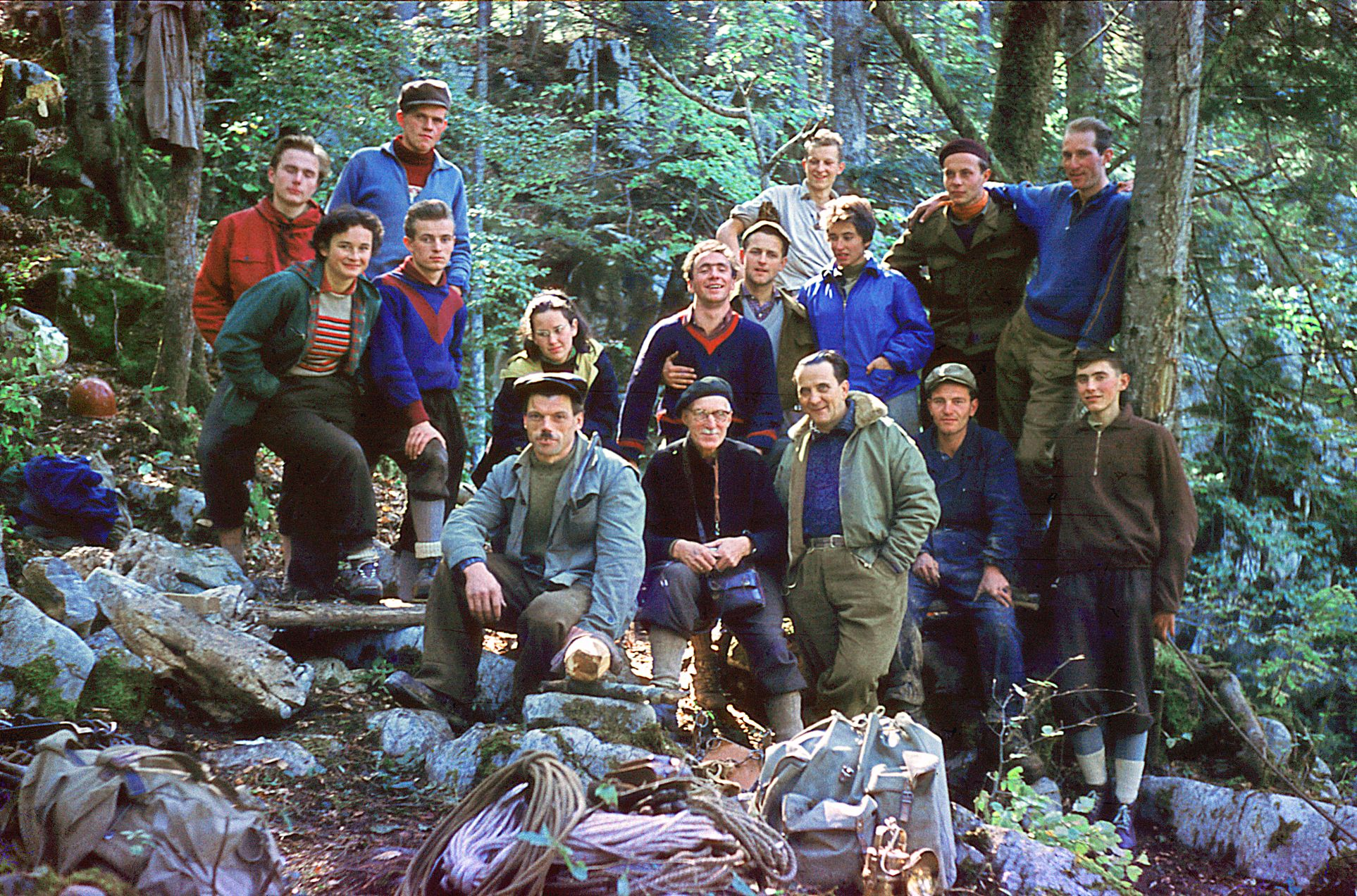
В пропасти Градишницы, 1957 год

Из-за разных взглядов на спелеологию и деятельность общества между молодым и старым поколениями возникли открытые споры. Душан Новак и Миран Маруссиг, представители молодого поколения, были исключены из общества в 1954 году. В 1955 году с помощью Маруссига Новак основал Спелеологическую секцию Железнодорожного альпийского клуба, вторую спелеологическую организацию в Любляне, а Маруссиг вернулся в DZRJS. В 1957 году Постойнское отделение общества стало Спелеологическим обществом "Лука Чеч". В 1958 совместно с DZRJS организовали экспедицию в одну из самых глубоких пещер Язбен (-334 м), и обнаружили несколько новых тоннелей. В 1959 году Казимир Драшлер, Йоже Штирн и Йоже Мушич нырнули через 10-метровый сифон в Веселовой Яме недалеко от Церкницы (исток реки Жеровнишчица), и Мушич сделал первые фотографии с другой стороны сифона в словенских пещерах. В 1960 члены общества исследовали Брезно при Медведови конти на плато Поклюка с одним из крупнейших, известных на то время пещерных залов. В том же году состоялось первое исследование пещер на высокогорном плато (Кришки поди) Юлийских Альп. В 1961 была проведена большая всесловенская экспедиция DZRJS, во время которой было достигнуто дно пещеры Триглавско Брезно (высота входа 2377 м, глубина 260 м). В 1962 году местные отделения DZRJS в Словении стали независимыми спелеологическими обществами, зарегистрированными в местных муниципалитетах, а DZRJS было переименовано в Jamarski klub Ljubljana [Люблянский спелеоклуб], в котором буква M (Matica=родитель, JKLM) была добавлена в 1966 году.

Обзорная карта Найденой Ямы

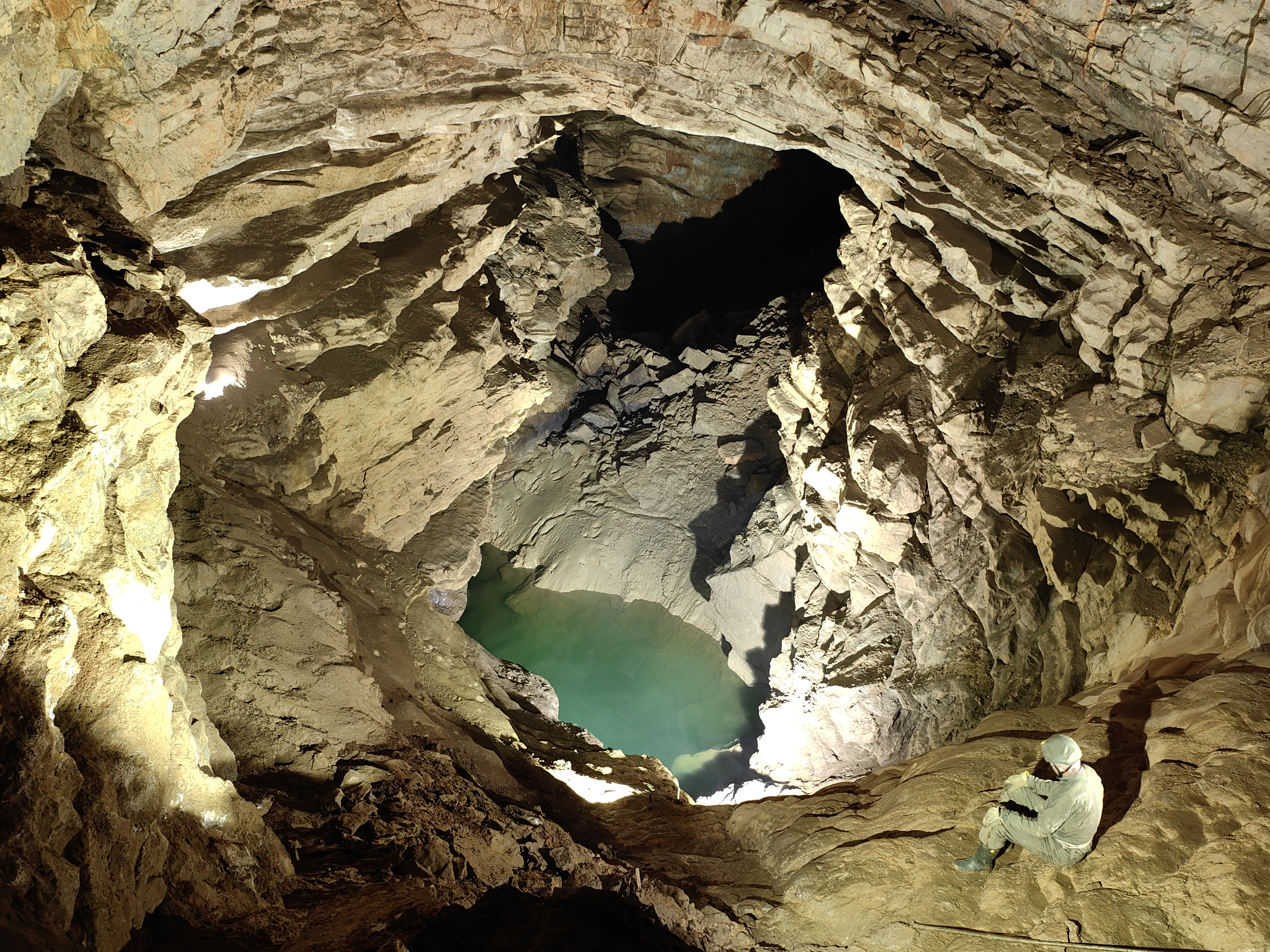
Великий колодец в Найденской Яме

Весной 1963 года группа молодых членов общества пробралась во внутренние районы Найденой Ямы. Пещера, открытая Путиком в 1886 году как Липертова Яма, длиной 200 метров, после смерти Путика была утеряна, а в 1937 году её заново открыл и переименовал Шерко. В конце пещеры был меандр с сильной тягой, слишком узкий для прохода. На то, чтобы его раскопать, ушло несколько месяцев. Уже в 1963 году длина пещеры была около 1 км, а в 1964 году дальнейшие открытия: Путикова дворана, Пипарски и Борисов тоннель увеличили общую длину до более чем на 2 км. Летом 1963 года по инициативе члена общества Юрия Кунавера, географа и сына Павела Кунавера, состоялась первая экспедиция в горы Канинского массива в Западных Юлийских Альпах.
В 1965 году члены общества продолжили исследование и топосъемку Найденой Ямы. Они детально осмотрели район  Лански-Врх и продолжали исследования на Канине и горе Крым (к югу от Любляны). На Канине, в Приможево-Брезно (-175 м, им. Приможа Кривица), был побит рекорд глубины в пещере, открытой и исследованной только членами этого общества. После 4-го Международного спелеологического конгресса в Любляне и Постойне, во многом организованного обществом (1965) произошла смена поколений в руководстве общества. В 1966 на Канине было обнаружено и исследовано несколько пещер глубиной более 100 м. В Приможево-Брезно установлен новый рекорд глубины общества в собственной пещере - 197 метров. Большая группа из DZRJL приняла участие в экспедиции в Полошкую Яму, где члены JKLM обнаружили главное продолжение. Милан Орожен и Уго Фонда нырнули через 12-метровый сифон между Чрной и Пивкой Ямой в пещерной сети Постойнской-Ямы. Это стало началом современного дайвинга в словенских пещерах. Под руководством Томажа Планины после 1967 г.  последовали экспедиции в глубокие пещеры. В том же году была открыта Люблянская Яма под горой Когель в Камникско-Савиньских Альпах. В 1968 году были исследованы Липишская Яма с чистой вертикалью глубиной 210 м и несколько глубоких пещер на Канине. Члены общества достигли глубины 300 м (пещера простирается вверх от входа) в Полошкой Яме.

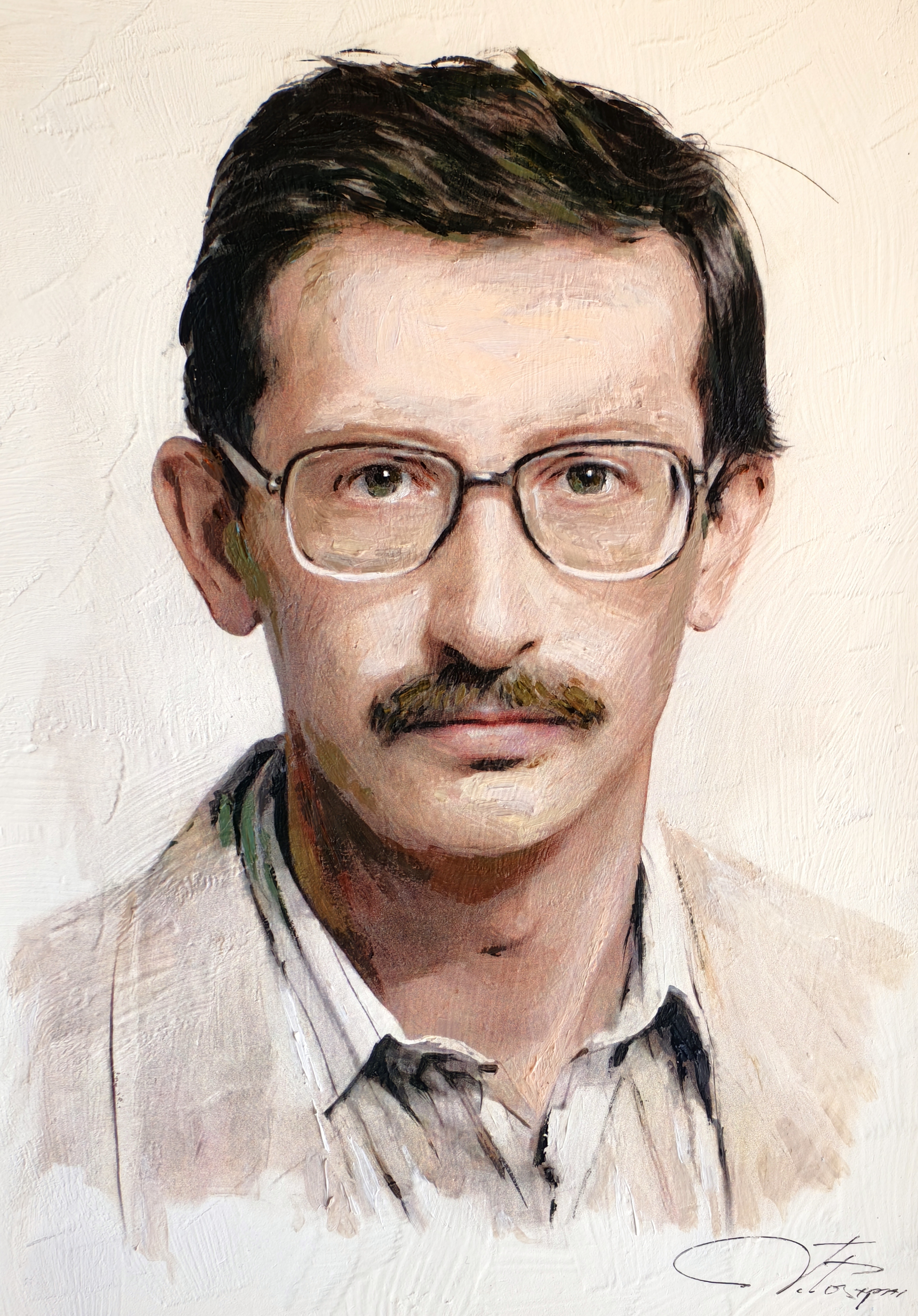
Примож Кривиц

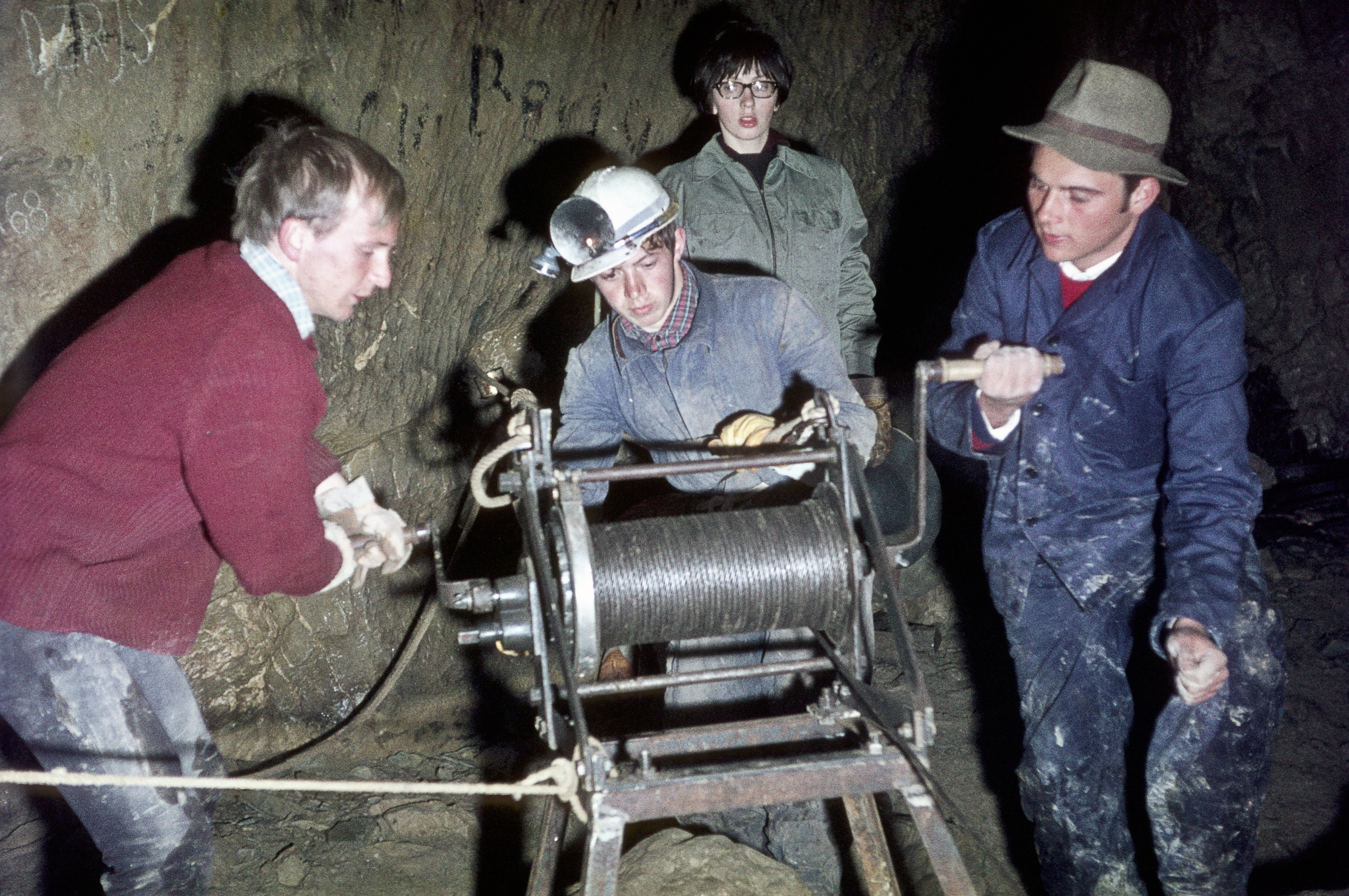
Ручная лебедка для спуска в 200-метровый колодец, Жанкана Яма, 1968 год

Среди достижений 1968 года наибольший резонанс имела экспедиция в составе 20 человек в пещеру Жанкана Яма недалеко от Рашпора, в хорватской части Истрии. Это понор ручья - после входного каскада небольших колодцев открывается большой колодец глубиной 200 м. В годы между Первой и Второй мировыми войнами Истрия принадлежала Италии, пещера называлась Abisso Bertarelli [Бездна Бертарелли], исследовалась в 1924 и 1925 годах. Имея глубину 450 м, она была известна, как самая глубокая пещера в мире с 1924 по 1926 год. После 1959 года это была самая глубокая пещера в Югославии, до Готовжа (также в Истрии, −420 м) и Язбена (Словения, −365 м). Как это часто случалось раньше, итальянские топосъемки пещер в Словенском приморье во времена перед Второй мировой войной показывали большую глубину, чем она была на самом деле - одной из целей экспедиции стала новая топосъемка пещеры. Экспедиция достигла дна пещеры на глубине 346 м и продолжила исследование по длинному, низкому горизонтальному тоннелю до Словенского сифона, согласно новым измерениям на глубине 361 м. Эта глубина переместила пещеру с первого на третье место в югославском рейтинге глубоких пещер. В конце 1968 года Примож Кривиц, Марьян Юван и Ренато Вербовшек исследовали и измерили входную часть пещеры Мала Бока возле Бовца и внесли ее в Словенский спелеоатлас.
Следующие экспедиции JKLM в Готовж и Язбен сократили глубину Готовжа до 320 м, а Язбена до 334 м – и таким образом Жанкана Яма снова заняла первое место. Эти три достижения поставили общество на вершину югославской спелеологии. В 1969 году члены JKLM участвовали в международных экспедициях в Польшу, в Пещеру Вельку Снежну и Яскинию Псе, сделали топосъемку Восточного тоннеля пещеры Kačna jama [Змеиная пещера] возле Дивачи, и три члена общества приняли участие в крупнейшей международной спелеологической экспедиции в пещеру Гуфр-Берже во Франции. 26 октября член общества Антон Сува погиб во время топосъемки пещеры Пекель [Ад] возле Шемпетера в Савиньской долине.

## Пещеры на горе Пршивец

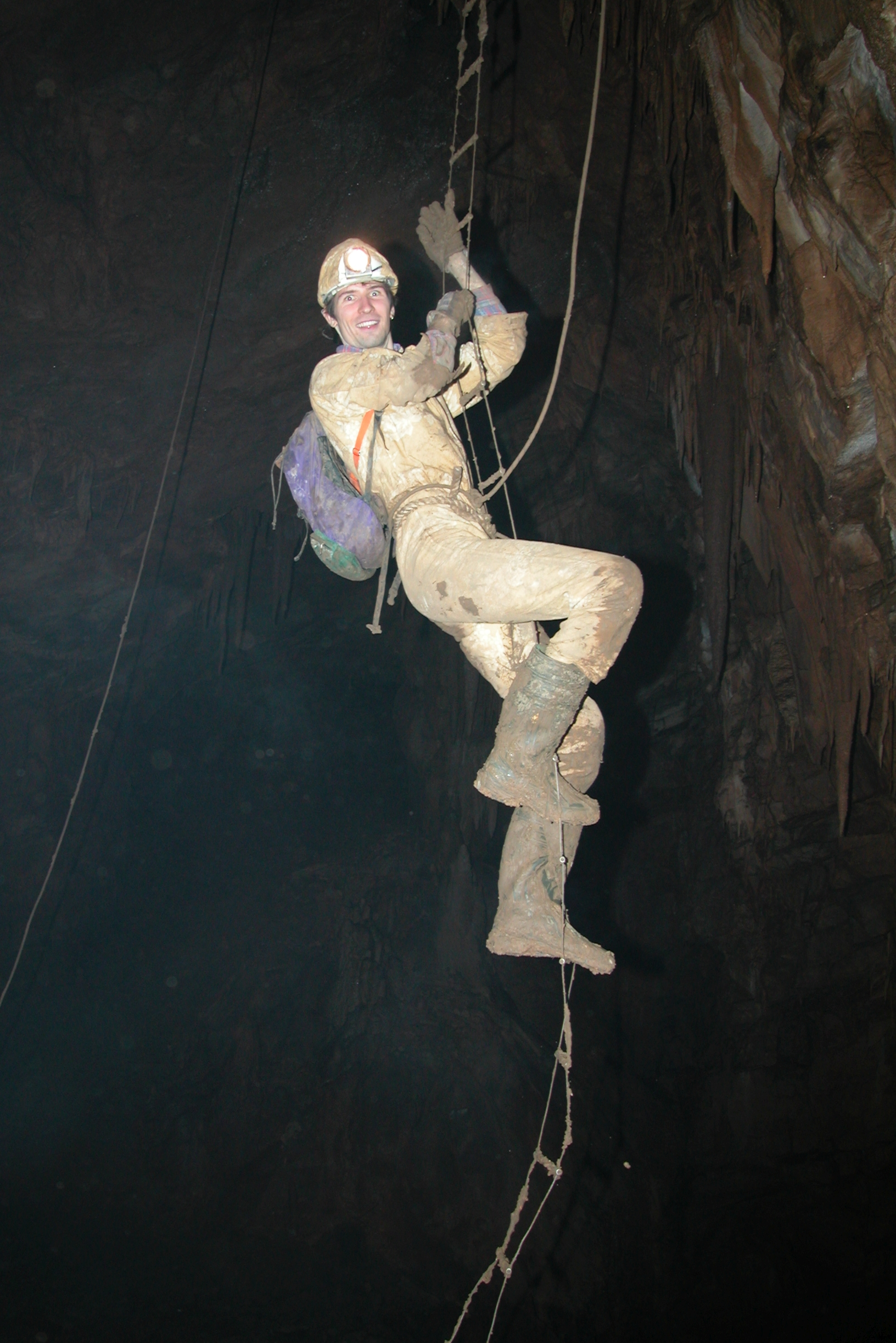
Подъем по «спелео» лестнице

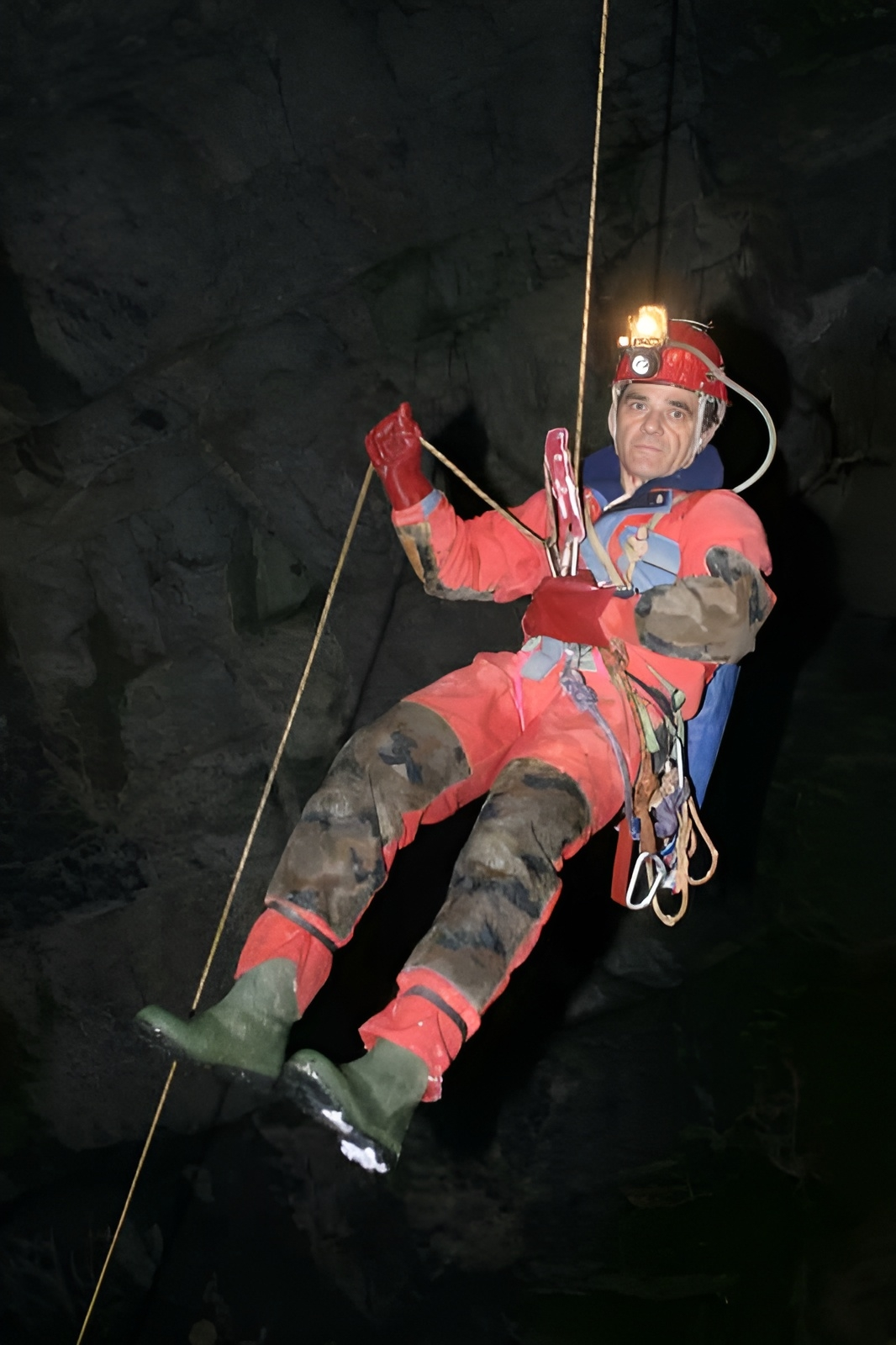
Техника одной верёвки

Замена тросовых лестниц для спуска и подъема на вертикальных участках пещер на технику одной верёвки, где снаряжение в несколько раз легче и менее громоздко, позволило перейти от исследования пещер, расположенных на равнинах к пещерам в горах. После Полошкой Ямы ниже юго-западной окраины горного хребта к югу от Бохиньского озера и первых экспедиций в пещеры Канинского хребта в 1960-х годах, в 1970-х и 1980-х годах карст на склоне горы Пршивец (2056 м) к северу от Бохиньского озера стал основным районом исследования для общества.
1970 - в Люблянской Яме рекорд глубины, которого достигли члены общества в собственных исследованиях общества в был превышен в несколько раз, до 279 м. Впервые в Югославии в Полошкой Яме была превышена глубина 500 м, и спустя двадцать лет пещера, расположенная на территории этой страны вновь появилась в мировом списке глубоких пещер. Дайверы достигли новых глубин в озере Дивье, Жеровнице, в пещере Постойнска-Яма, в Ткальца Яме и в пещере Планинска Яма. Члены DZRJL участвовали в новых открытиях в пещерной сети Пьяджа Белла на франко-итальянской границе. В 1971 году исследования пещеры Полошка Яма увеличили ее глубину до 685 м, рекорда глубины в Югославии. Некоторое время пещера входила в двадцатку самых глубоких в мире и первой среди пещер, исследованных снизу вверх.

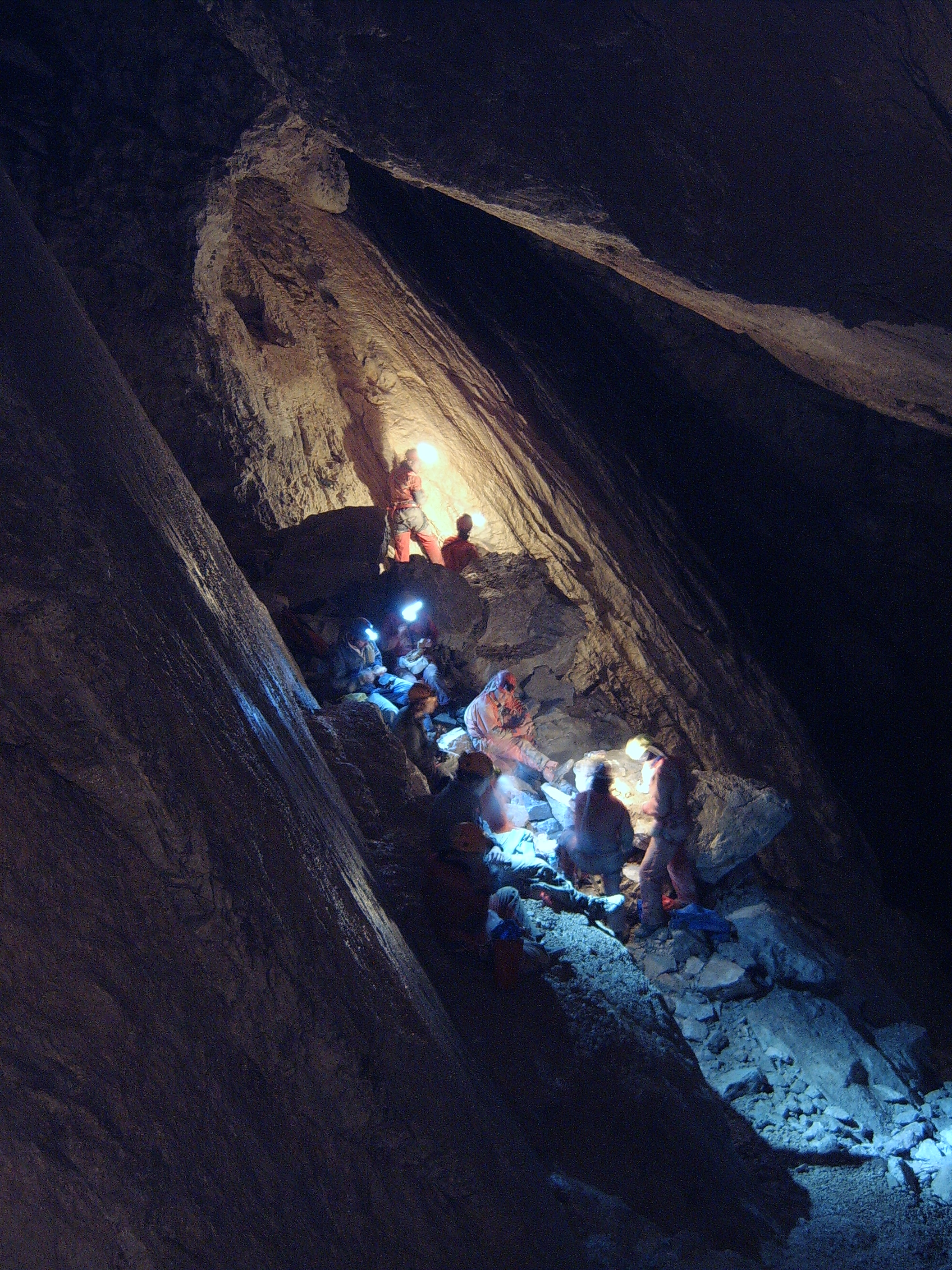
Полошка Яма

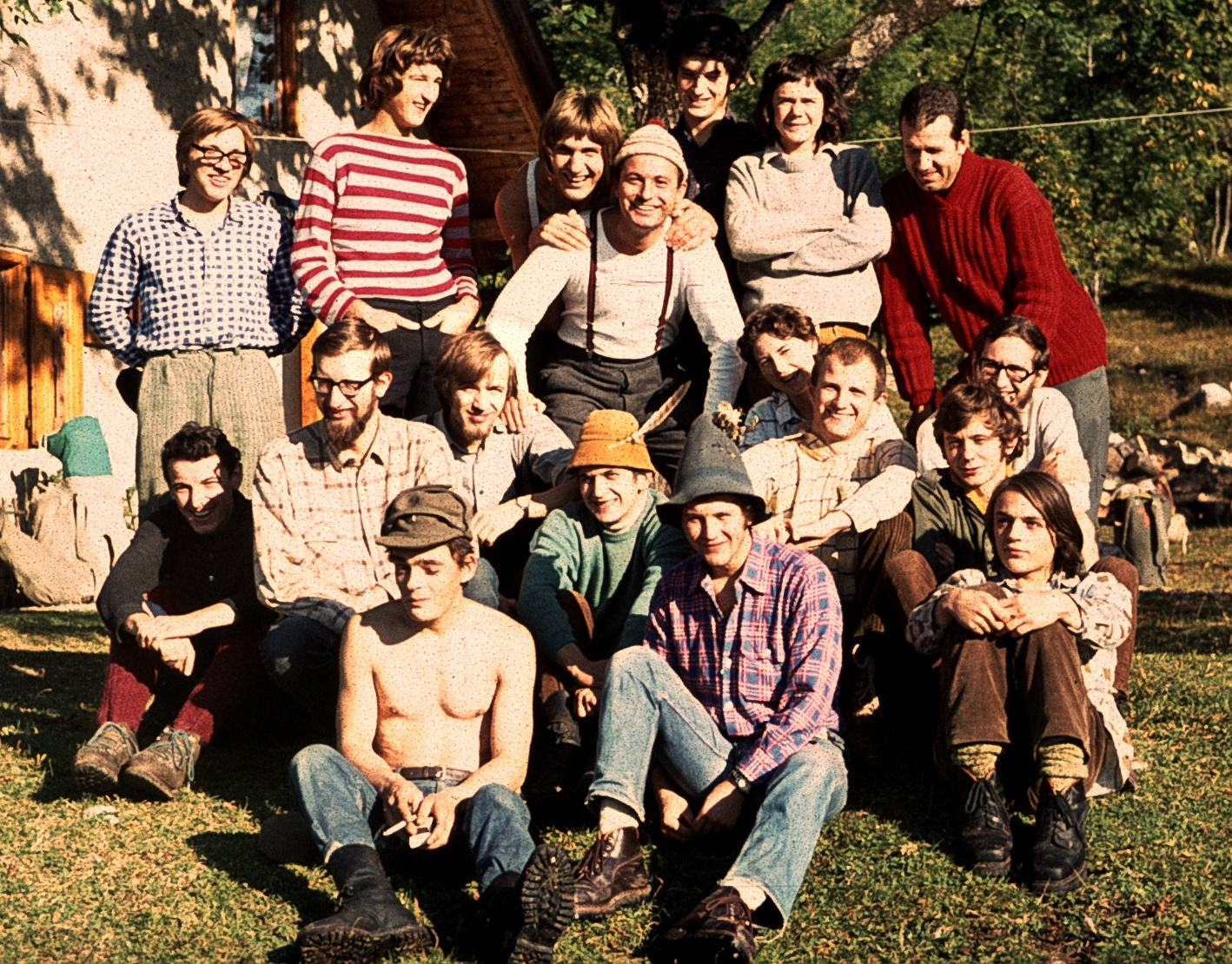
Экспедиция в Бездну у Головы Серны

В 1972 году общество вернулось к своему традиционному названию: Люблянское общество исследования пещер (DZRJL). В сентябре состоялась экспедиция в Brezno pri gamsovi glavici [Бездна у Головы Серны] над Бохиньским озером. Пещера была открыта в 1969 году членами Спелеологической секции Железнодорожного альпийского общества и исследована до глубины 40 м, в 1970 году — до 170 м, в 1971 году — до 475 м и в августе 1972 года — до 615 м, при участии Юрия Анджелича-Йетия из DZRJL. Поскольку глубины колодцев были лишь оценены, целью экспедиции DZRJL, в которую входил Йети, была топосъемка пещеры и поиск возможного продолжения. Глубину пещеры скорректировали до 444 м, и она по-прежнему была второй по глубине в Югославии, а также было обнаружено продолжение. В последующие годы дальнейшие экспедиции общества углубили пещеру до 819 м.
Йоже Пирнат опубликовал книгу «Jamarska tehnika» [Техника спелеологии], первую словенскую книгу на эту тему. В 1973 году на Канине обнаружили несколько глубоких пещер, переплыли сливной сифон в Пивка Яме, а Радо Смерду снял на 8-миллиметровую пленку пещерный фильм «В мире без солнца».

3D-модель пещеры Скеднена Яма

В 1972 году член общества Примож Якопин на 6-м Югославском спелеологическом конгрессе в Липице предложил оценивать пещеры не только по длине и глубине, а в первую очередь по объему.
В 1974 году он разработал трехмерную модель для представления пространства пещеры и вместе с Якой Якофчичем провел первую 3D-топосъемку пещеры, Скедненой Ямы. К 1979 году он разработал программный инструмент для 3D-моделирования и рассчитал основные параметры для этой пещеры по 305 измеренным точкам в 51 профилях: длина 205 м, площадь поверхности 8900 м2 и объём 6500 м3, с оценкой погрешности объёма менее 5%. В 1981 году с командой из девяти человек он измерил более крупную пещеру Мачковица, которая также расположена на северной окраине Планинского поля. Они использовали два больших деревянных гониометра с закрепленным наверху фонариком, имеющим узконаправленный луч света, для измерения углов к недоступным точкам потолка по парам классически измеренных точек пола. Трехмерная модель имела 106 профилей с 709 точками; в результате длина пещеры составила 650 м, а объем - 38 800 м3 с оценкой погрешности объема менее 2%. В 1984 году Даниэль Ройшек из DZRJL и его группа измерили 54-метровый сегмент зала Мартеля в конце пещеры Шкоцьянске-Яме. У них получился объем 220 000 м3,, что составляет десятую часть общего объема зала (2 200 000 м3), который английские спелеологи измерили в 2018 году.
В августе 1974 года в пещере Ткалца Яма в Раковом-Шкоцьяне произошел первый несчастный случай в Югославии при погружении в пещере. Янко Петковшек из Спелеологического общества Логатец не вернулся с погружения в конечном сифоне. Двум членам спасательной команды из DZRJL, Борису Скету и Антону Прапротнику, впервые удалось переплыть сложный сливной сифон глубиной 26 метров и длиной 147 метров. По другую сторону сифона находился водный тоннель длиной 2 км, но тело Петковшека так и не было найдено.

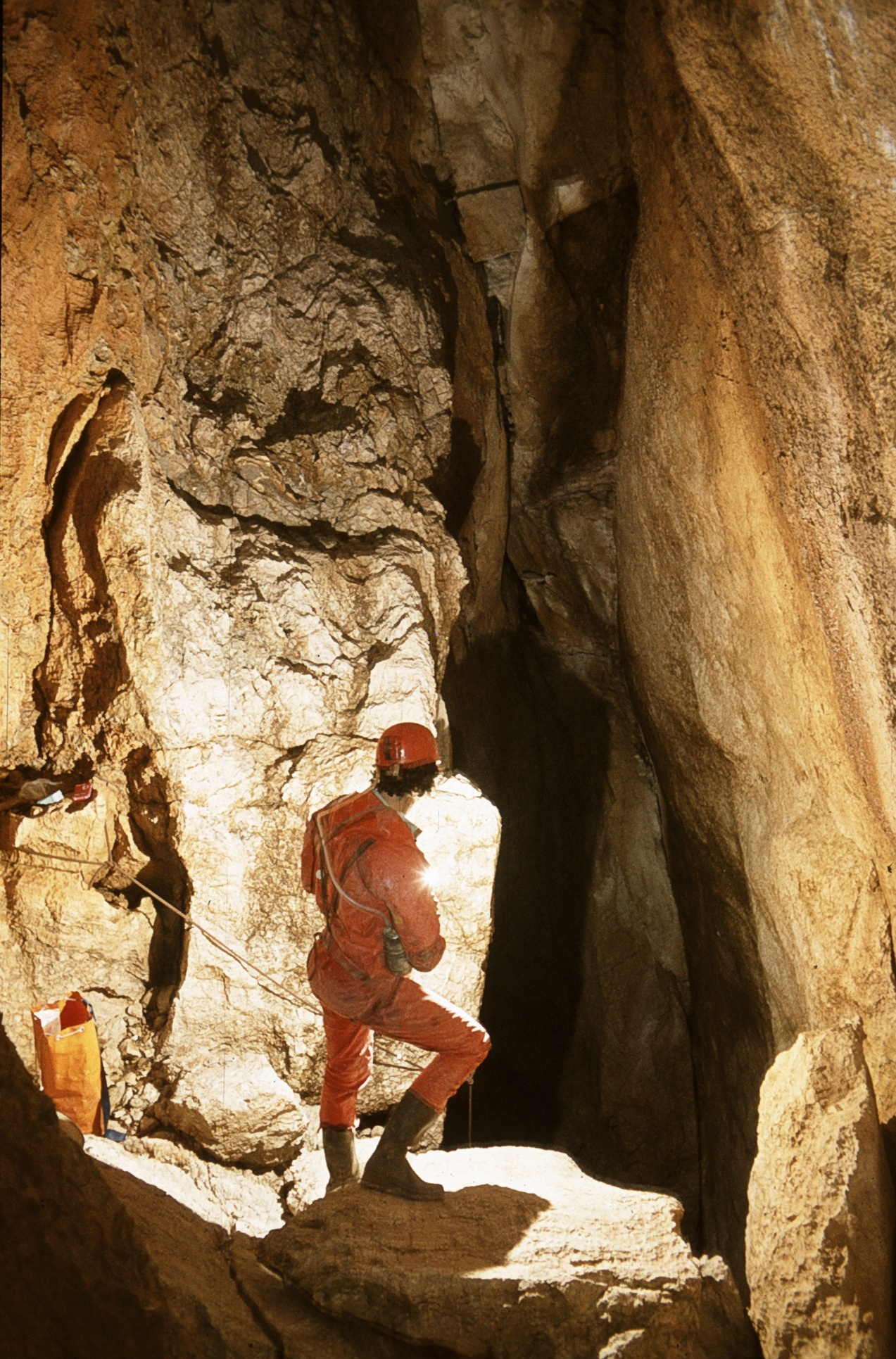
Майская Яма

В 1975 году дайверы общества переплыли сифон источника Бока возле города Бовец и 240-метровый сливной сифон Пивка Ямы, часть пещеры Постойнска-Яма. По другую сторону этого сифона они обнаружили 300-метровый сухой тоннель. В 1976 году, после пяти лет работы, члены DZRJL открыли верхний вход в Полошкую Яму, что увеличило глубину пещеры до 705 м. Всего к концу года на Канине было исследовано более 300 пещер. В 1977 году они поднялись на вершину 120-метрового камина в канале Ханке пещеры Шкоцьянске-Яме. В 1978 году в пещере «Бездна у Головы Серны» была достигнута глубина 612 м, а в 1979 году — 758 м. Радо Смерду снял на 16-миллиметровой пленке фильм «Neuhojene poti» [Непроторенные тропы] и принял участие в съемках фильма «Kje so tiste stezice» [Где те тропинки] о биологе Эгоне Претнере. В 1980 году на горе Пршивец над Бохиньским озером была обнаружена и исследована Майская Яма, в которой была достигнута глубина 420 м. Два члена общества приняли участие в югославской экспедиции в самую глубокую на тот момент пещеру во Франции: Гуфр де ла Пьер Сен-Мартен (-1332 м) и в пещеру Гуфр-Берже. Вместе с соавтором Вилком Филачем Радо Смерду получил специальный приз жюри на 3-м Международном фестивале пещерного кино в Ла-Шапель-ан-Веркор за фильм «Где те тропинки». С 1981 по 1983 продолжались исследования на горе Пршивец, пещер Бездна у Головы Серны и Майская Яма, в которой была достигнута глубина 592 метра. В 1984 году Радо Смерду, президент общества, утонул во время каньонинга в ущелье Предасель реки Камнишка Бистрица. С 1985 по 1988 год члены общества посетили «Антро-дель-Коркья» (-1210 м, в Апуанских Альпах) и пещеру «Сплуга-делла-Прета» (-877 м, на плато Лессиния над Вероной), в Италии. На горе Пршивец они исследовали пещеру Пингвина, Бездну Мартина Крпана, пещеру Цефизла и пещеру Ботрова Яма. Последнюю из упомянутых пещер соединили с пещерой Бездна у Головы Серны, в результате чего глубина этой пещеры увеличилась до 819 м. Главным фотографом общества в 1970-х и 1980-х годах был Томаж Планина, ученик и преемник Франци Бара. Планина отказался от магниевой вспышки как средства освещения из-за сильного загрязнения воздуха в пещерах при её применении, и стал первым, кто усовершенствовал использование электронной вспышки в пещерах.

## Пещеры Канина, Поклюки и Поляны

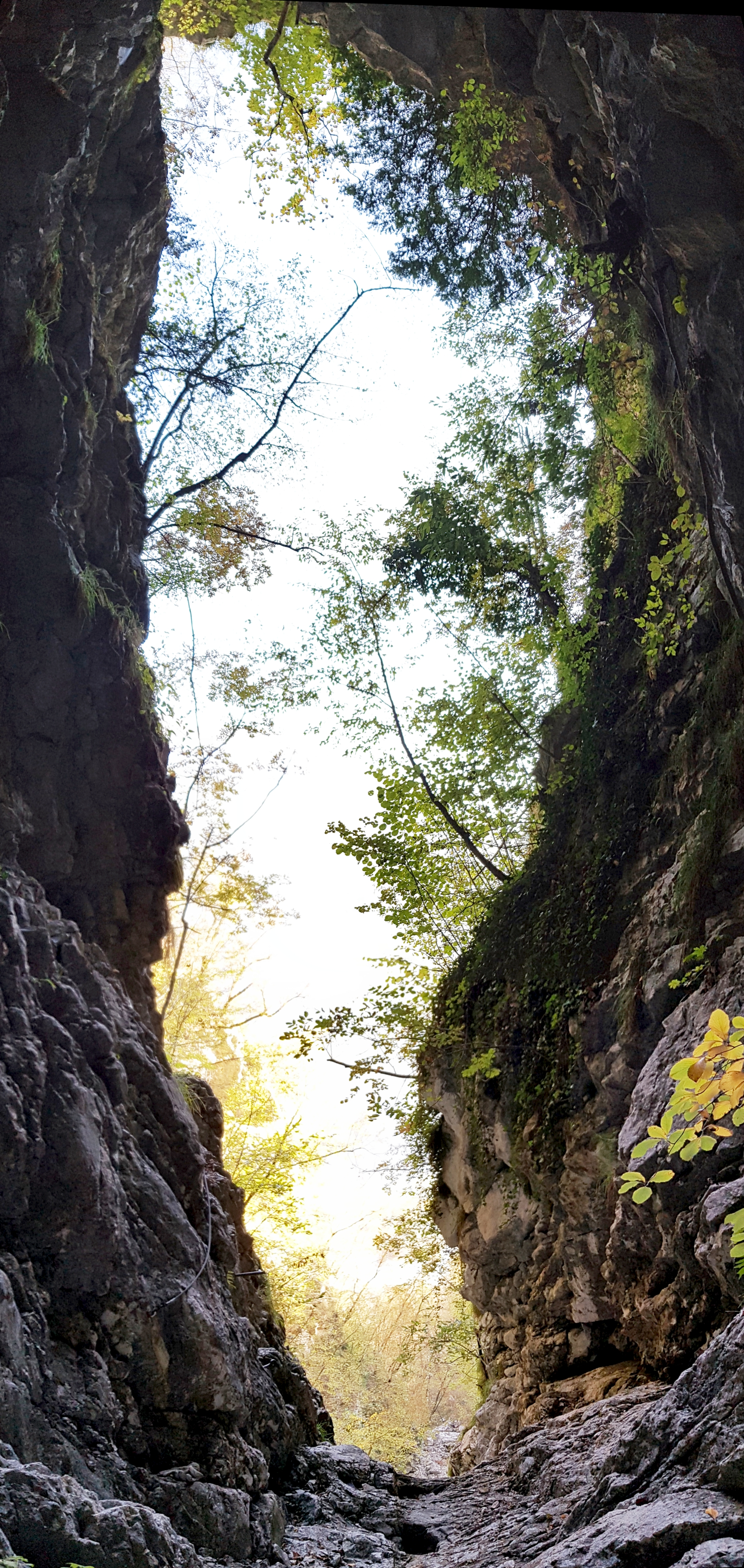
Вход в Малую Боку, один из возможных выходов проекта Kanexit

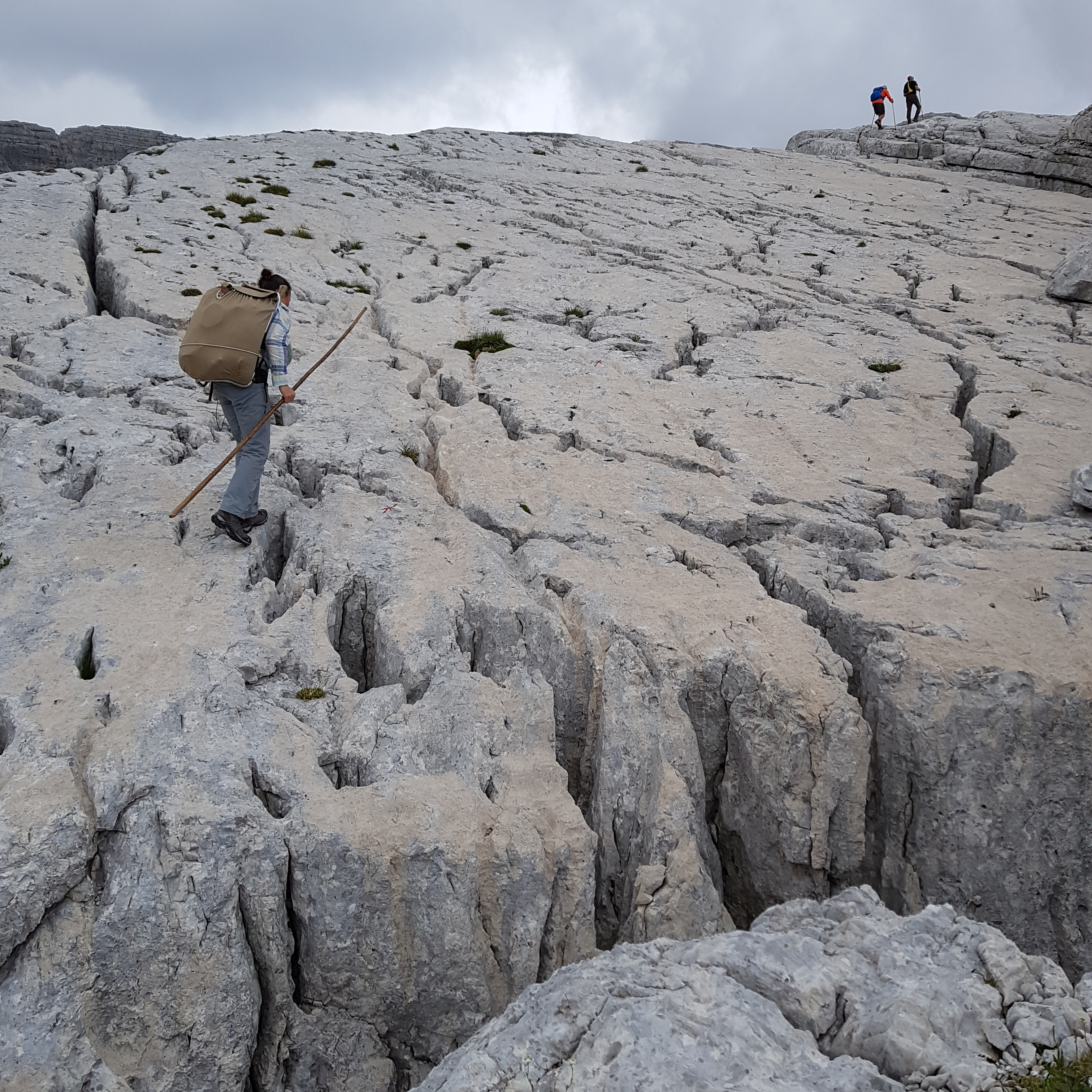
Плато Канин, 2200 метров над уровнем моря

Наибольшие достижения общества за последние десятилетия связаны с открытием и исследованием глубоких пещер на плато, находящеся на высоте 2200-2350 метров над уровнем моря (в 2022 году там было известно 800 пещер), под вершинами Канина и близлежащего Ромбона, хребтов на словенско-итальянской границе, где расположено около десятой части всех пещер мира глубиной более 1000 метров. После 2005 года основной целью стал проект «Kanexit» [Канексит], соединение этих пещер с пещерой Мала Бока. Пещера имеет два входа, нижний в долине реки Соча, на высоте 433 метра над уровнем моря, и верхний (пещера BC4 = БЦ4) на высоте 1730 метров, на Канине. Цель проекта «Канексит» поиск и исследование пещеры глубиной 1900 метров.
В 1989 году члены DZRJL участвовали в исследовании пещеры Скалярьево-Брезно на Канине, самой глубокой в то время югославской пещеры, где экспедиция, состоящая из участников нескольких спелеосообществ, достигла глубины 911 метров. В октябре по приглашению спелеологов из Триеста Франци Габровшек и Грегор Пинтар приняли участие в походе «-1000» в Črnelsko brezno [Чернельскую бездну] на словенской стороне Ромбона, которая была первой пещерой в Словении глубиной более 1000 метров. В январе 1990 года общество участвовало в словенско-итальянской спасательной экспедиции в этой пещере, в результате которой спелеолог из Триеста погиб при спасении раненого коллеги. 28 июля спелеологи DZRJL обнаружили вход в пещеру Вандима (Vandima, сбор винограда на словенском прибрежном диалекте, название происходит от итальянского слова vendemmia). В 1991 году летний спелеолагерь общества был перенесен из традиционного места на горе Пршивец над озером Бохинь на плато Ромбона. В Вандиме в 1991 и 1992 годах были исследованы четыре ветви пещеры, в результате чего были достигнуты глубины 398, 600, 650 и 550 метров. За семь экспедиций с марта по июль 1993 года в Вандиме члены общества достигли глубины 1042 метра. Словенские спелеологи впервые преодолели тысячеметровую отметку, и этим достижением общество утвердилось на спелеологической вершине страны. В 1994 году в пещере Brezno pod Velbom [Бездна-под-Вельбом] был обнаружен самый глубокий (внутренний) колодец в мире глубиной 501 метр. По состоянию на 2022 год он занимал седьмое место. В 1996 члены DZRJL приняли участие в международных спелеоэкспедициях в пещере Сан-Висенте в Бразилии, итальянской экспедиции в пещеры каньона Ла-Вента в Мексике и экспедиции в Пакистан.

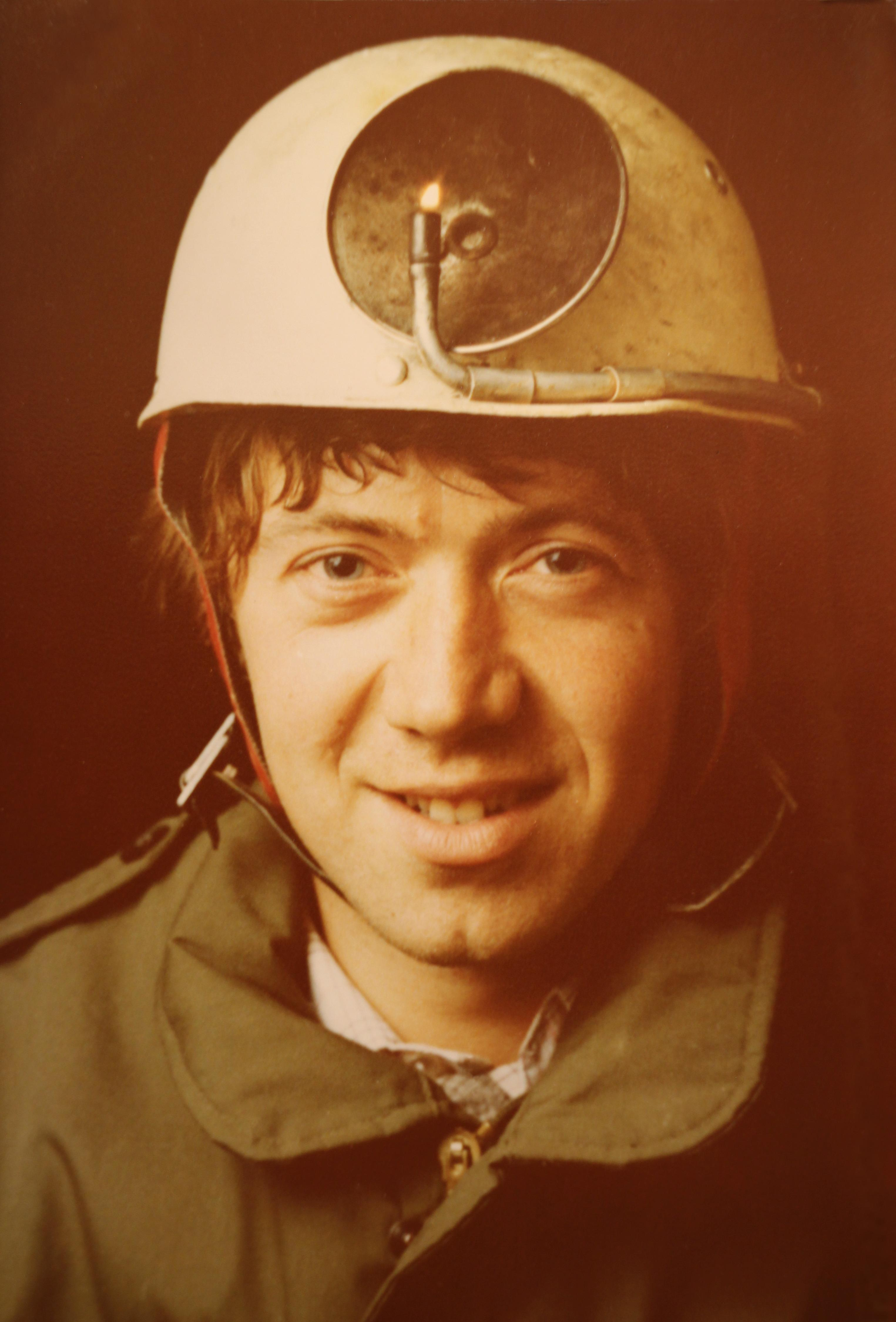
Ренато Вербовшек - Рене

В 1997 году летний лагерь общества был перенесен из Ромбона на Канин. Участники достигли дна Бездны-под-Вельбом, на глубине 852 метра. Осенью DZRJL организовало собственную экспедицию в пещеры Омана, спелеологи исследовали и закартировали 4,5 км новых ходов. Самая большая исследованная пещера Коноф имела глубину 223 метра и длину 1508 метров. В спелеоатласе DZRJL, которым руководила Доротея Верша, создали электронный список рассылки, который вскоре стал основным средством обмена информацией между словенскими спелеологами. В 1998 году несколько экспедиций в Горьянскую Пещеру над селом Горье недалеко от Бледа, увеличили длину пещеры на 2 км. Спустя много лет члены общества нашли продолжение в Найденой Яме. Общество приняло участие в поисках продолжения в пещере Скалярьево-Брезно на Канине. В октябре Йоже Пирнат-Йозл обнаружил вход в Renejevo brezno [Бездна Рене] на плато Канин, названную в честь Рената Вербовшека-Ренета, погибшего за несколько дней до этого в автокатастрофе. В 1999 году в ходе 14 выездов эту пещеру углубили до 750 метров, а Марьян Баричич открыл пещеру P 4 [П 4] или Brezno rumenega maka [Бездну Желтого Мака]. С помощью дайв-клуба Норик-суб был преодолен первый сифон в пещере Ponor polne lune [Понор полной луны] на Плато Баньщице и, наконец, был достигнут последний сифон, на глубине 430 метров, в 2 километрах от входа.

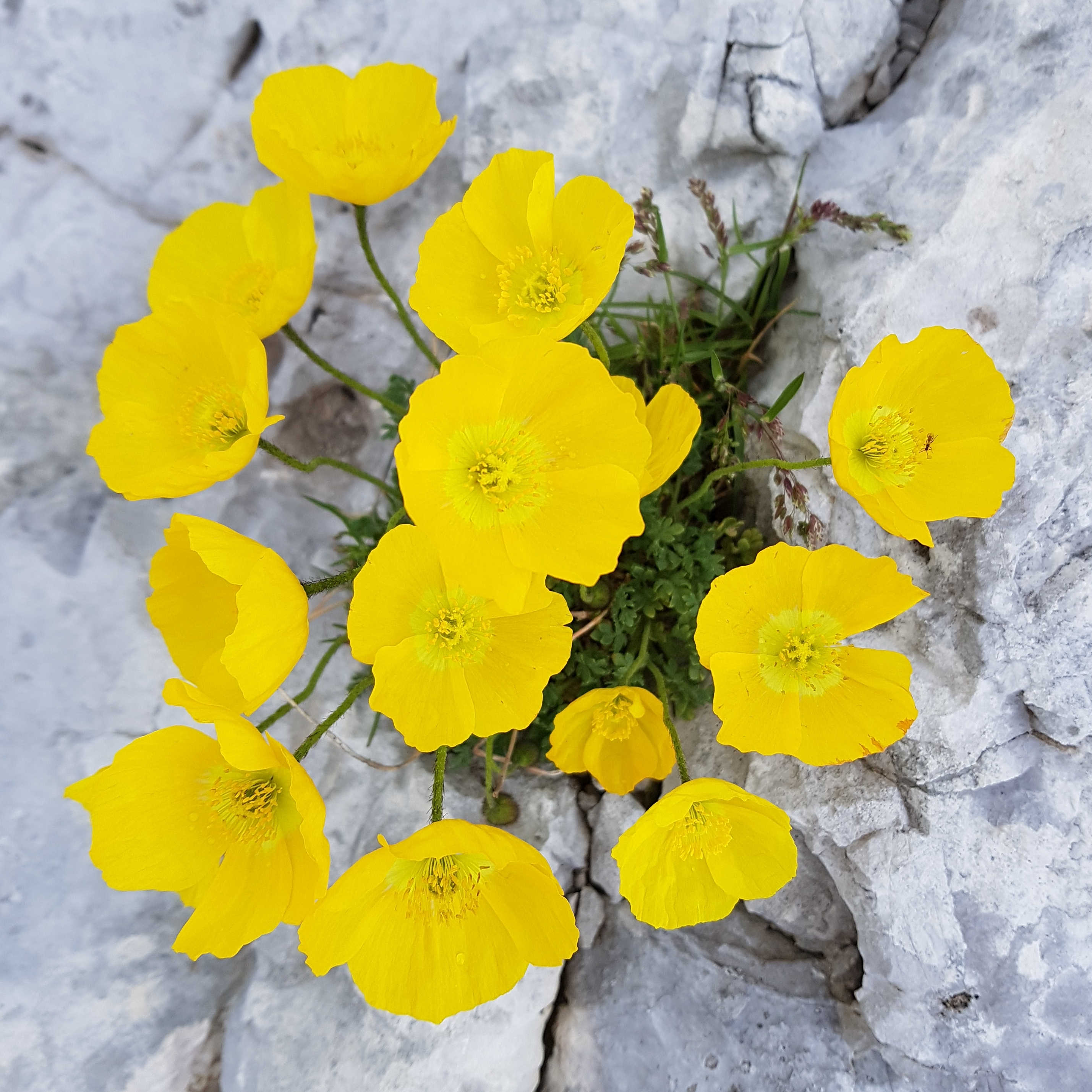
Жёлтый Мак на Канине

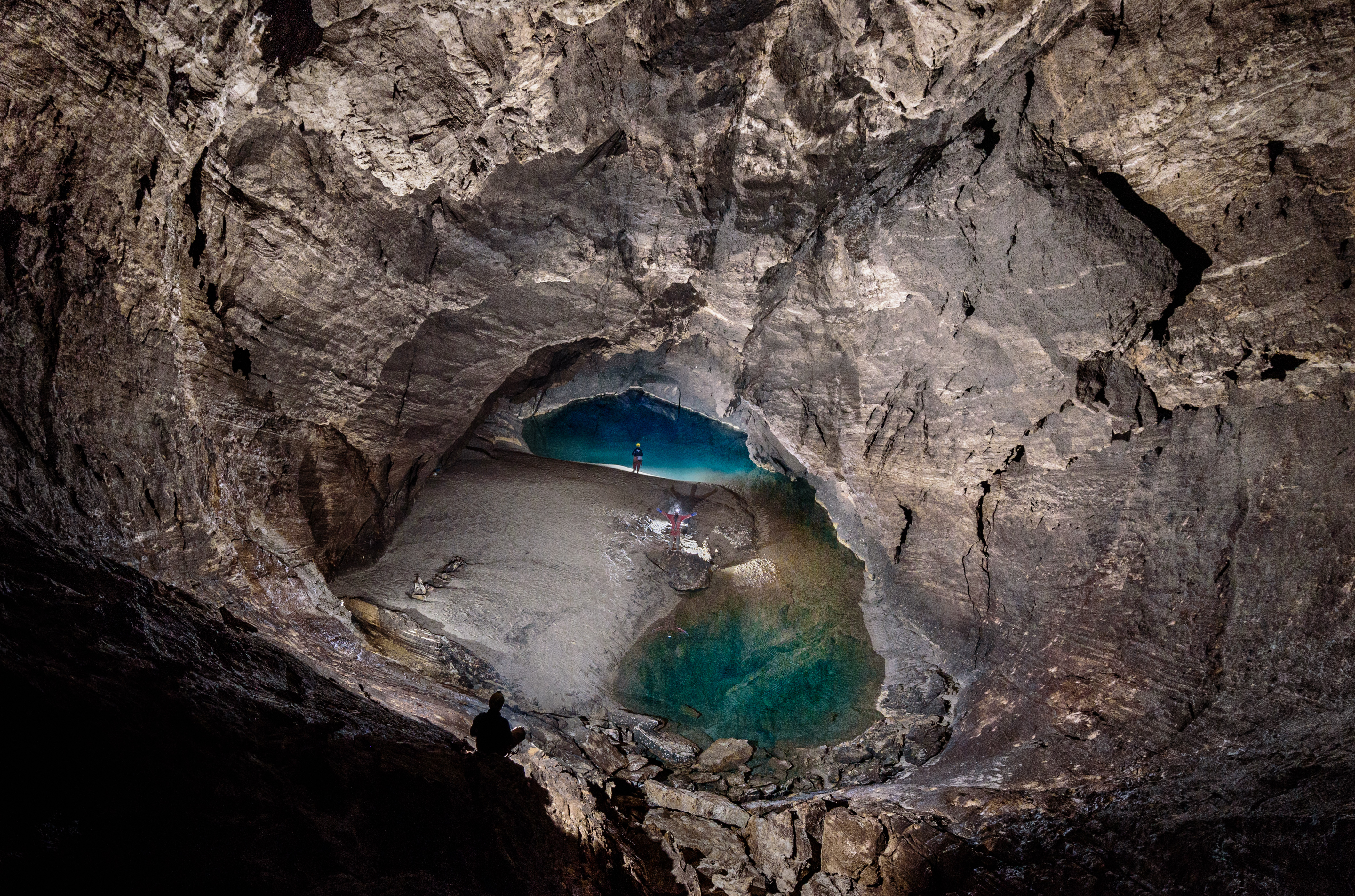
Сифон в Бездне Рене, -1240 м

В 2000 году члены общества увеличили длину Найденой Ямы до более чем 5 километров. Бездна Рене стала второй пещерой общества, глубиной более 1000 м.
19 апреля 2001 г. DZRJL покинуло Ассоциацию Спелеологов Словении (JZS). Когда JZS была основана в 1962 году, общество предоставило вновь созданной ассоциации свой архив, реестр пещер, с соглашением, что оно сохранит над ним контроль. Напряженность между двумя организациями стала очень заметной в 1990 году, когда ежегодное Общее собрание JZS изменило правило голосования: с 10 спелеологов - один голос, что раньше придавало дополнительный вес более активным спелеоклубам, на каждого члена ассоциации (клуб) - один голос. В 1997 году Общее собрание JZS изменило устав ассоциации, устранив положение о том, что глава спелеоатласа JZS предлагается DZRJL и утверждается Общим собранием JZS. После 1997 года руководитель спелеоатласа, член DZRJL Доротея Верша осталась на своем посту, но на Общем собрании JZS в 2000 году, когда кандидат DZRJL также не был избран в президиум JZS, было ясно, что соглашение подошло к концу. Затем DZRJL изъяло все документы, составленные его членами, из совместного архива, заменило их копиями и после неудачной последней попытки согласовать позиции покинуло JZS. В 2024 году в состав JZS входило 36 спелеоклубов, с приблизительно 700 спелеологами, основными отсутствующими были DZRJL (150 членов) и JD Dimnice (Копер, 40 членов).
В 2001 году члены общества исследовали Бездну Рене до -1068 м, а Деан Пестатор снял пещерный фильм «Vrtiglavica» [Головокружение], показанный на нескольких фестивалях альпинизма и пещерного кино. В 2002 и 2003 годах исследовали пещеру Lobašgrote [Лобашгроте] недалеко от села Чрни Поток при Кочевье; на Канине искали продолжение на -1000 метров в Бездне Рене. В 2004 году спелеологи преодолели узкий проход Бина в этой пещере и достигли глубины 1114 метров. Экспедиция DZRJL в Тунис вместе со спелеологами из Загвана исследовала несколько пещер над городом (Загван) и Grotte de la Mine (Пещера в шахте) на горе Джебель-Серж. В 2005 году обнаружили и исследовали две глубокие пещеры на Канине, (Su)Rovka [Су)Ровку] и Brezno pri lepih žlebičih [Бездну в красивых канавках], а также новые тоннели в пещере Велика Лебинца возле села Страхинь. В Бездне Рене они подошли к ручью, ход назвали Kaliktar [Каликтар] (диалектное слово которое означает «Коллектор»). Члены DZRJL приняли участие в экспедиции по пещерам Словакии. В 2006 году они достигли последнего сифона (позже названного Мэттом) в Бездне Рене на Канине, в Зале Копакабана на -1240 м, на уровне центрального водоносного горизонта плато Канин.

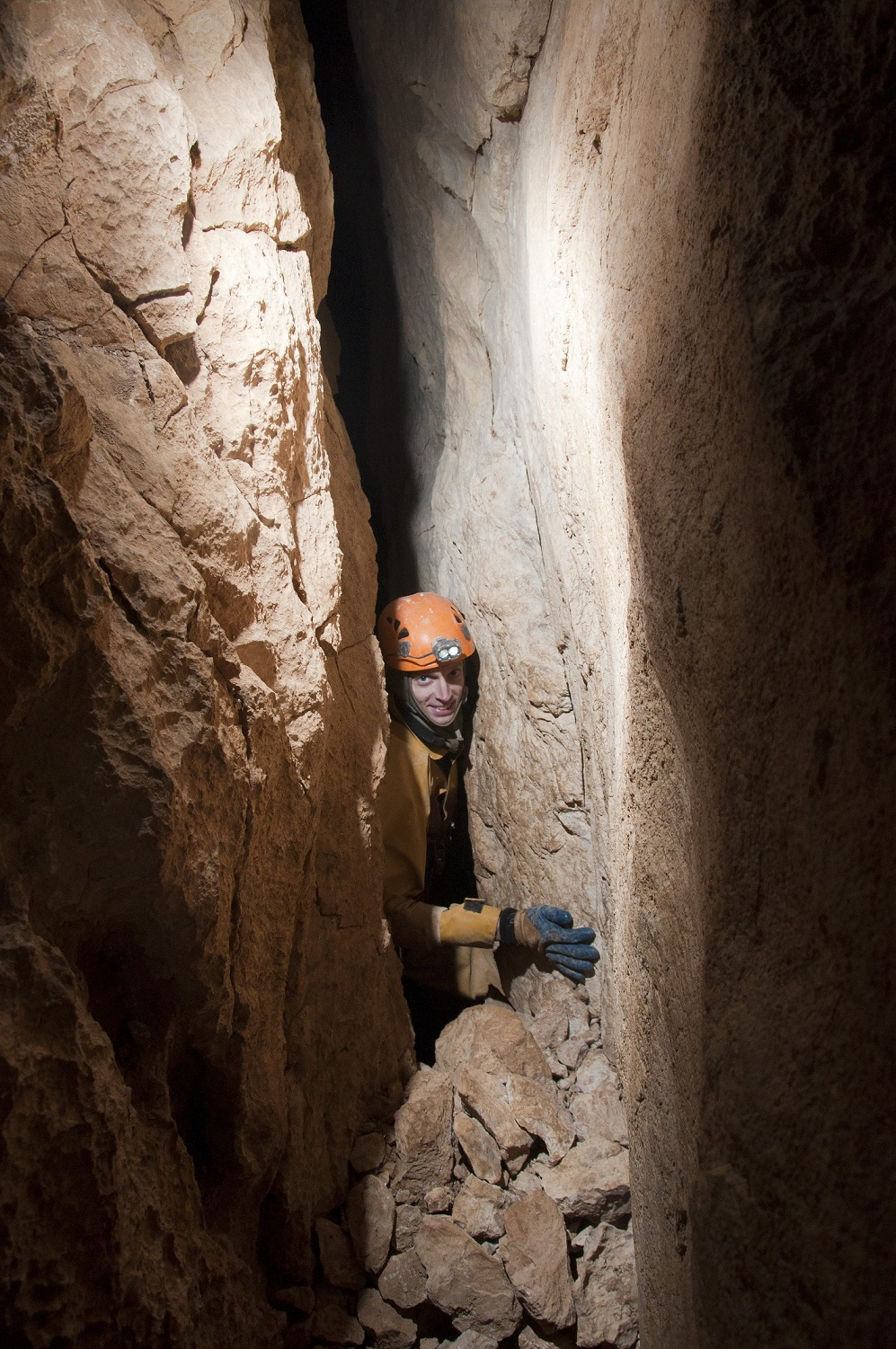
Ковингтон в Флейте Евклида

Юрий Анджелич обнаружил пещеру Brezno spečega dinozavra [Бездну Спящего Динозавра], вход на высоте 2310 метров над уровнем моря, в 400 метрах к северо-востоку от Бездны Рене, чуть ниже хребта Высокий Канин (высота 2587 метров) и в 330 метрах к северо-западу от границы с Италией. Важным достижением в 2007 году стало исследование пещеры Krasja jama [Крася пещера] над долиной реки Соча. В 2008 они достигли глубины 300 метров в Спящем Динозавре, где Бездна Ти-Рекс (Тираннозавр Рекс) закончилась конусом обрушения. Дальнейшие исследования были прекращены, и пещера не была зарегистрирована до 2022 года. Члены общества также участвовали в экспедиции в Проклетие в Черногории, где было обнаружено 30 новых пещер. В 2009 году на горе Снежник обнаружили Brezno treh src [Бездну Трех Сердец]. В 2010 году эту пещеру продолжили исследовать, а неподалеку также обнаружили и исследовали Brezno sijočih zvezd [Бездну Сияющих Звезд]. По инициативе Мэтта Ковингтона начали искать пещеры на хребте Поклюки и открыли пещеру Evklidova piščal [Флейта Евклида], 1550 метров над уровнем моря.

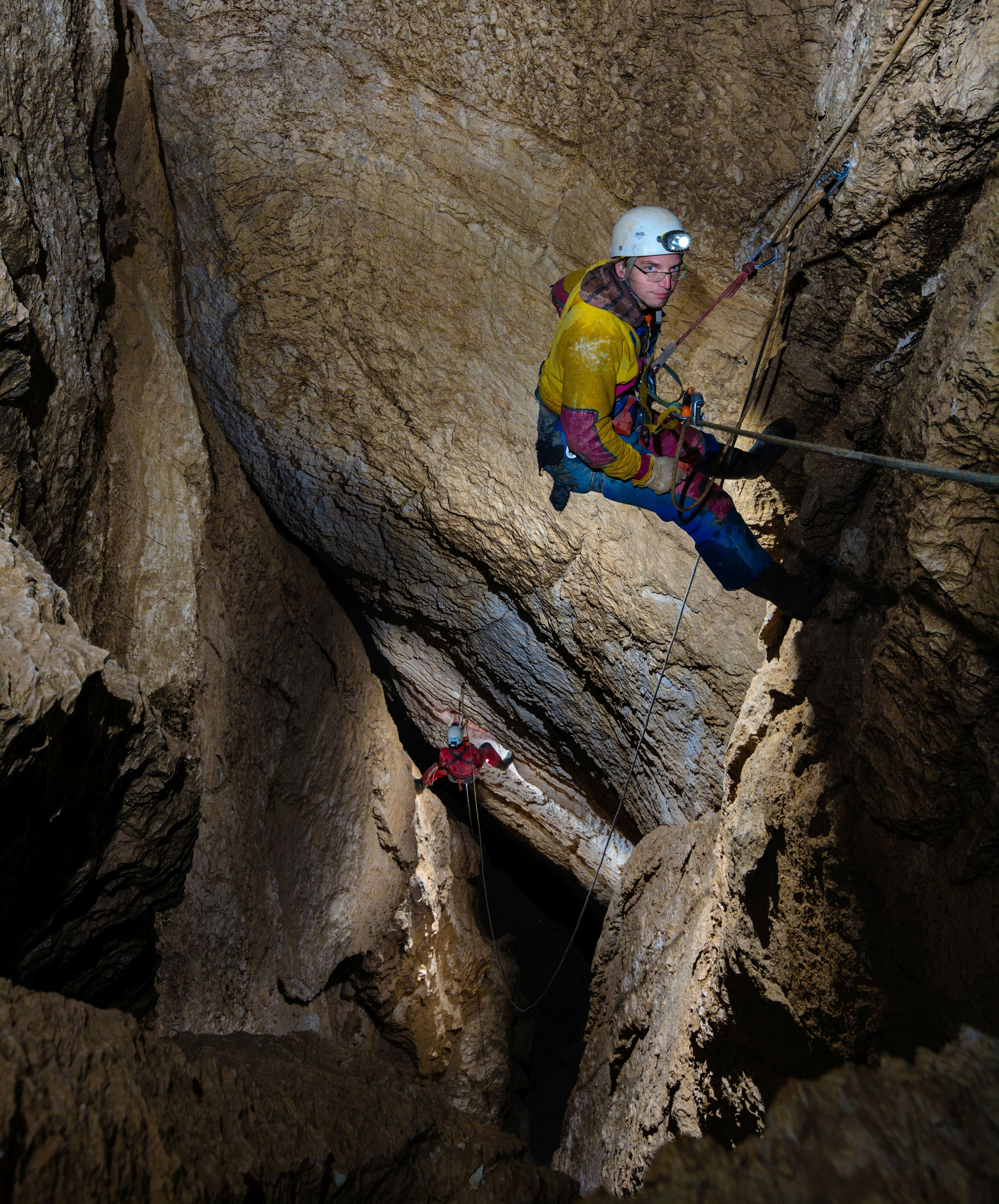
Колодец Корковадо в П 4

В 2011 году члены общества вместе со спелеологами из Айдовшчины и Триеста в пещере П 4 на Канине расширили все узости, в том числе и самую нижнюю. В 2007 году Рок Стопар из спелеологического общества Димнице (Копер) нырнул в сифон на дне Бездны Рене, на глубине 1240 м. Он обнаружил, что подводный тоннель достаточной ширины и высоты продолжается на 1 м ниже поверхности воды и что вода в нем чистая, с хорошей видимостью. После долгих безуспешных поисков дайвера, способного нырнуть так глубоко в пещере, Мэтт Ковингтон, спелеолог и дайвер-любитель из Арканзаса, США, 11 ноября 2011 года нырнул в сифон. Температура воды составляла 2,7 °C, погружение продолжалось 12 минут, Ковингтон оказался на глубине 10 метров и на расстоянии 30 метров. Подводный тоннель размером 7 х 4,5 метра (ширина х высота) спускался под углом 20° в юго-западном направлении. Дайвер обнаружил два камина, в одном из которых он всплыл на поверхность. Было видно продолжение тоннеля, в том же направлении, под тем же углом. Весной 2013 года Матиц Ди Батиста и Матия Перне приняли участие в экспедиции в пещеру Чеве в Мексике. Продолжалось исследование пещеры П 4 на Канине до непроходимой трещины с сильной тягой, на глубине 458 метра. На хребте Поклюки члены общества обнаружили две пещеры со входами, расположенными на расстоянии 25 метров друг от друга: Platonovo šepetanje [Шепот Платона] (высота входа 1861 м н у м) и Trubarjev dah [Вдох Трубара] (1853 м над уровнем моря). В октябре 2014 года экспедиция в составе 23 участников из DZRJL и 11 спелеологов из других спелеоклубов (десять из Словении, один из Хорватии) при поддержке наземной команды DZRJL из 10 человек посетила сифон Мэтта на дне Бездны Рене на Канине. Дайвер Симон Бурья из «DZRJ Simon Robič [Симон Робич] Домжале» нырнул на глубину 82 метра и дальность 250 метров. Тоннель с чистой водой такого же размера продолжался под тем же углом и в том же направлении: 7 х 4,5 м, -20° на юго-запад, без видимого конца. Бурья увеличил глубину пещеры до 1322 метров. В конце мая 2015 члены общества приступили к исследованию Brеzna na Toscu [Бездны на горе Тосц], высота 1965 м, над Поклюкой. Пещеру открыл и зарегистрировал Петер Хабич в 1959 году. Он оценил глубину входного колодца в 100 метров. К началу 2016 года в пещере достигли глубины 472 метра, а длина ходов составила 1098 метров.

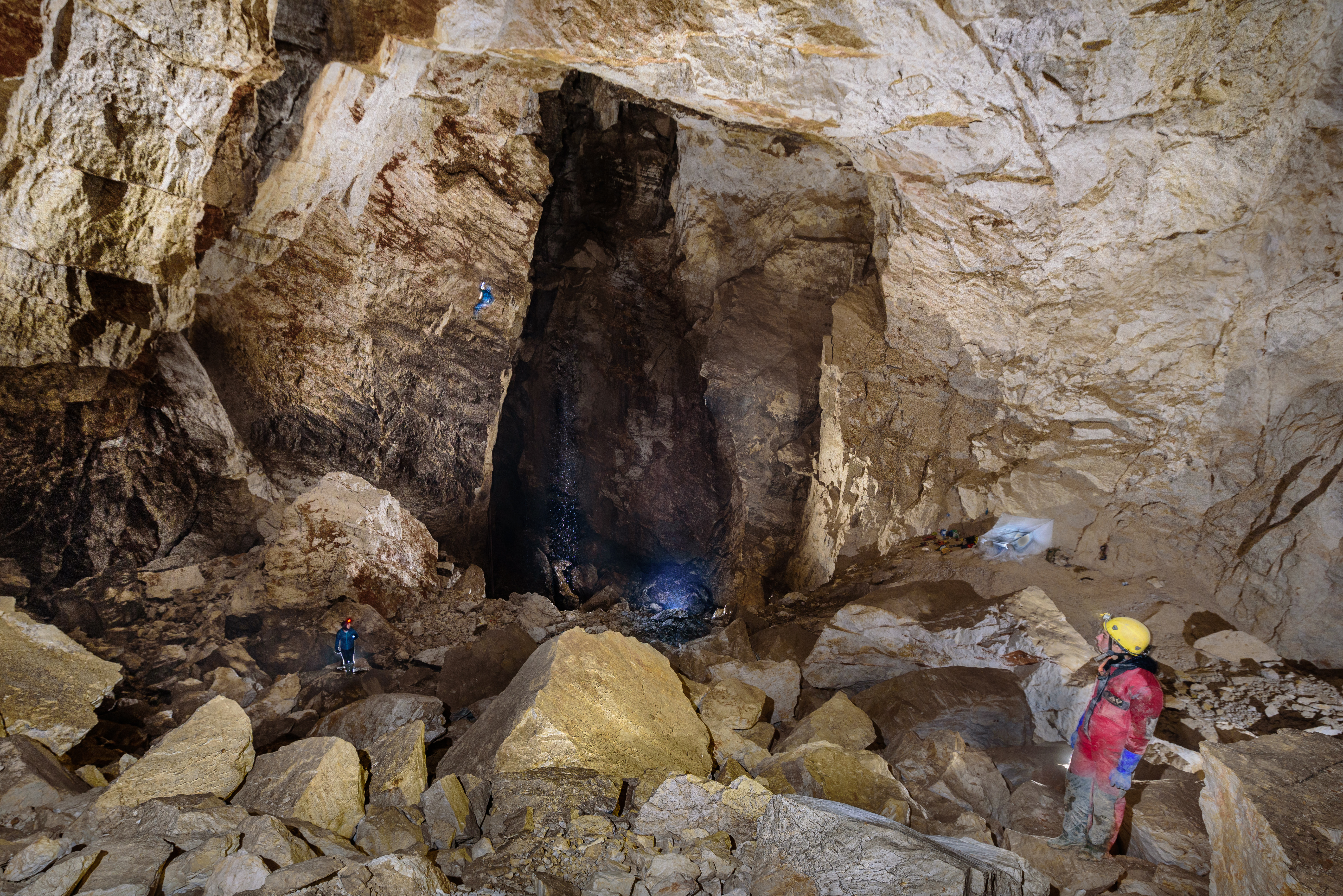
Зал Инфинитум в пещере П 4, 100 х 50 х 50 м

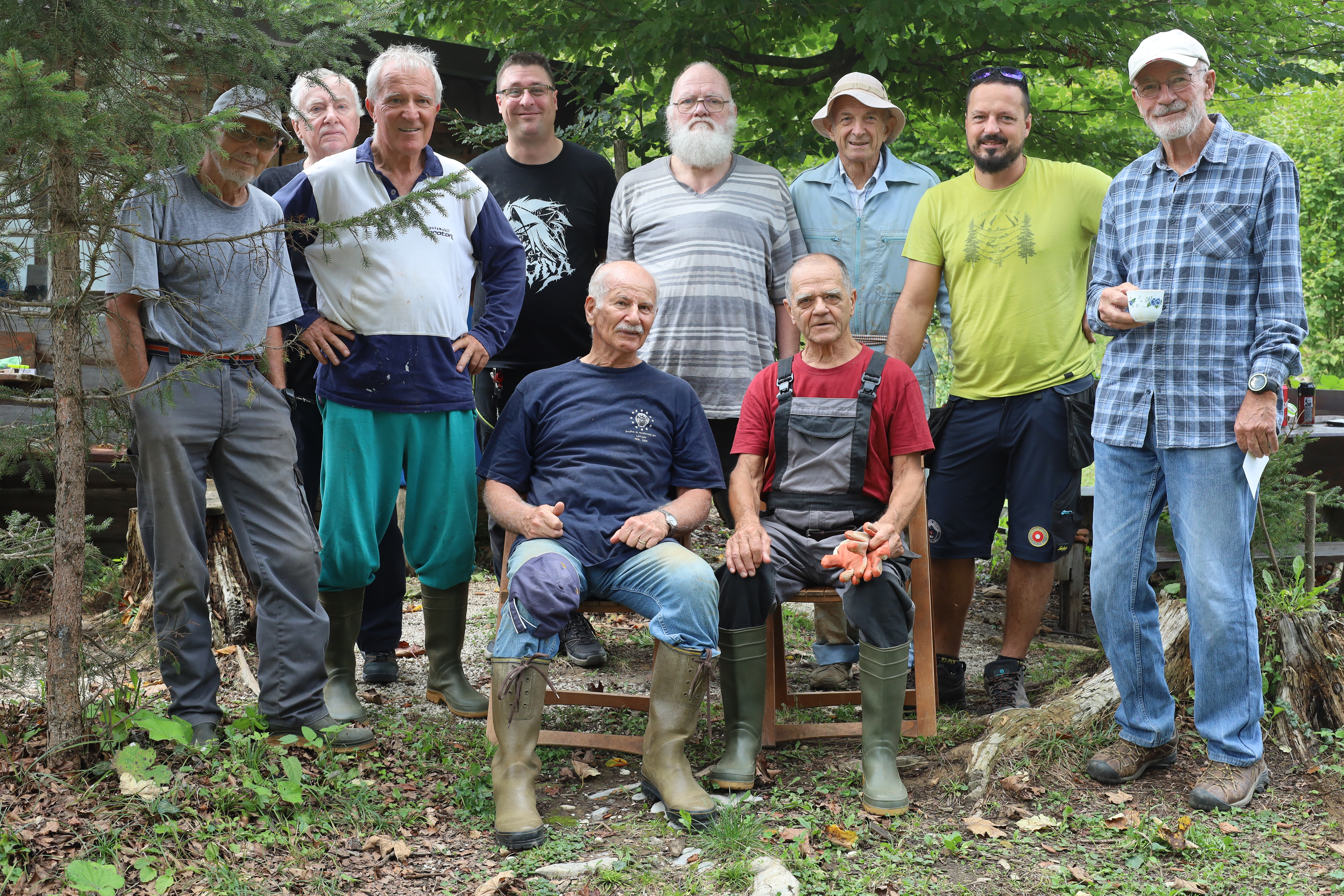
Ветераны у Найденой Ямы, 2023

С января по май 2016 года ветераны общества выкопали ряд узких проходов в конце пещеры Галациевка (Škrlovo brezno), в 250 метрах к юго-востоку от Найденой Ямы, и соединили две пещеры на глубине 65 метров. Галациевка стала третьим входом в Найдену Яму - второй вход - пещеру Krastača [Жаба] - соединили с Найденой Ямой в 2004 году спелеологи из Боровницы и Спелеологического клуба Железничар [Железнодорожник]. В июле члены общества обнаружили пещеру Ромео (1881 метр над уровнем моря) на хребте Поклюки, в 200 метрах от пещер Вдох Трубара и Шепот Платона, в труднопроходимой местности - крутой склон зарос густой горной сосной (Pinus mugo). В конце декабря команда из 20 человек (14 из DZRJL, 6 из Хорватии) достигла глубины 1002 метра в пещере П 4 на Канине. На глубине 950 метров они обнаружили вероятно самый большой зал Канинских пещер, Инфинитум, с приблизительным объемом 220 000 м3, десятой частью объема крупнейшего словенского подземного пространства, Зала Мартеля в конце пещеры Шкоцьянске-Яме (2 200 000 м3). В январе 2017 года члены DZRJL обнаружили проход между пещерами Вдох Трубара и Шепот Платона на хребте Поклюки. В августе 2018 года они исследовали Бездну на горе Тосц до длины 1870 метров и глубины 581 метр. Дальнейшие исследования были прекращены из-за затрудненного доступа как ко входу, так и ко дну пещеры. В том же месяце и по тем же причинам, включая лёд на дне, работы в пещере (Су)Ровка на Канине были прекращены на глубине 385 м (протяженность пещеры 1596 м). Также в августе пещеру Ромео на хребте Поклюки соединили с Вдохом Трубара и Шепотом Платона.

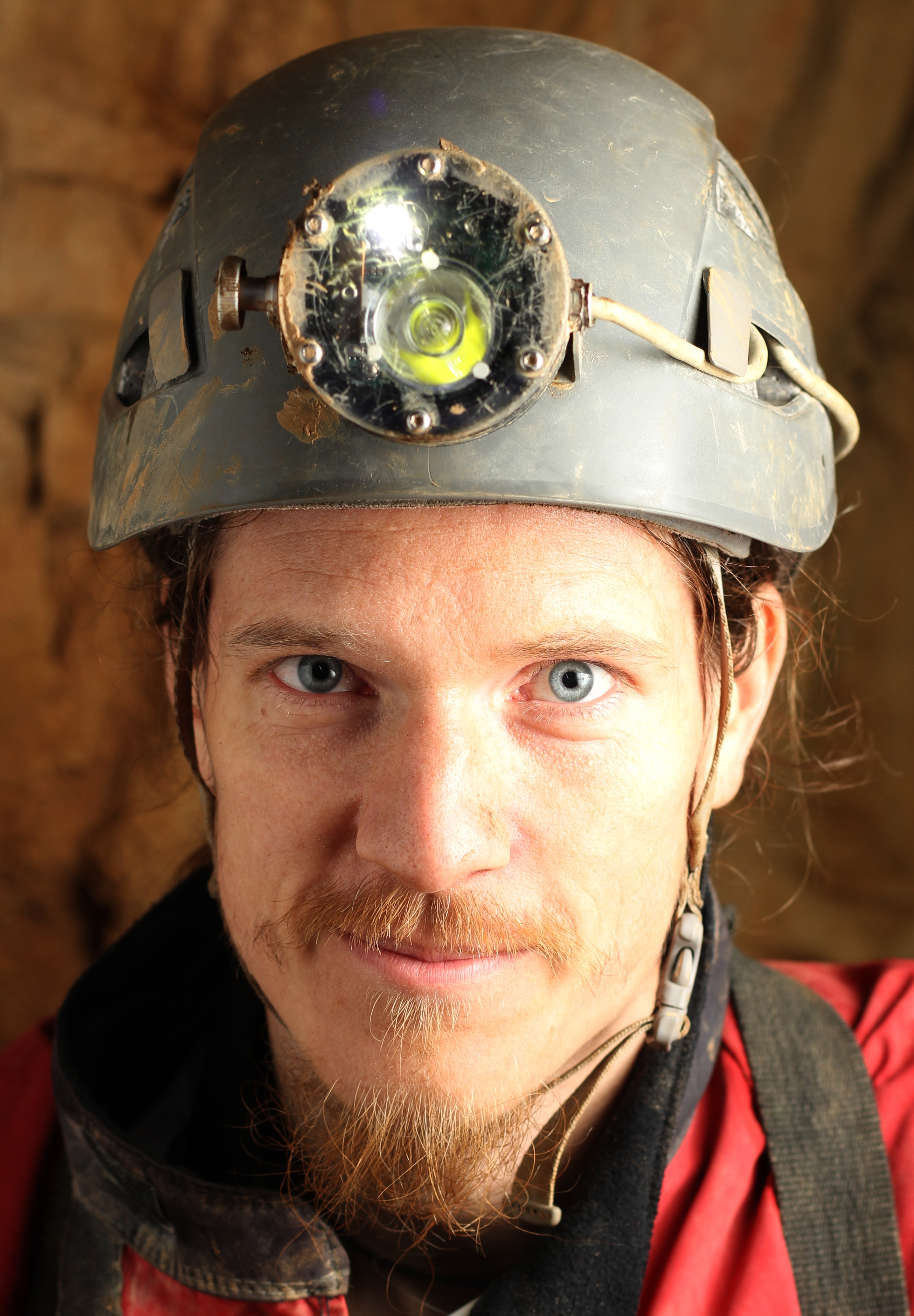
Матиц Ди Батиста

Бездна Спящего Динозавра

В начале 2019 года в обществе возникла идея найти новую, небольшую неисследованную спелеологами зону на северо-западе Словении, где за относительно короткое время и без особых усилий можно было бы найти множество новых пещер. Проанализировав карты lidar, на которых отчетливо видны впадины с острыми краями, похожие на входы в бездны, Матиц Ди Батиста выбрал территорию вокруг Планины Поляна (Горное пастбище Поляна, 1470 метров над уровнем моря), ниже горы Расковец (1967 м), между Бохинем и Толмином. Район охватывает примерно 17 км2 – 3,1 км (север-юг) x 5,6 км (восток-запад), причем большинство впадин, похожих на входы, расположены в пределах 3 км2 (1,4 км по 2,3 км) большого кармана к северо-западу от Планины Поляна. За исключением зимнего периода, этот район относительно легко доступен – полтора часа езды от Любляны, час пешком – но все еще плохо исследован, так как зарос труднопроходимой горной сосной. До 2019 года на этом участке было зарегистрировано одиннадцать пещер: в 1976, 1990, 2011 (2) и 2017 (3) годах. К концу 2019 года члены общества открыли и исследовали там 30 новых пещер общей протяженностью более 5 километров. Достижению во многом помогли местные жители, которые разрешили спелеологам переночевать в одной из пастушьих хижин. В апреле 2019 года трое членов общества, Матиц Ди Батиста, Шпела Борко и Юре Бевц участвовали в экспедиции в пещеру Чеве в Мексике. Исследования в пещере Вдох Трубара на Поклюке увеличили ее длину до 6200 метров и глубину до 614 метров. В августе обнаружили проход между Бездной Рене (длиной 6 км) и П 4 (длиной также 6 км) на глубине 1000 метров ниже входа в Рене. Так появилась самая длинначя пещера на словенской стороне Канина - на этом месте много лет находилась Мала Бока (с 2005 года она была соединена с Бездной БЦ4).
В августе 2020 члены общества достигли конечного сифона в пещере П 4 на Канине, на глубине 1102 метра в Зале Ипанема (похожем на Зал Копакабана в Бездне Рене), высота 1019 метров, предположительно на том же уровне, что и близлежащий Сифон Мэтта, тоже в Бездне Рене. Пещеру LJ 29, также на Канине, исследовали до глубины 415 метров. В сентябре пещера Шепот Платона на Поклюке достигла длины 2352 метров и глубины 569 метров. Пещеры хребта Поклюки - три соединенные между собой пещеры: Вдох Трубара, Шепот Платона и Ромео (всего 9584 метра в длину и 643 метра в глубину) плюс Флейта Евклида в непосредственной близости достигли длины 12000 метров и глубины 760 метров. В горах Нижнего Бохиня, в районе Планина Поляна, в этом году обнаружили, исследовали и зарегистрировали 26 пещер.

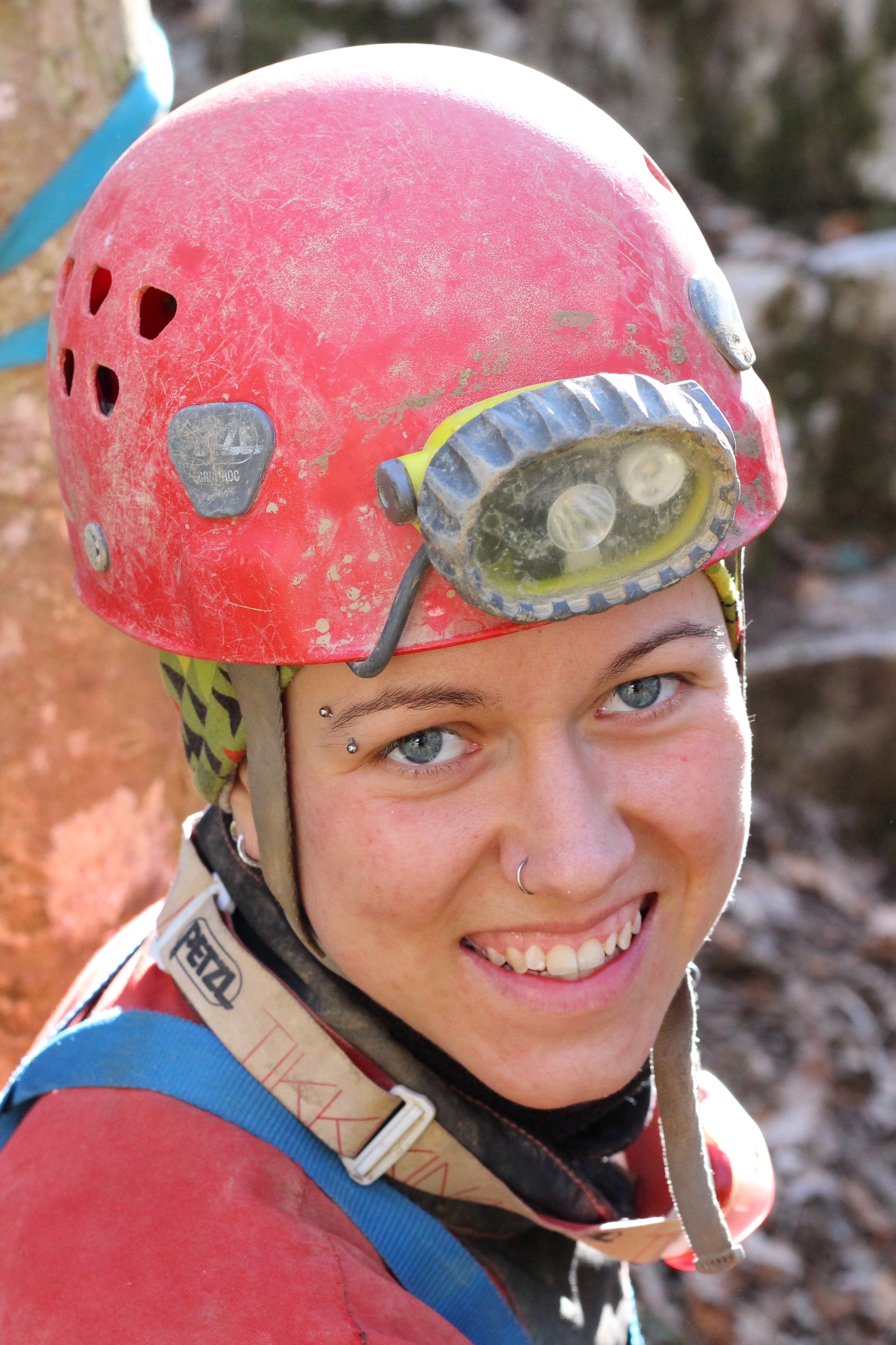
Шпела Ди Батиста Борко из пещер П 4, Поклюки и Планины Поляна

В августе 2021 года, после длительного перерыва, исследования Бездны Спящего Динозавра продолжились. За два дня до окончания летнего лагеря на Канине, который в остальном не оправдал ожиданий, команда из четырех человек обнаружила окно над дном пещеры, на северной стороне Зала Ти-Рекса, на глубине 300 метров. Пещера продолжалась на север, к границе с Италией. Они достигли глубины 350 метров, где им пришлось вернуться, так как у них закончилась веревка. На следующий день группа из пяти человек посетила пещеру и продвинулась до -400 метров, где пещера разделилась на два продолжения: мокрый меандр и большой сухой каньон. На третьем выходе, через неделю после окончания летнего лагеря, прошли по мокрому меандру и достигли глубины 500 метров, на четвертом выходе, еще через неделю, им пришлось развернуться на глубине 750 метров. Пятый поход в сентябре 2021 года принес глубину 1040 метров в узком меандре. К концу 2021 года глубина пещеры увеличилась до 1082 метров, до сифона на дне. Несколько продолжений, вдоль сухого каньона на глубине 400 метров, остались неисследованными. В августе 2021 года член общества принял участие в международной экспедиции в пещеру Бой-Булок в Узбекистане, организованой Екатеринбургским спелеоклубом (СГС) и Ассоциацией Спелеологов Урала (АСУ). В районе Планины Поляна в 2021 году обнаружили и исследовали 20 пещер, в том числе 4-П, протяженностью более 1 км.. В 2022 году, с первого мая до конца года, члены DZRJL обнаружили и исследовали новую пещеру возле Робидища, деревни на крайнем западном краю Словении, 200 метров от границы с Италией. Это многоэтажная пещера с подземным ручьем длиной 2053 метра и глубиной 266 метров. Самую большую пещеру на Планине Поляна, Грвн (8 км), названную в честь местного слова горводно [вверх по течению], с сетью крупных фреатических тоннелей на глубине 400 метров, в этом году соединили с пещерой Райжа. Общая протяженность 10 км является девятым результатом среди пещер Словении. Исследования Бездны Спящего Динозавра на Канине продолжились, и в новом северо-западном рукаве была достигнута глубина 800 метров. В 2023 году эта ветвь разделилась на две, и в обоих продолжениях спелеологи общества достигли дна. На -1075 метрах на северо-западной стороне, где тоннель пересекал словенско-итальянскую границу прямо перед сифоном, и на -1074 метра на другой стороне. Все три сифона в пещере расположены на высоте примерно 1230 метров над уровнем моря, что на 200 метров превышает отметку сифона в Залах Копакабана/Ипанема на дне Бездны Рене и пещеры П 4. С марта 2019 г. по ноябрь 2023 г. на Планине Поляна обнаружили и исследовали 97 новых пещер.

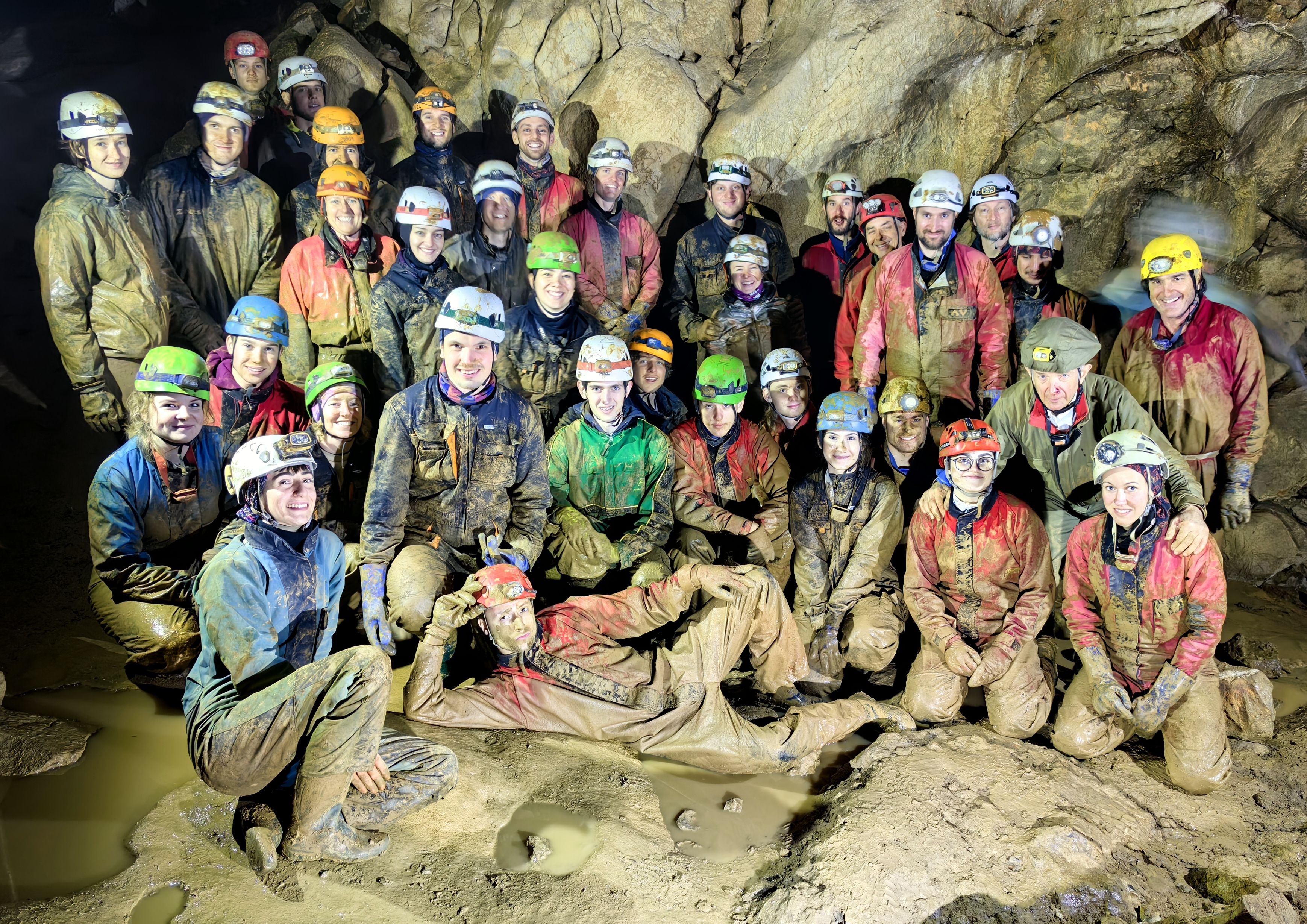
Спелеологическая школа DZRJL в пещере Мачковица, 2024

## Члены общества
С 1910 года множество людей вступило в DZRJL. Кто-то на всю жизнь, кто-то несколько лет. К 2010 году общее число членов приблизилось к 1000. Галерею портретов некоторых членов можно найти по ссылке ниже. Цифры указывают год вступления человека в общество, все, кто без обозначения года, вступили в том же году, что и их предшественники.

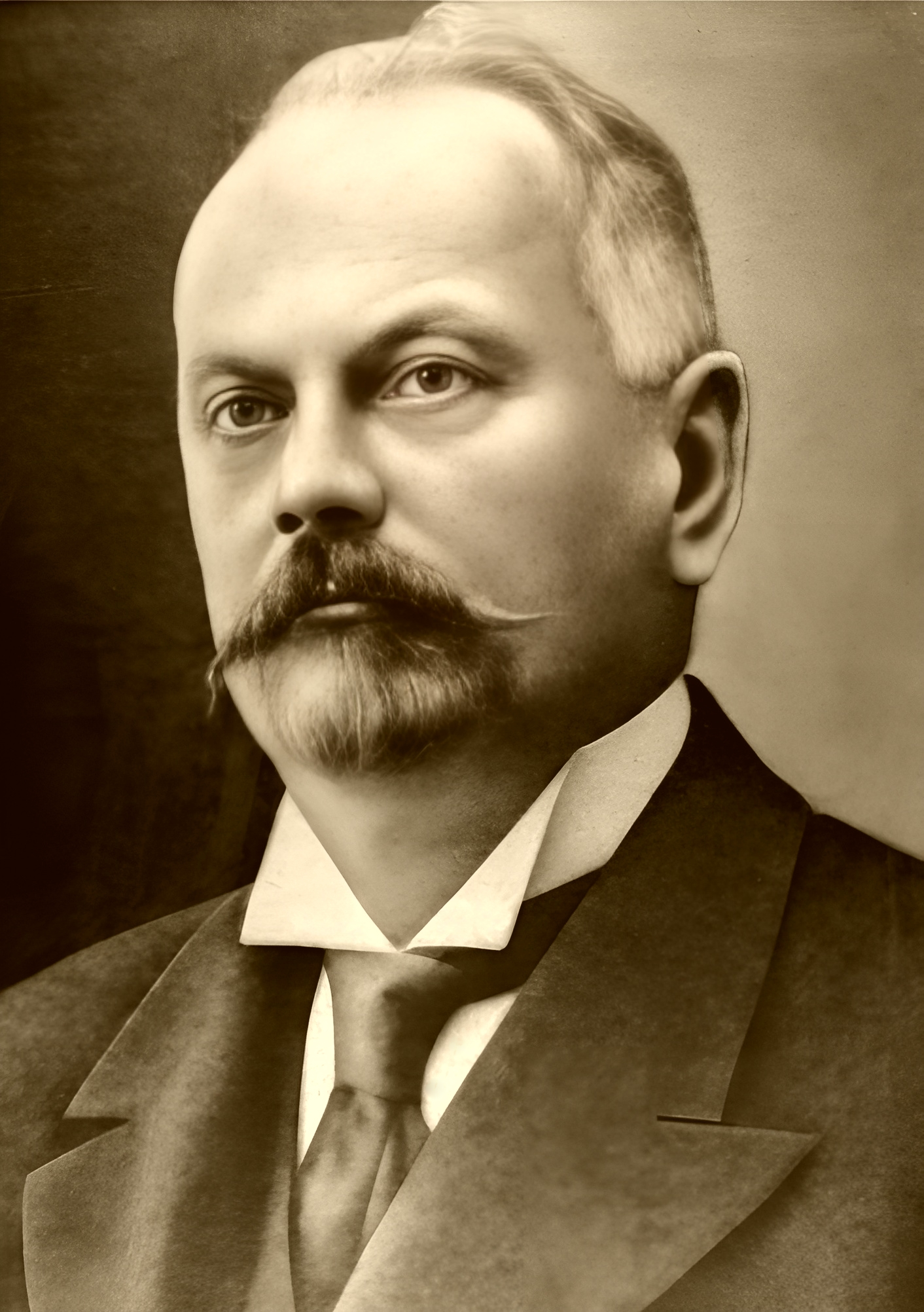
1910 Вильем Путик
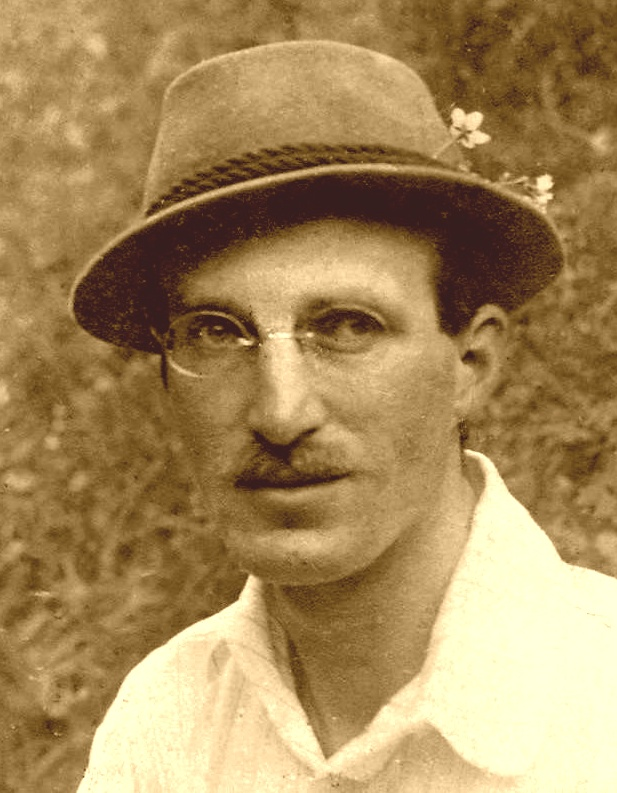
Павел Кунавер
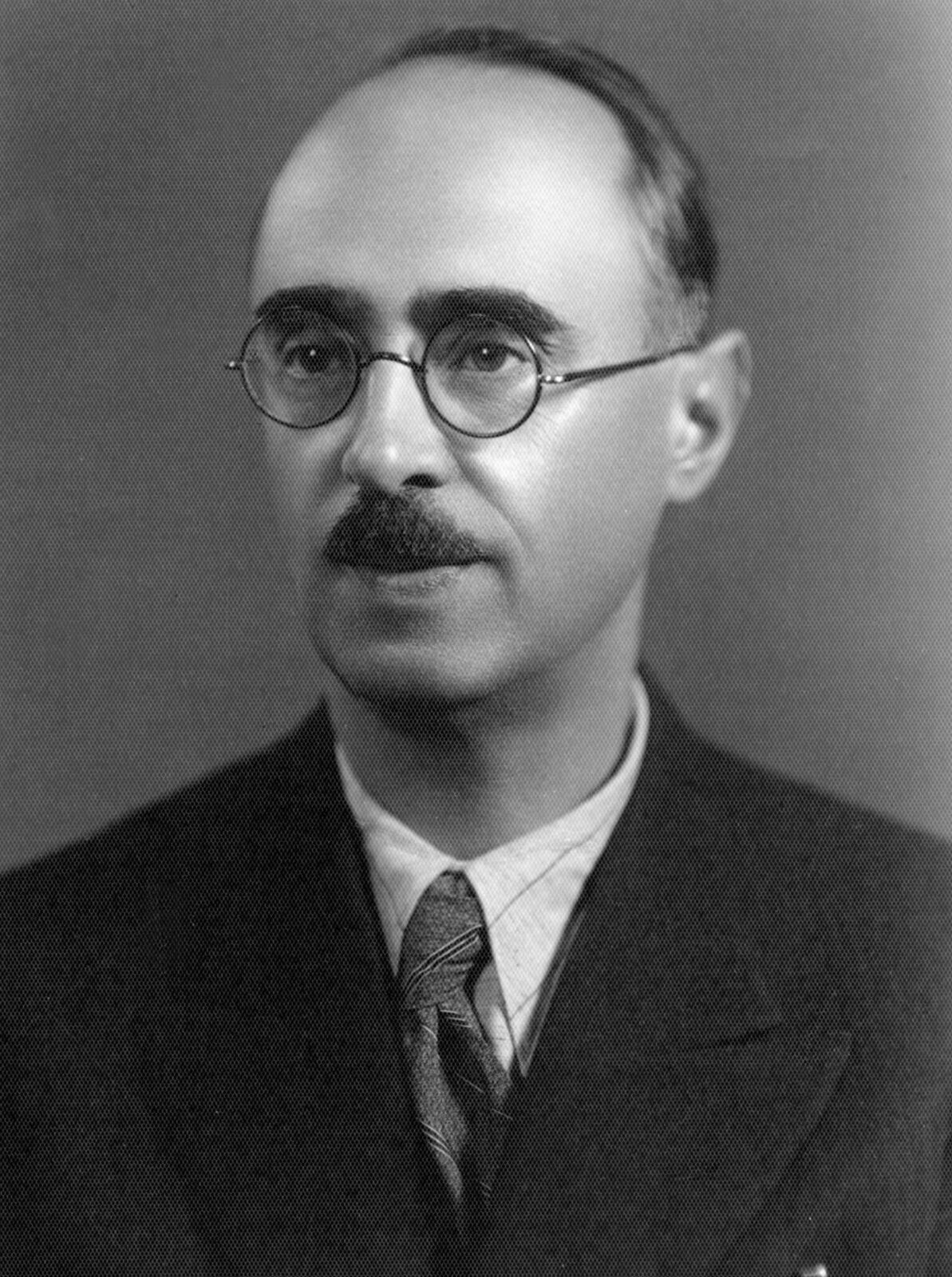
1924 Йован Хаджи
1927 Альфред Шерко мл.
1934 Эгон Претнер
1948 Миран Маруссиг
Томаж Планина
1949 Юрий Кунавер
1950 Душан Новак
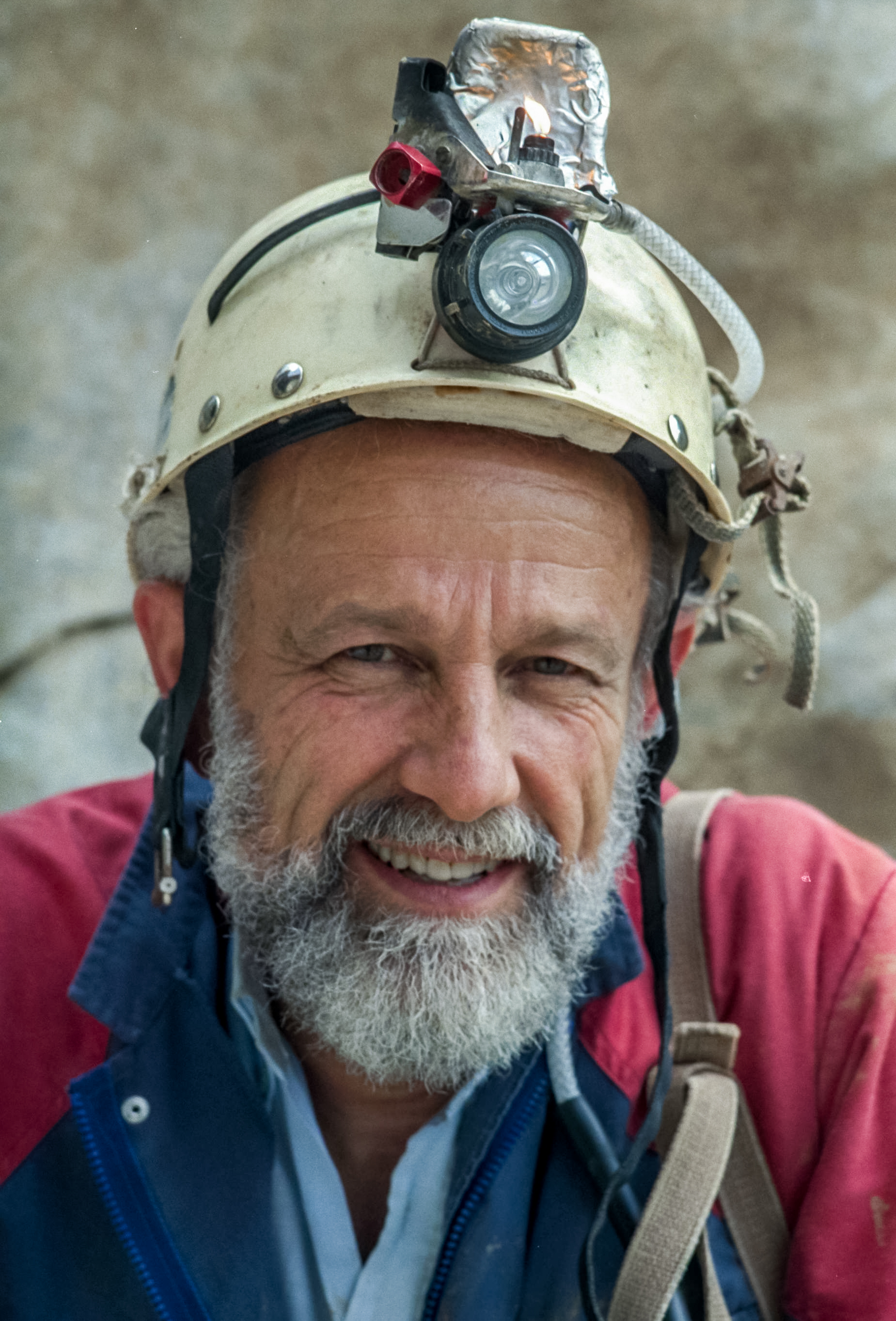
Борис Скет
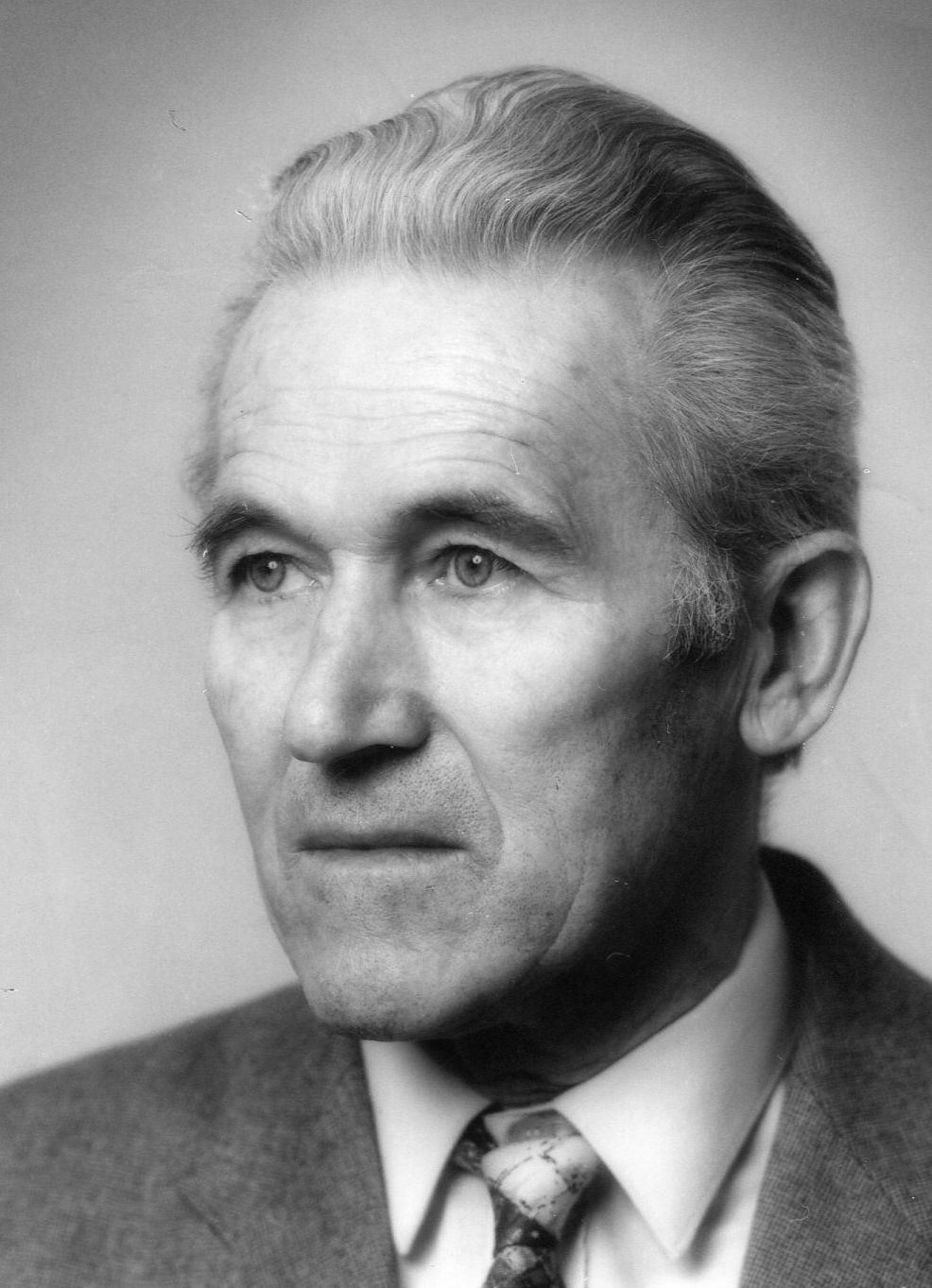
1951 Иван Гамс
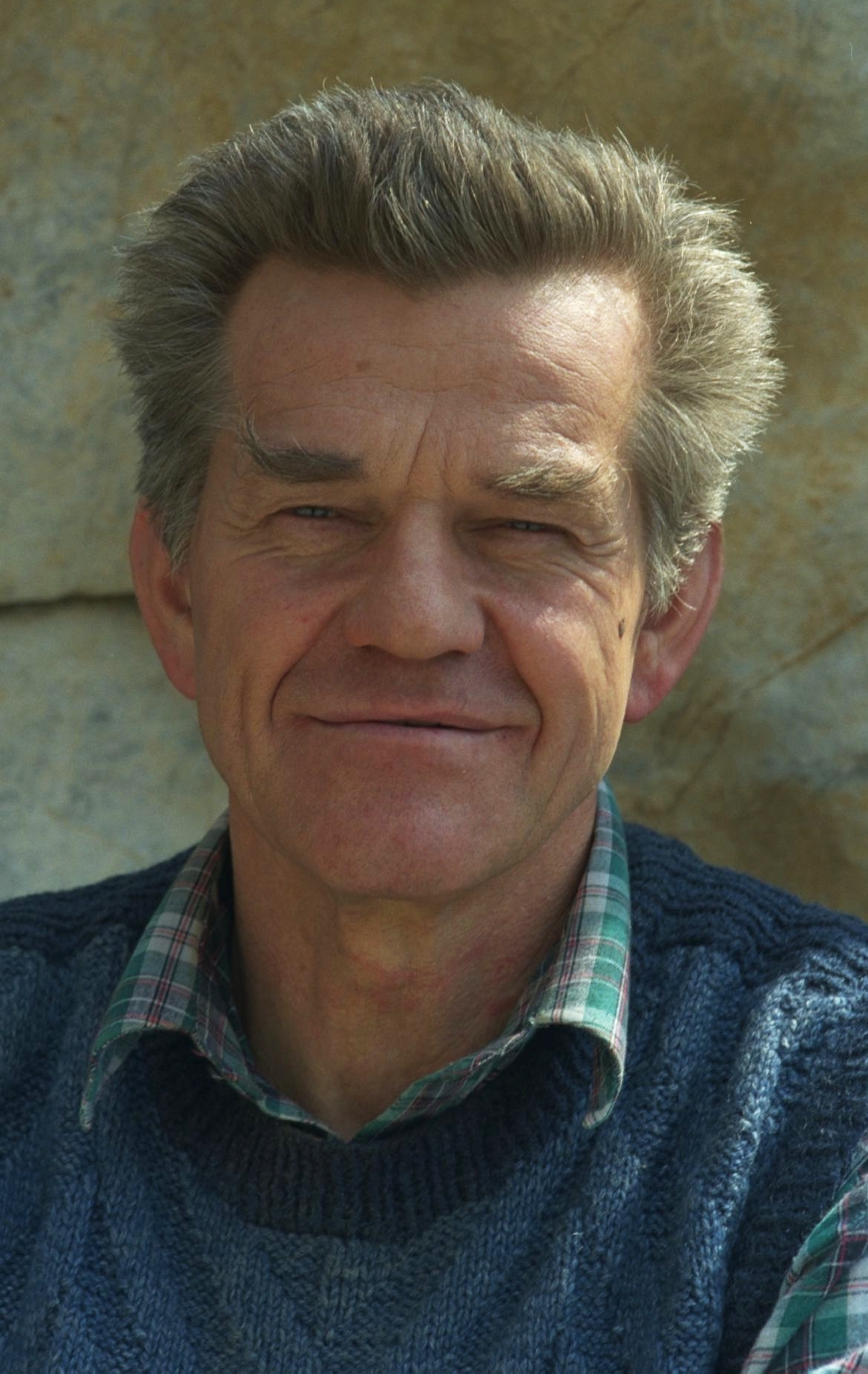
1953 Франце Велковр
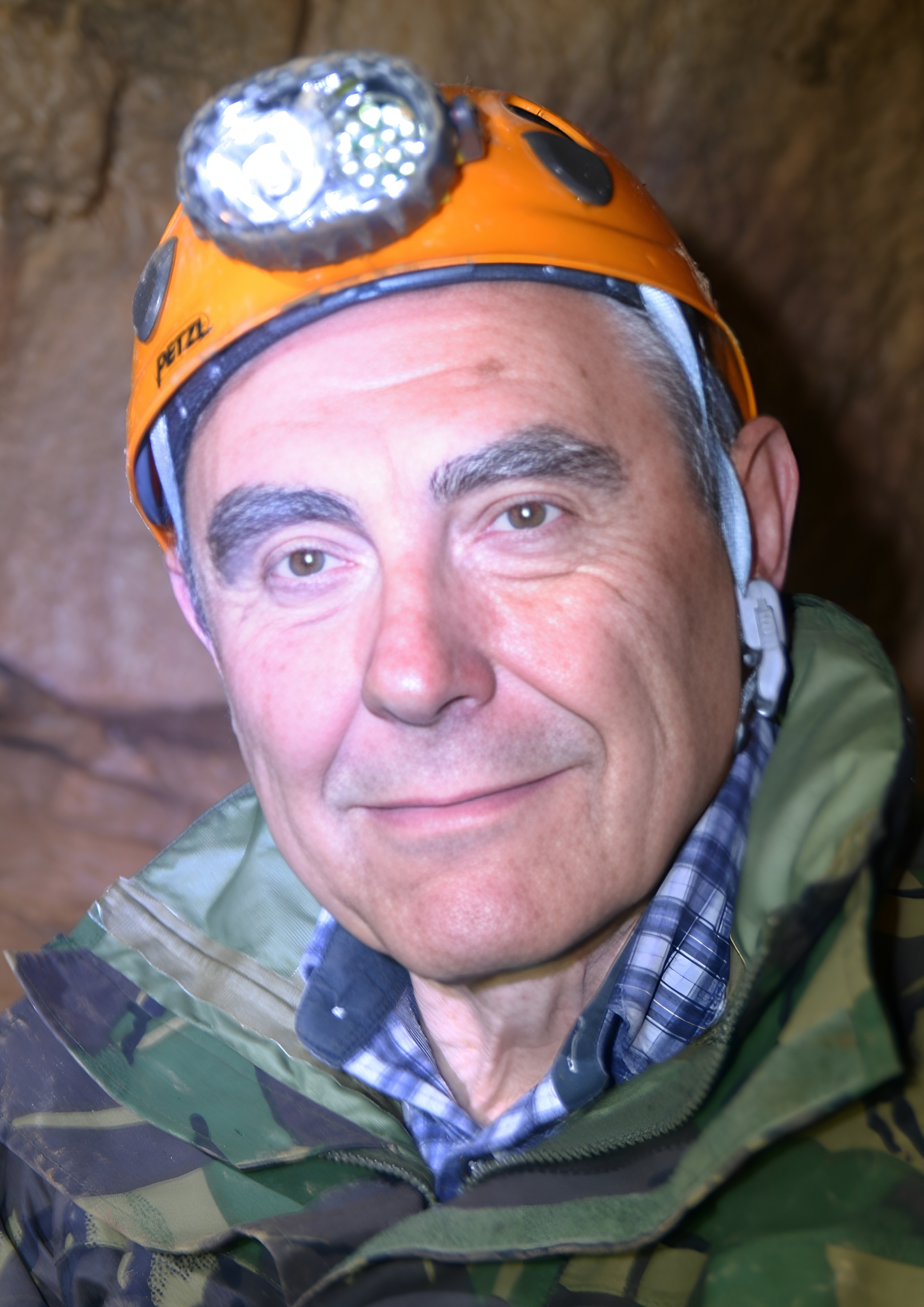
1956 Андрей Барага
1959 Матяж Пуц
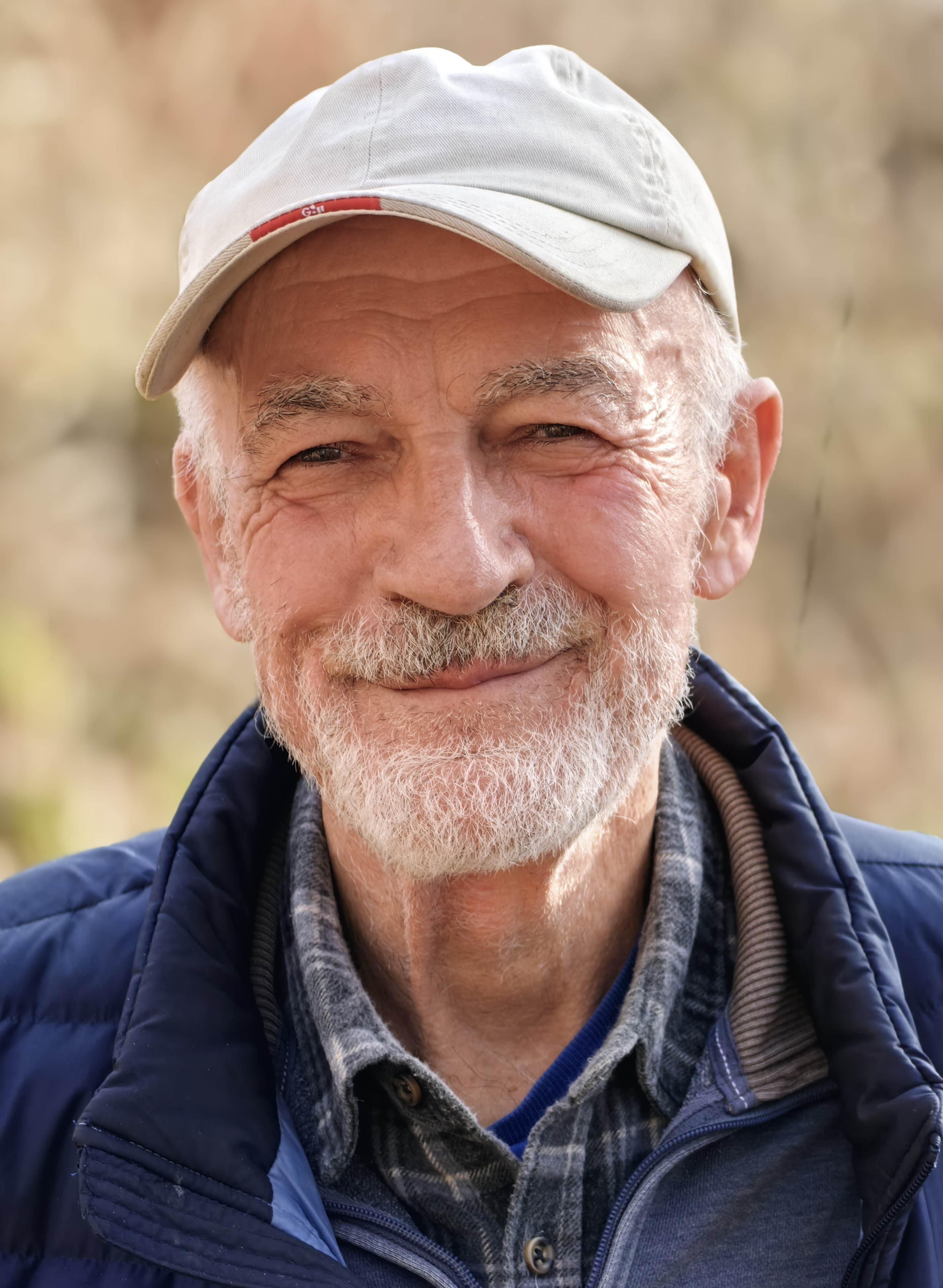
Андрей Пуц
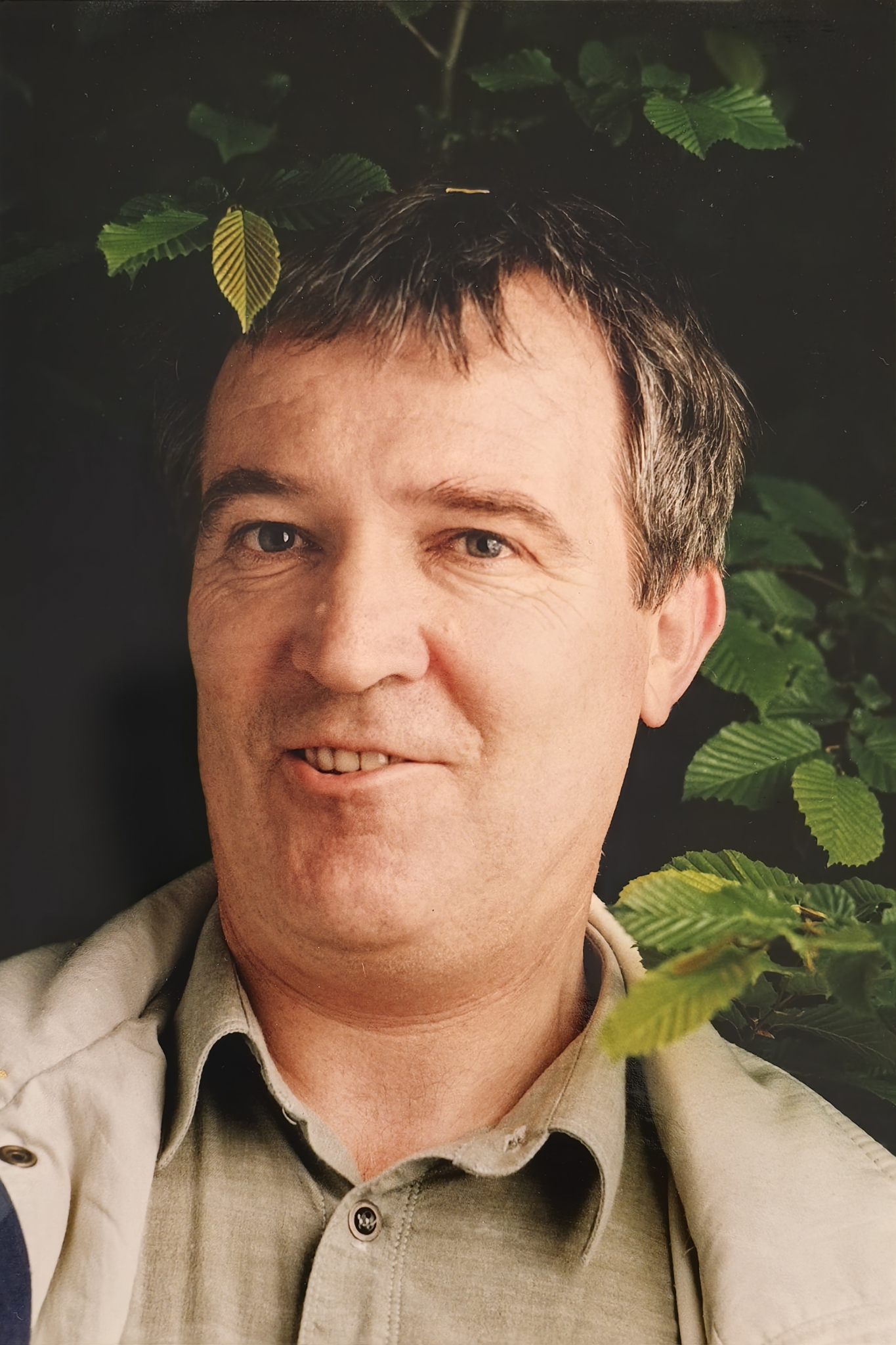
1962 Метод Ди Батиста
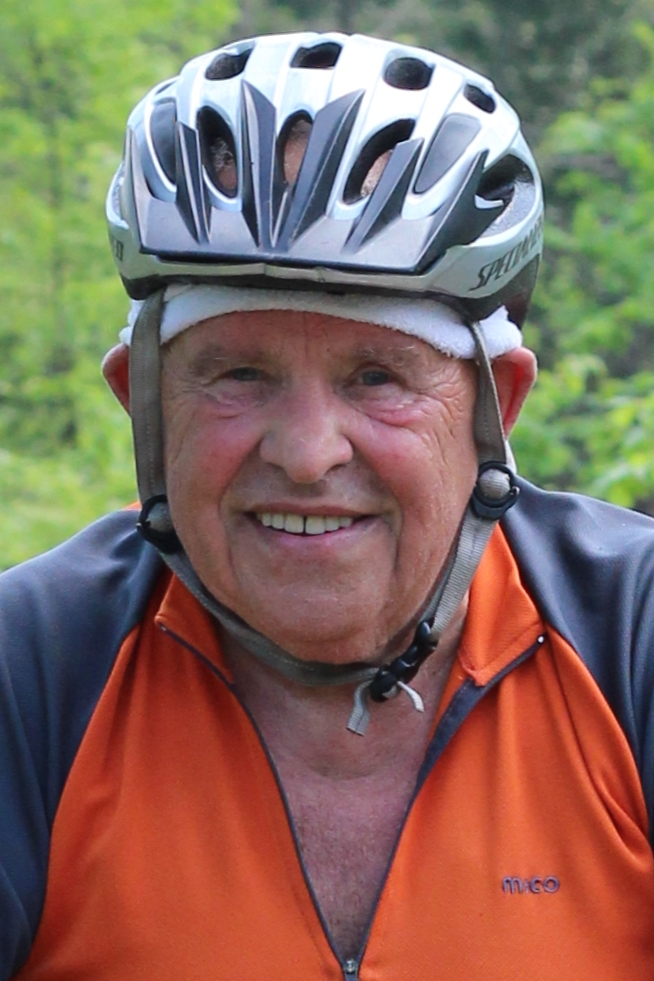
Антон Прапротник
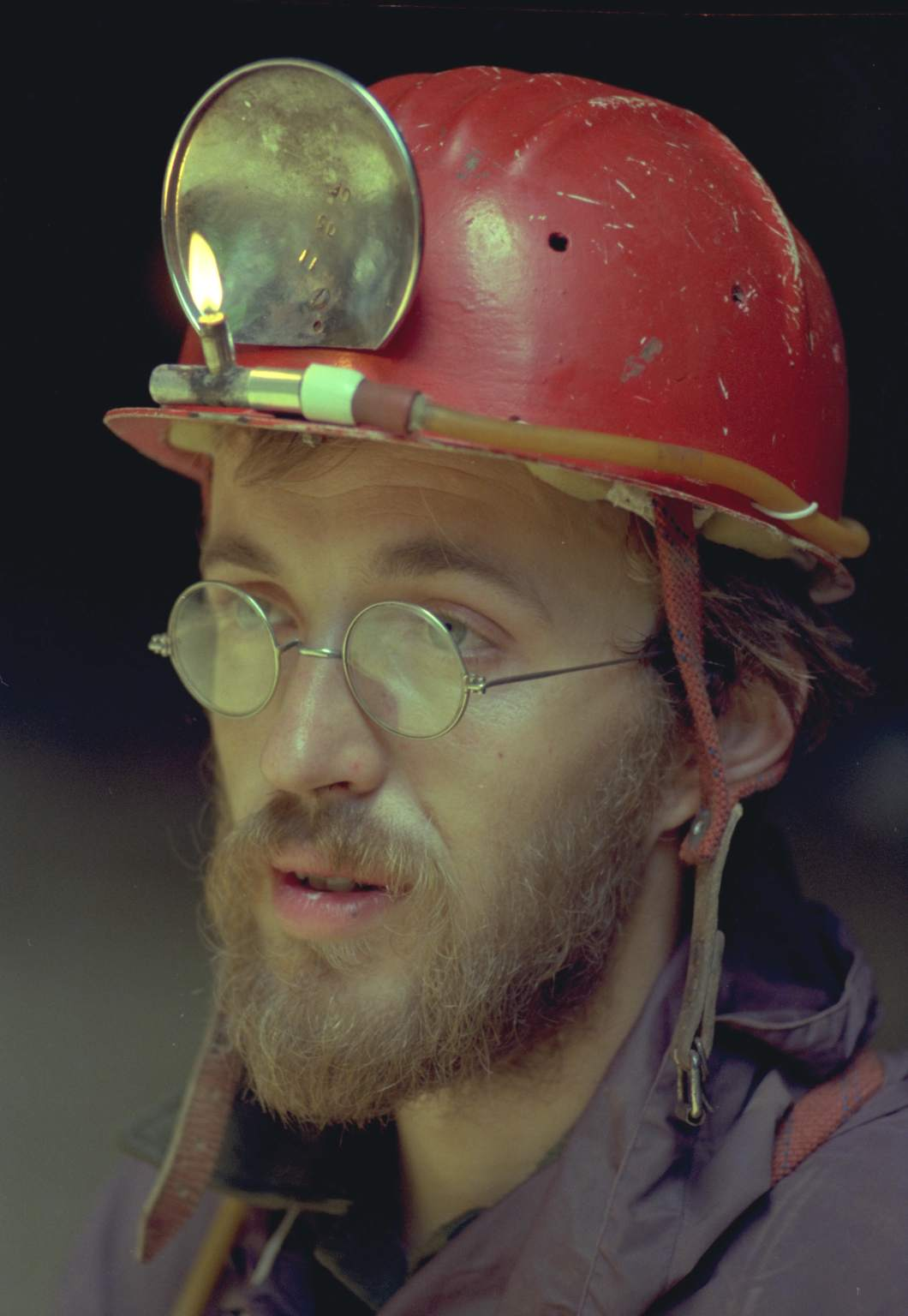
1963 Йоже Пирнат
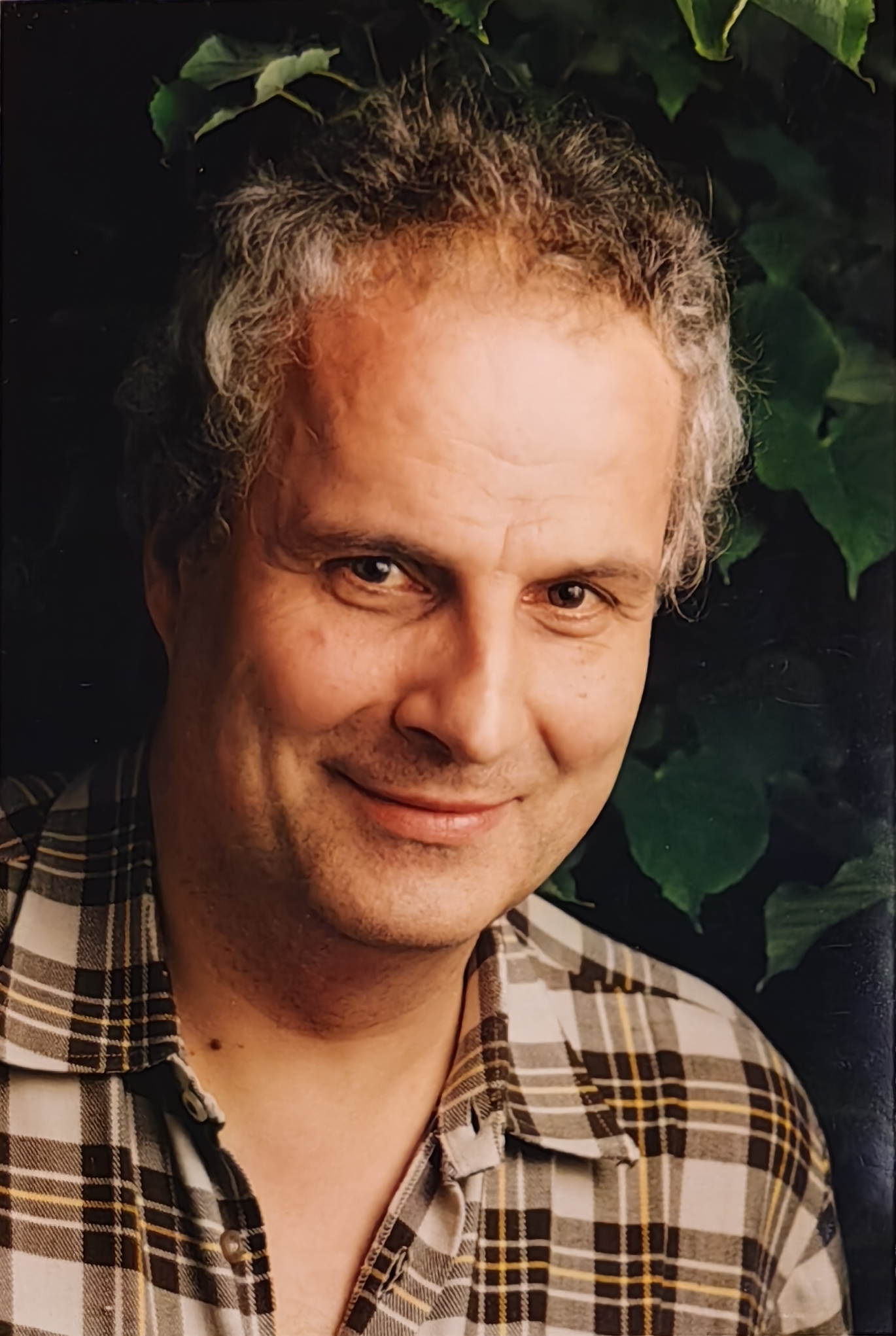
Франце Шуштершич
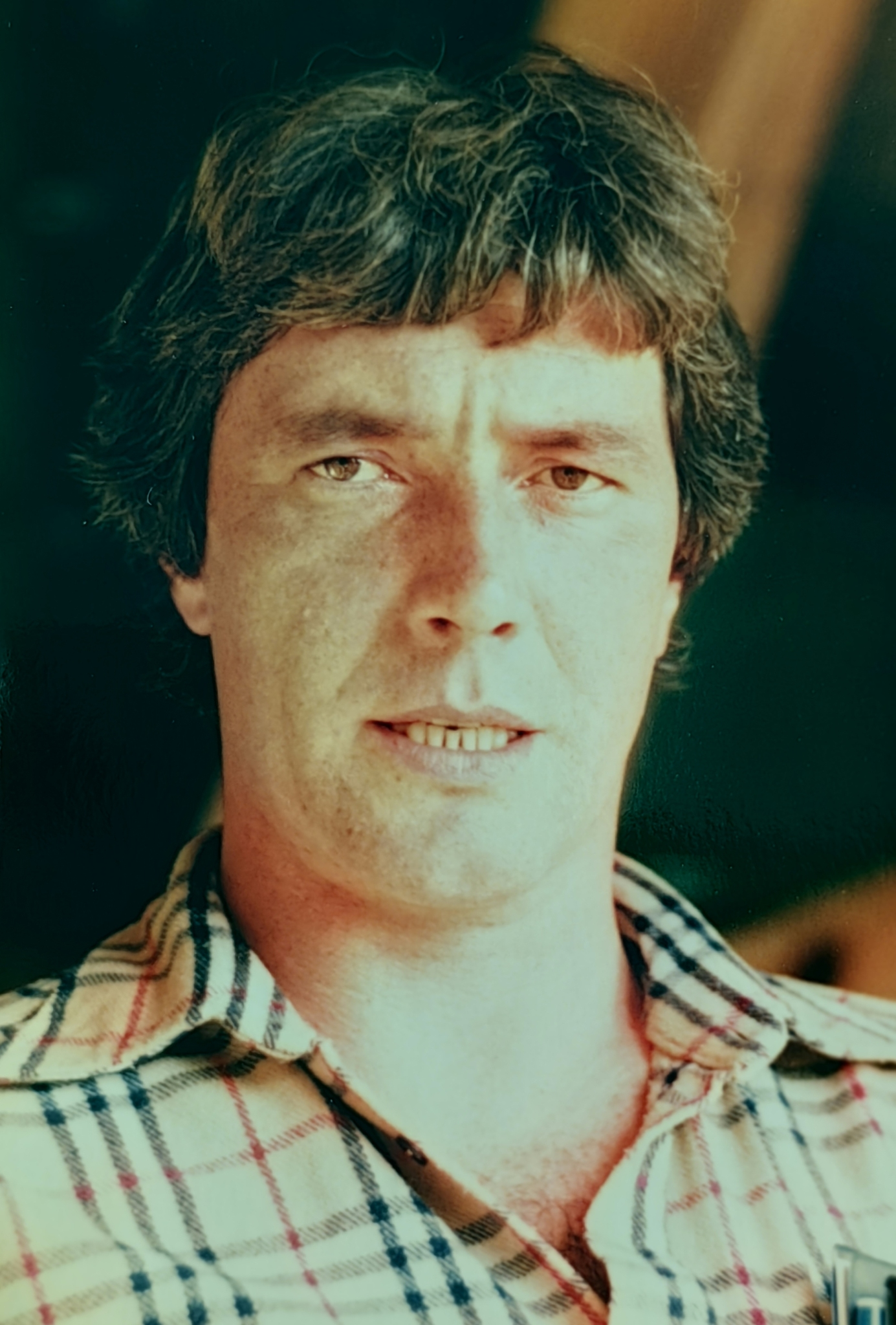
1964 Янез Илершич
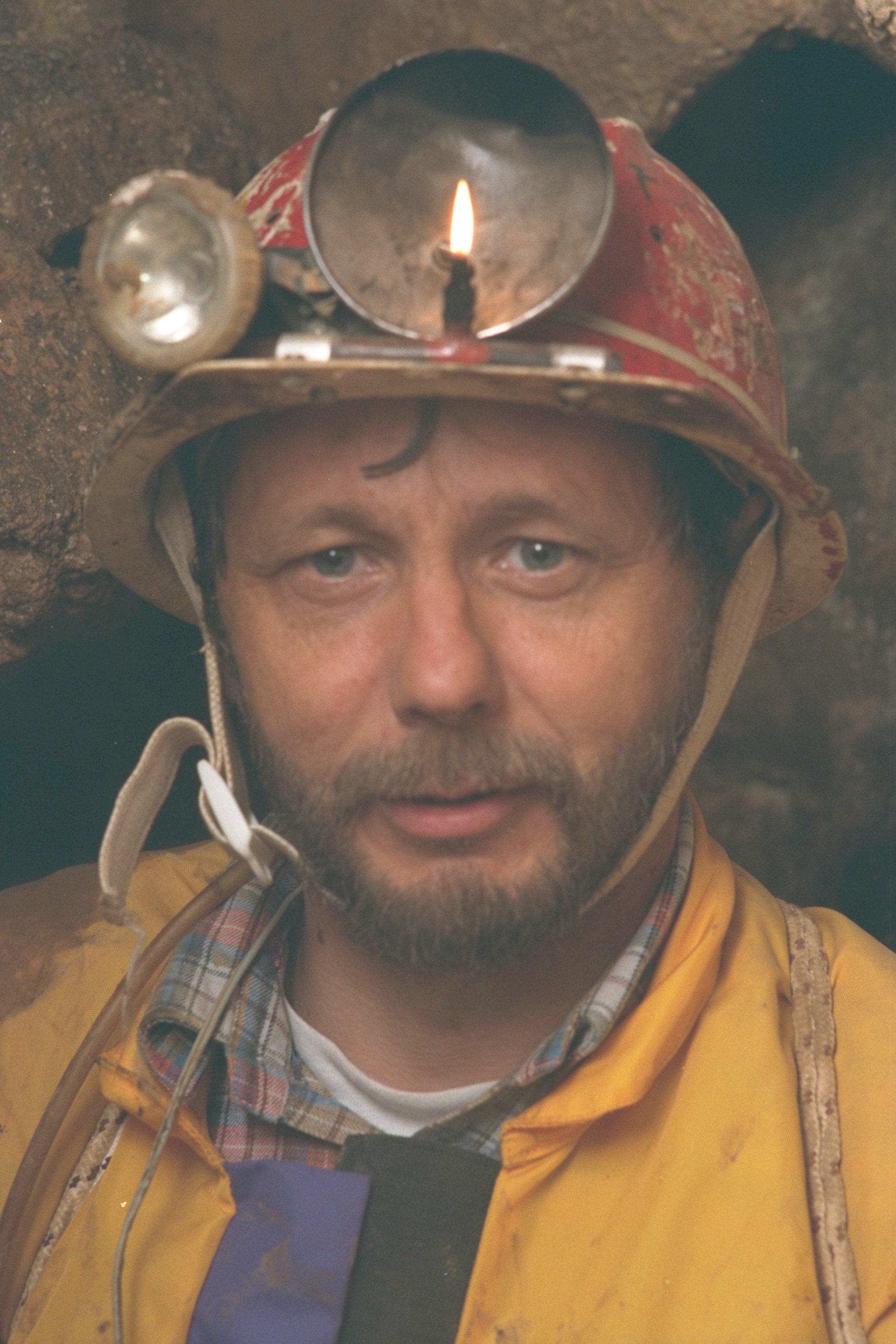
Марьян Юван
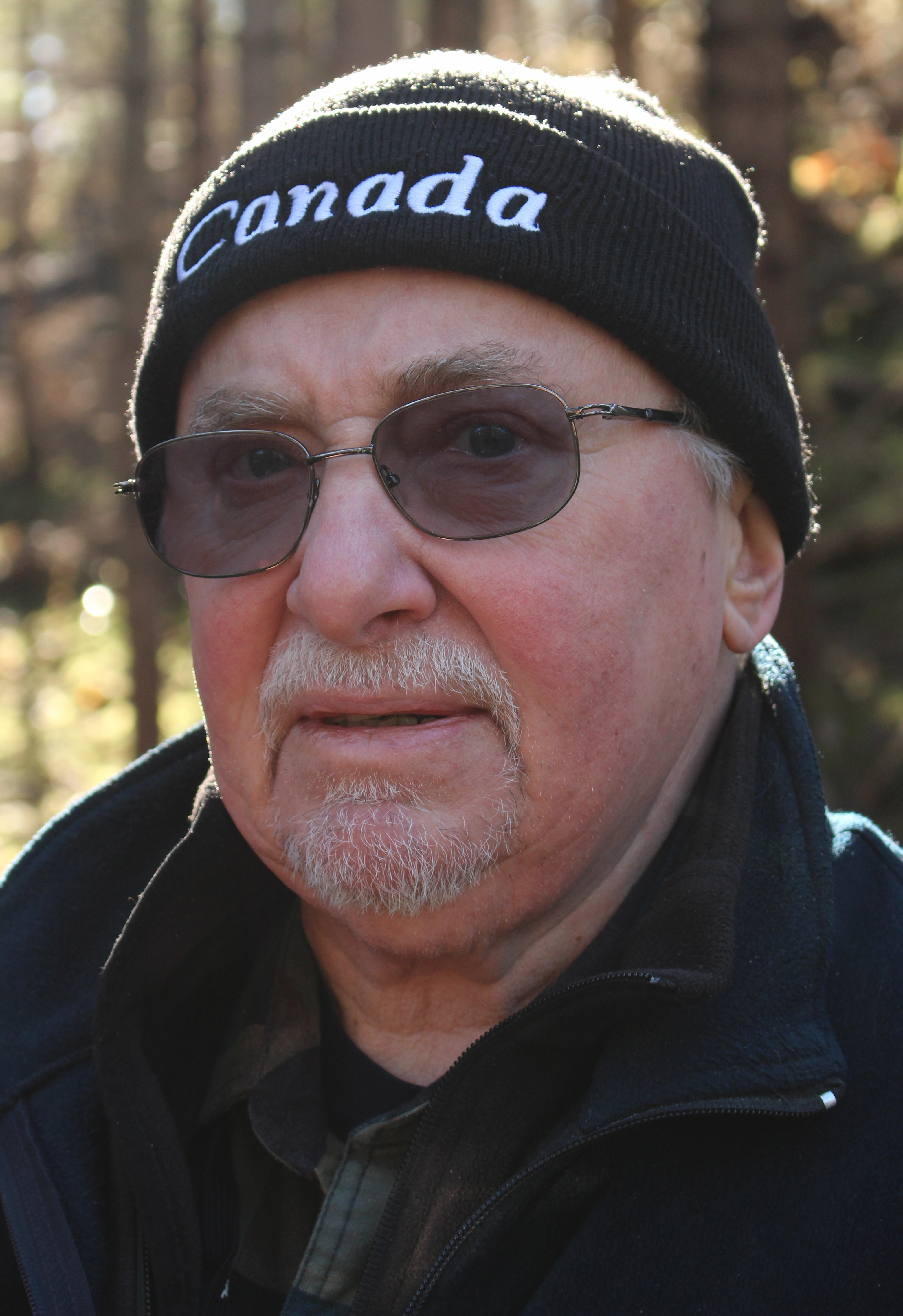
Игорь Максим Кошир
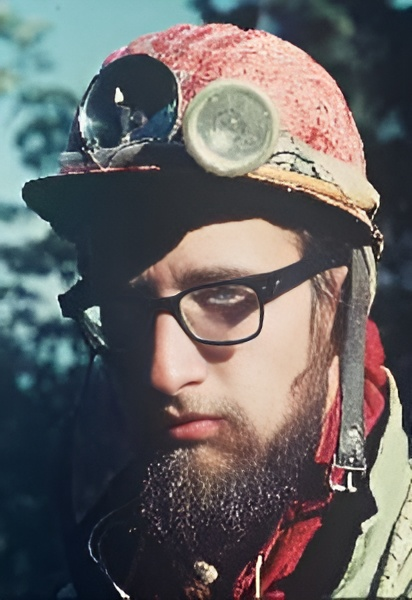
Примож Кривиц
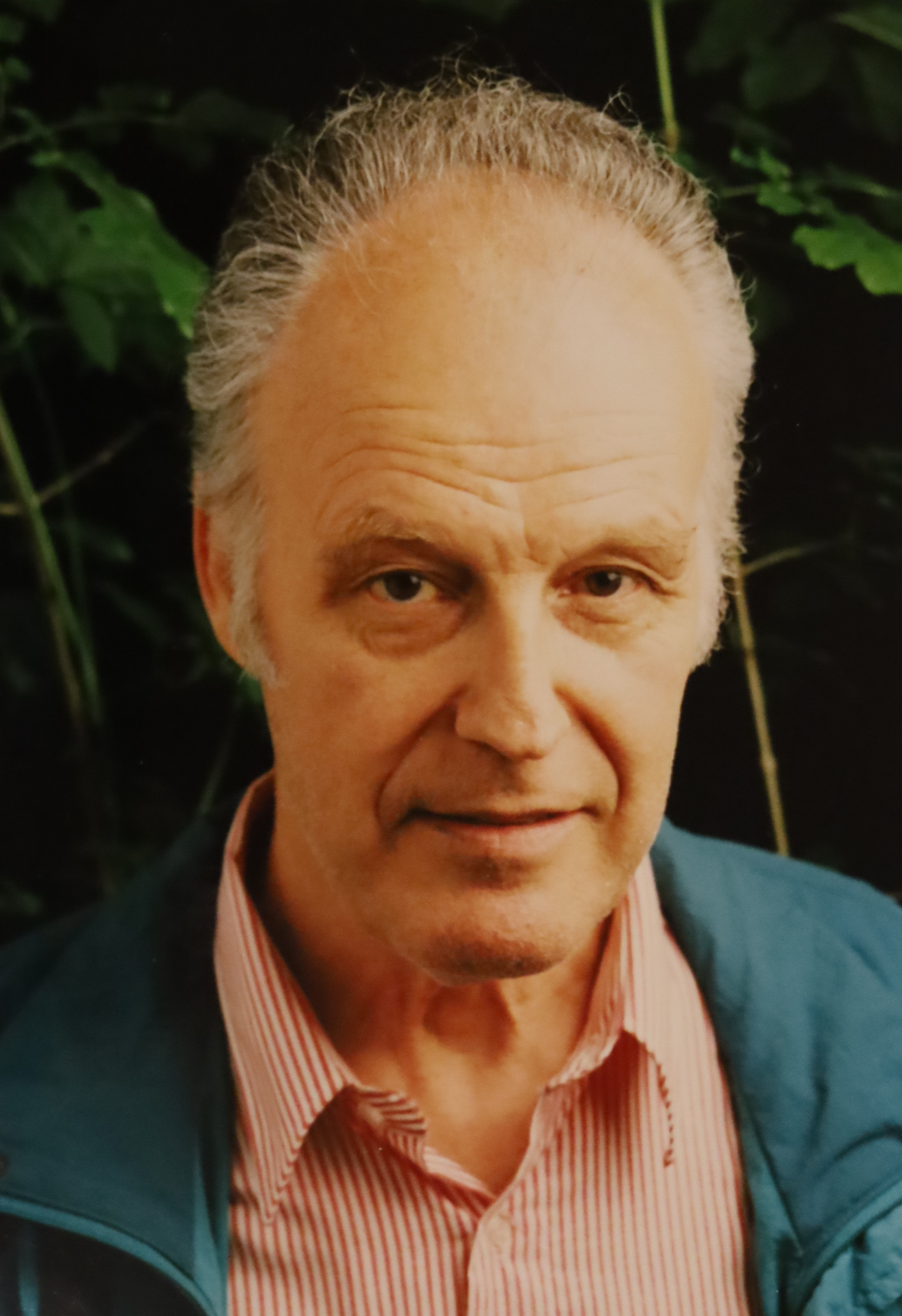
Ерней Линдич
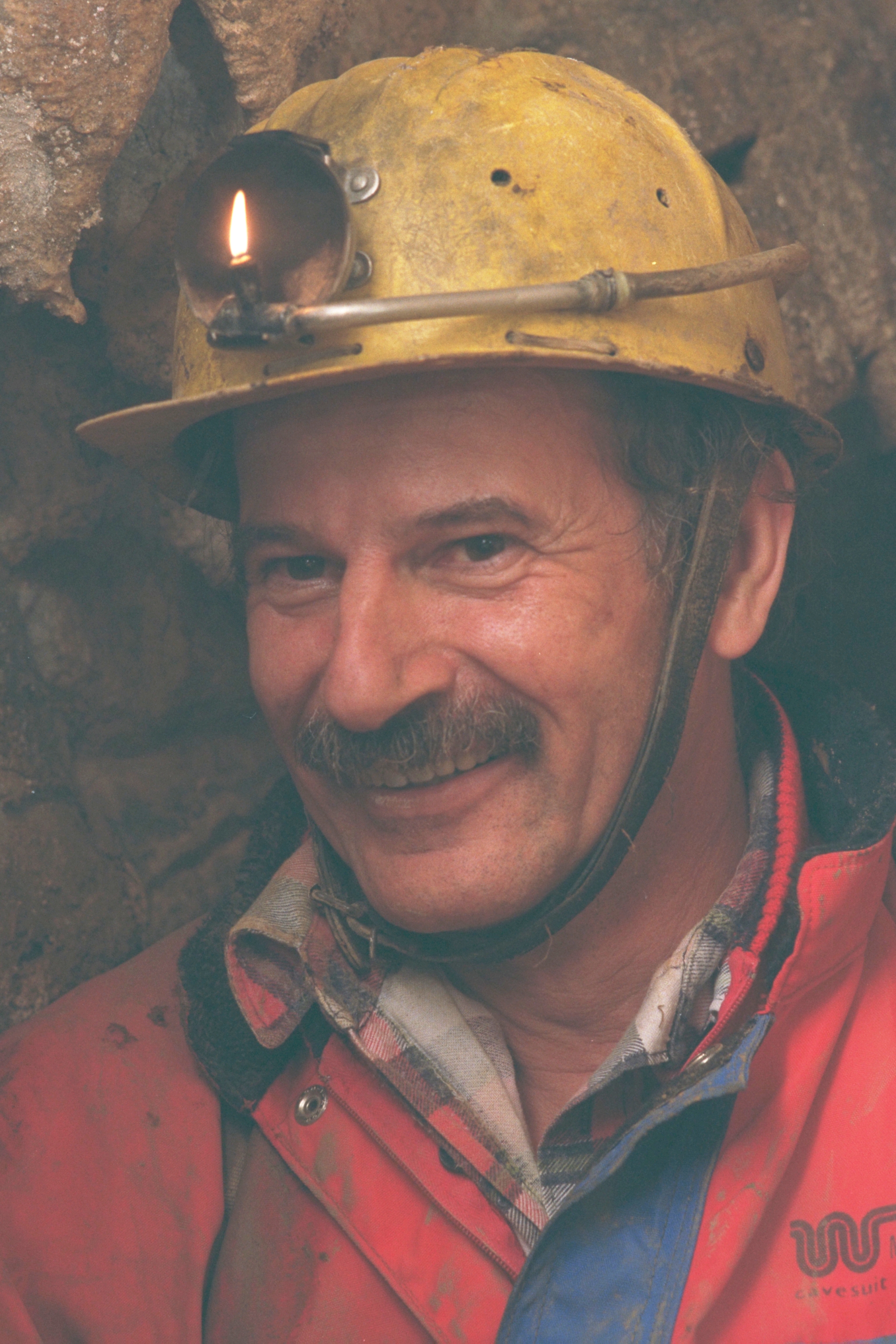
Янез Модриян
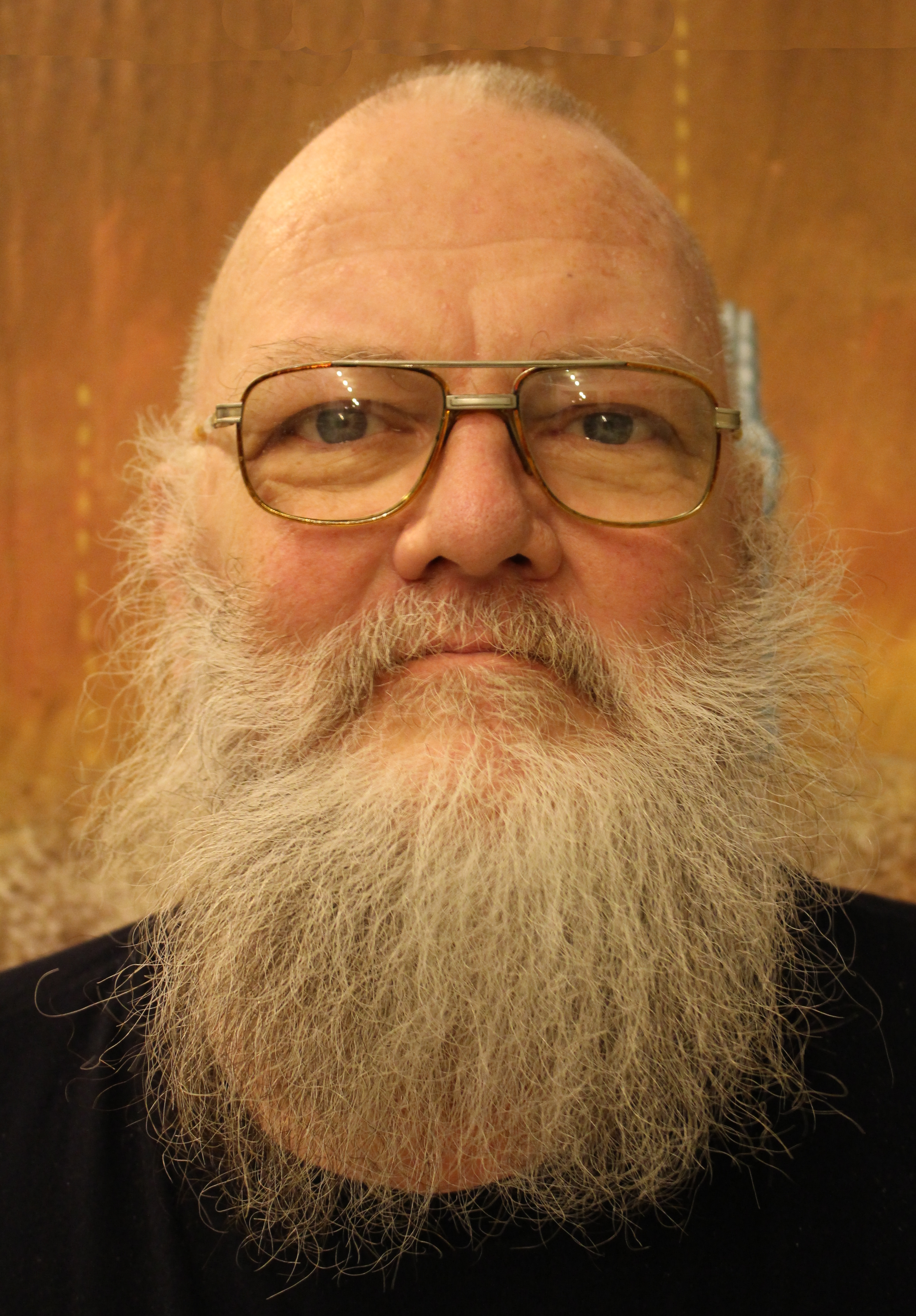
Юрий Тренз
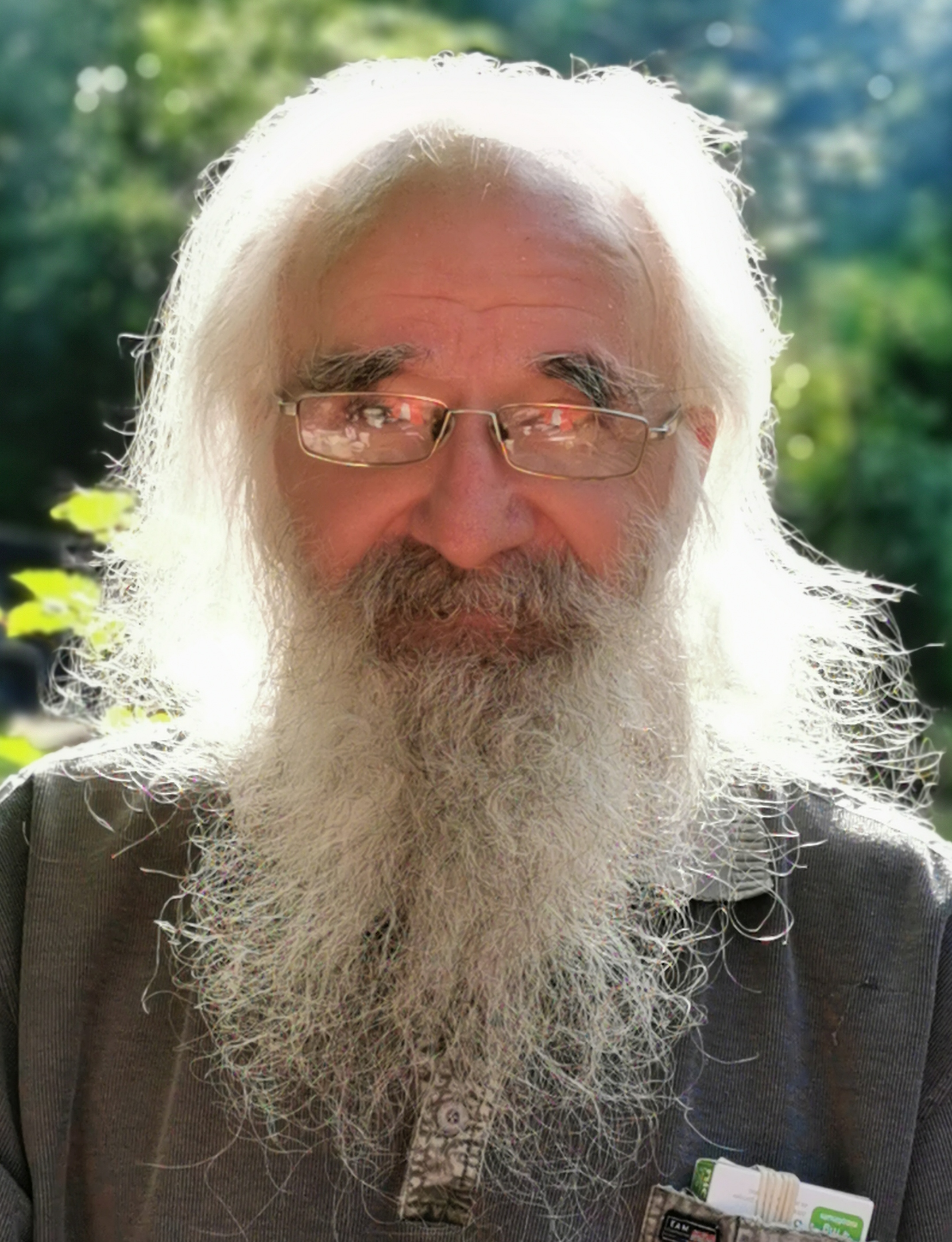
1965 Вид Грегорач
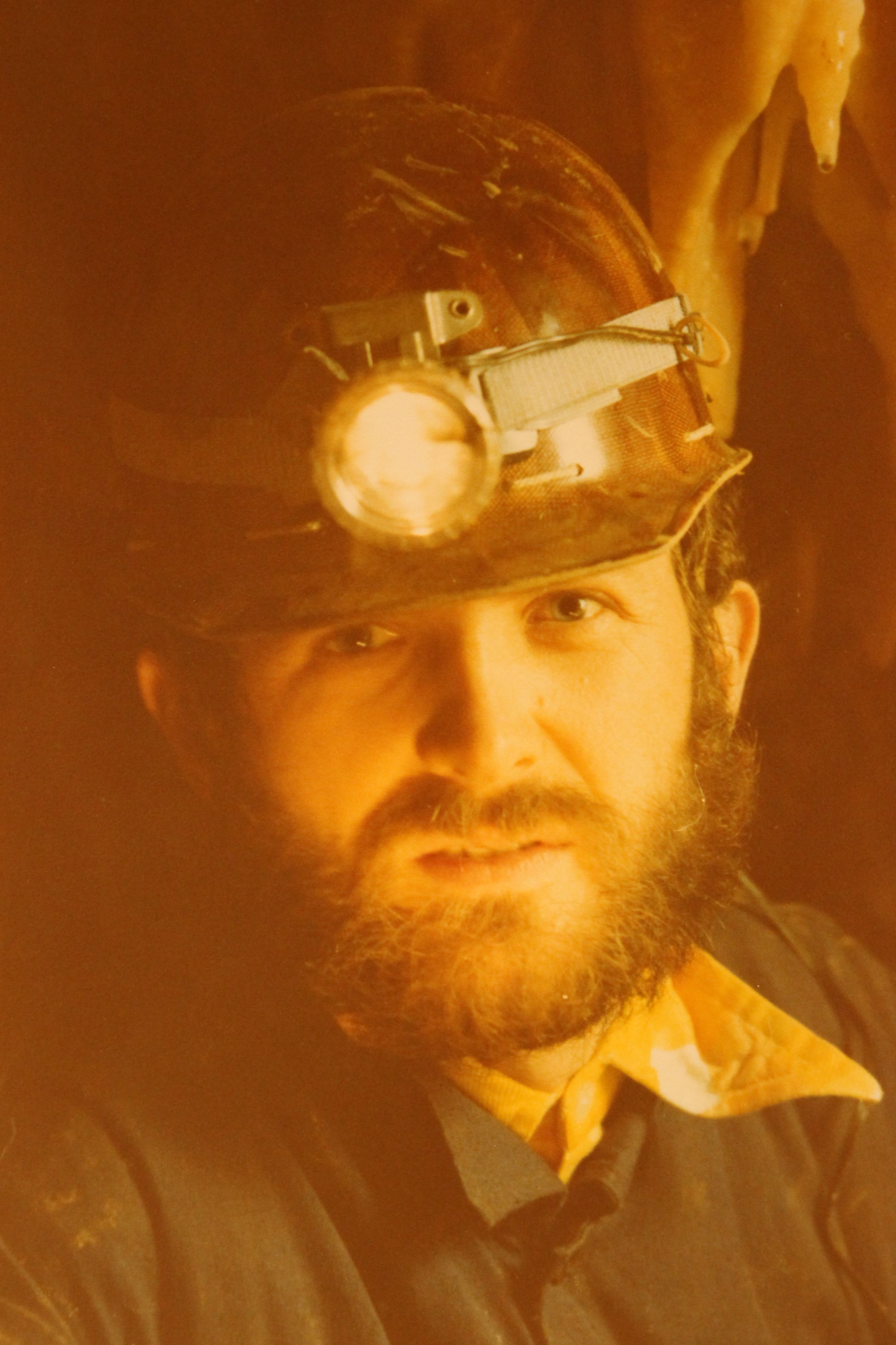
1966 Примож Якопин
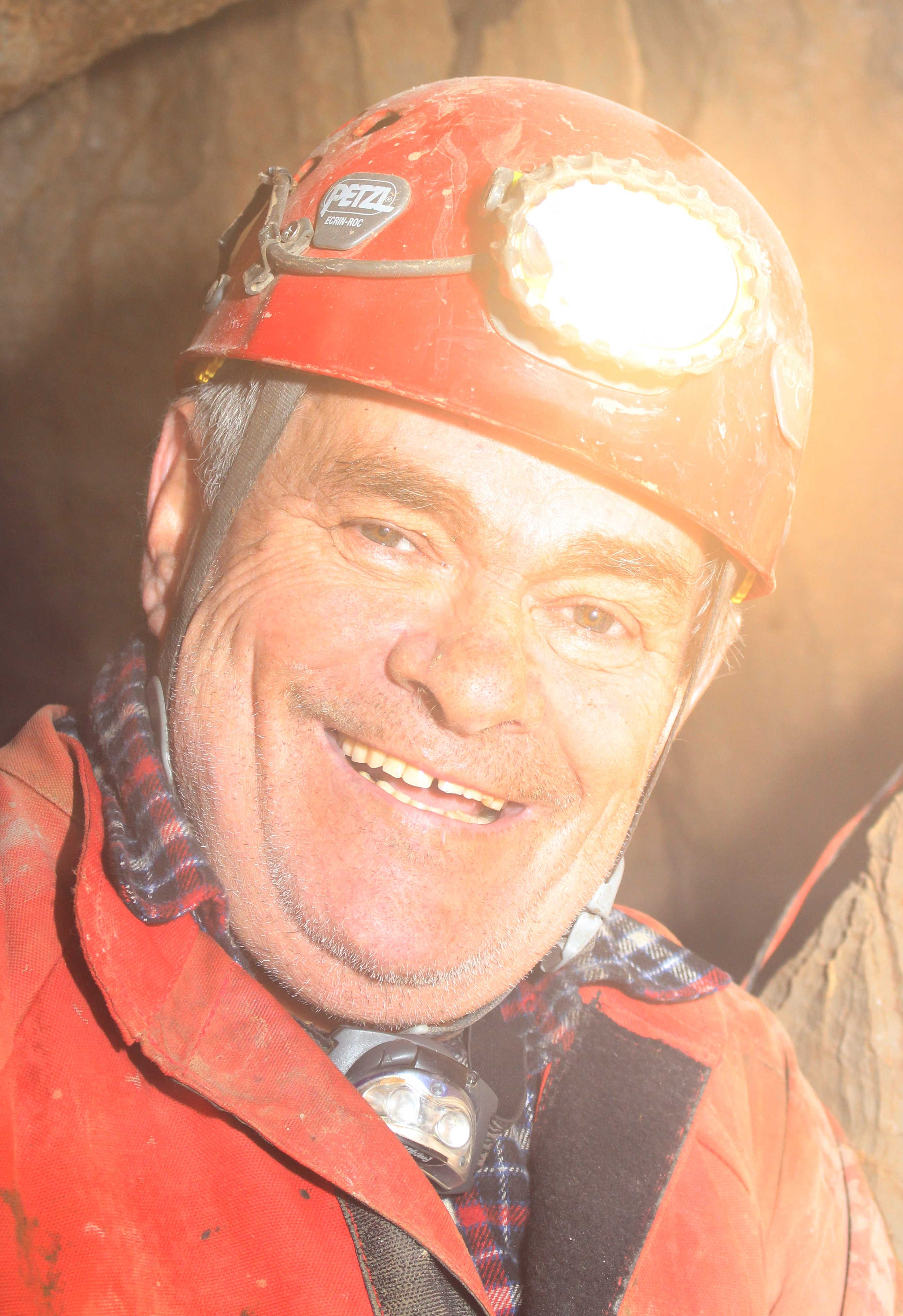
Янез Канони
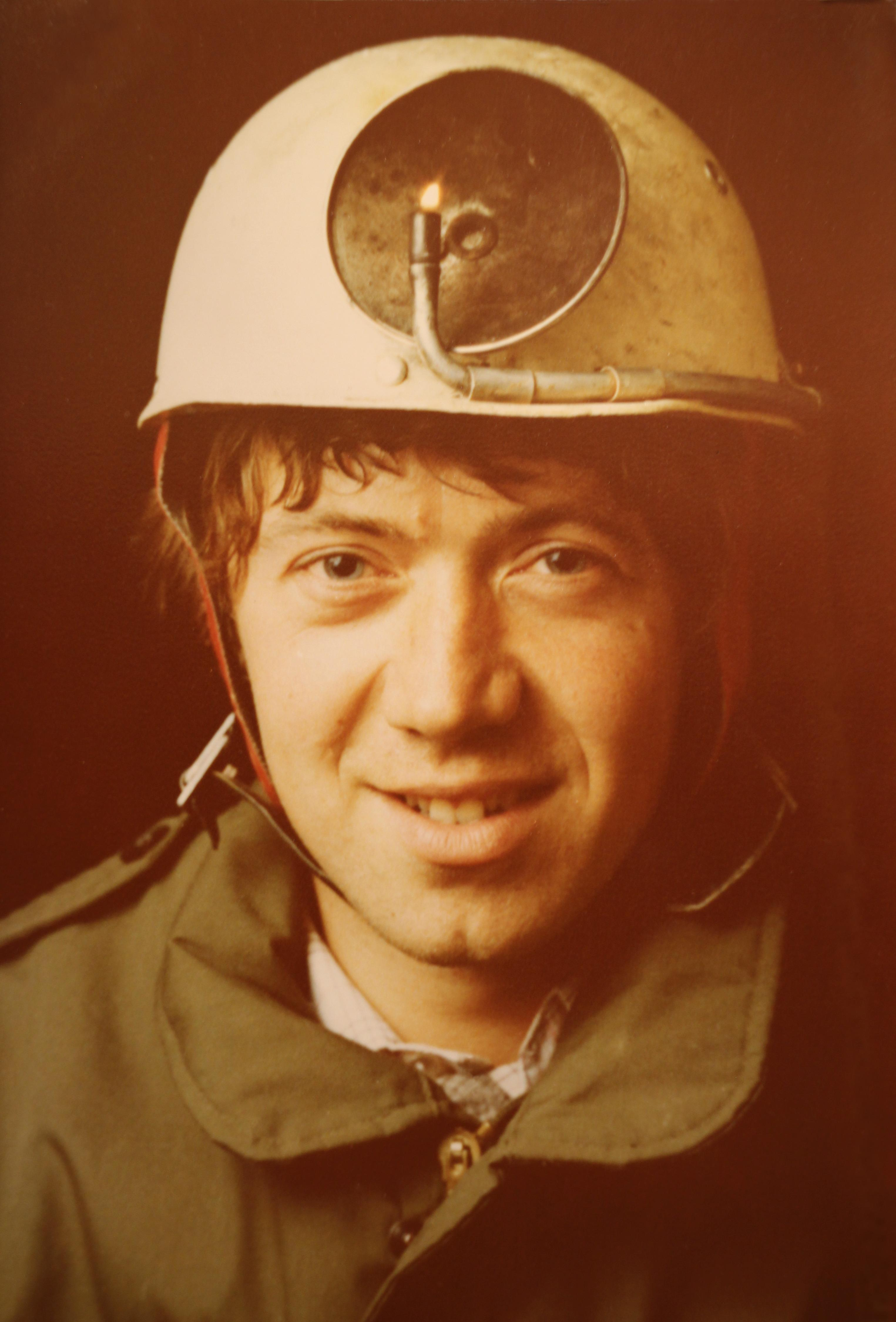
Ренато Вербовшек
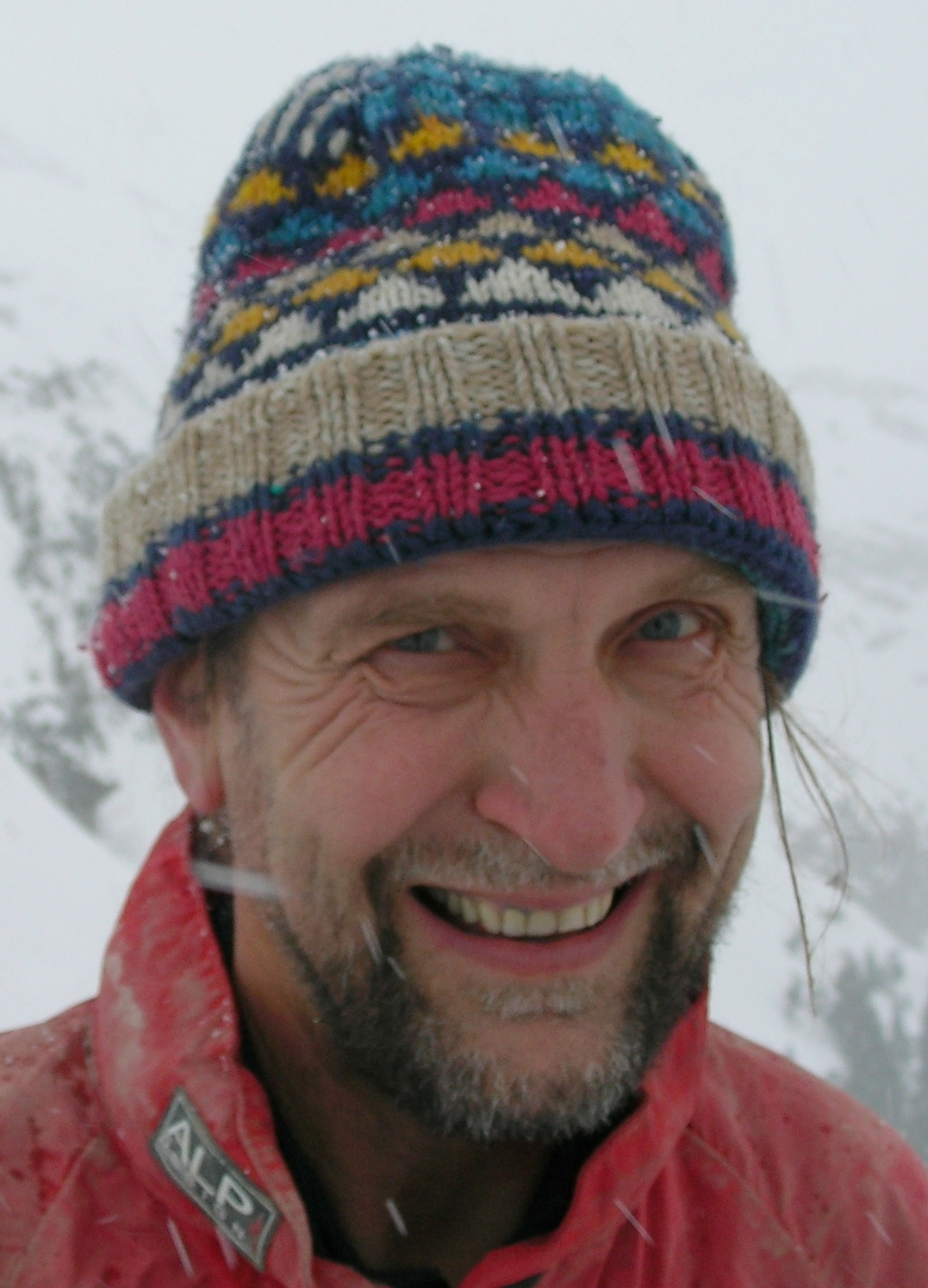
1967 Юрий Анджелич
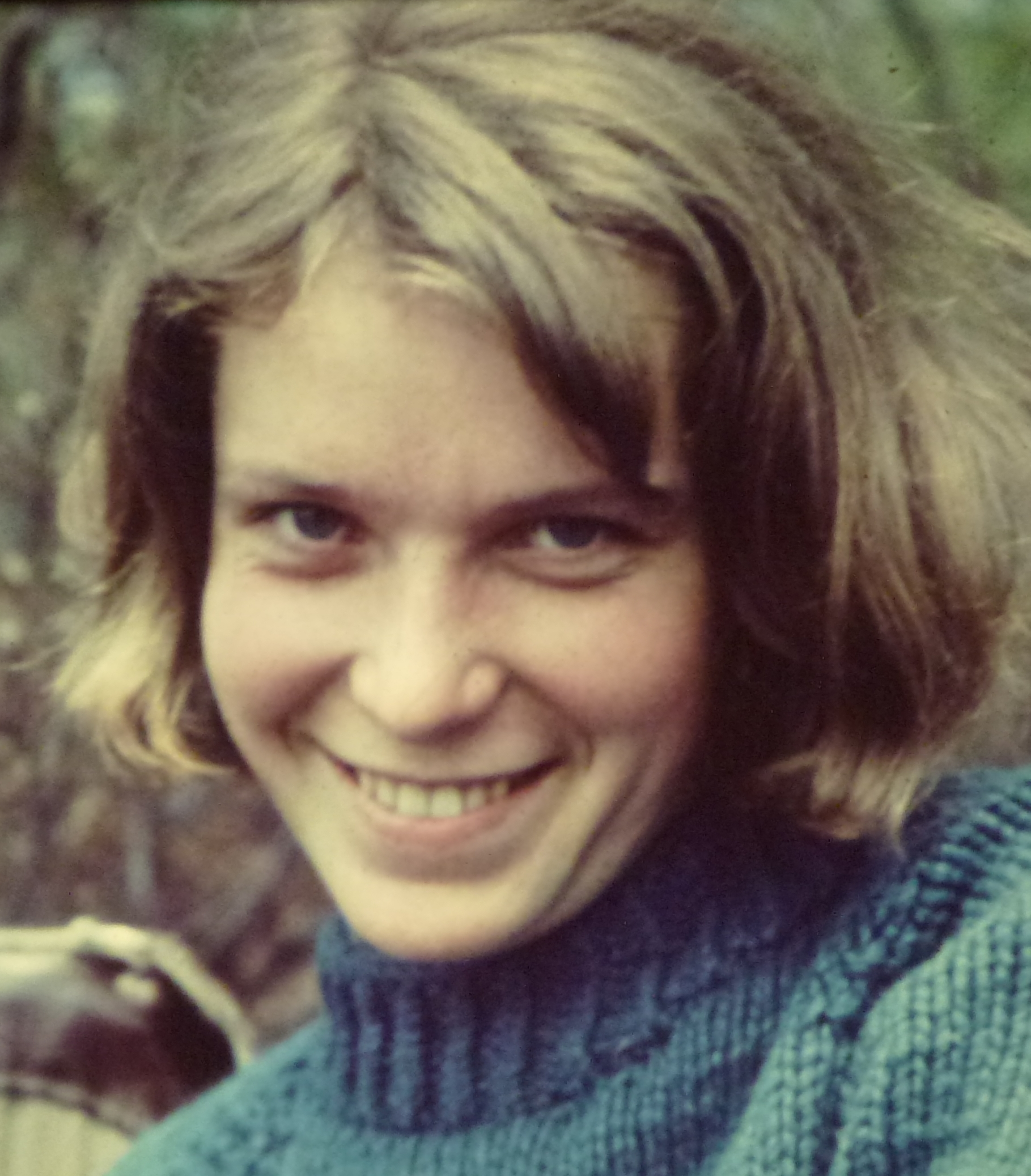
Марьета Хорват
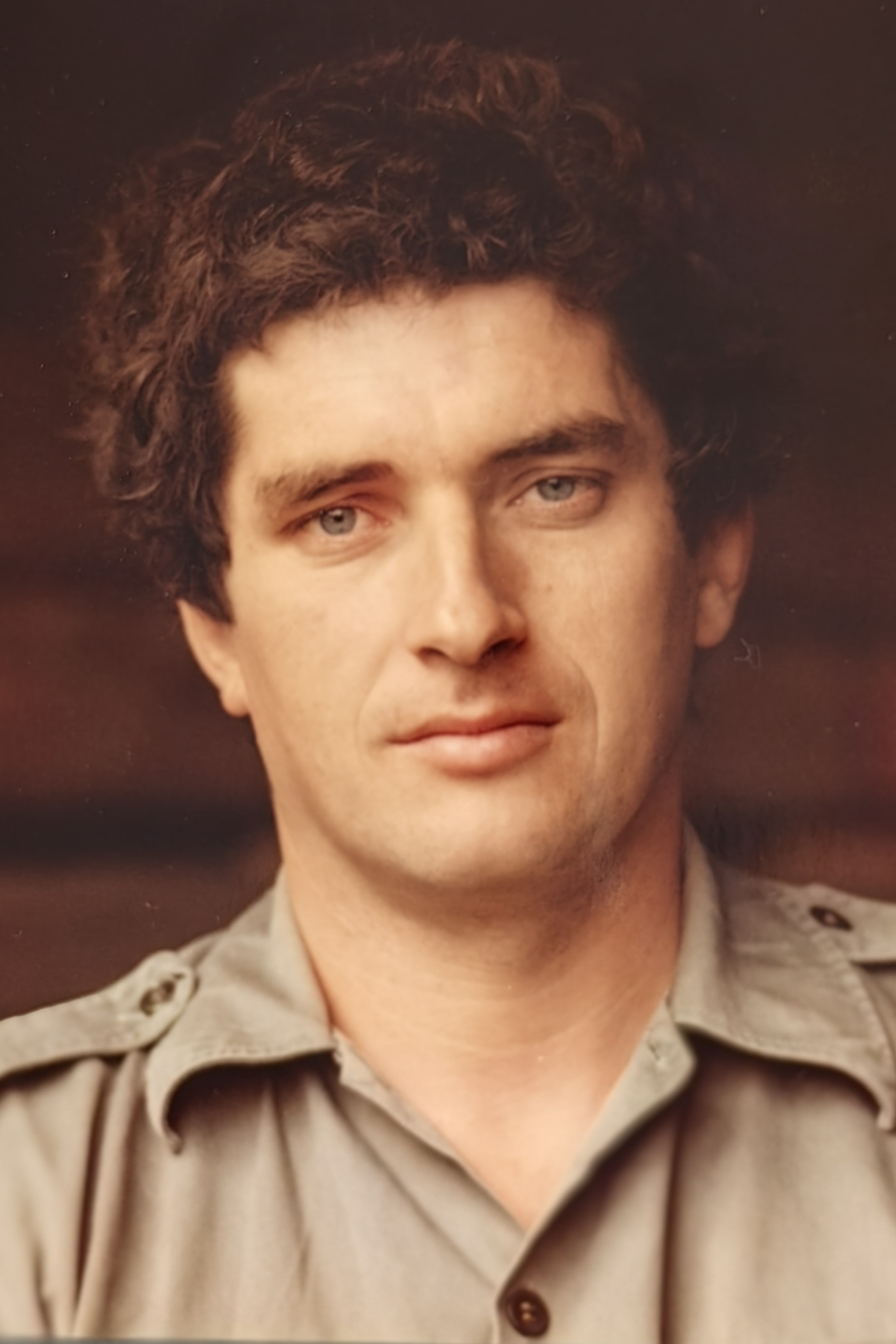
1968 Марко Вогрич
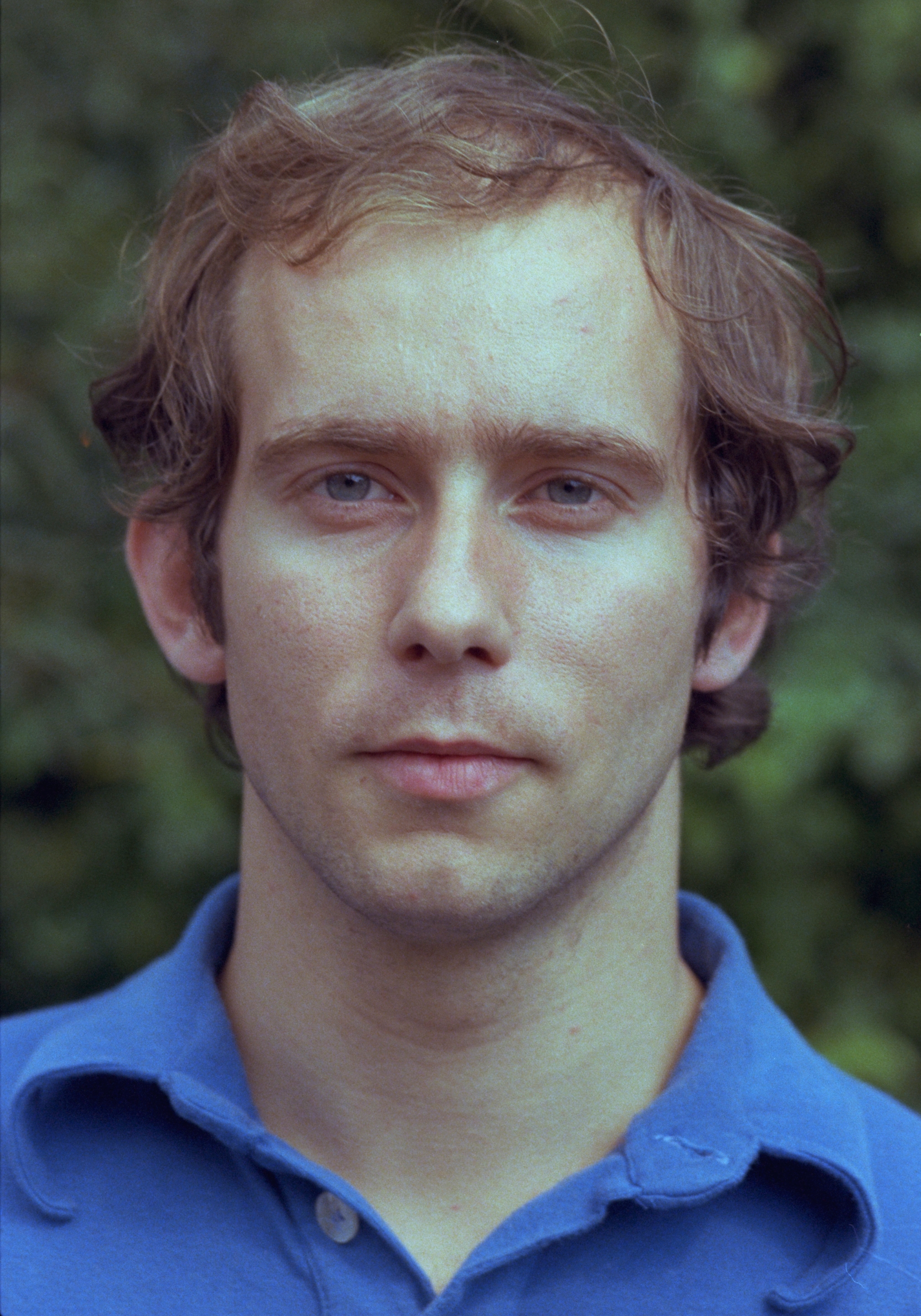
1969 Богдан Ковач
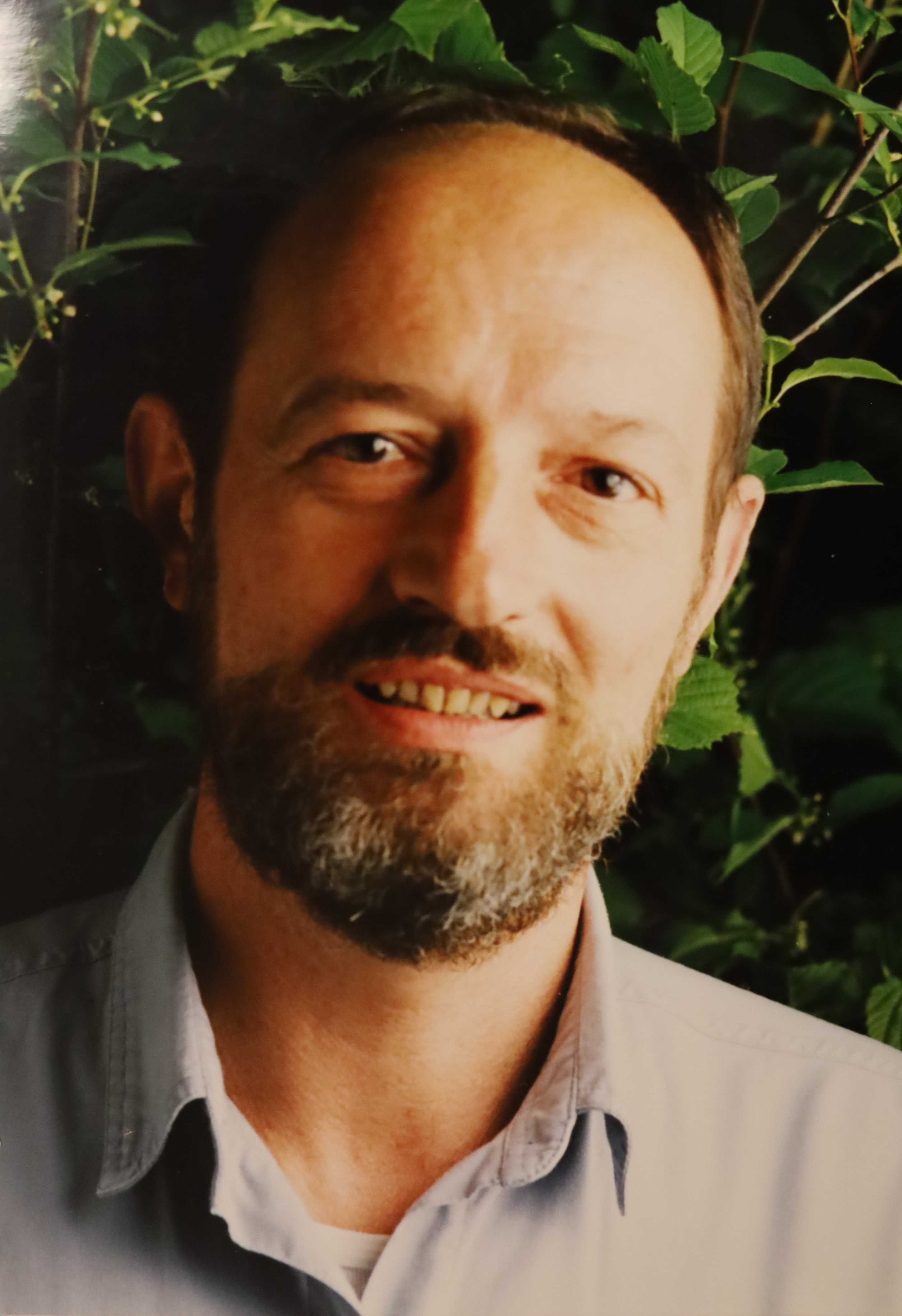
Миха Мишич
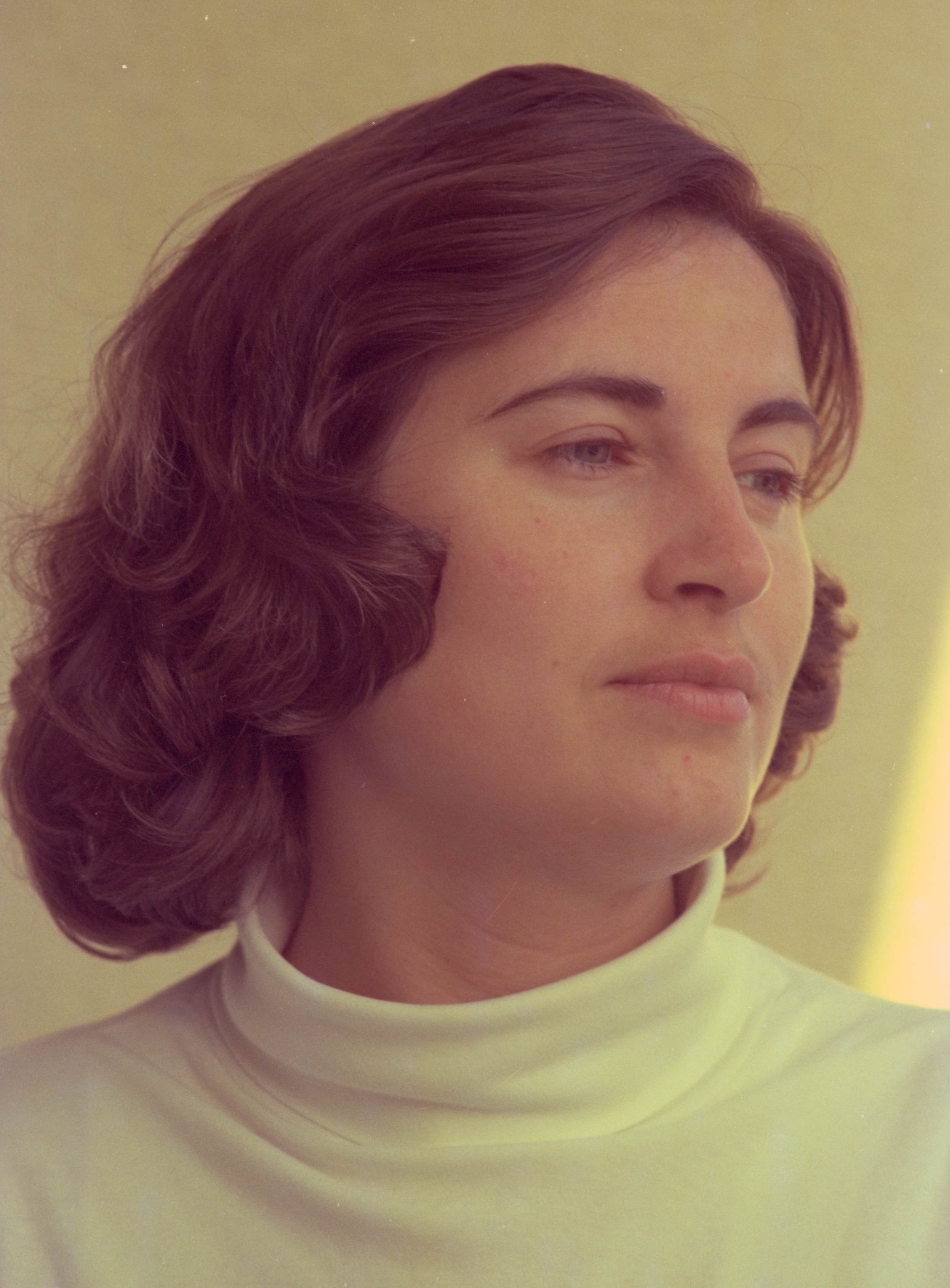
Слава Овчар
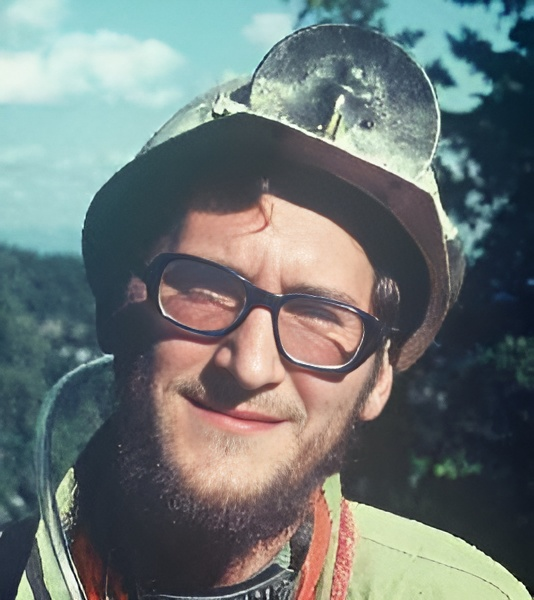
Игнац Сивец
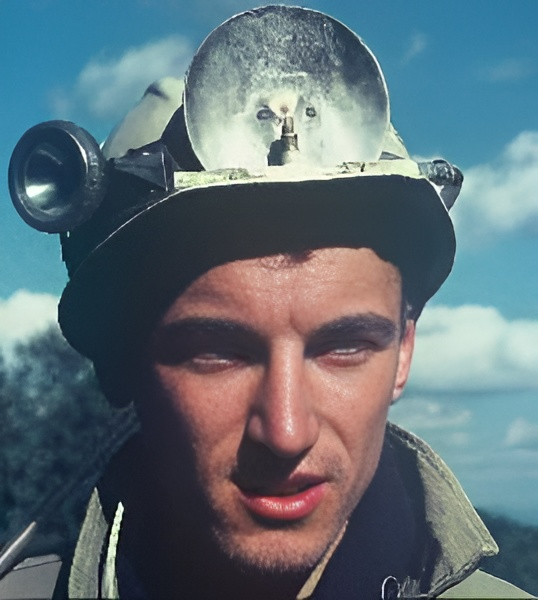
Радо Смерду
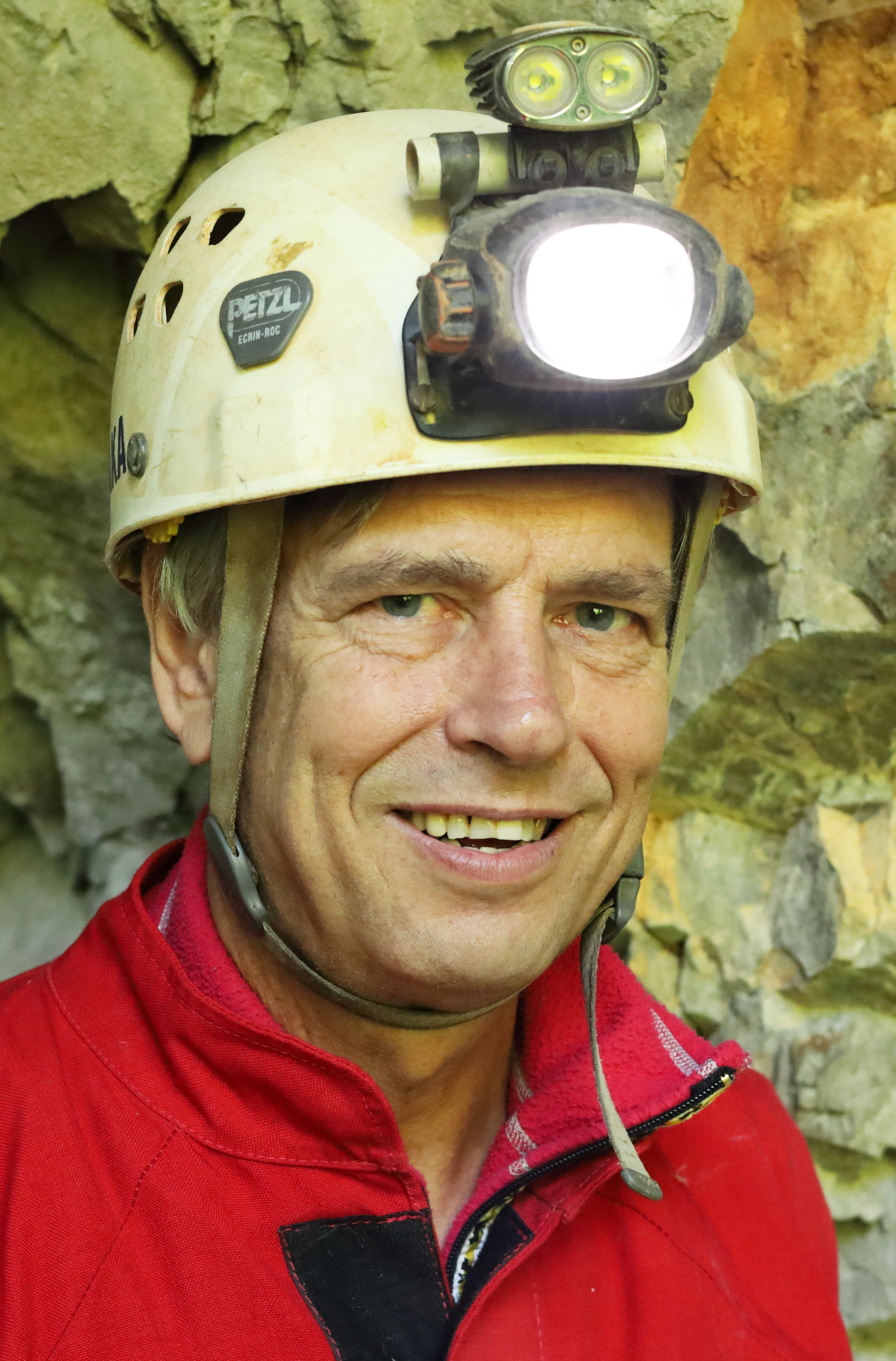
1970 Яка Якофчич
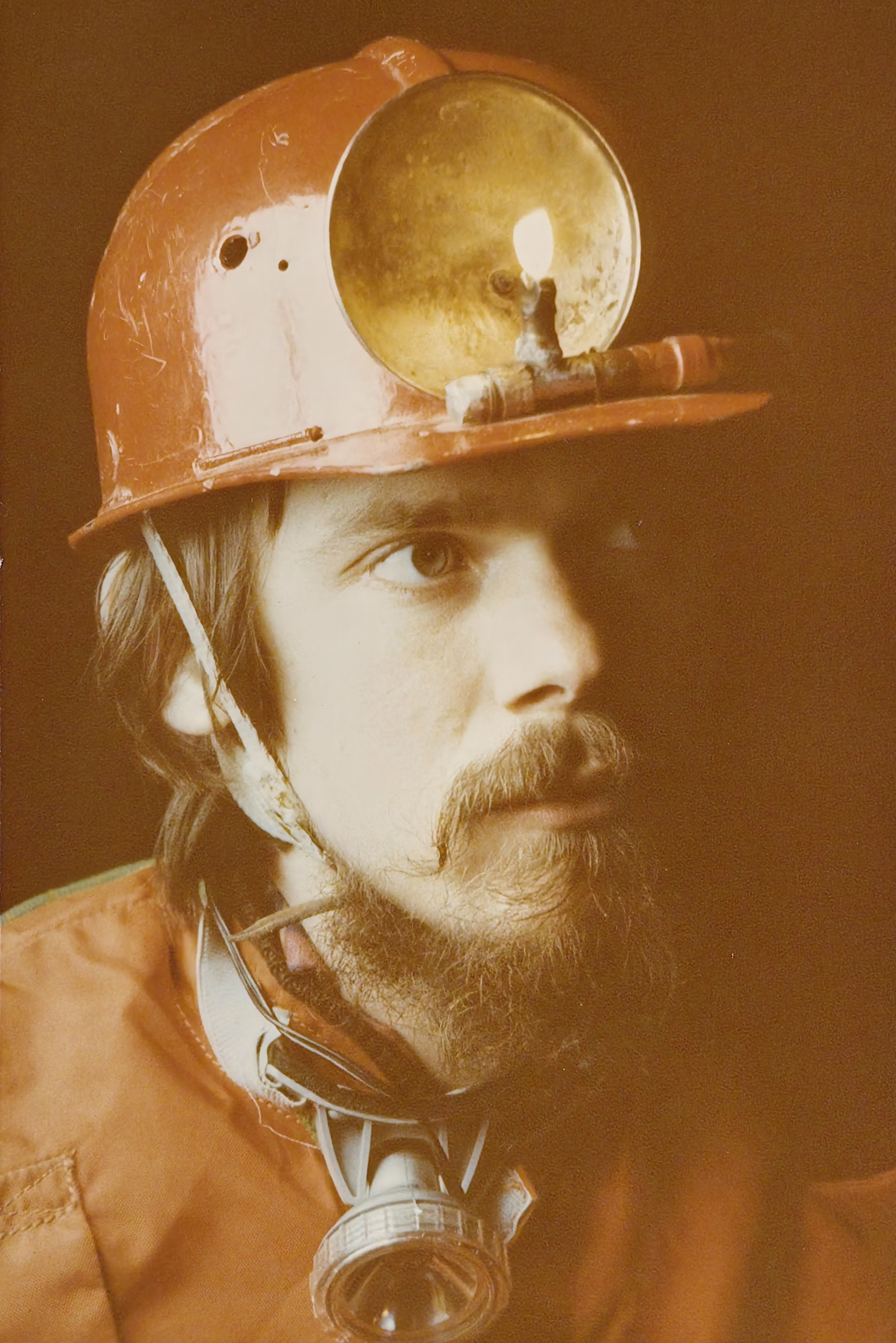
1971 Даниэль Ройшек
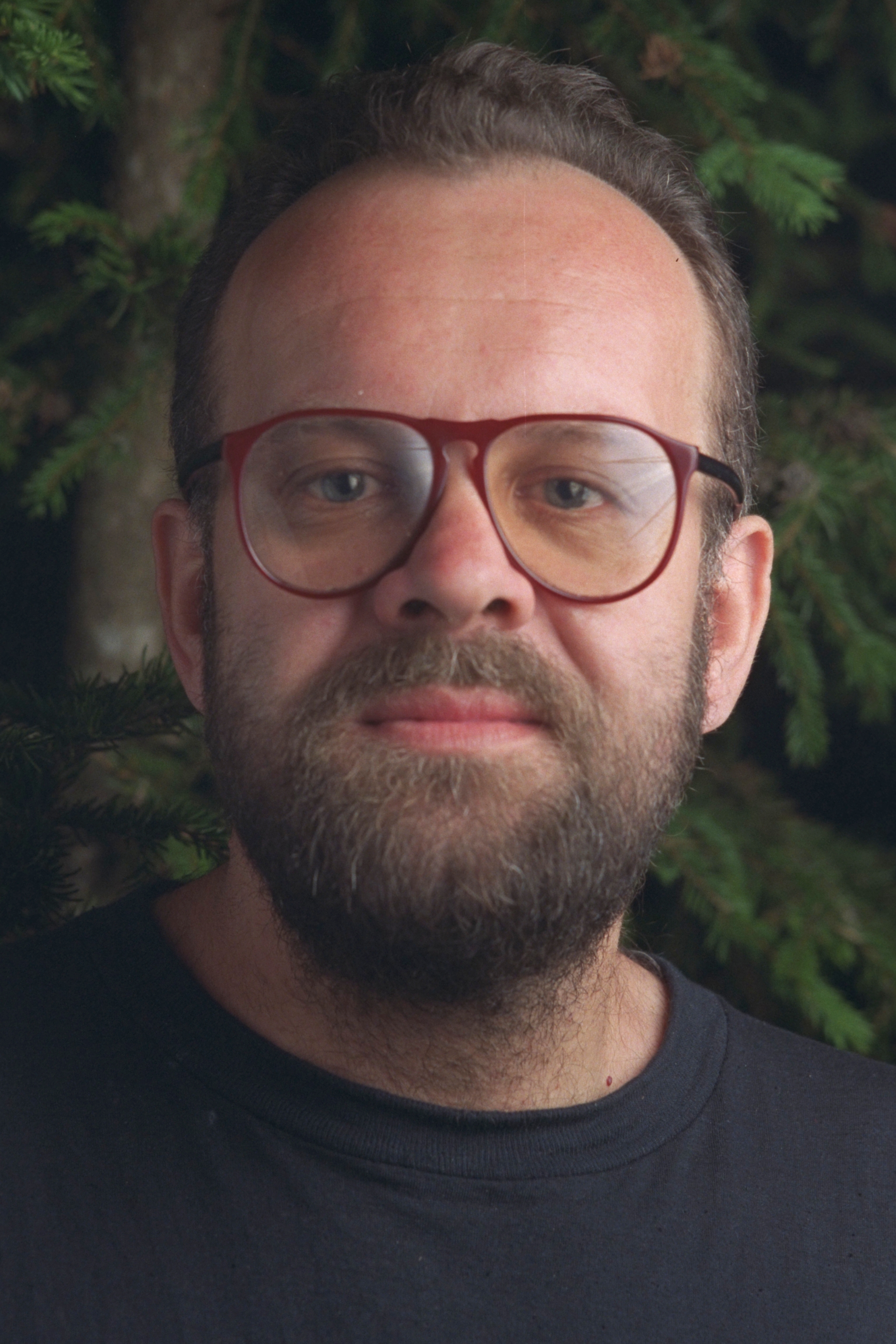
1974 Войко Махорчич
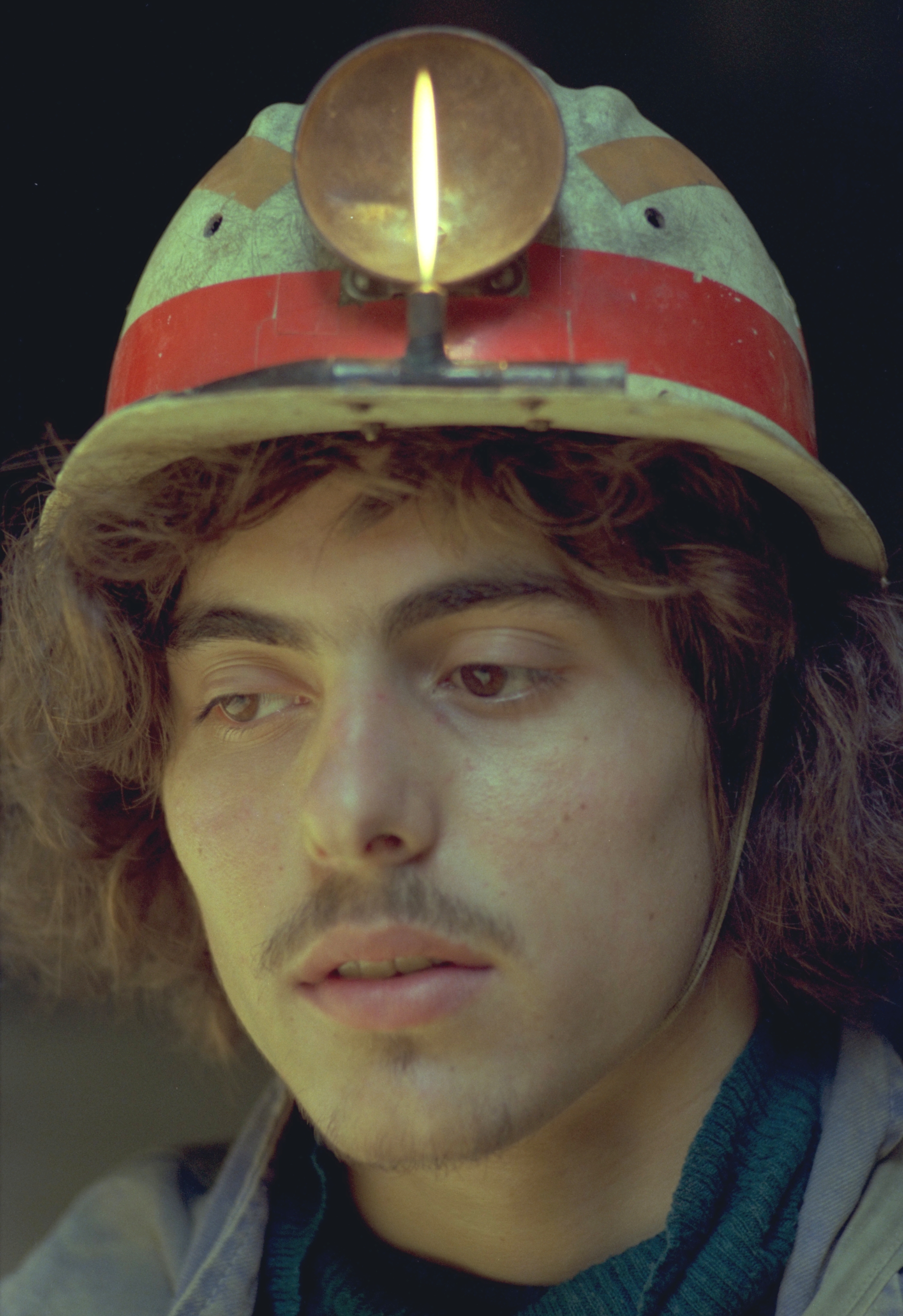
1975 Янез Саболек
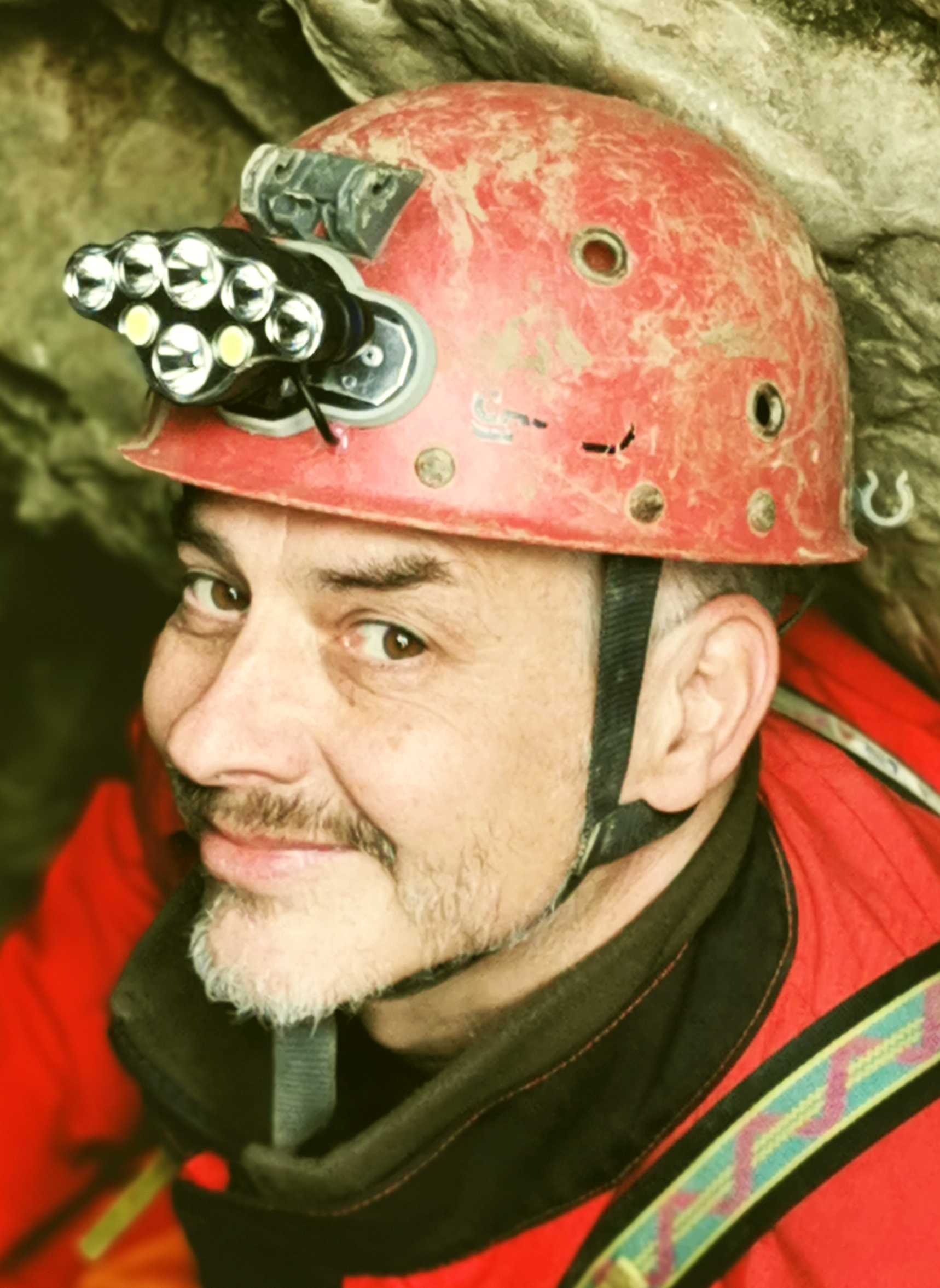
Кристофер Печар
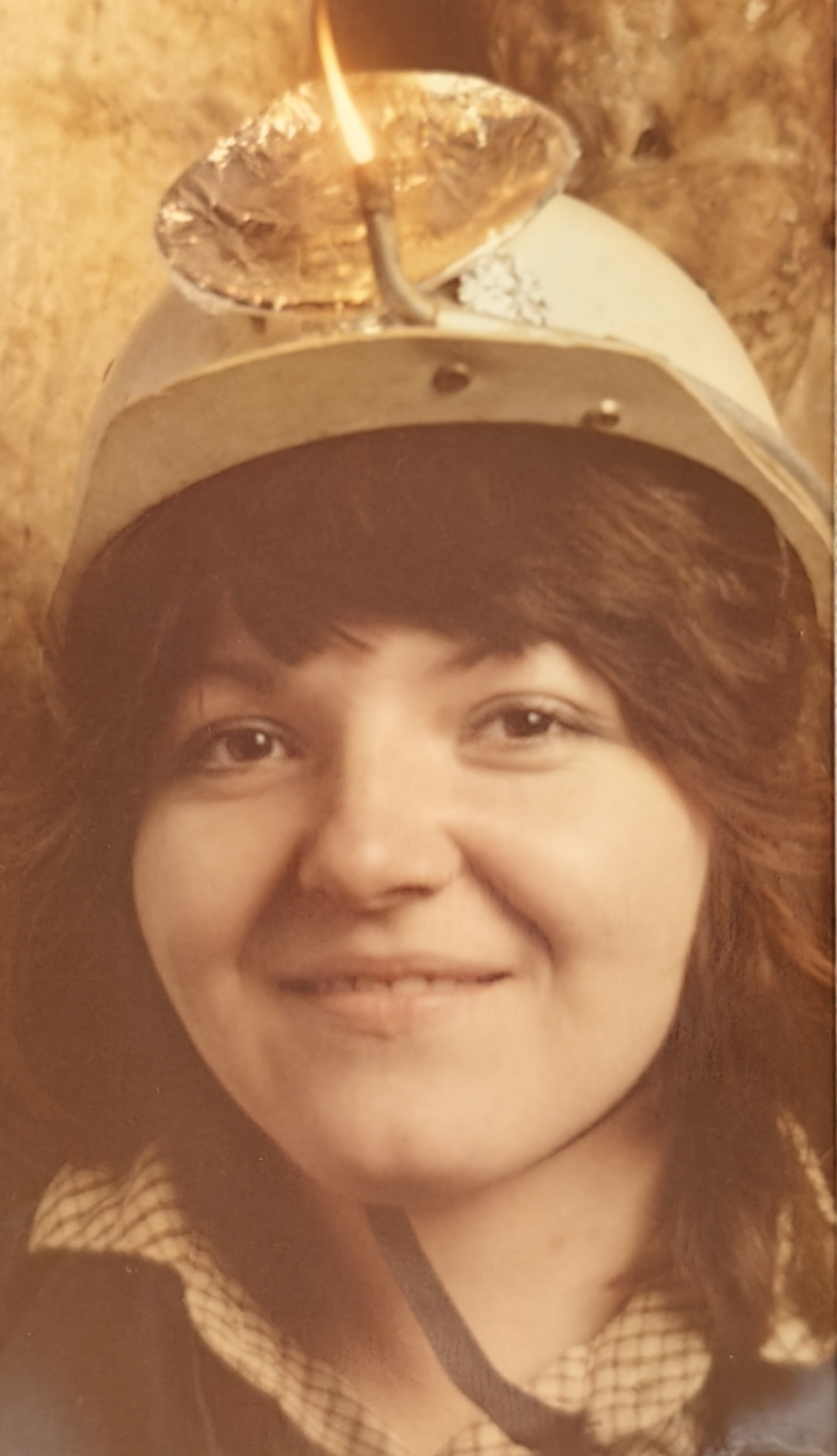
Аленка Терлеп
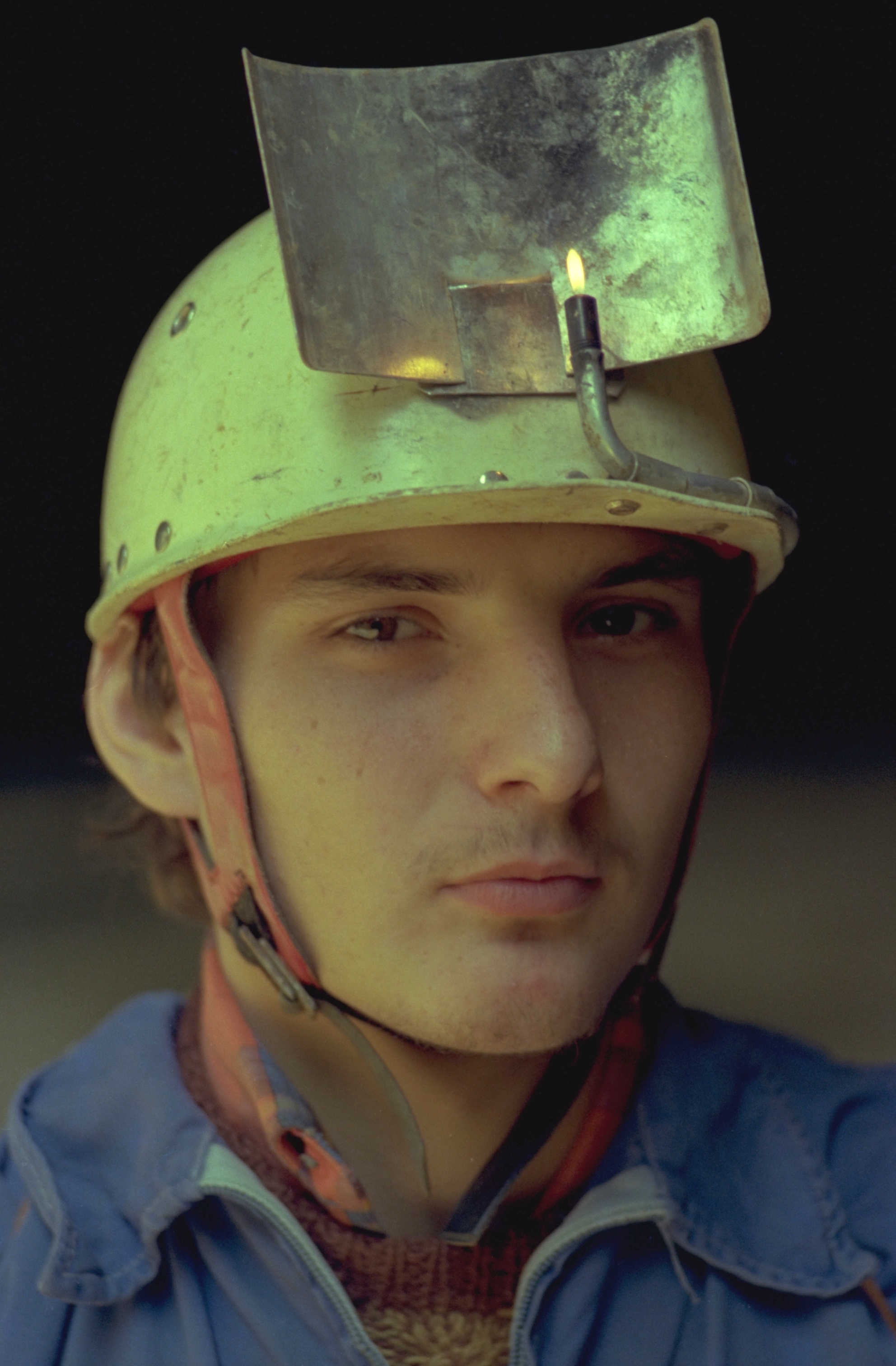
1976 Митя Бернард
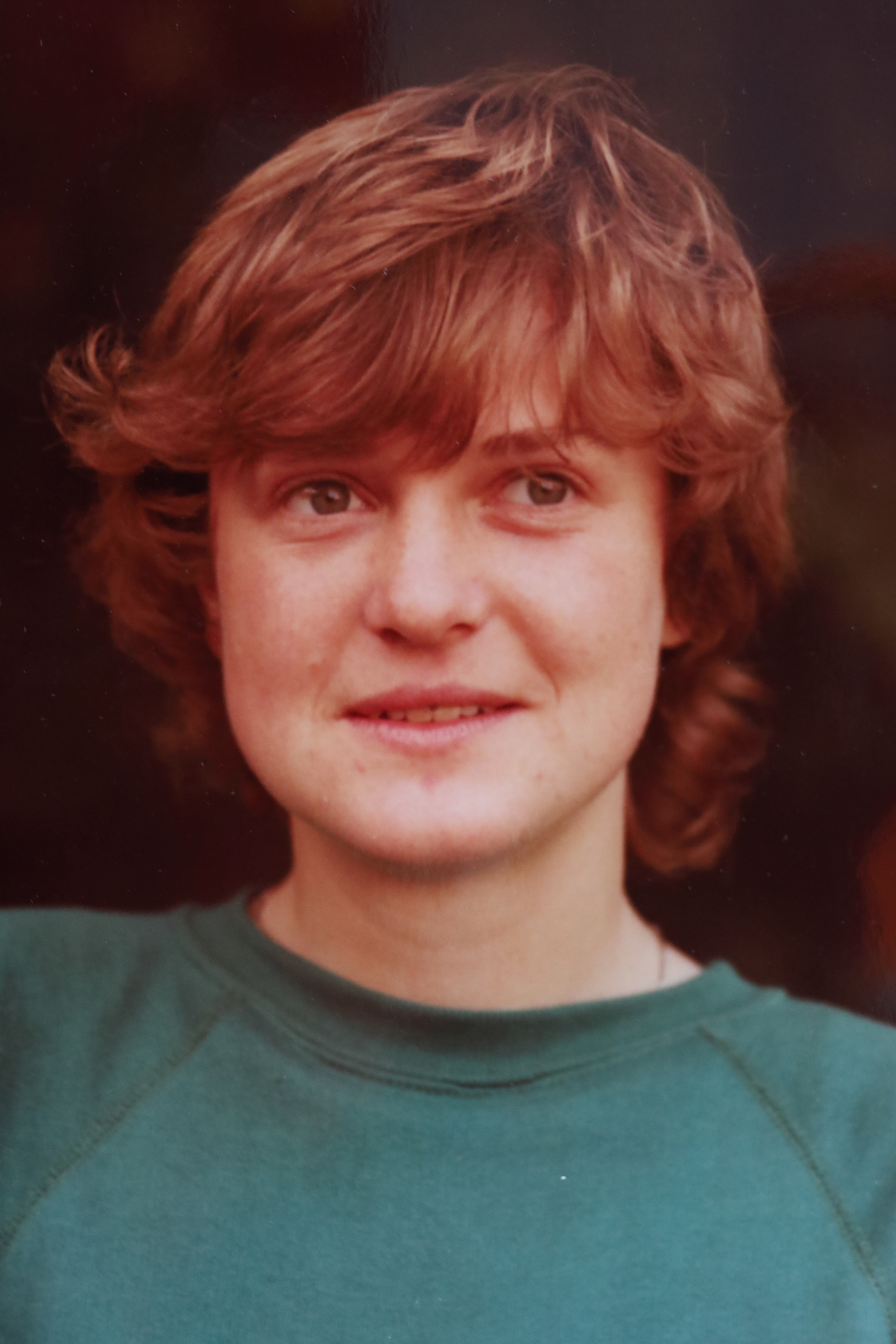
1978 Марина Бранцель
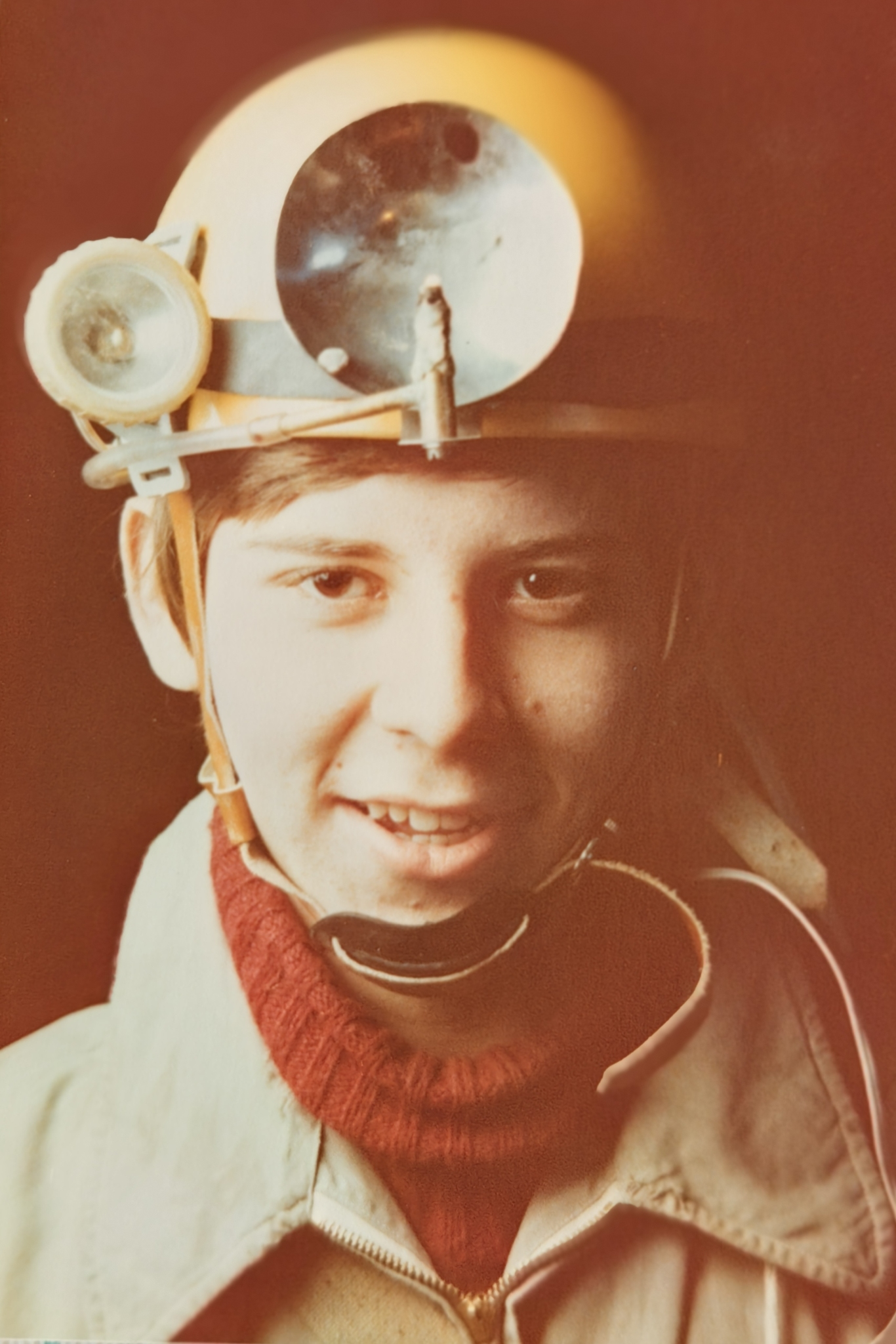
Томи Лайовиц
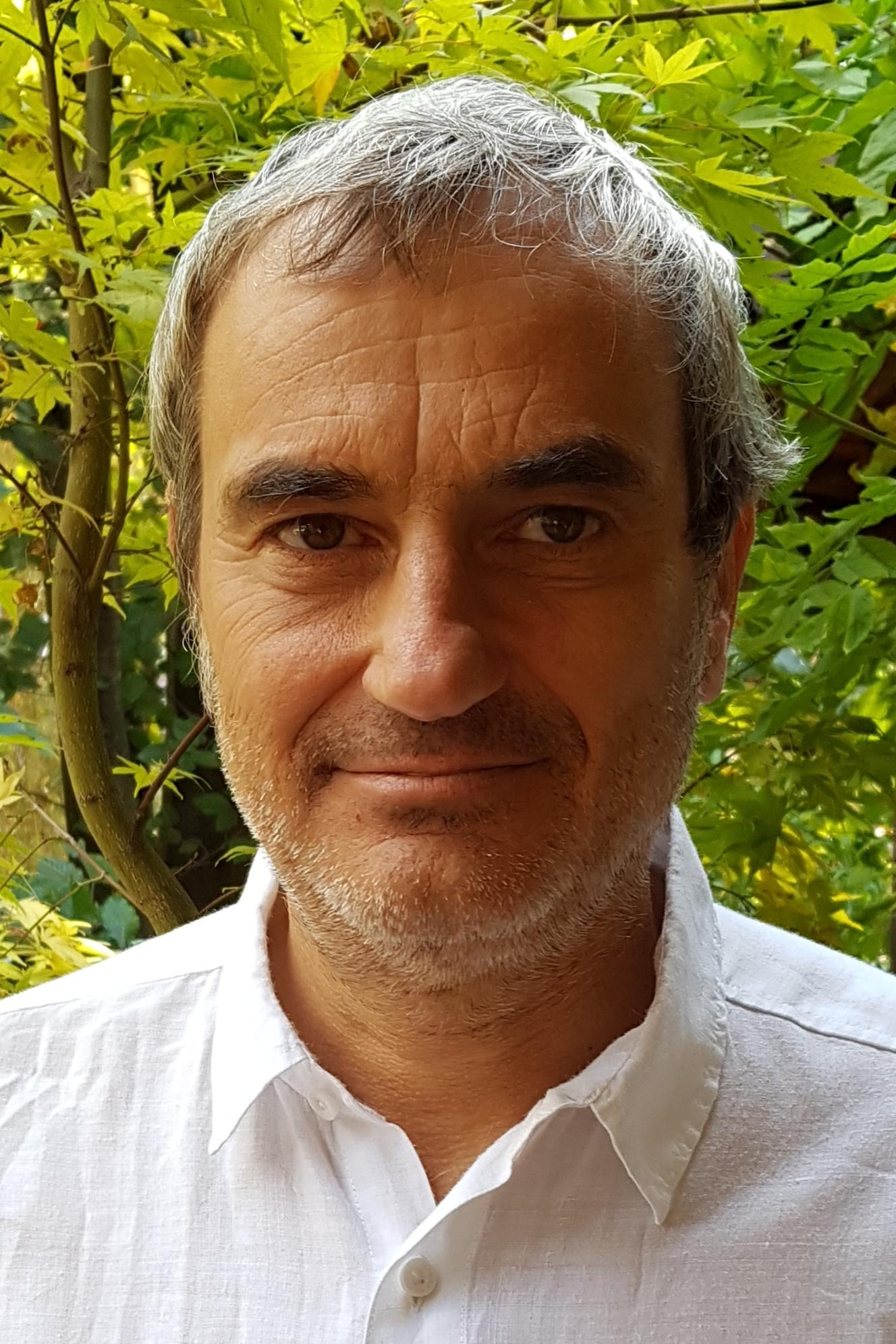
Марко Модиц
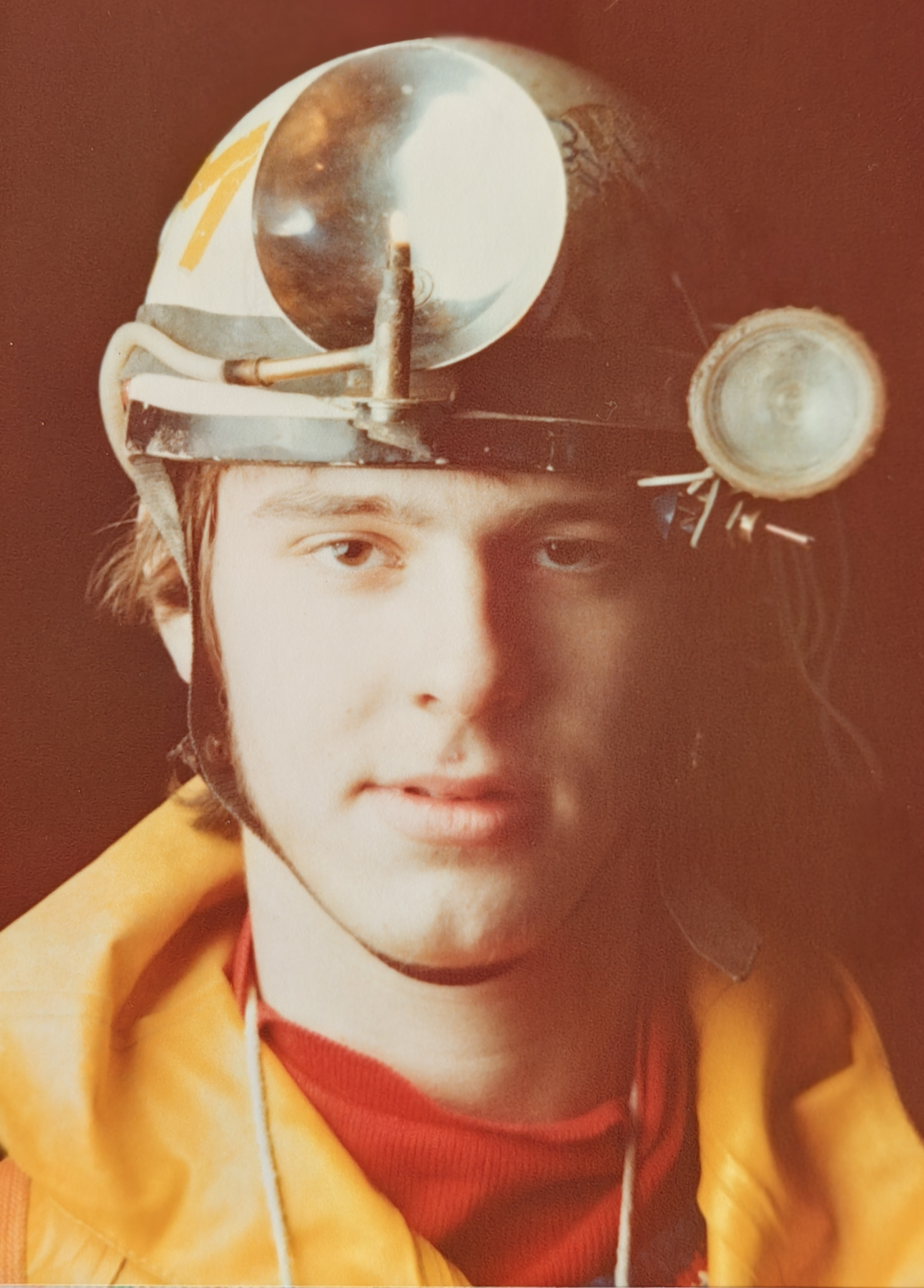
Марко Патерну
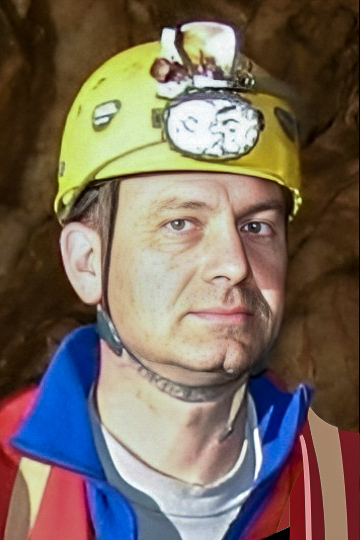
Грегор Пинтар
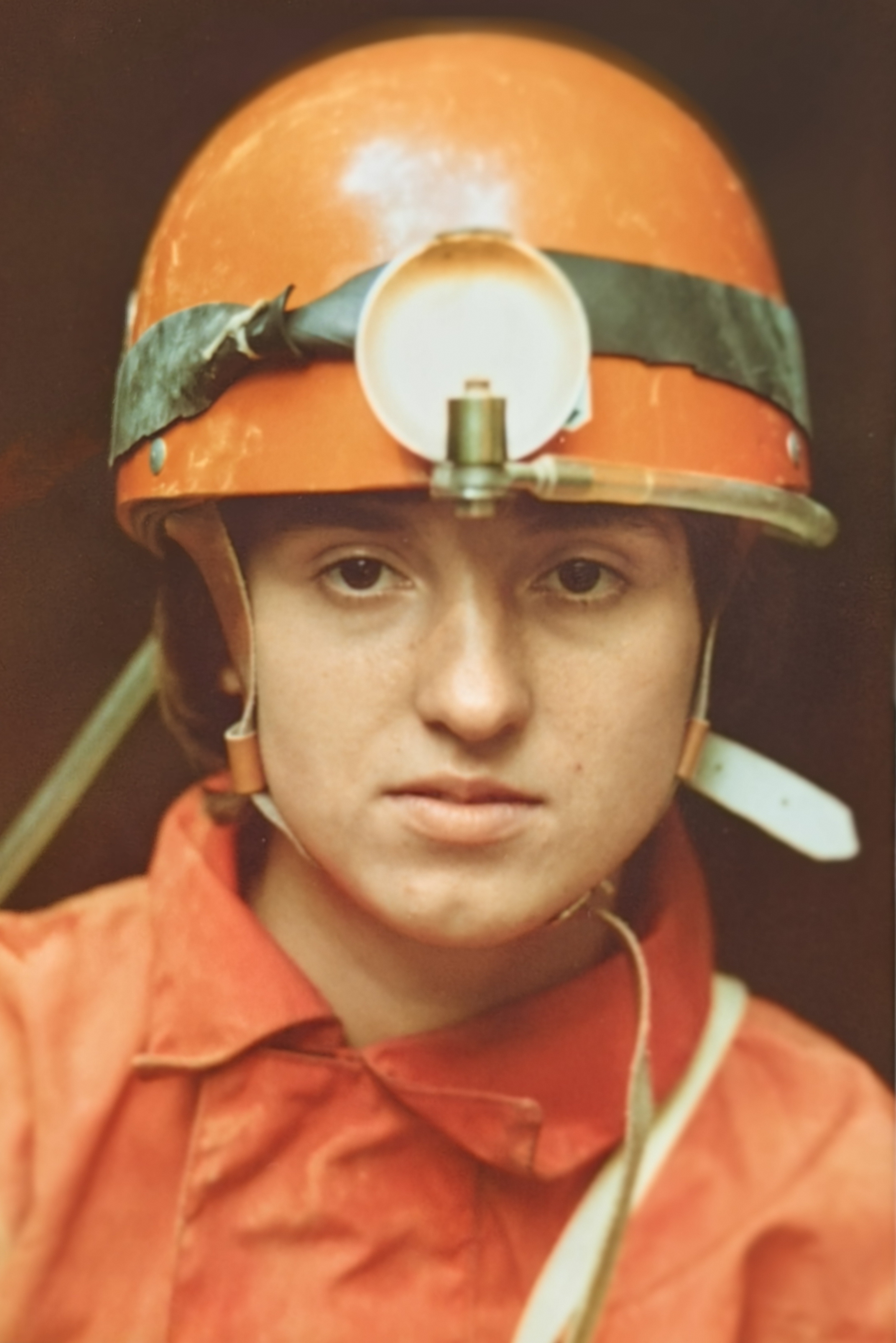
Полона Планина
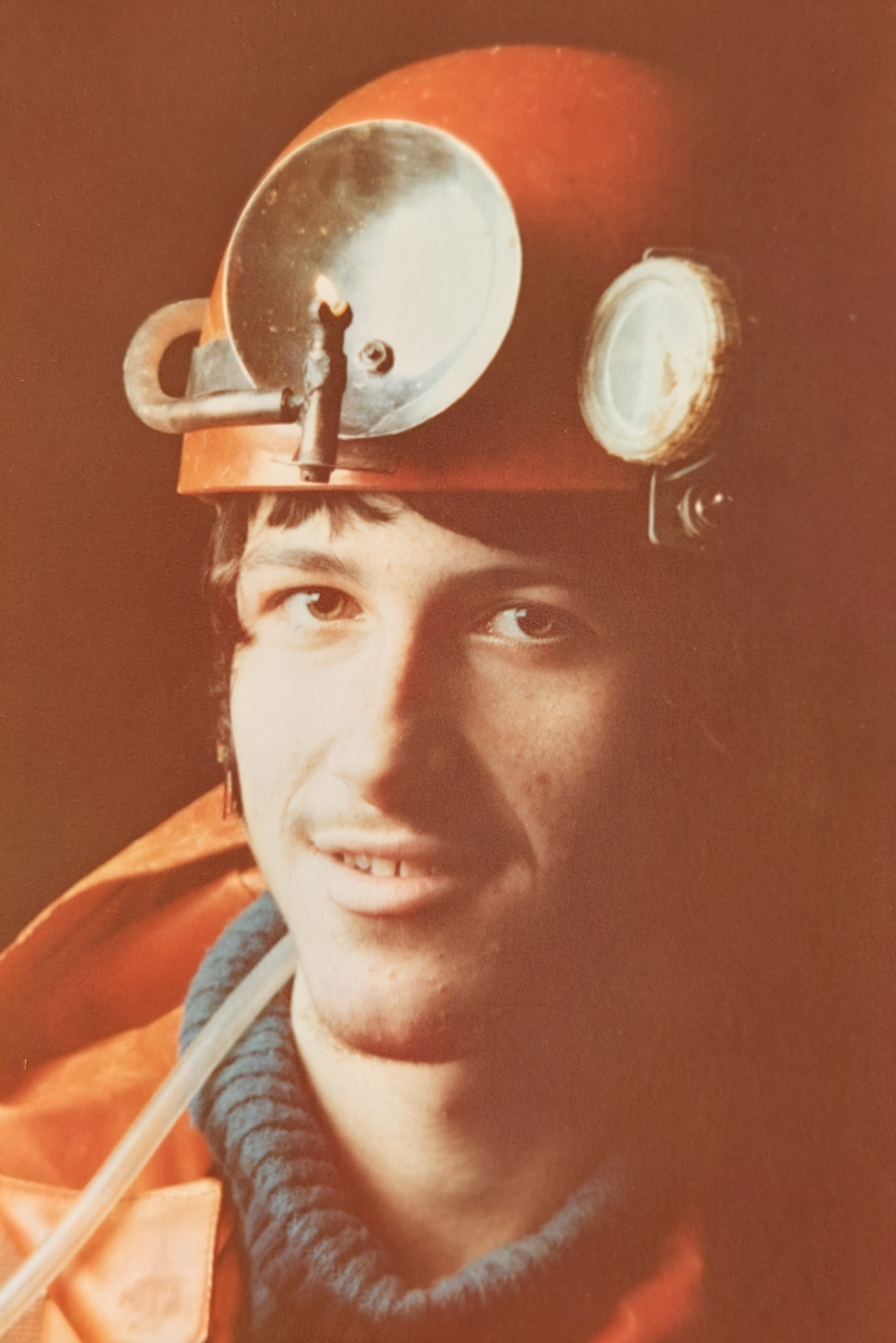
Йорг Престор
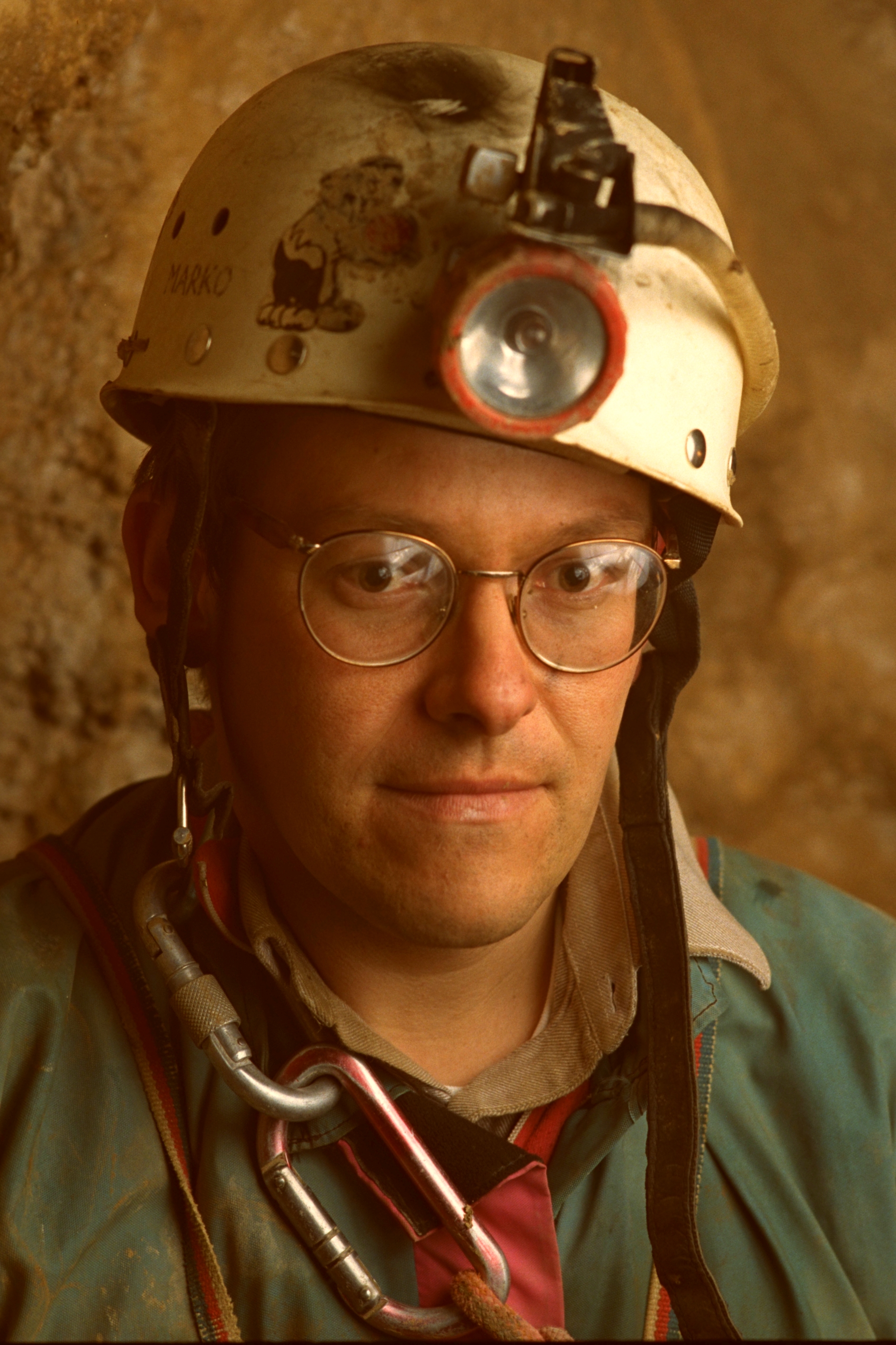
Марко Симич
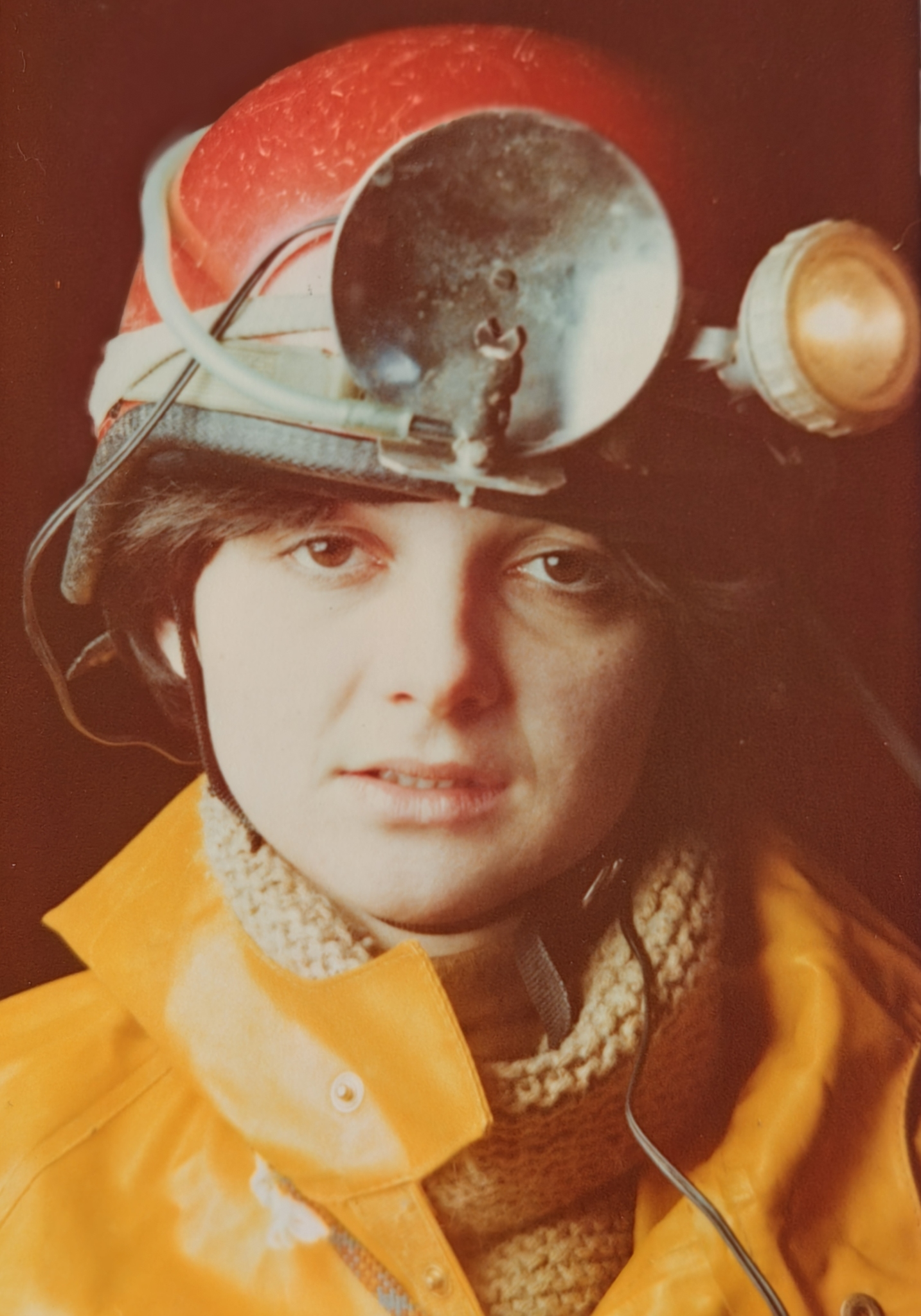
Андрея Жагар
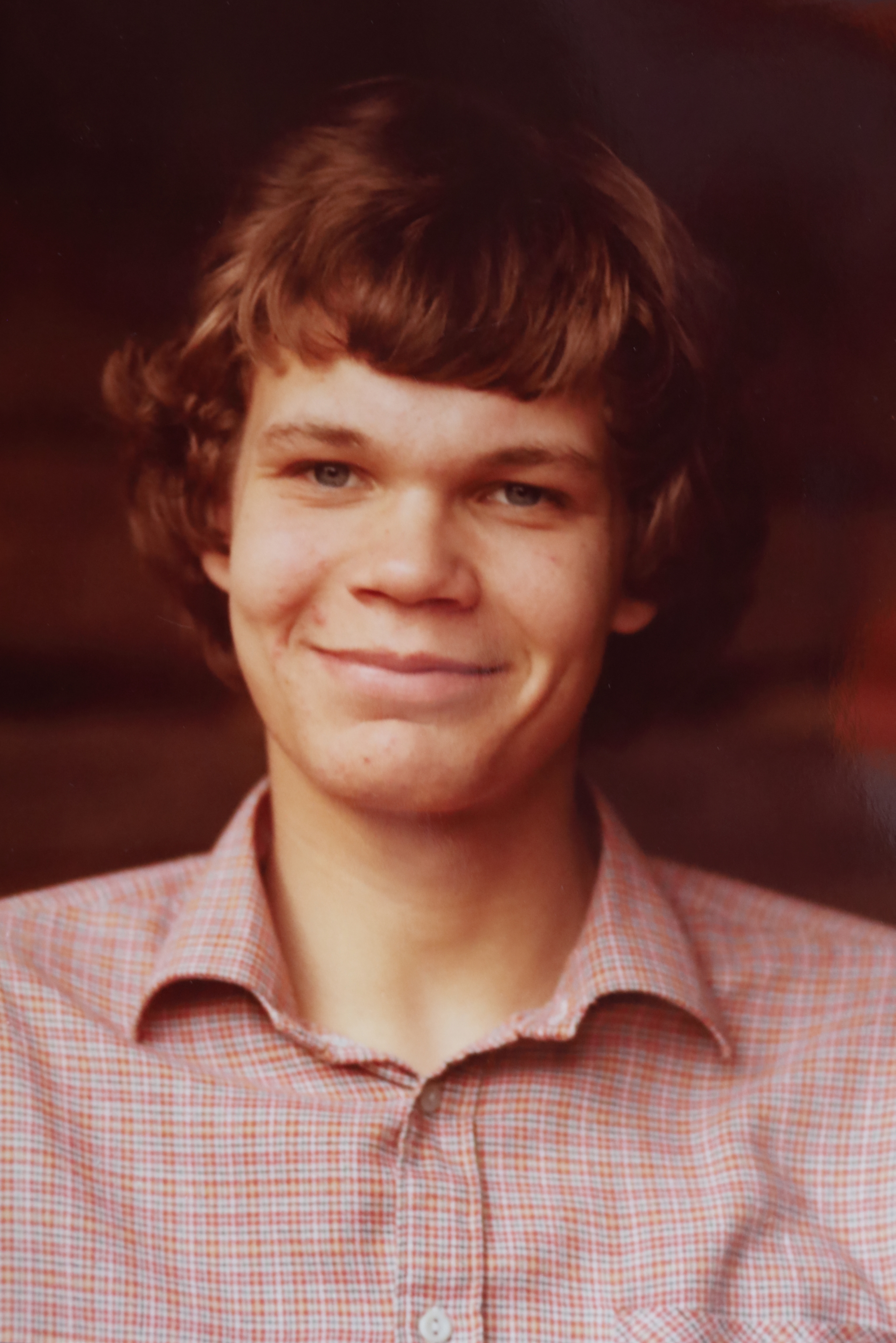
1979 Андрей Госар
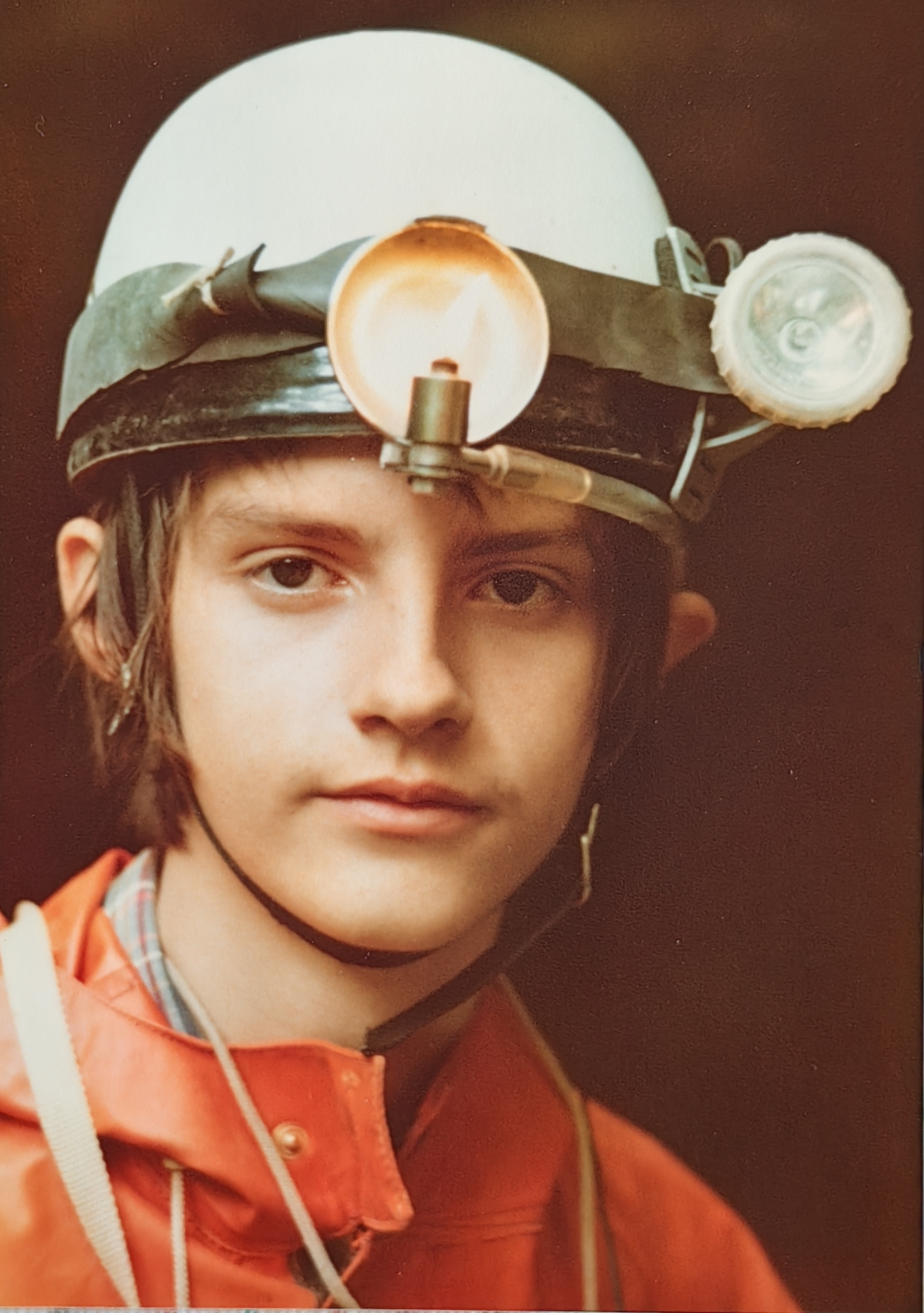
Ваня Янежич
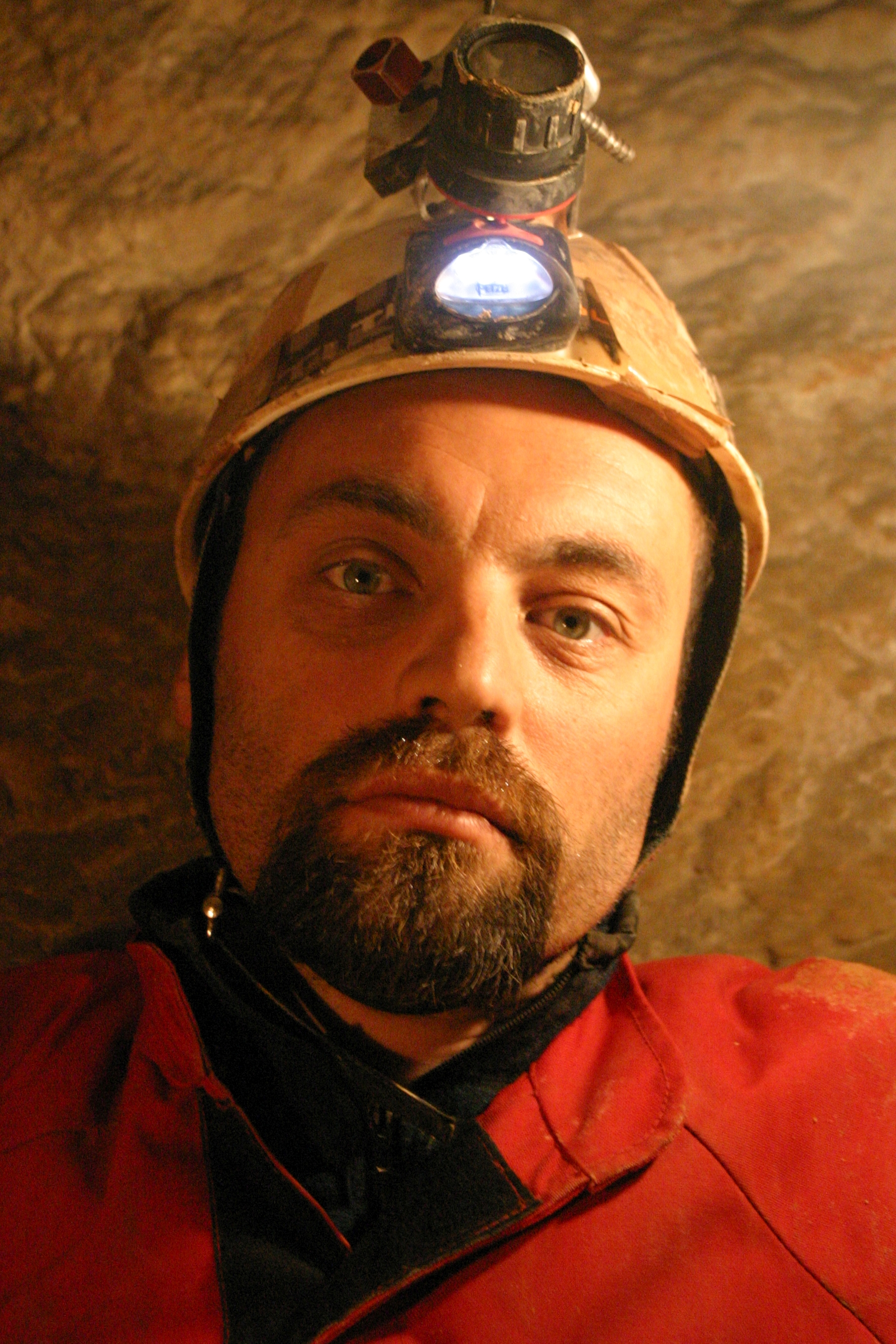
1980 Андрей Ерзножник
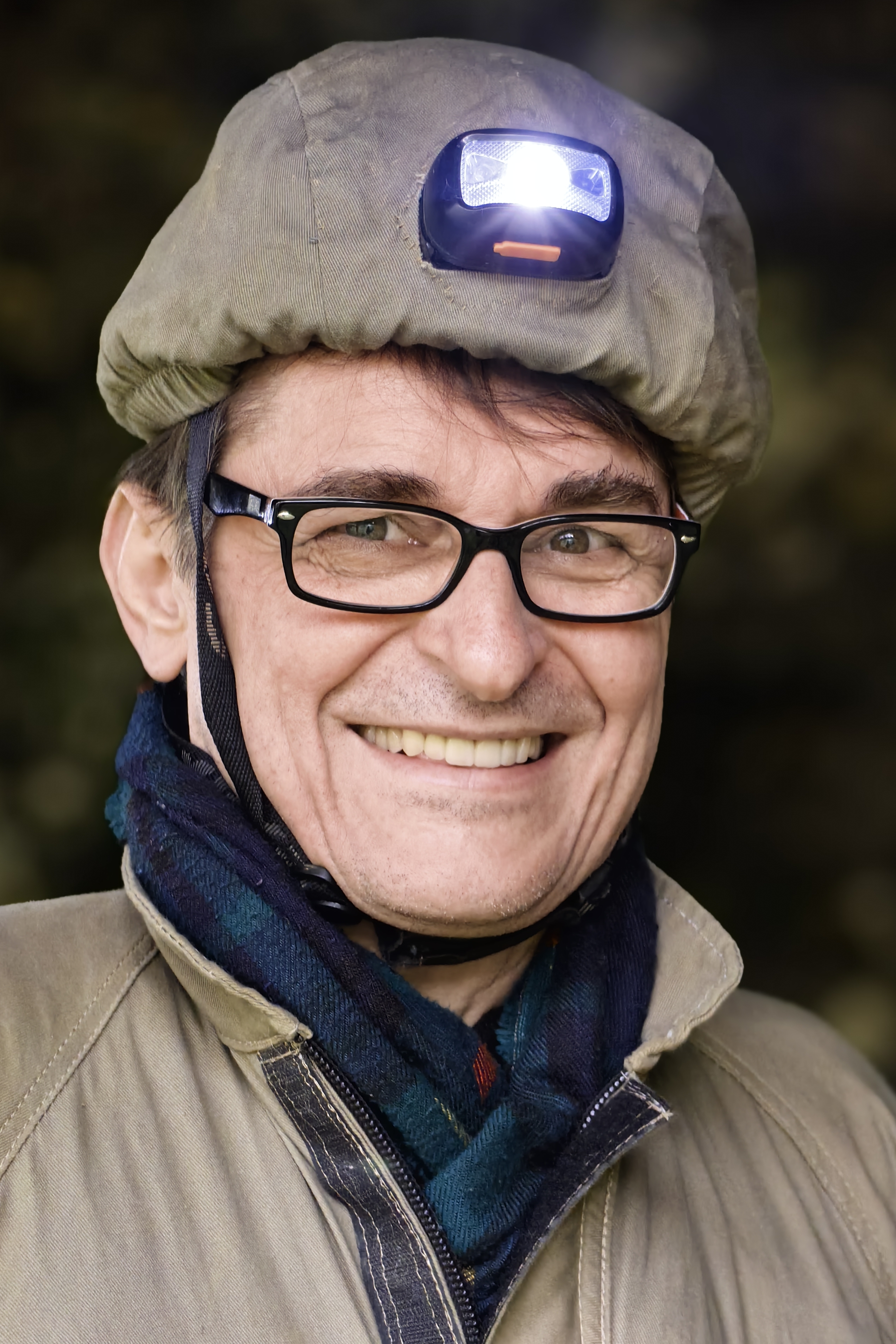
Марко Кревс
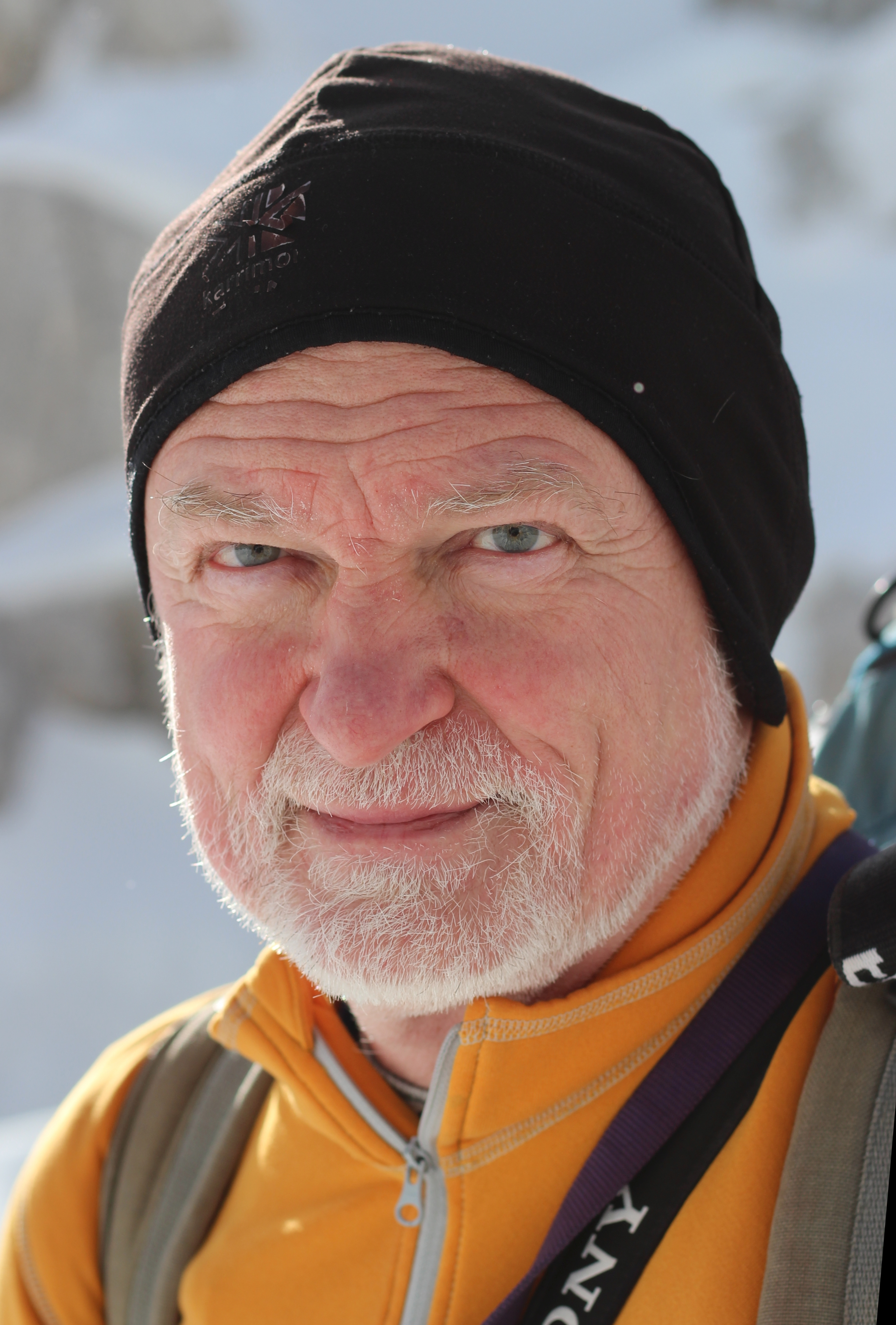
Урош Кунавер
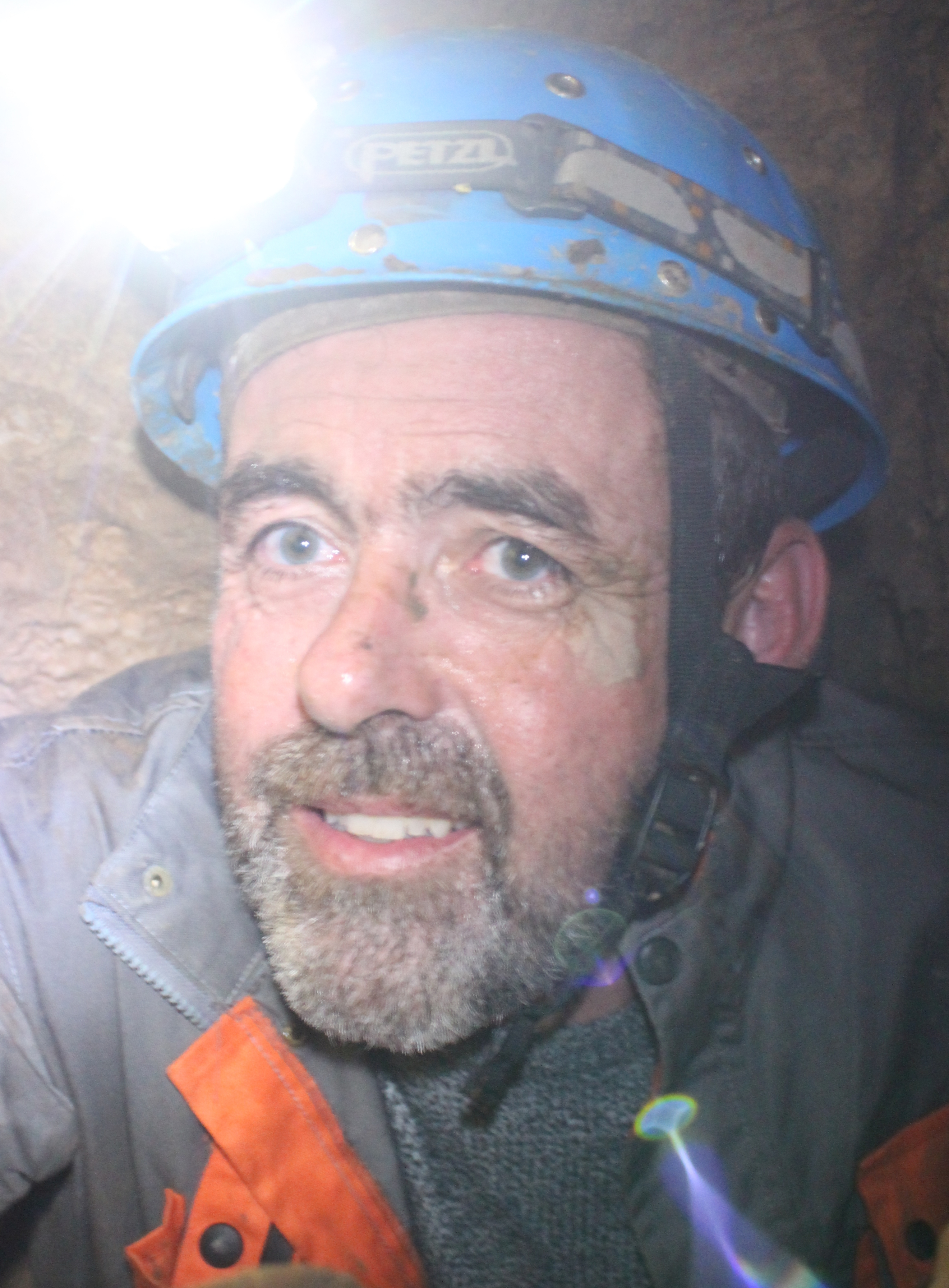
1983 Тине Петковшек
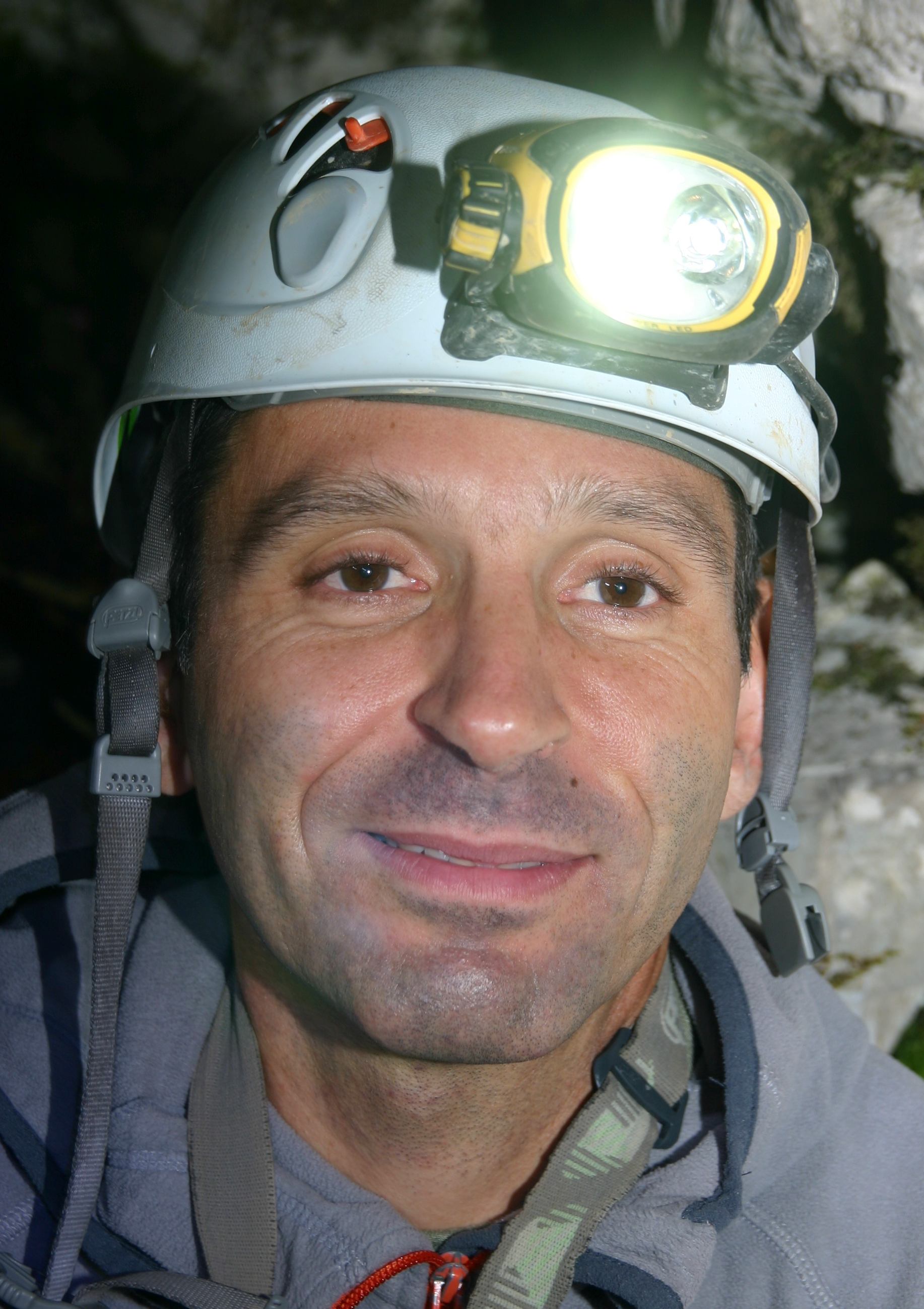
Томаж Шуштар
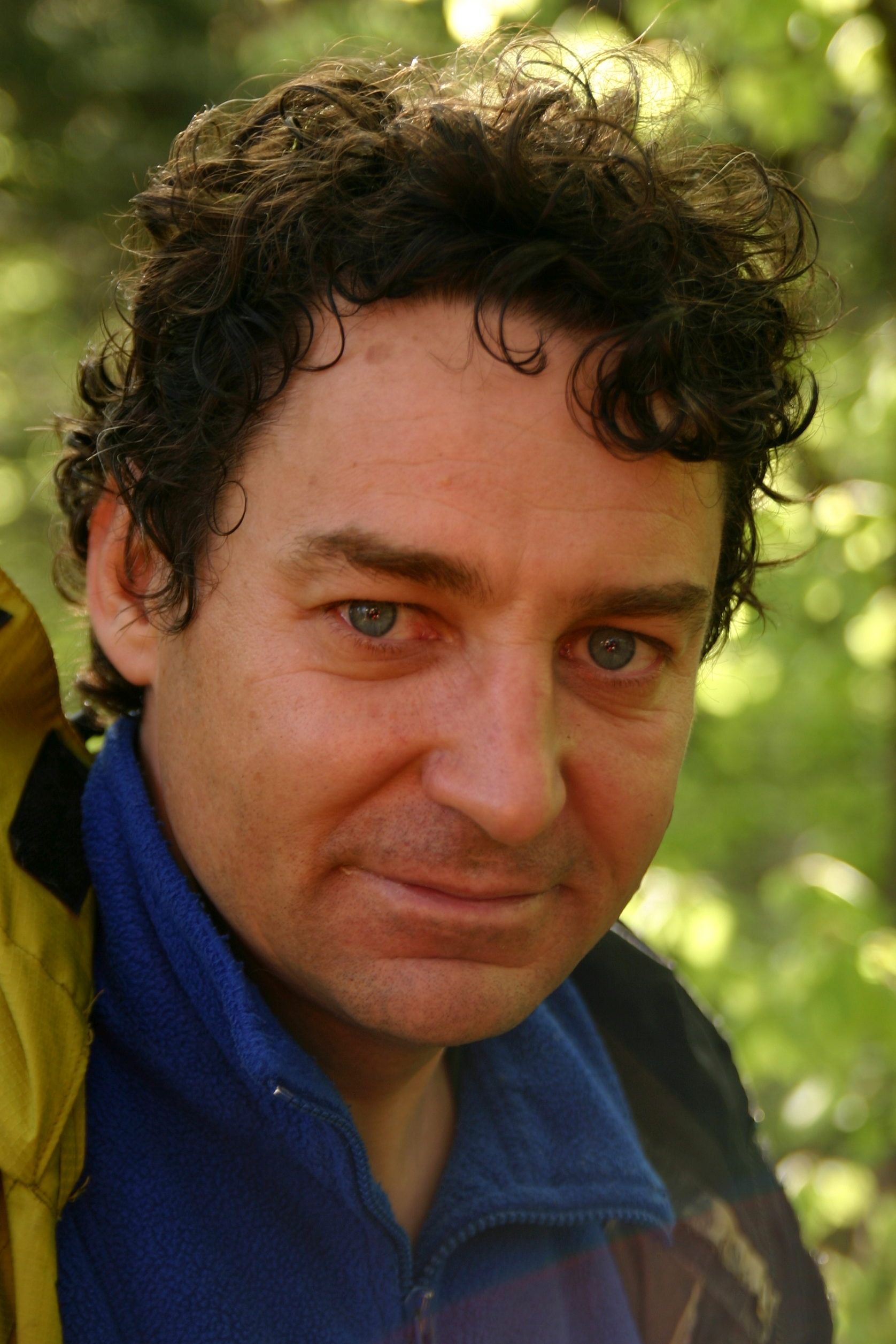
1985 Деан Пестатор
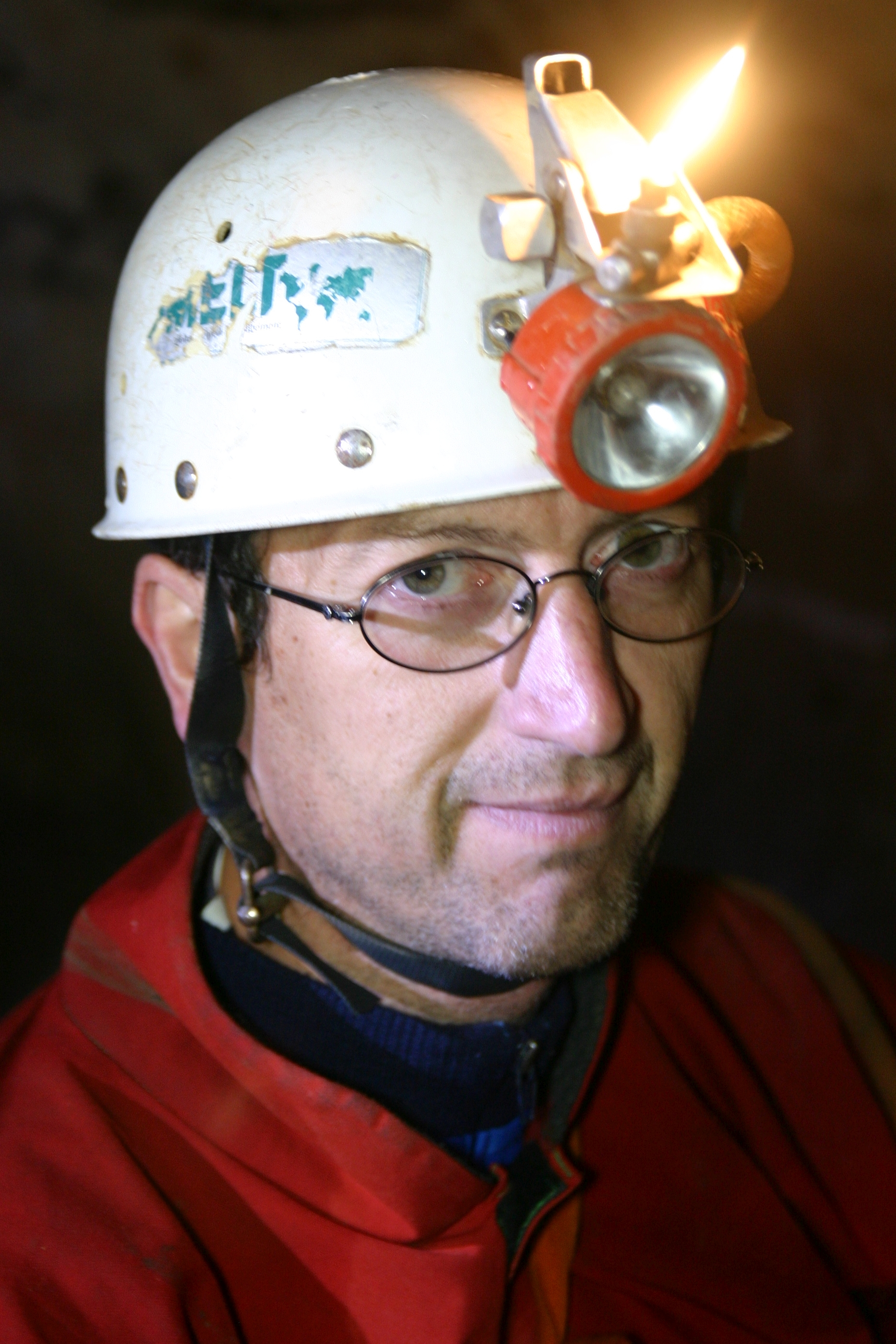
Янез Венгар
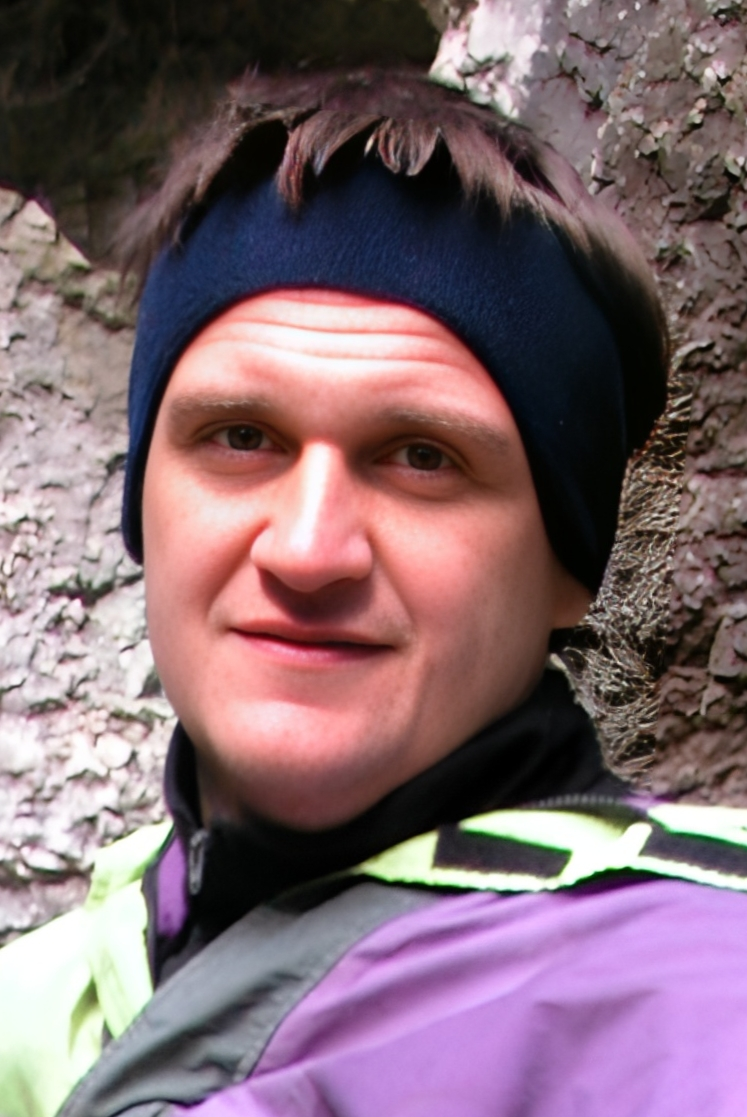
1987 Франци Габровшек
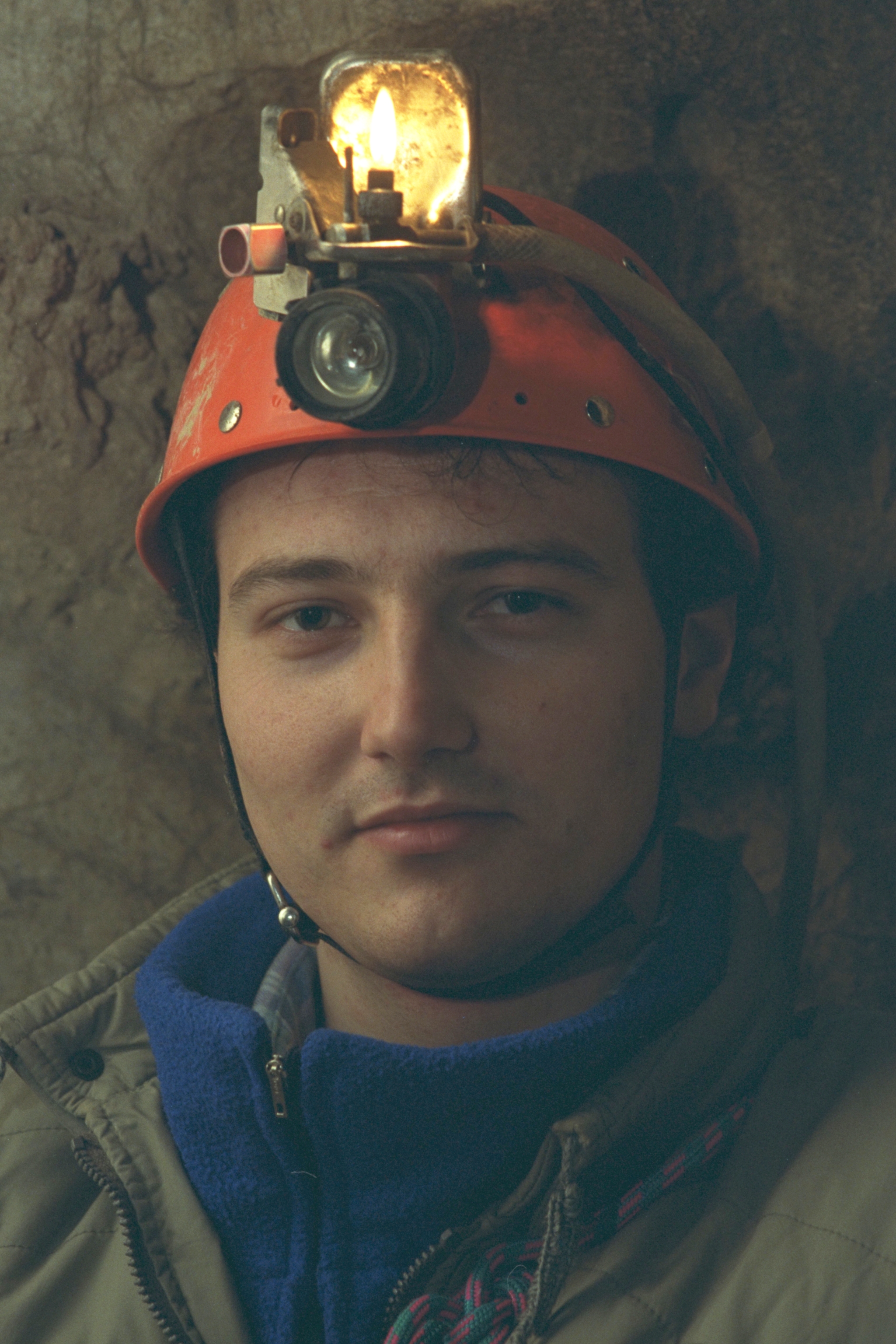
Рафко Уранкар
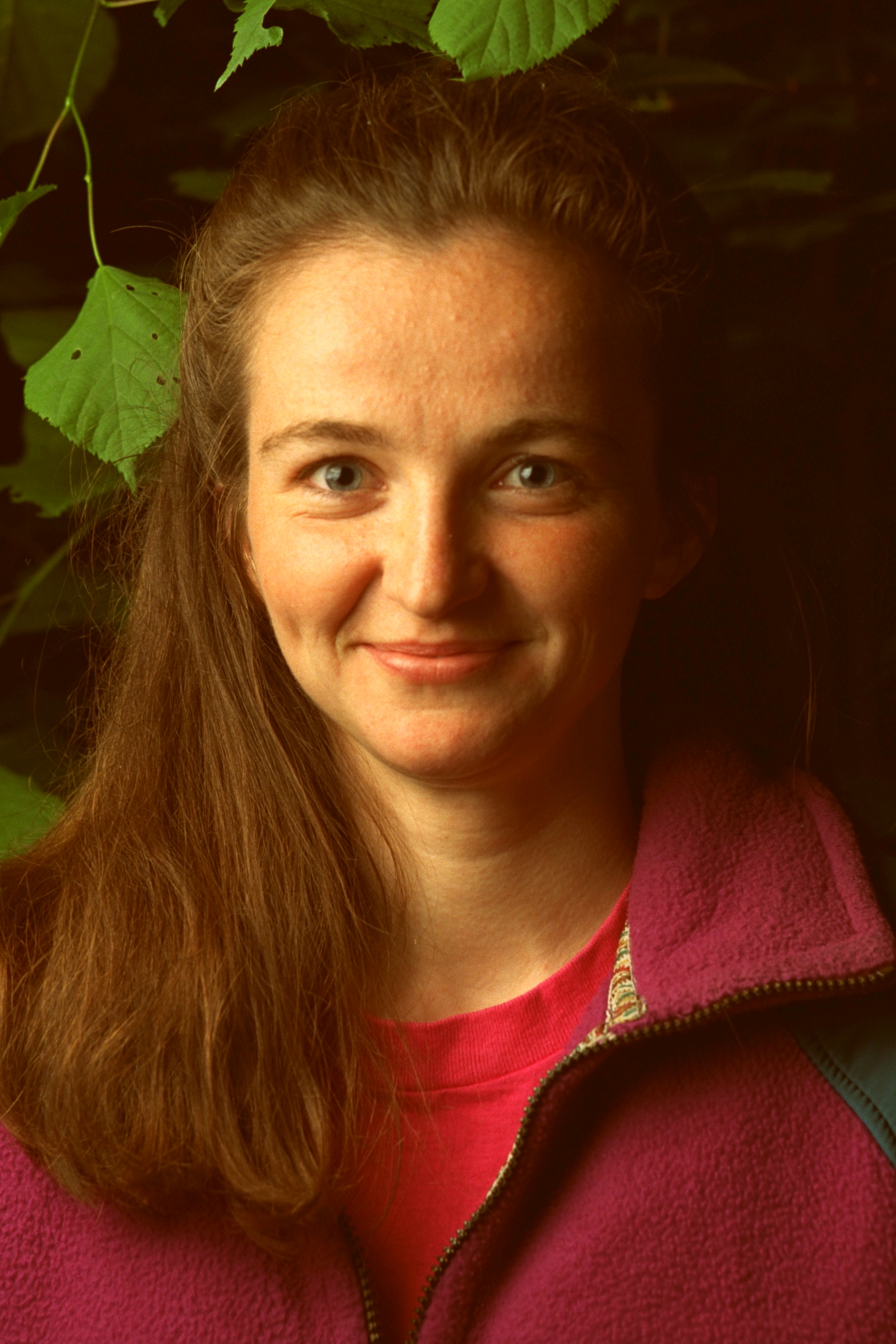
1988 Доротеа Верша
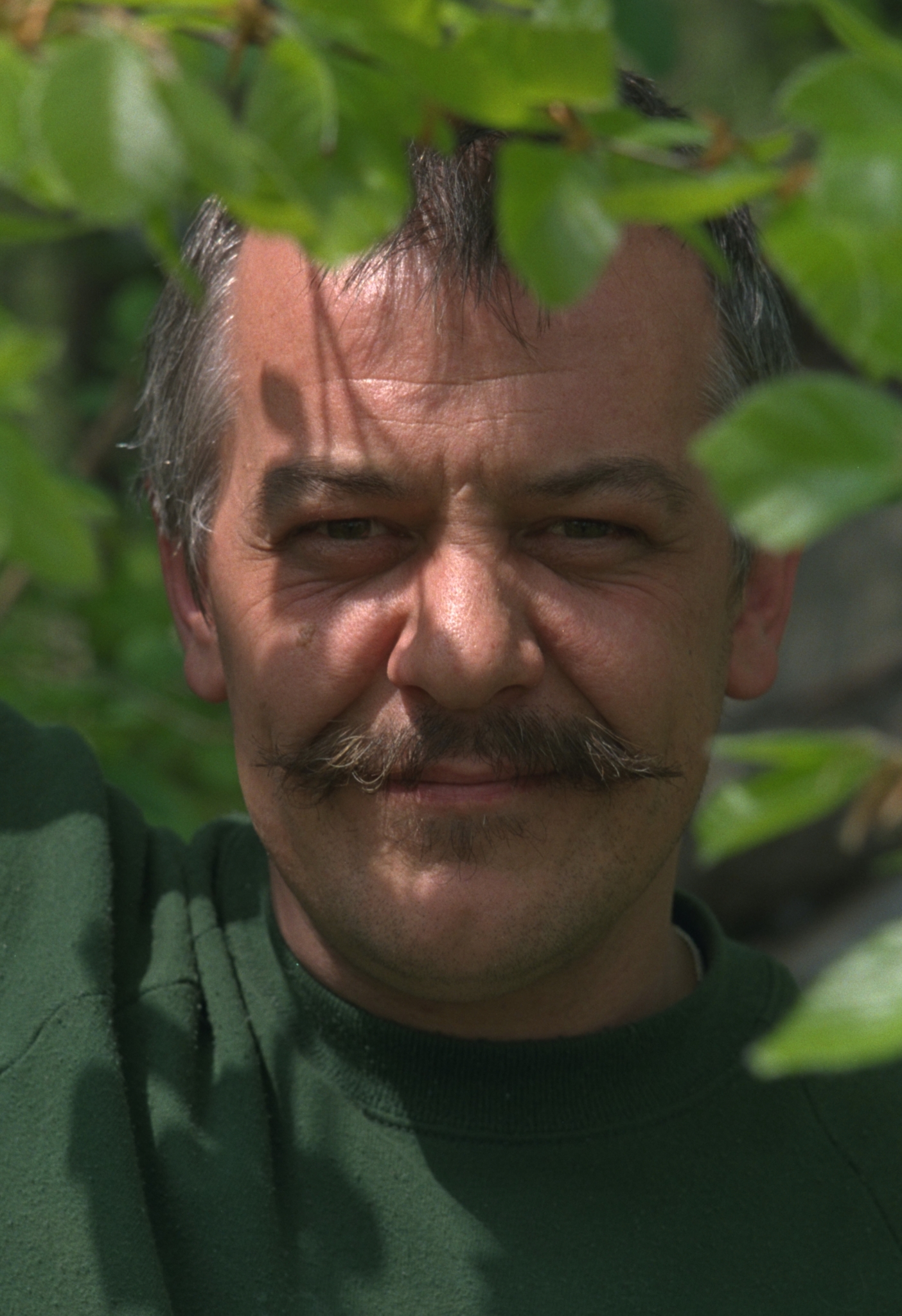
1989 Миран Эрич
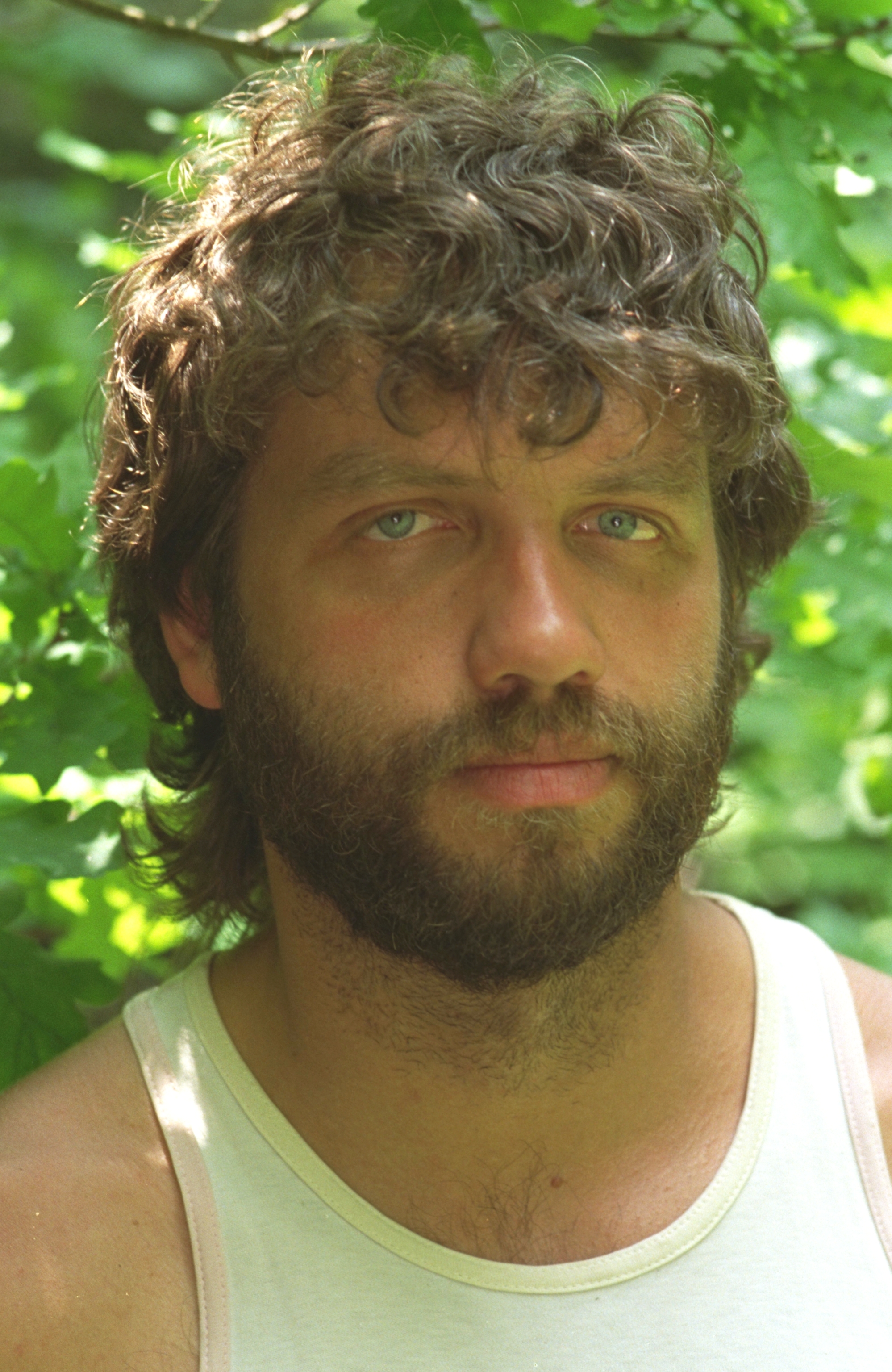
1990 Борис Липовец
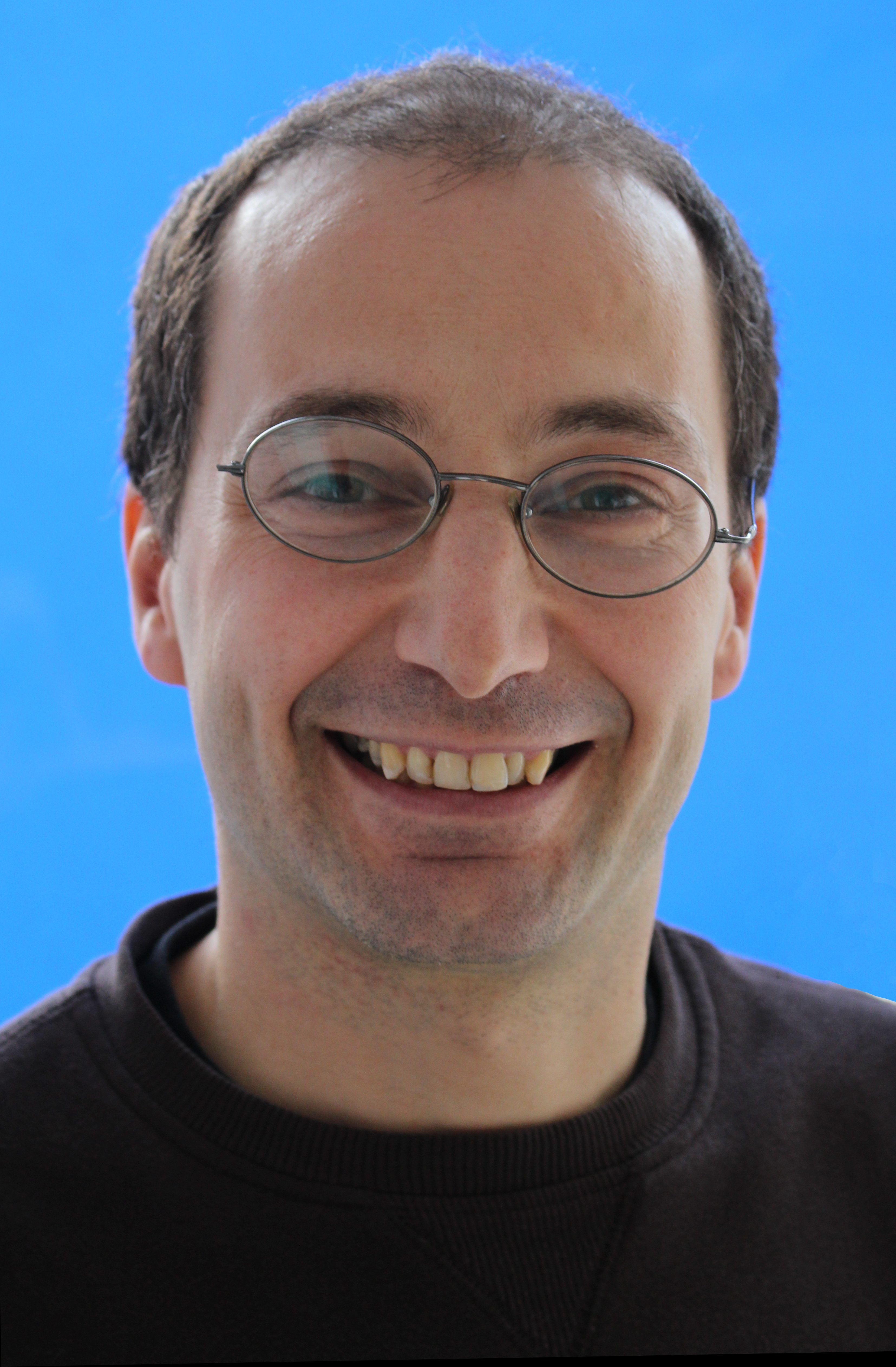
1991 Франц Марушич
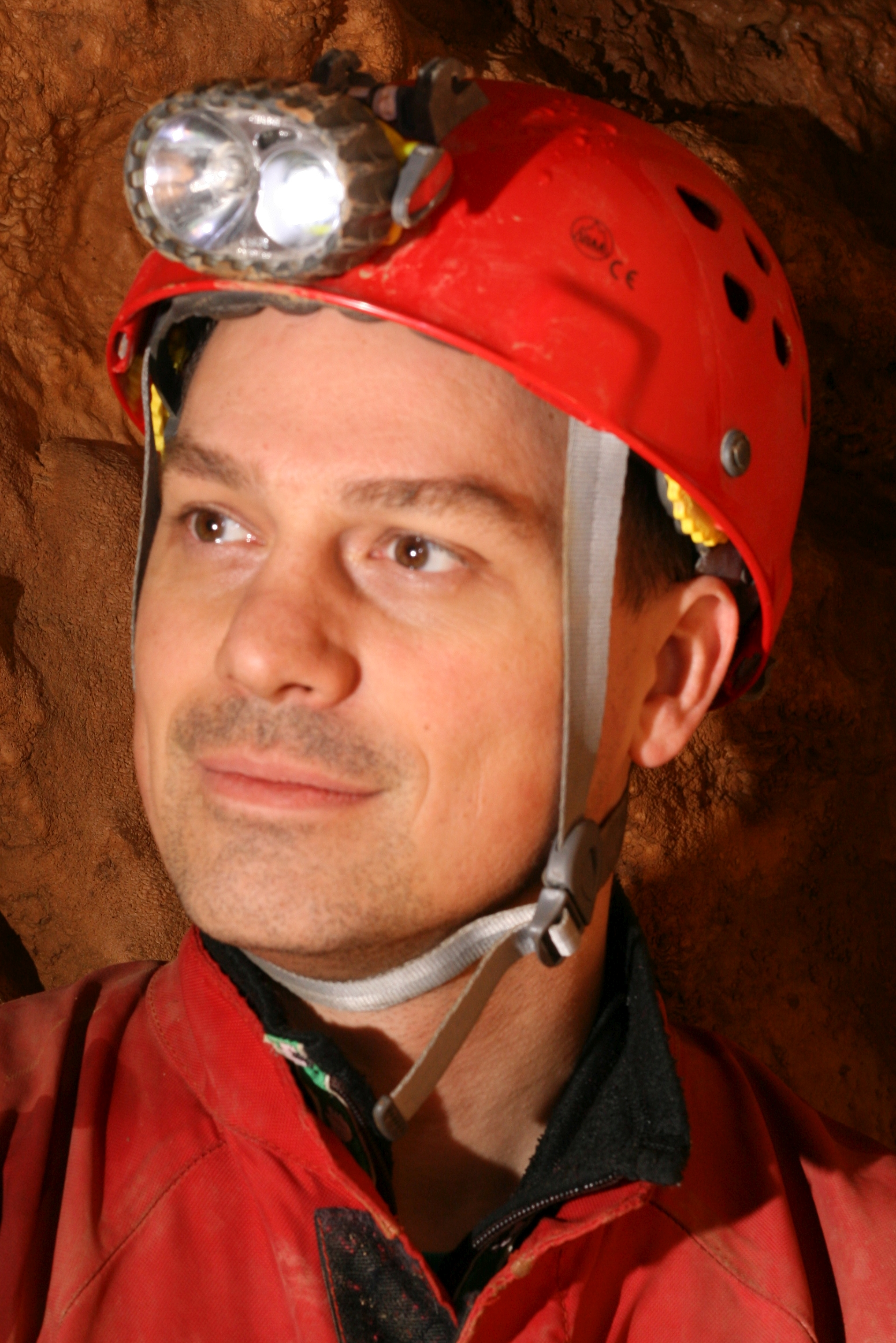
1992 Матяж Погачник
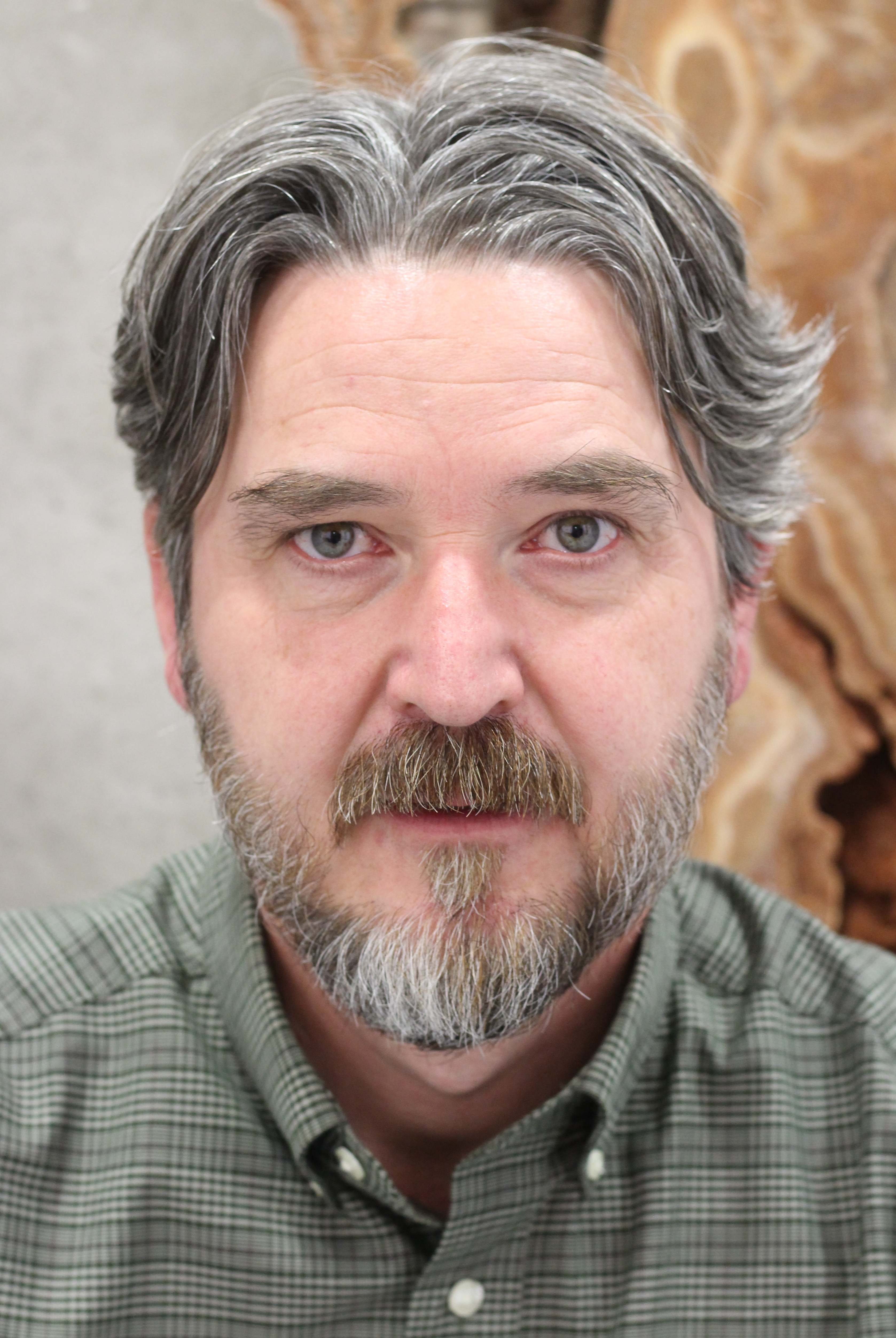
Славко Полак
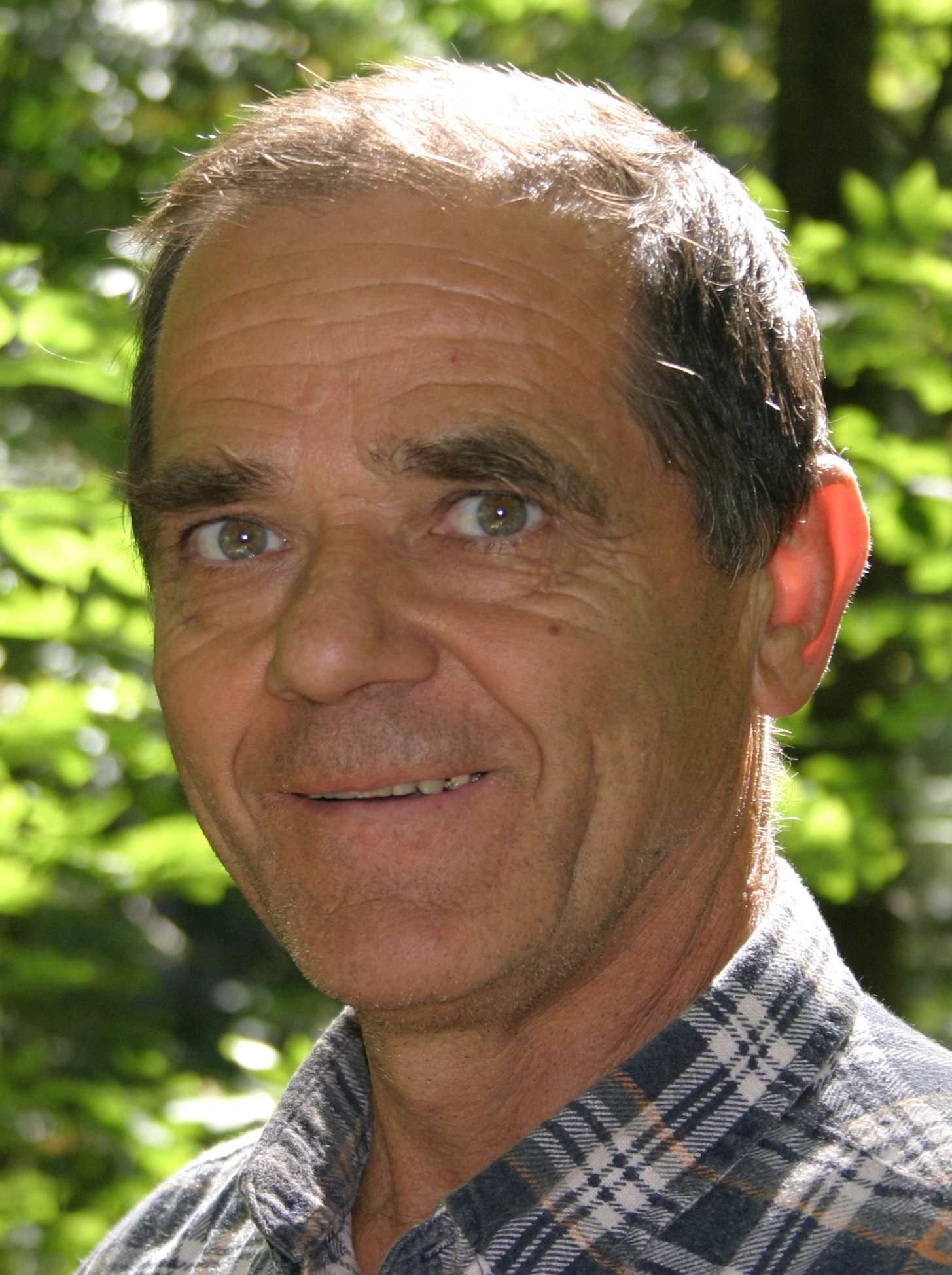
1995 Марьян Баричич
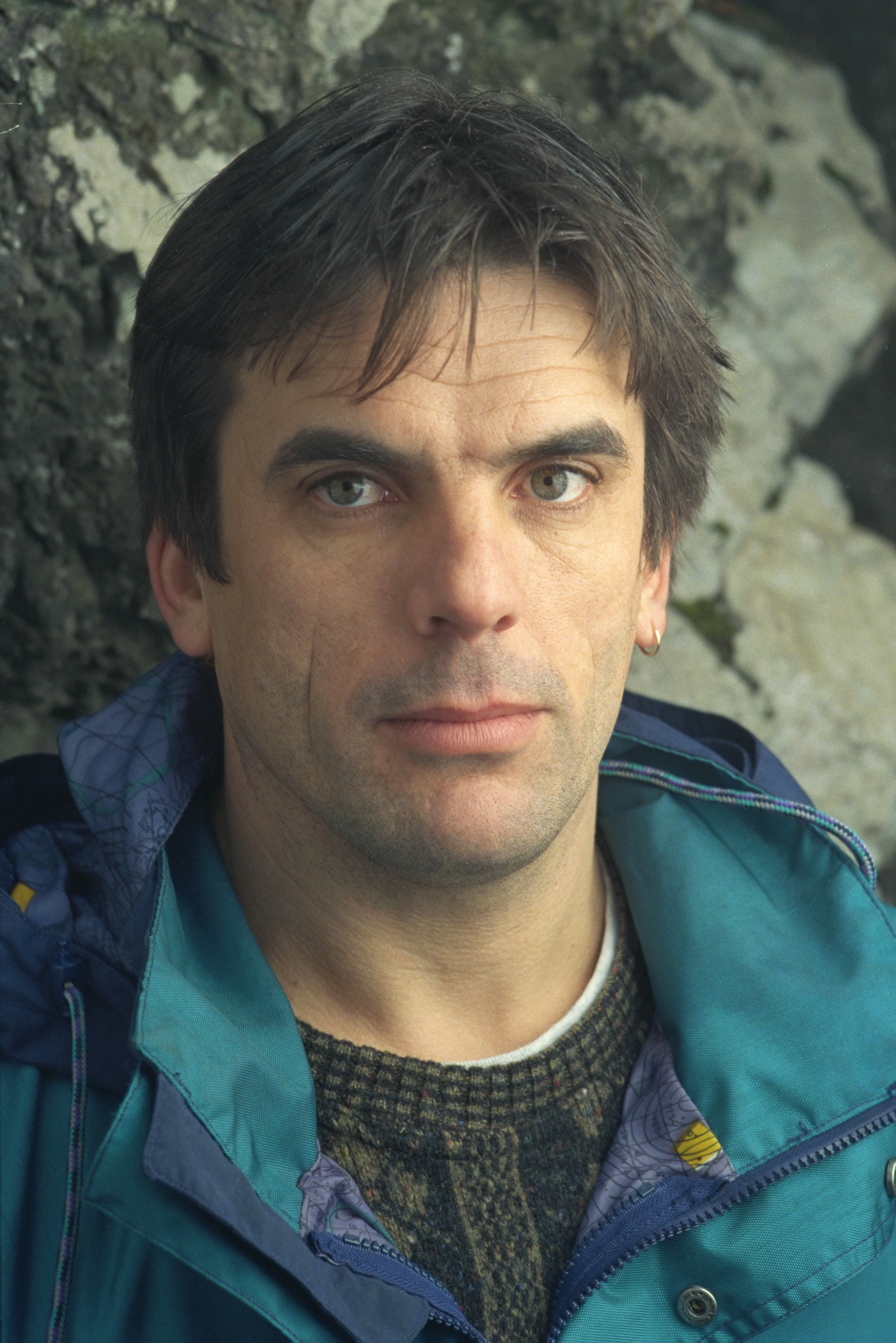
Арне Ходалич
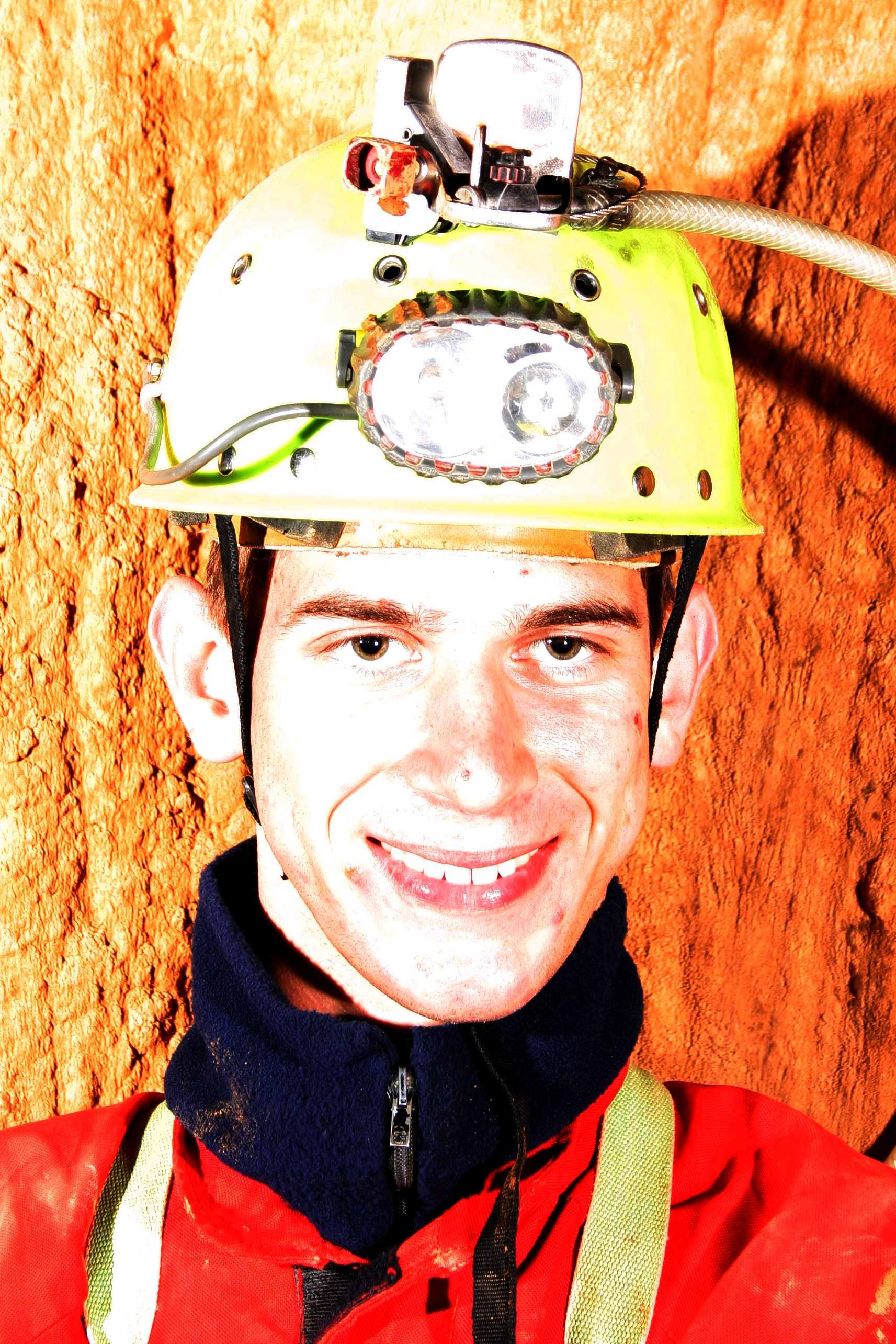
Матия Перне
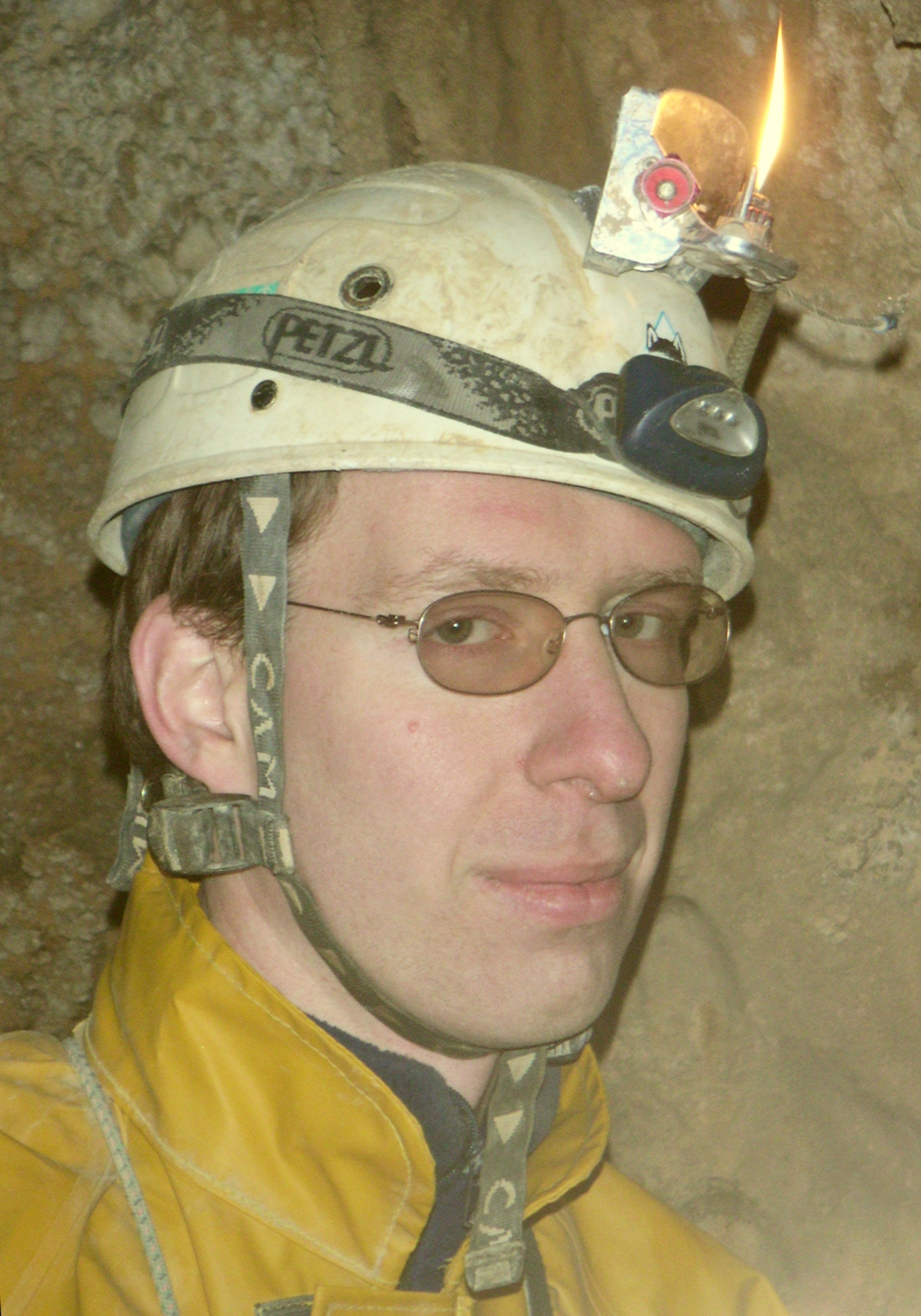
1998 Матей Дулар
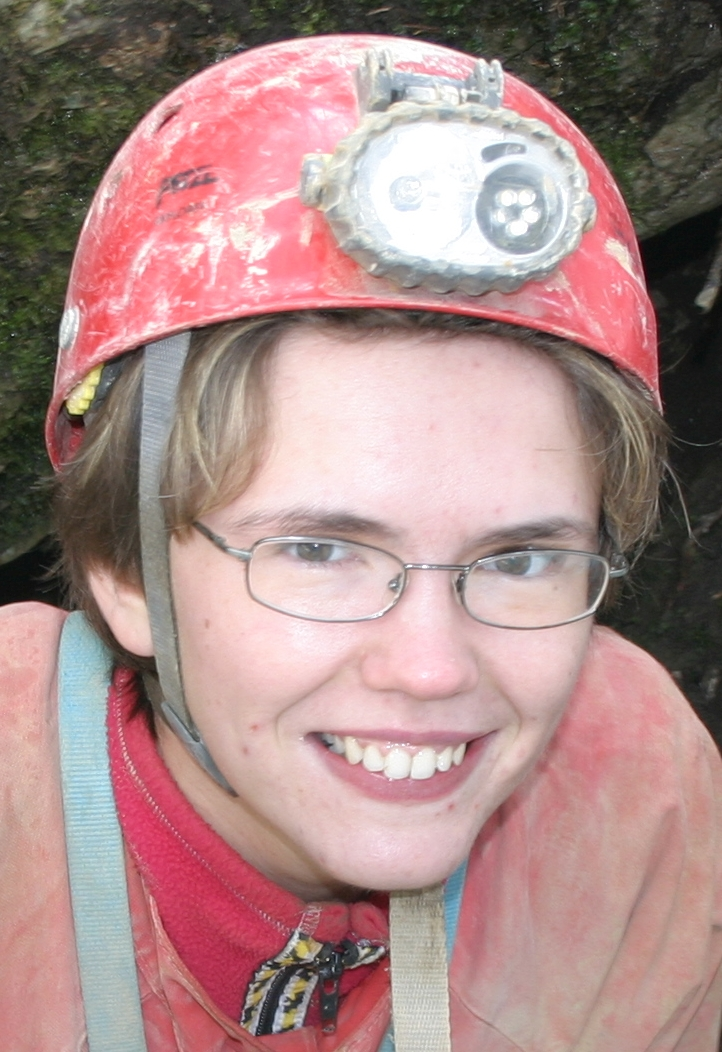
1999 Мартина Бергант
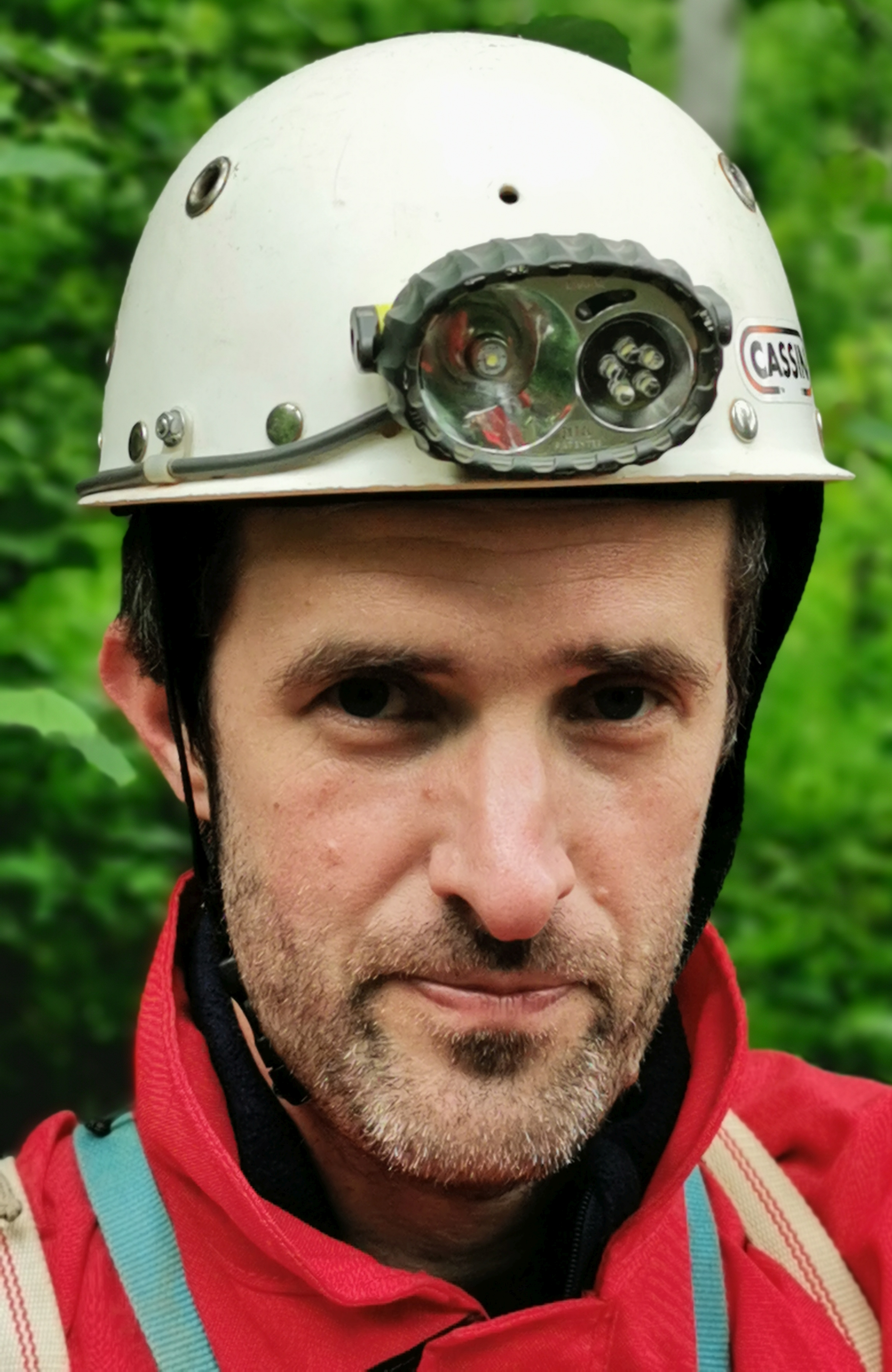
Юре Крайшек
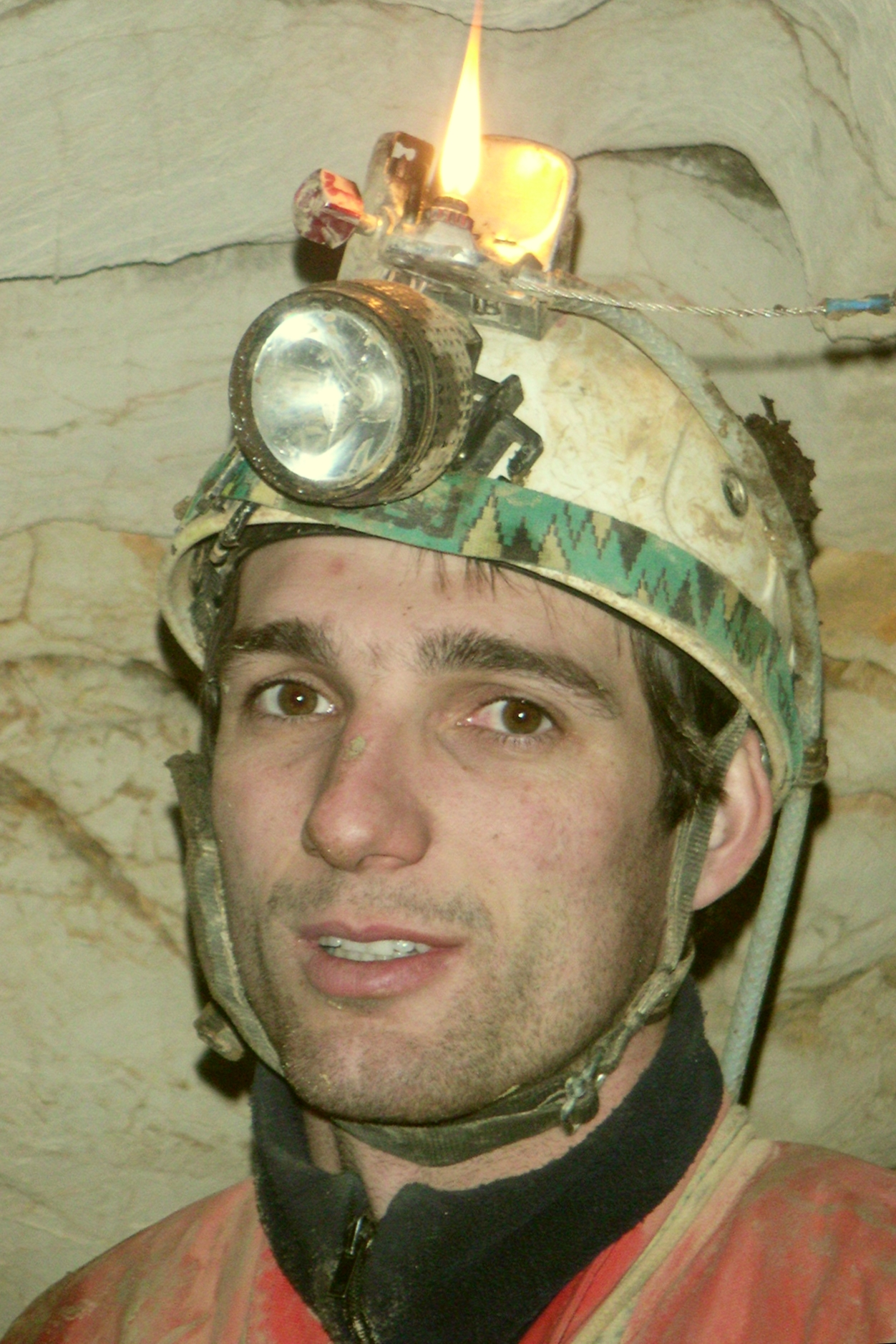
2001 Томаж Миклавчич
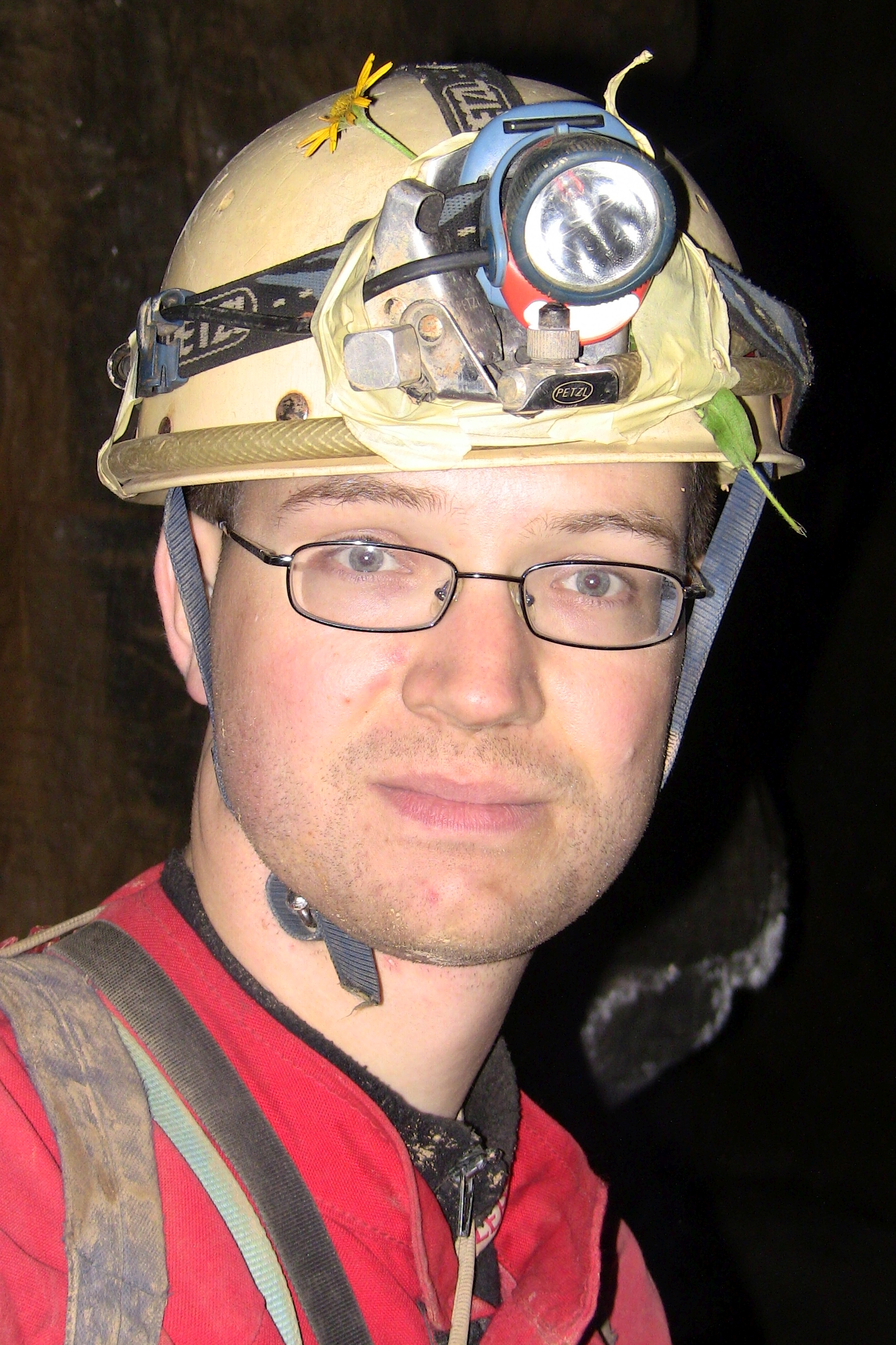
Примож Пресетник
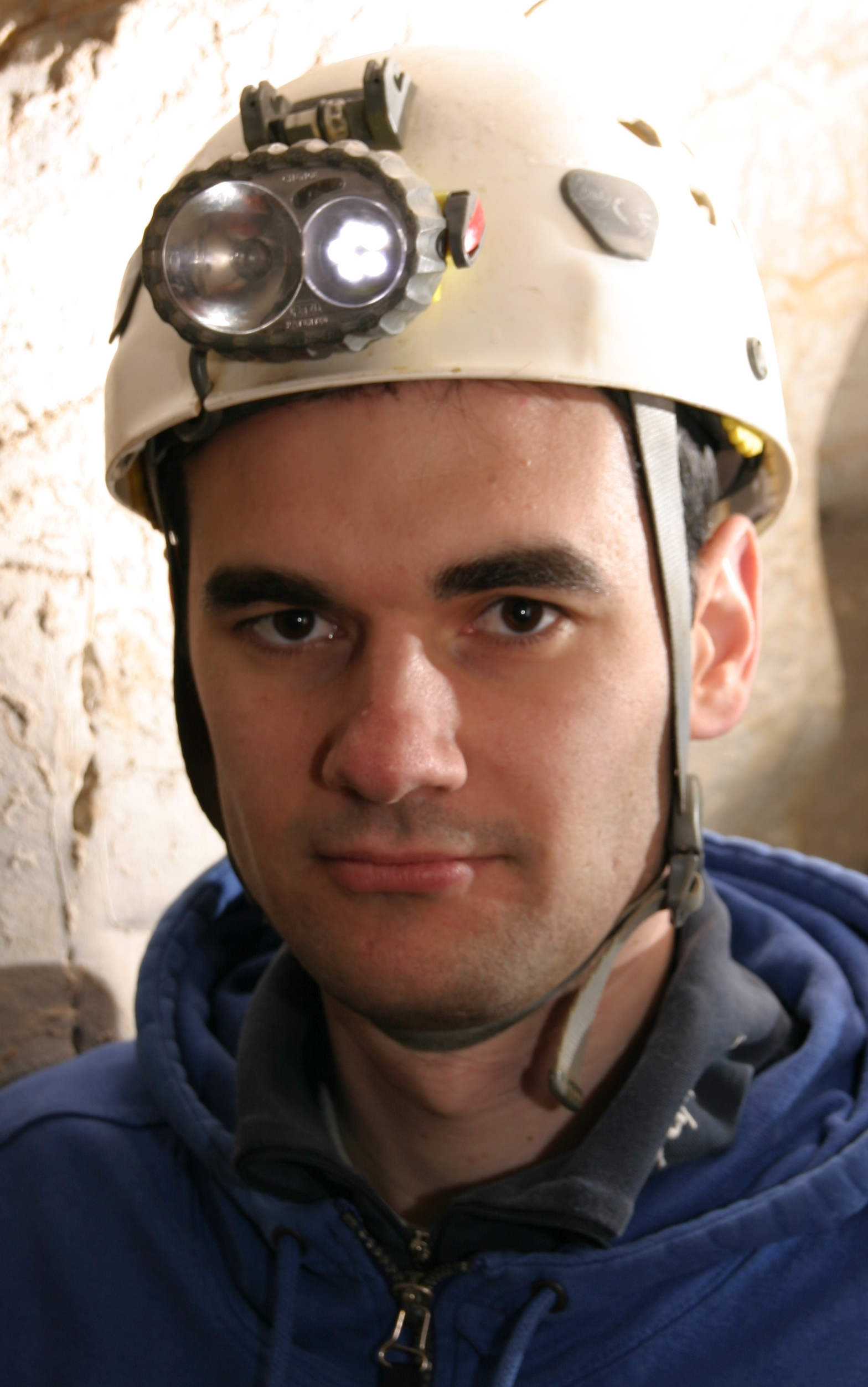
Иво Седмак
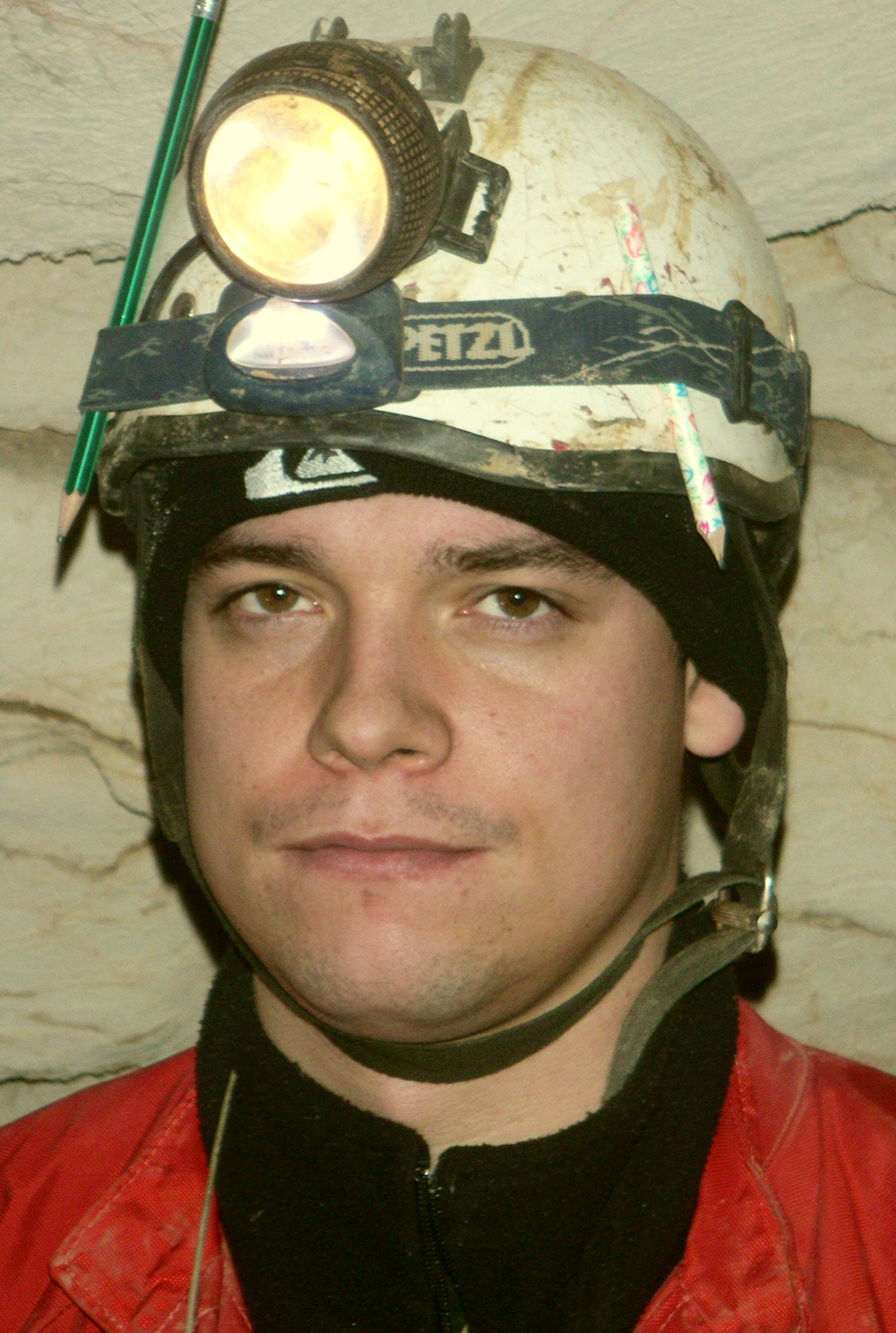
Урош Степишник
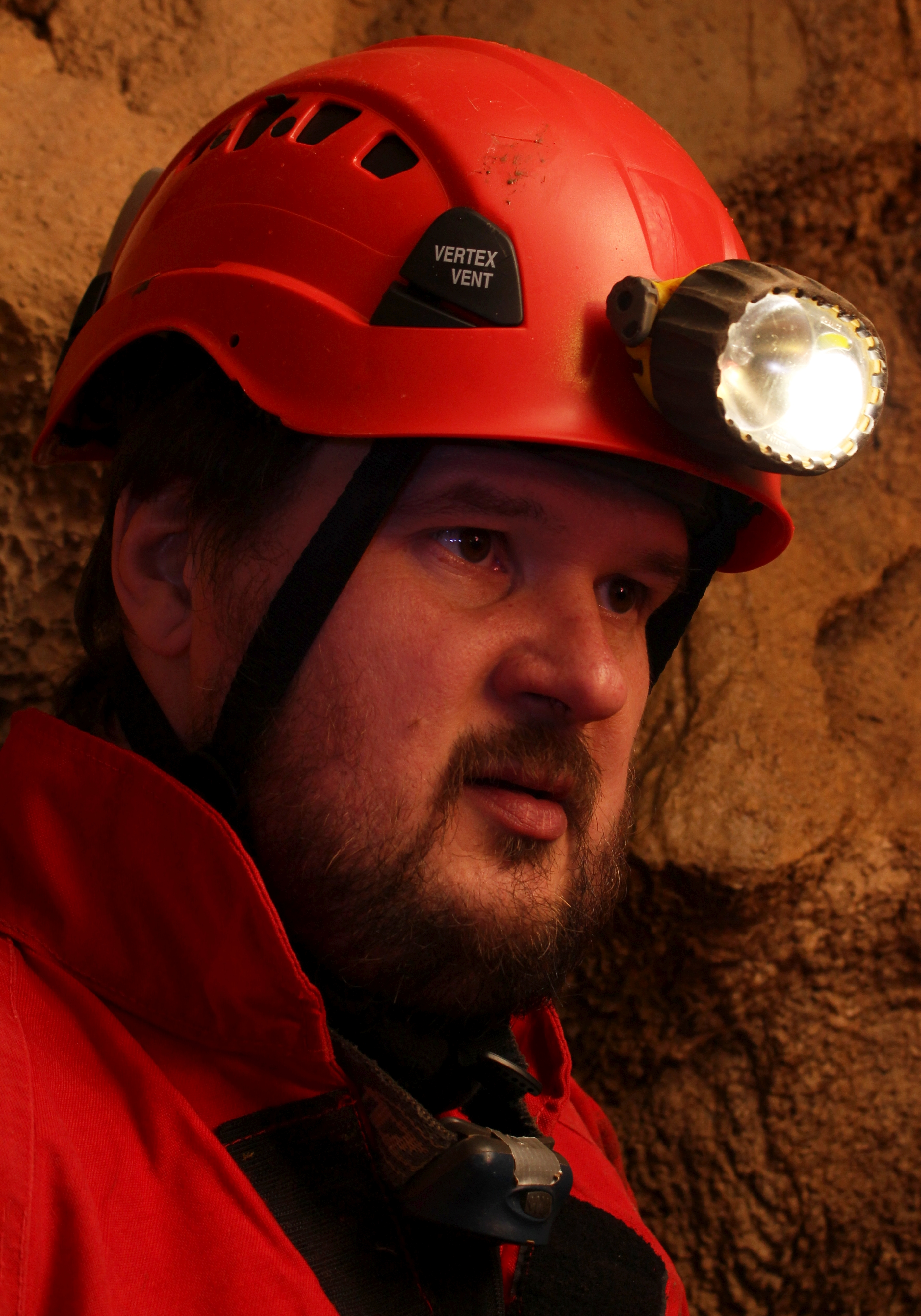
2002 Ерней Петровчич
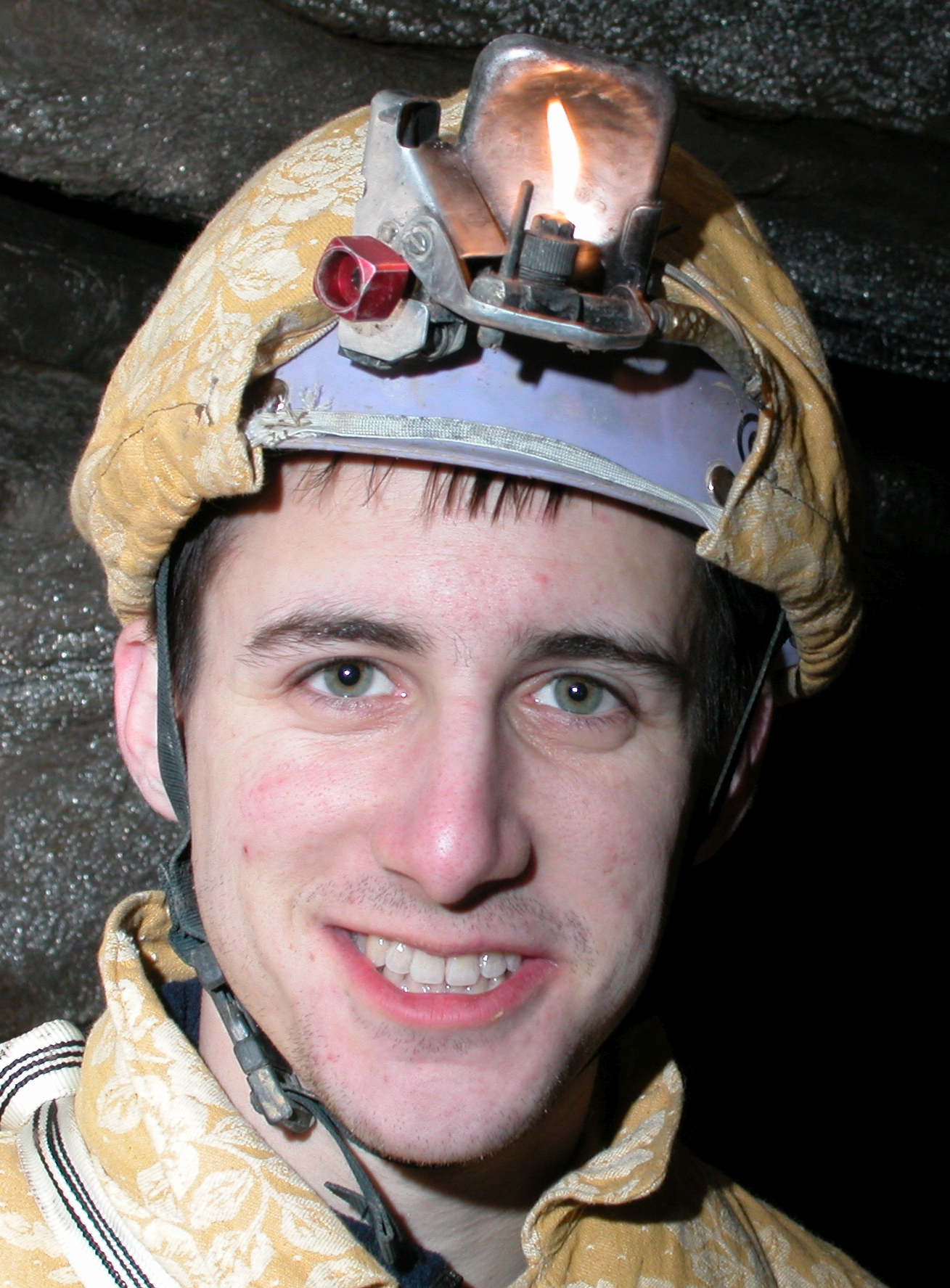
Митя Преловшек
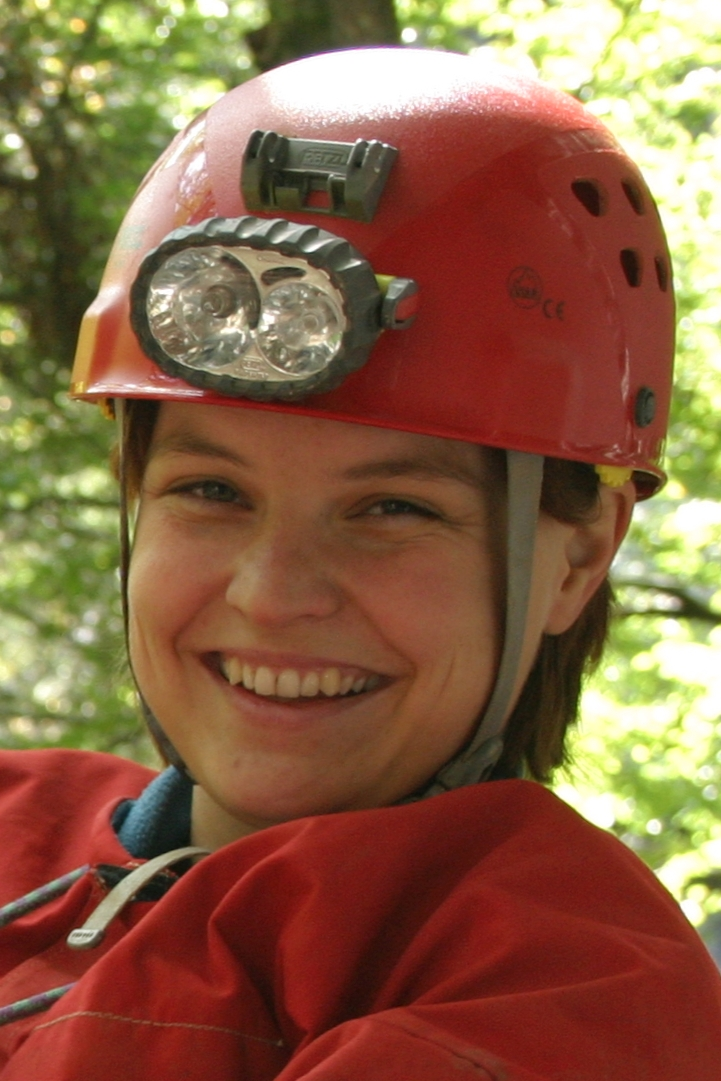
Луция Рамшак
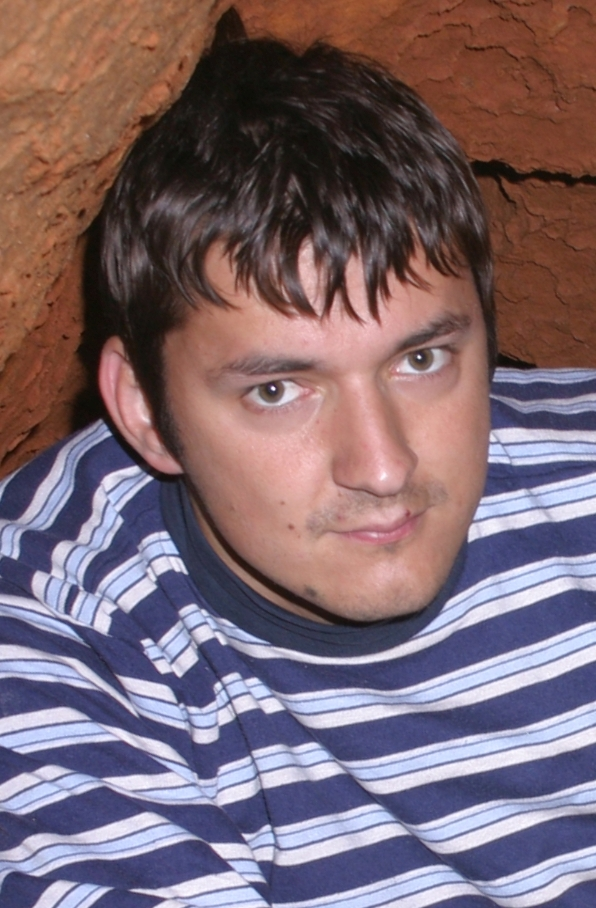
2003 Блаж Безек
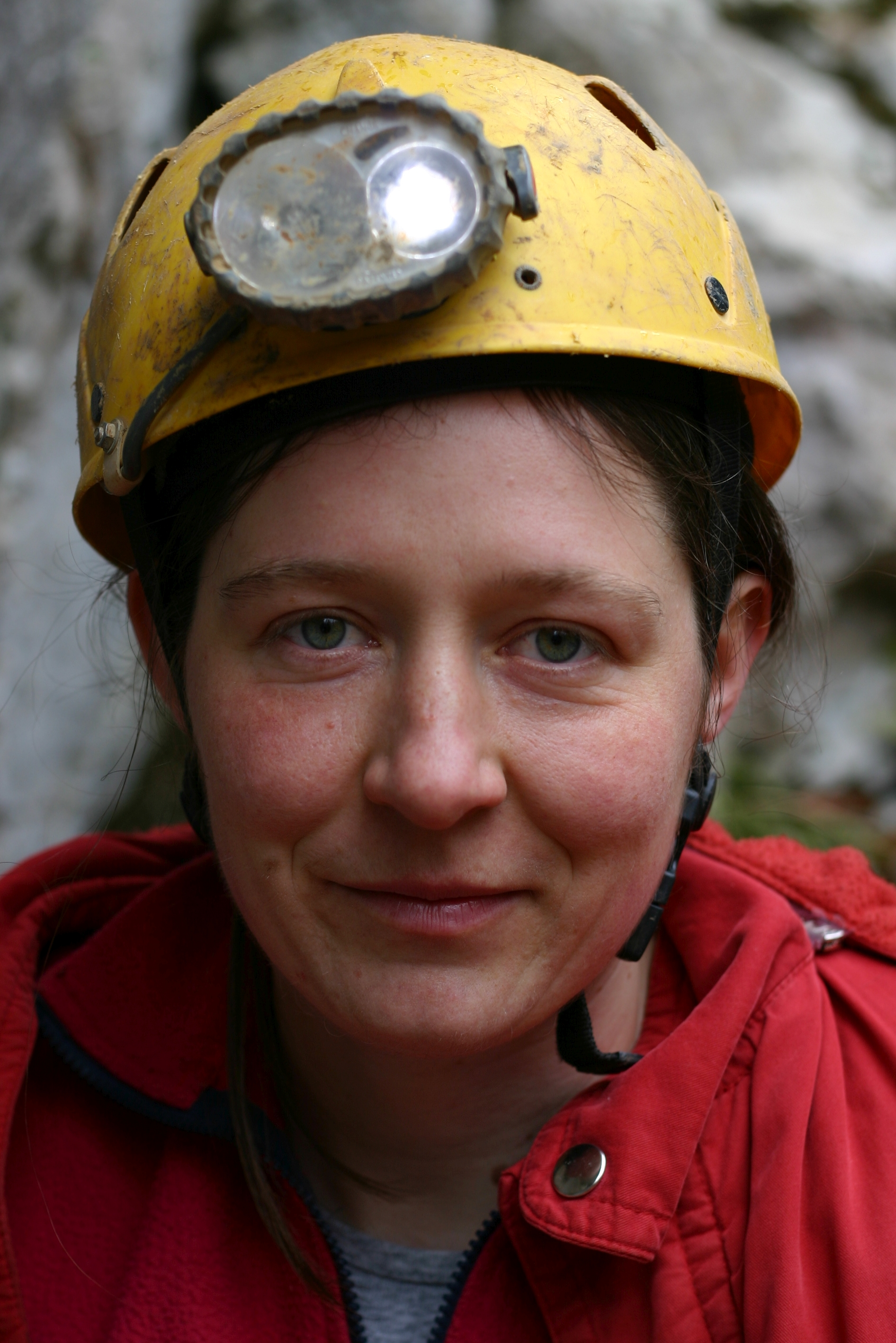
Бояна Файдига
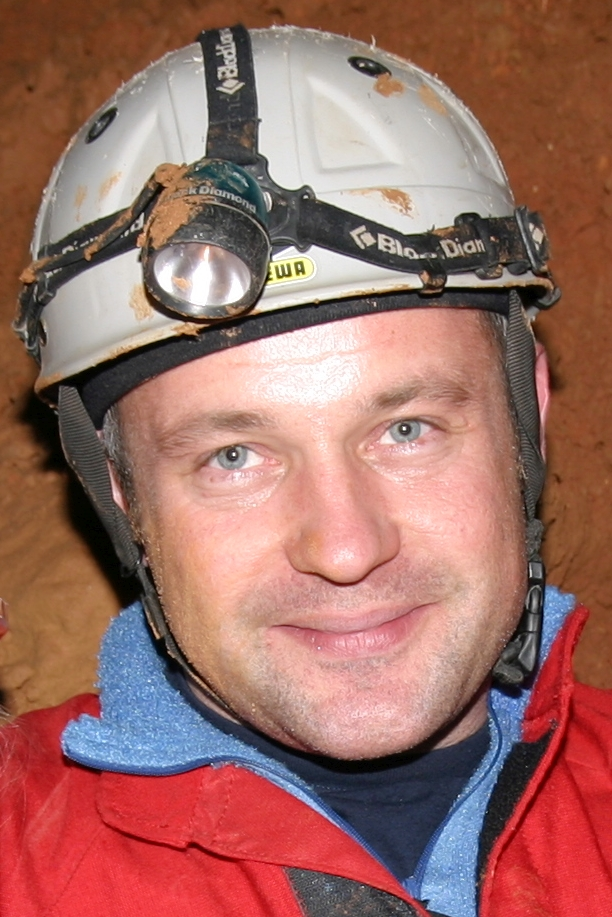
Янез Пуцихар
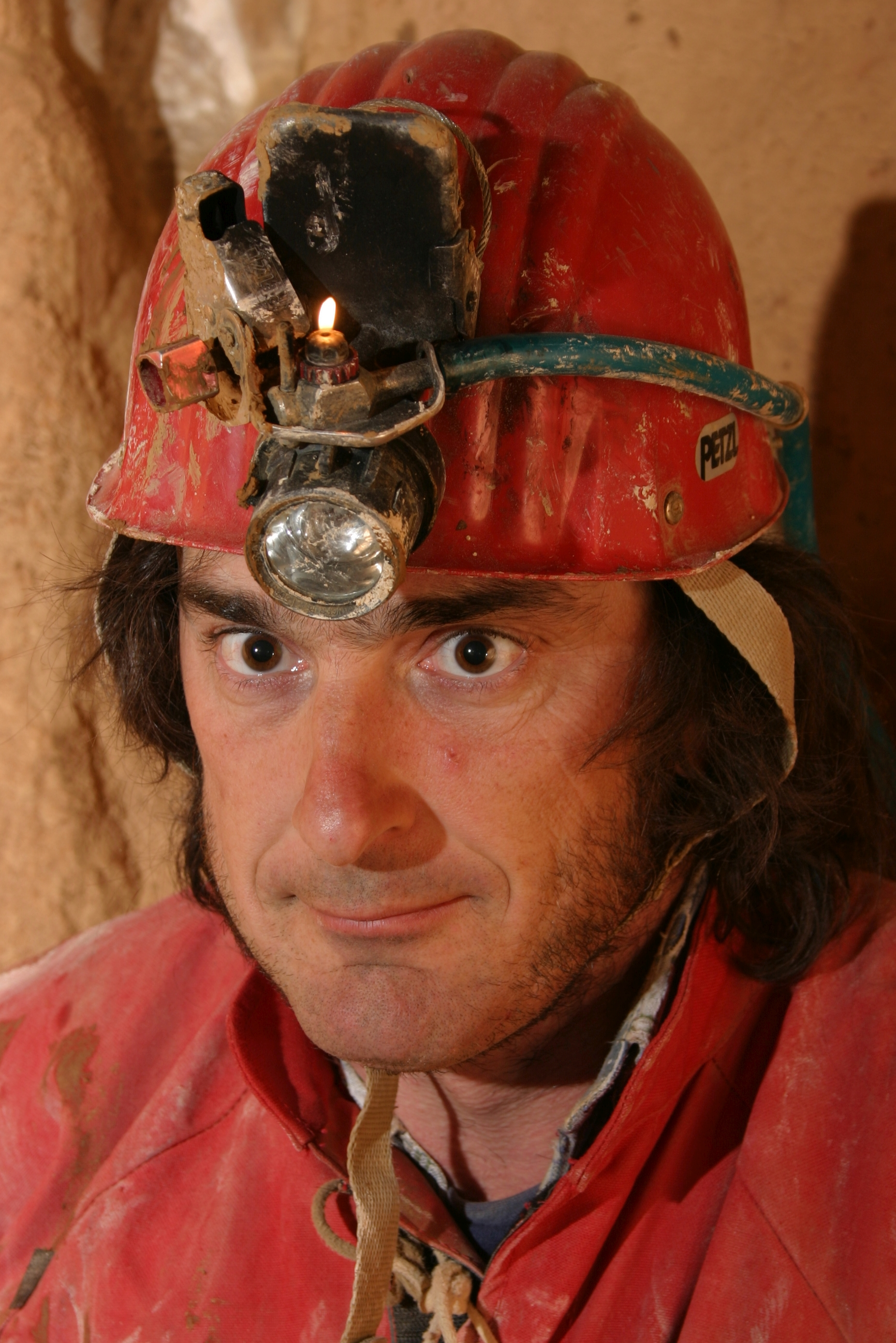
Андрей Древеншек
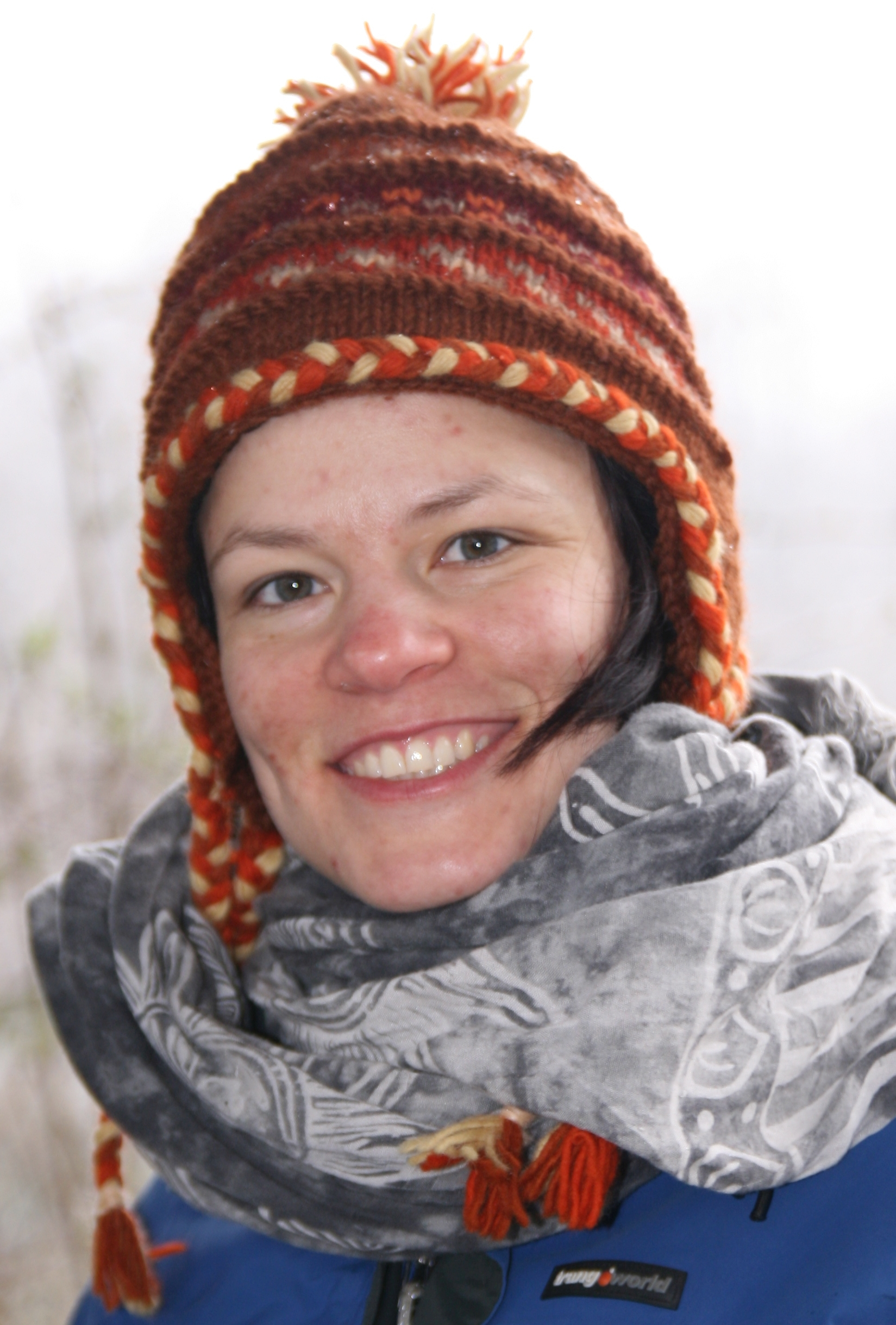
Майя Загмайстер
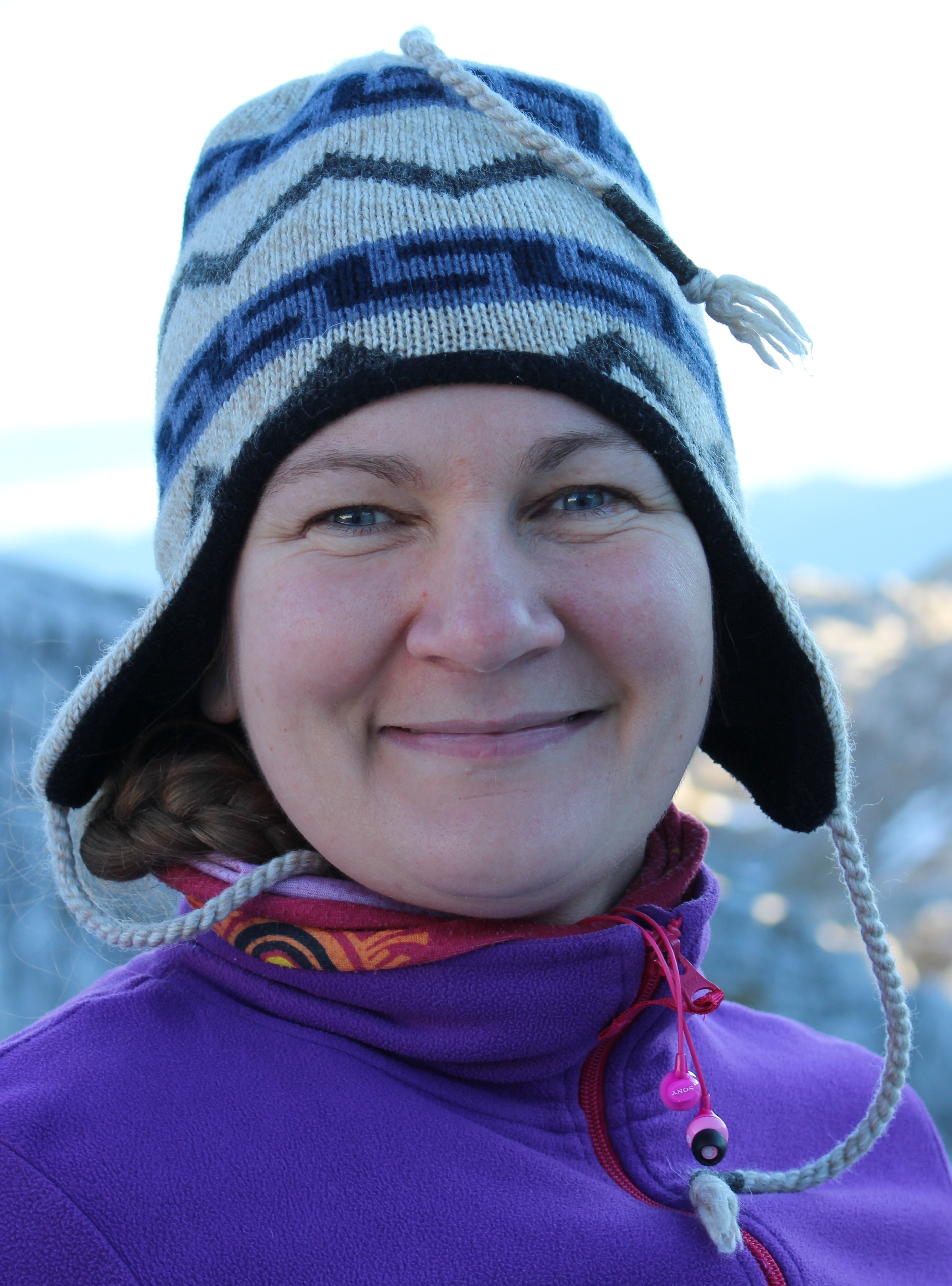
2004 Александра Прившек
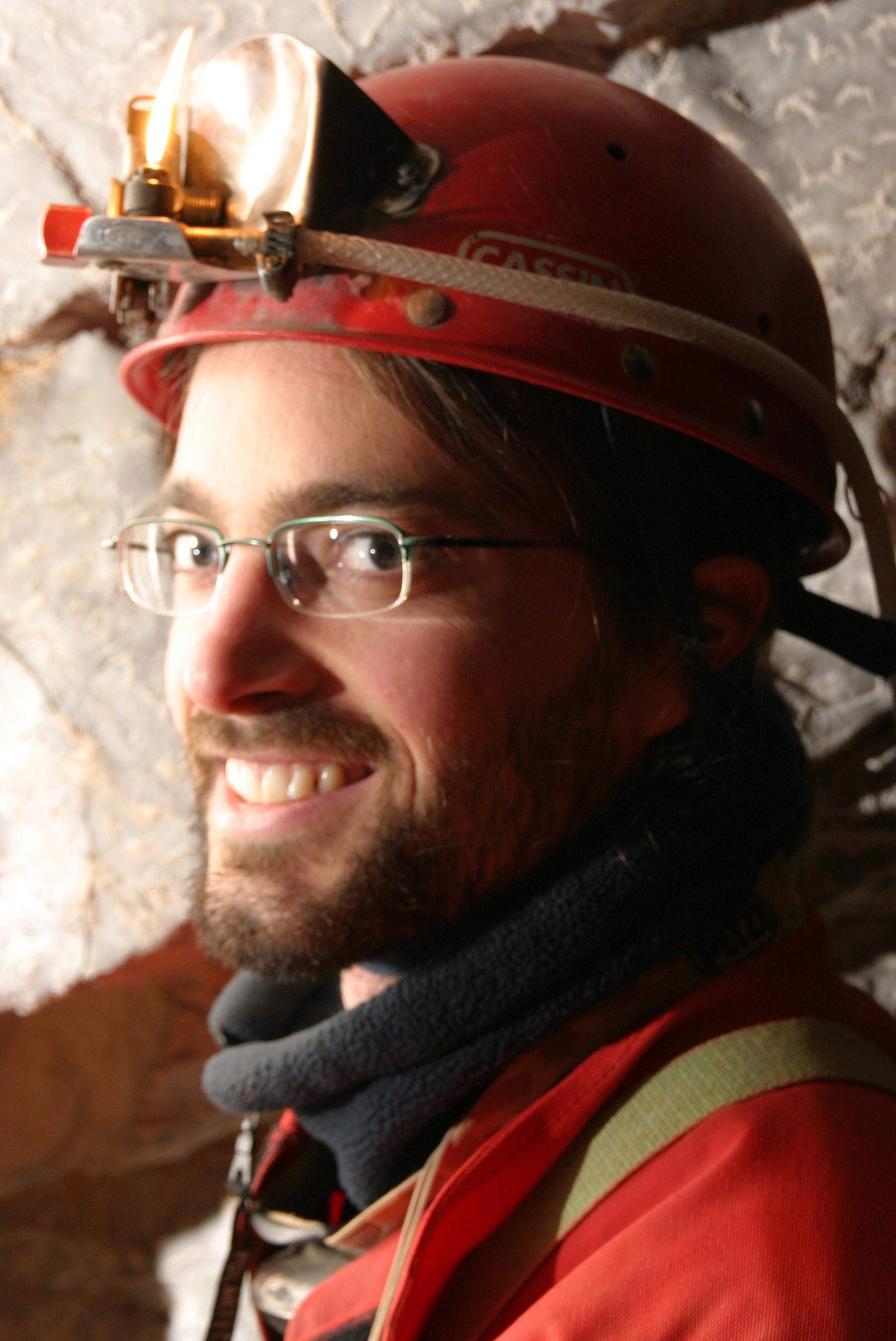
2005 Грегор Циленшек
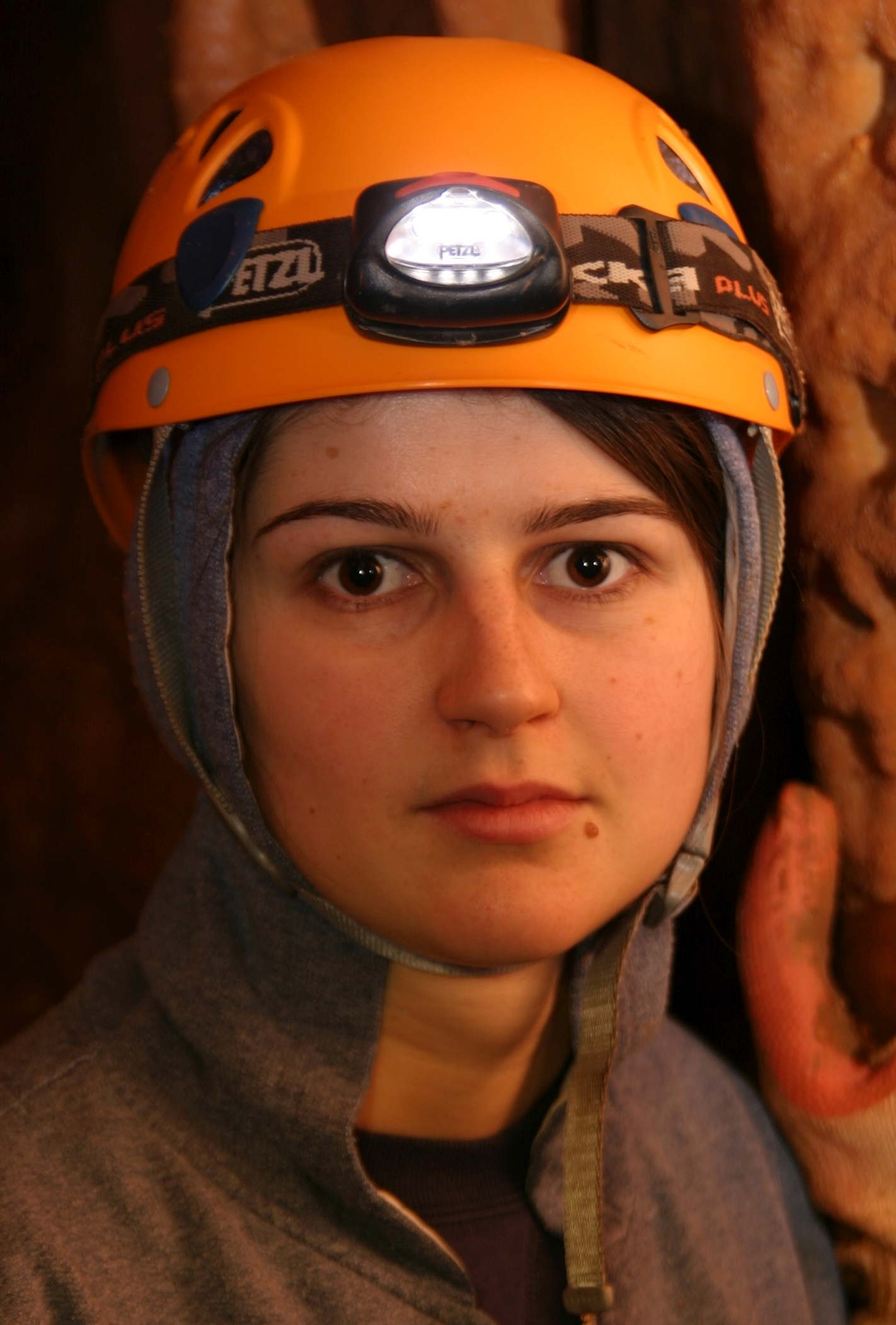
Петра Гостинчар
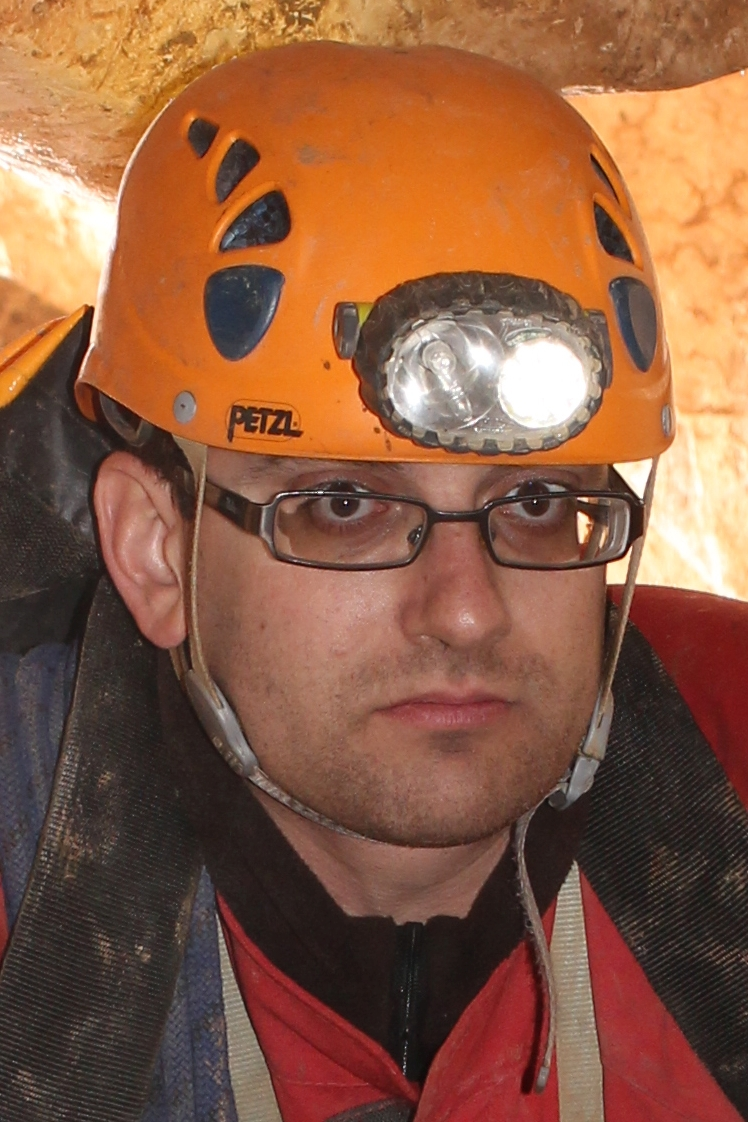
Юре Кошутник
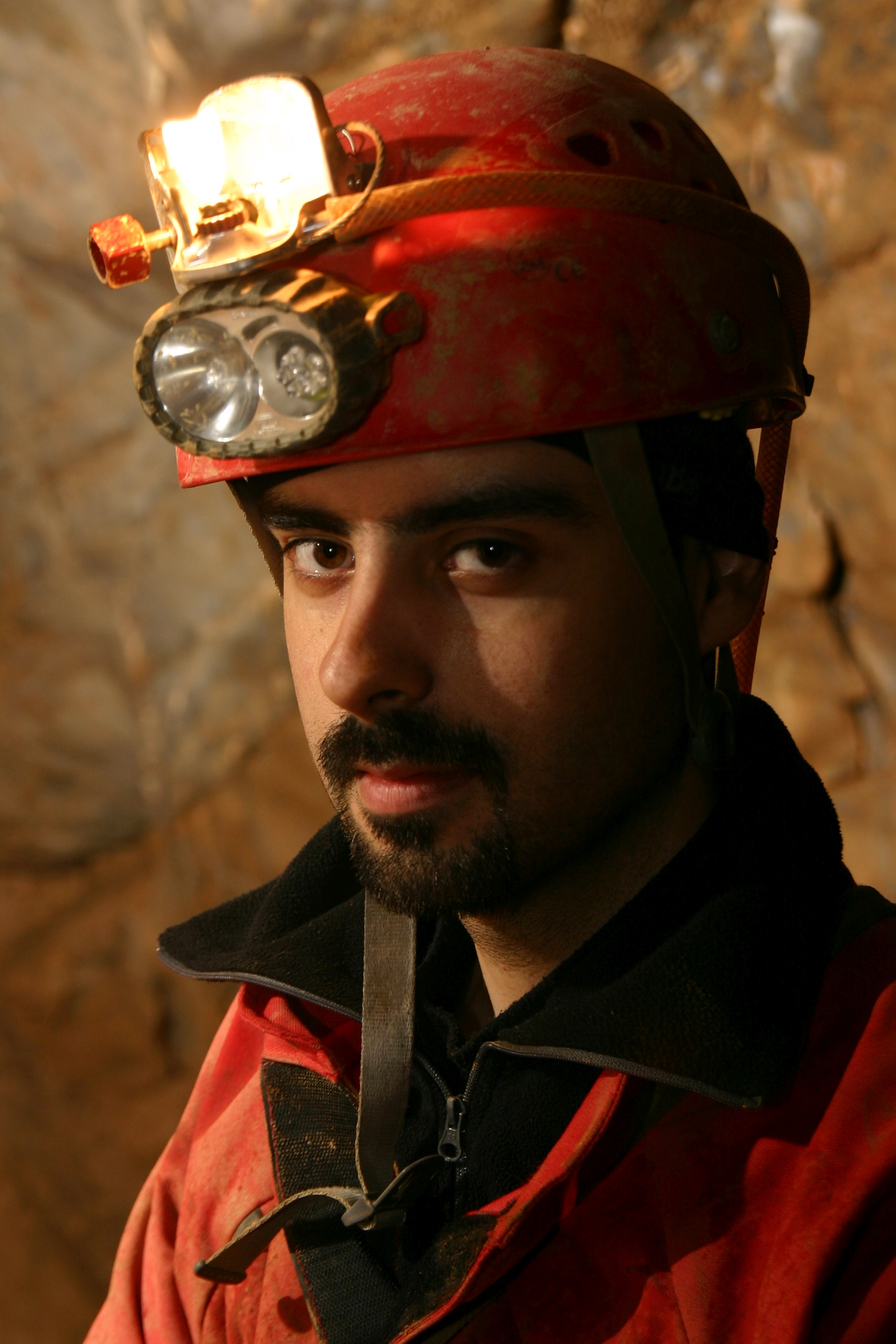
2007 Блаж Бидовец
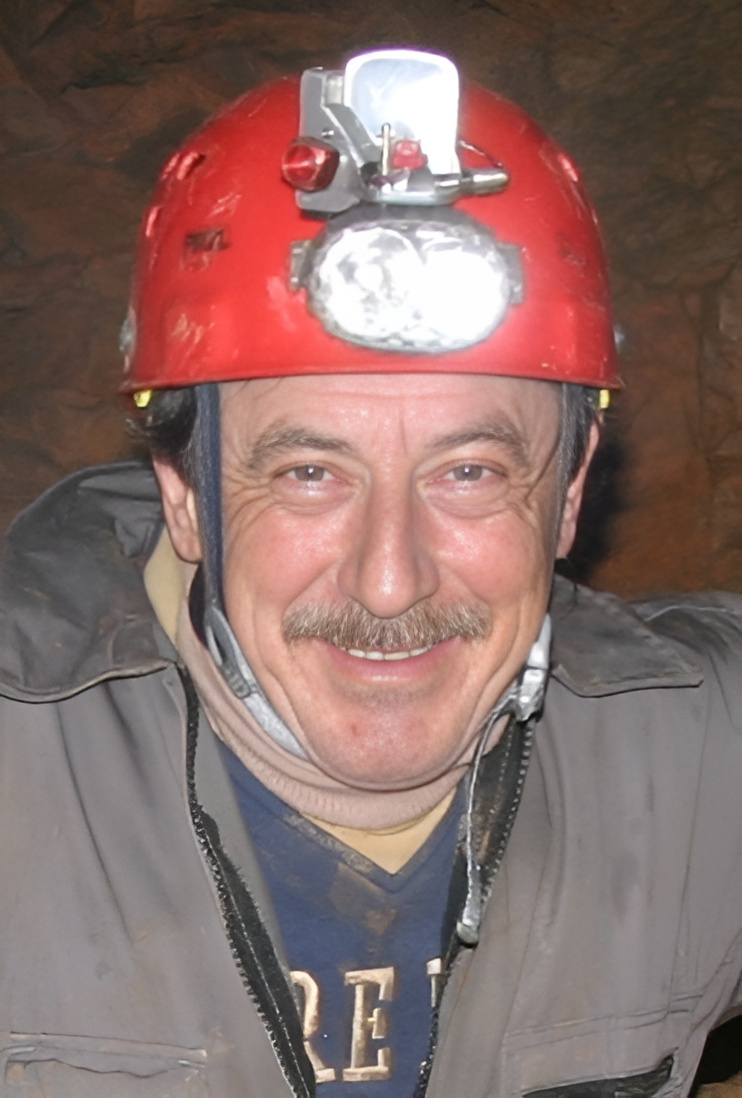
Рико Грецс
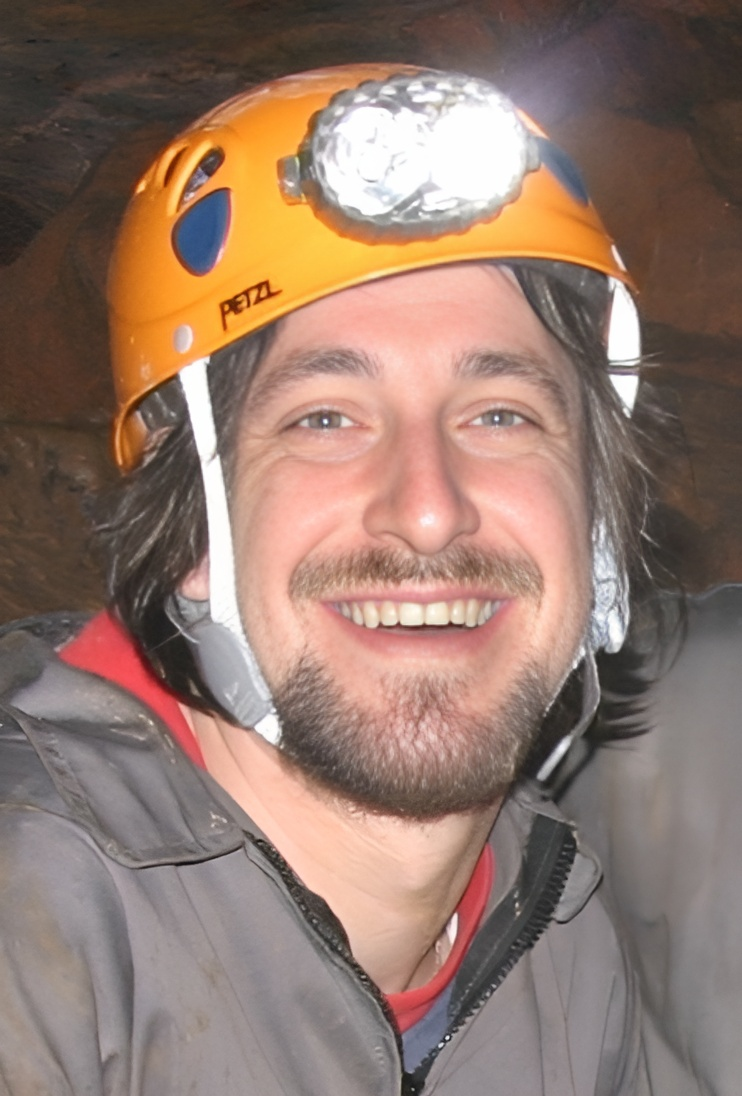
Рок Грецс
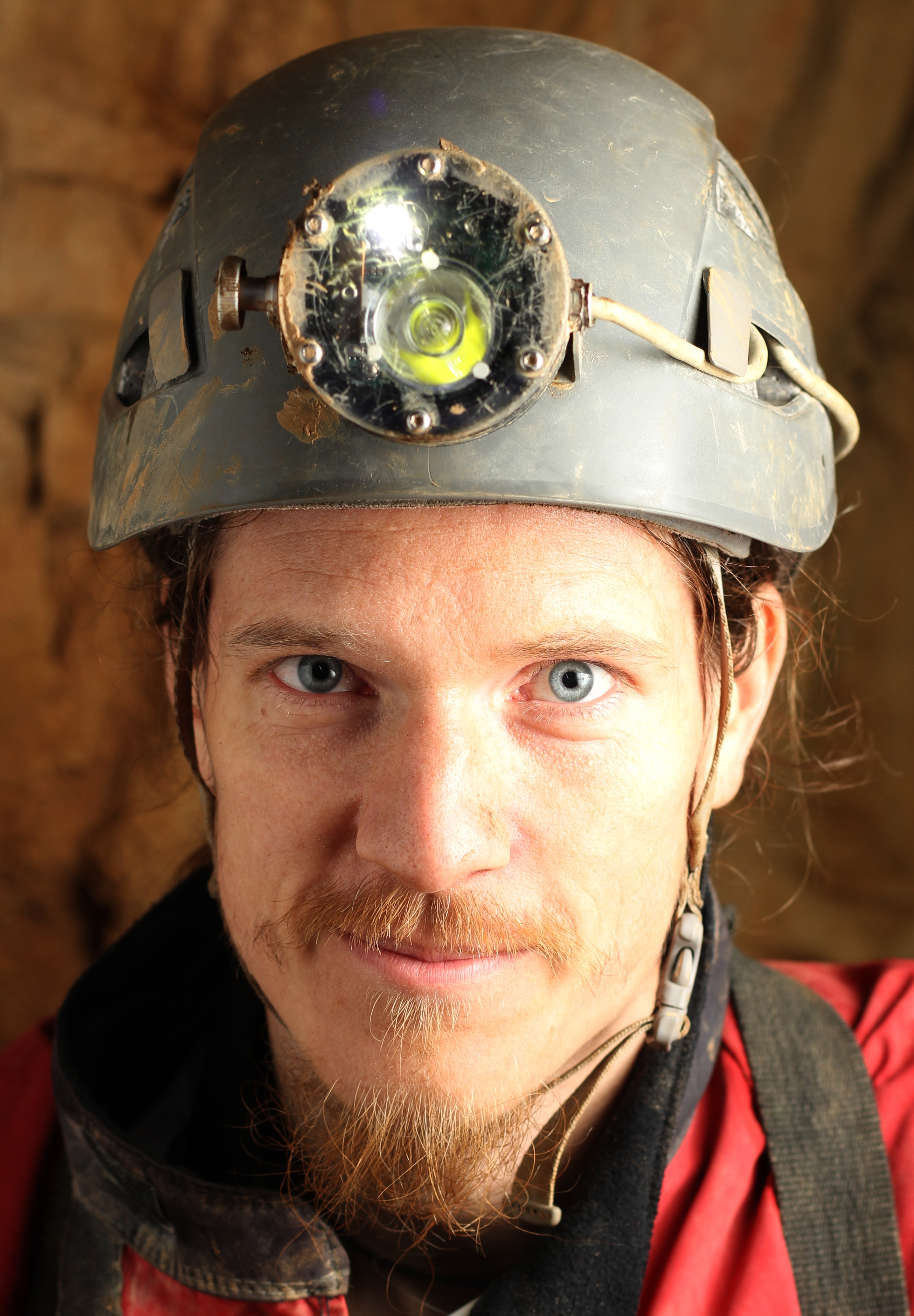
2008 Матиц Ди Батиста
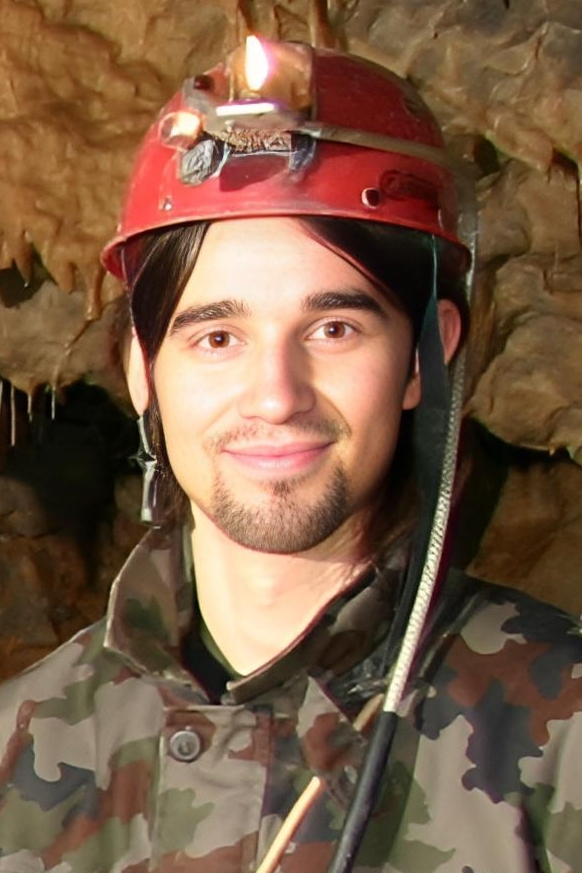
Томаж Крайнц
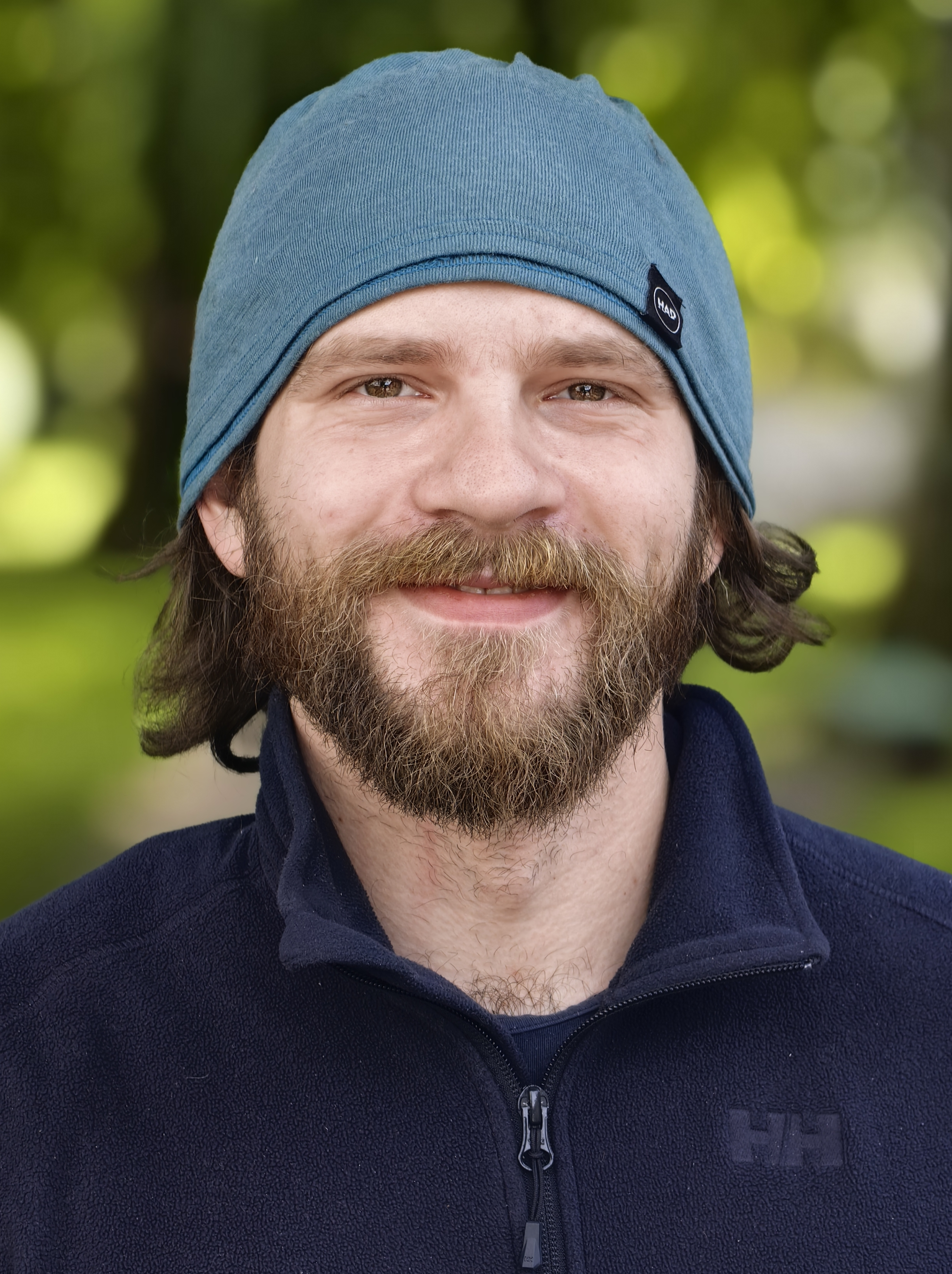
2009 Марко Хроват
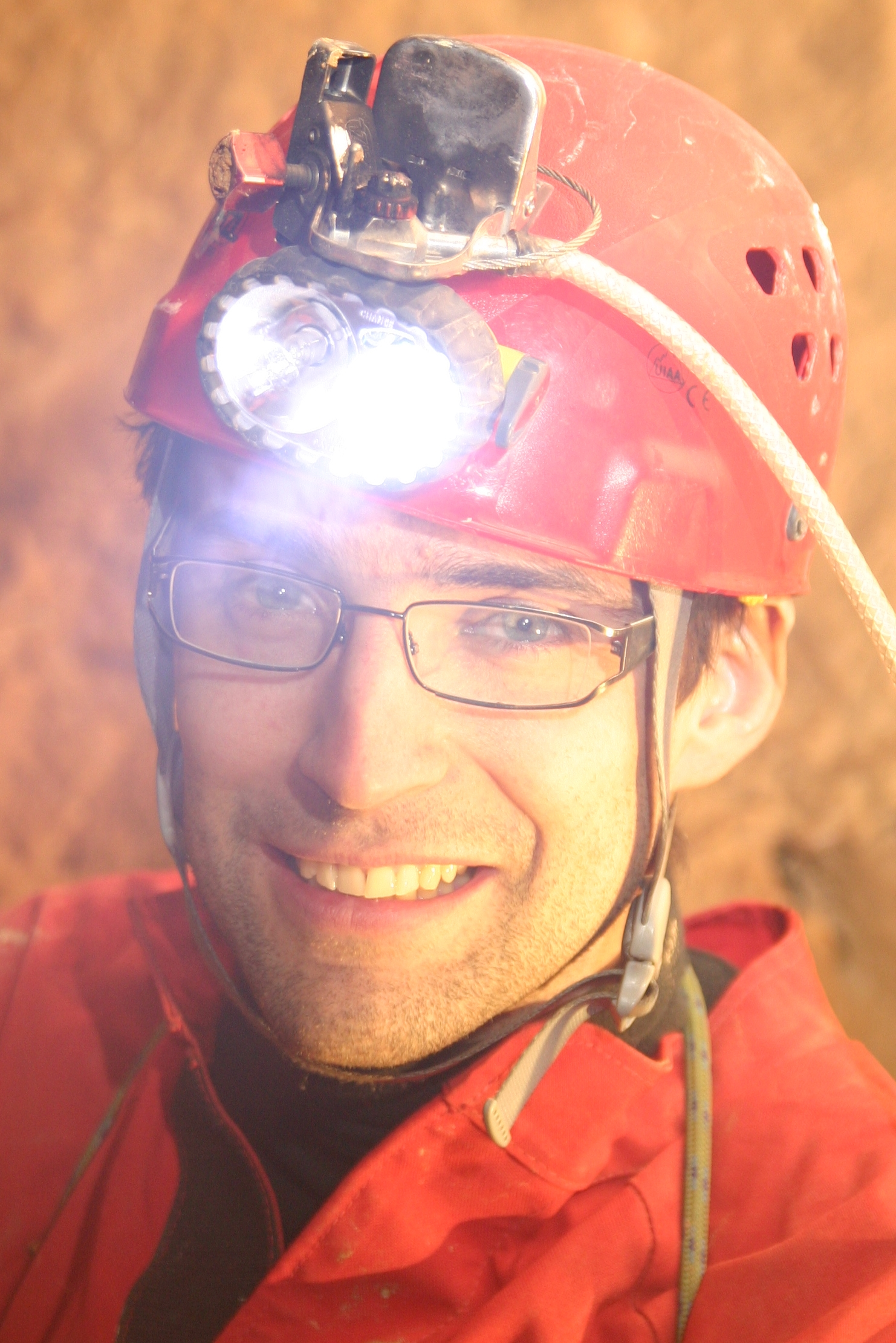
Примож Рупник
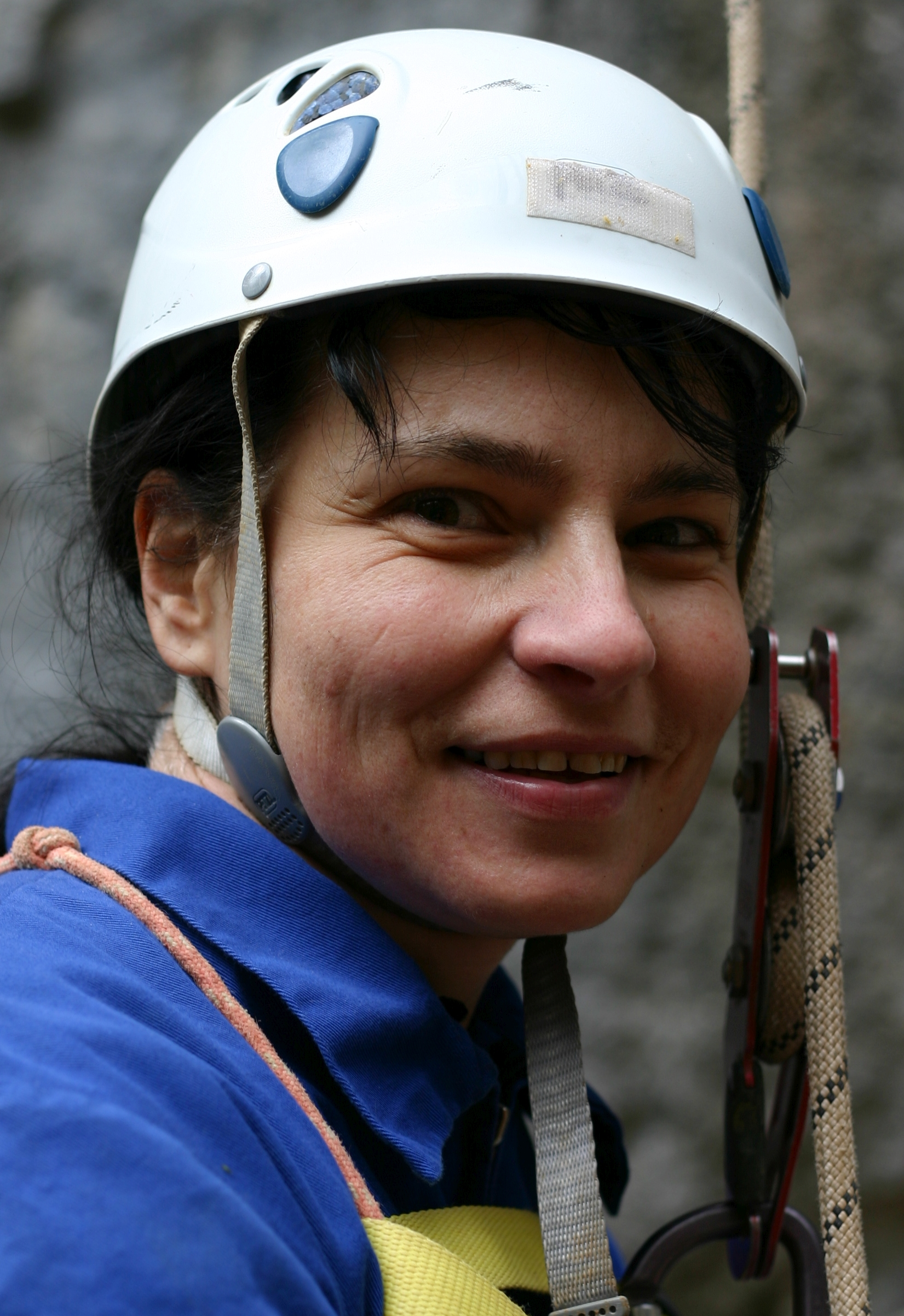
Таня Томшич
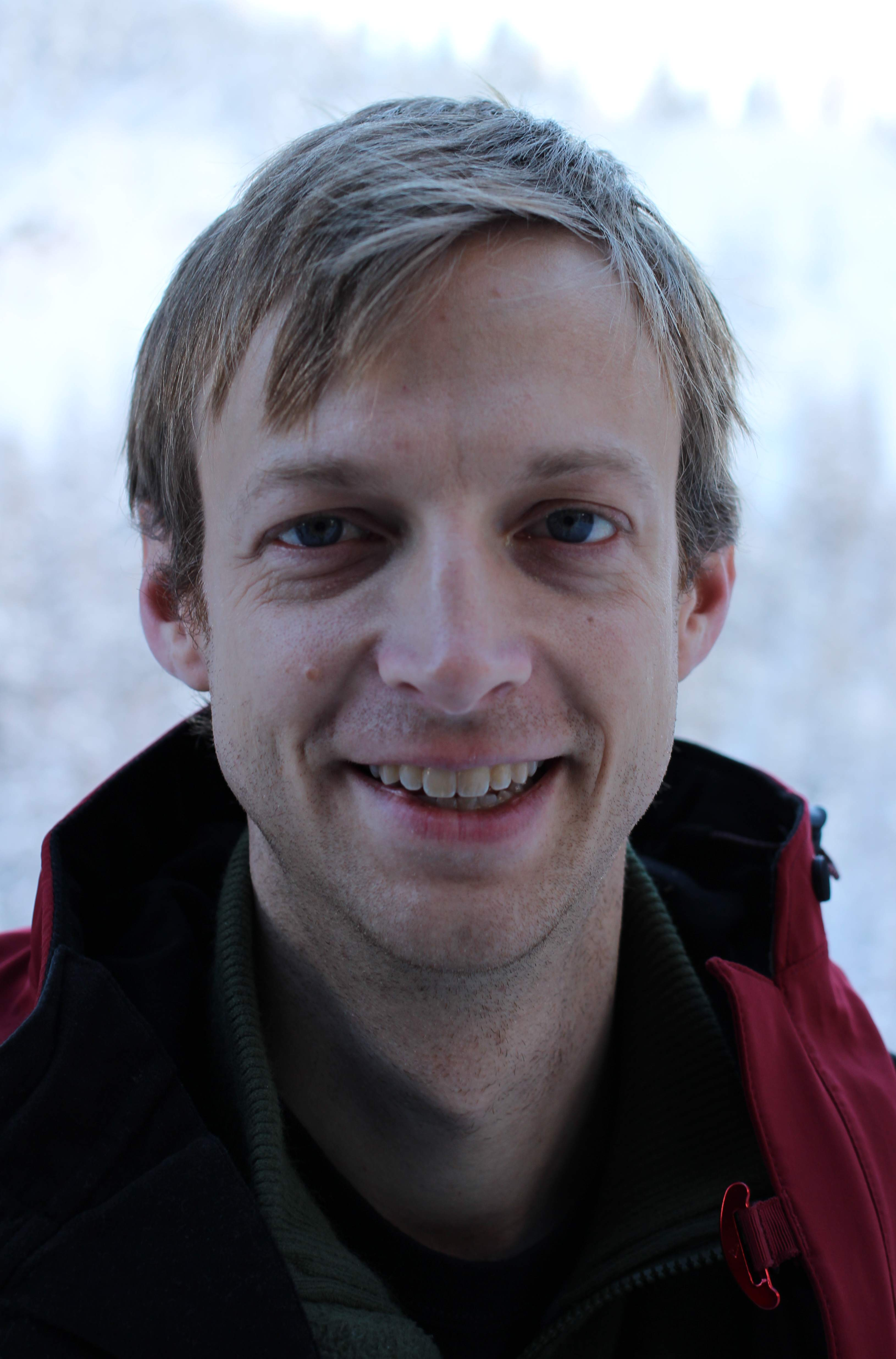
2010 Мэтт Ковингтон
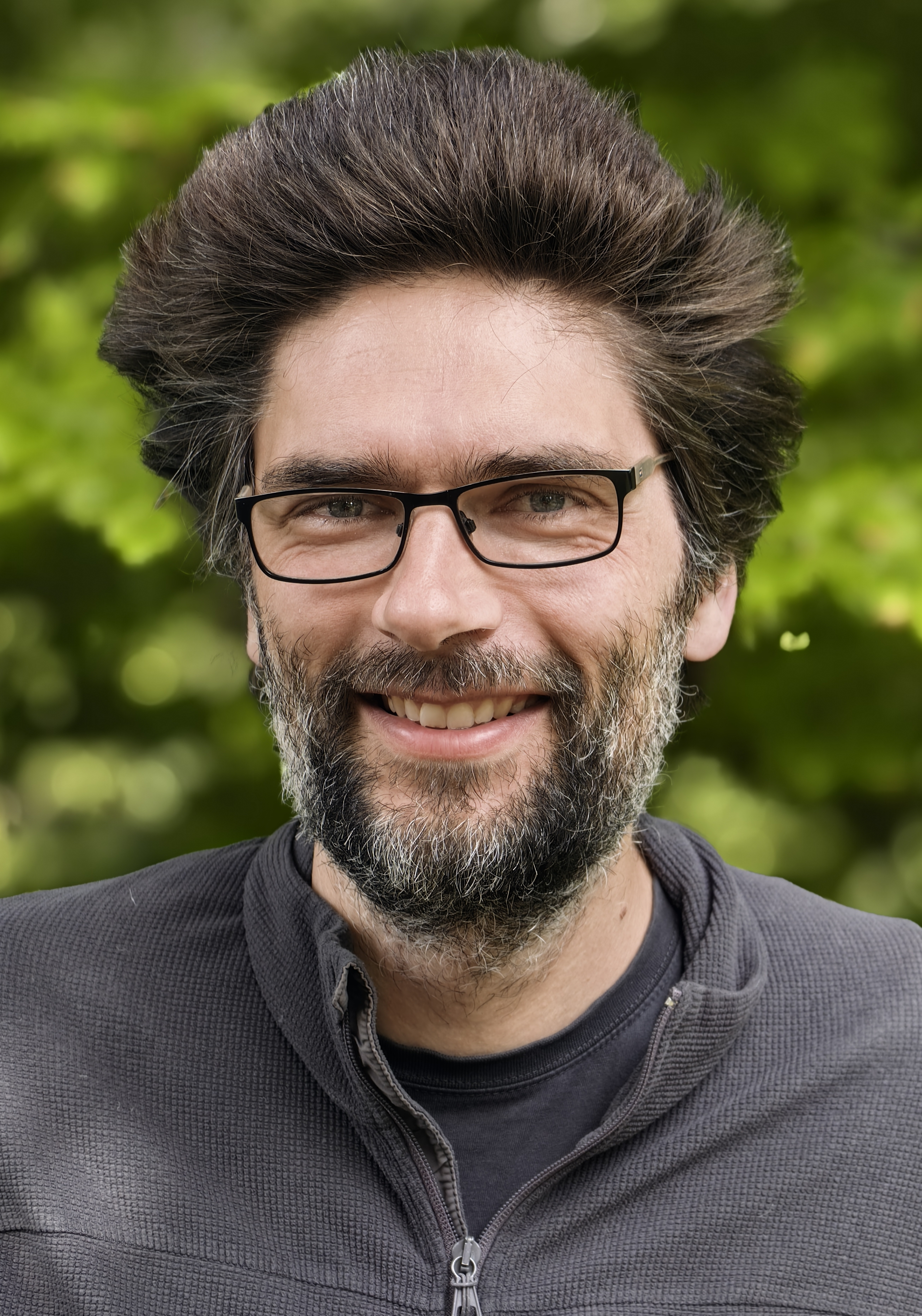
Ярош Обу
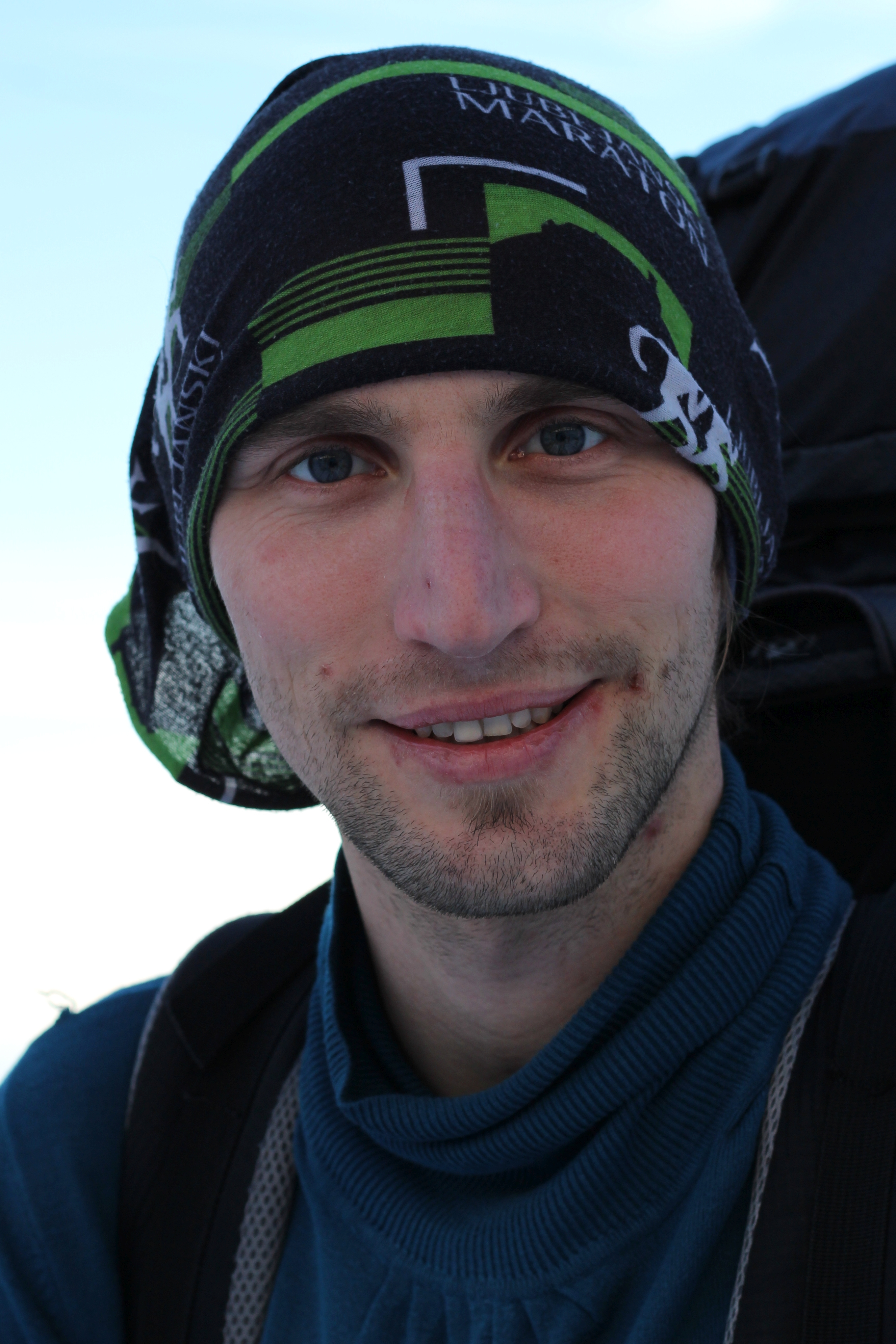
2011 Матей Блатник
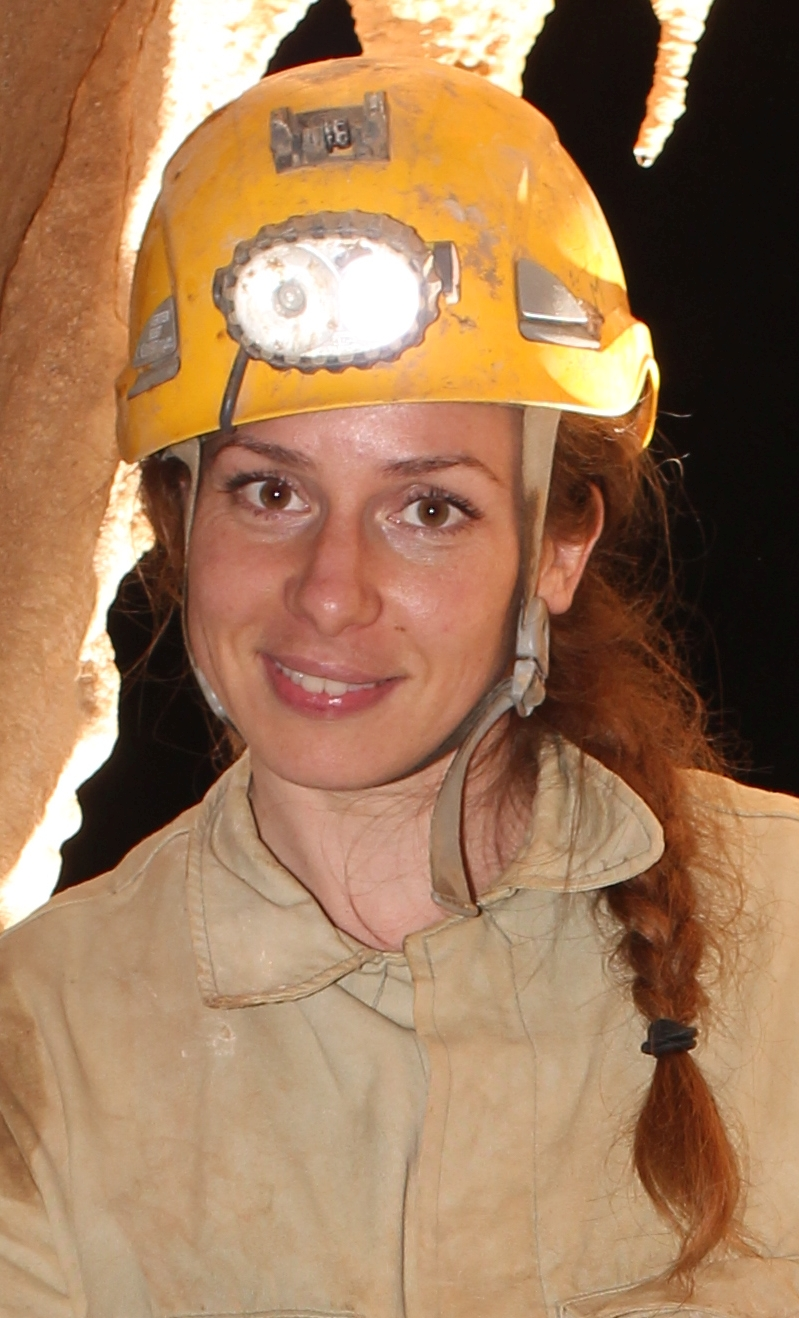
Матея Цента
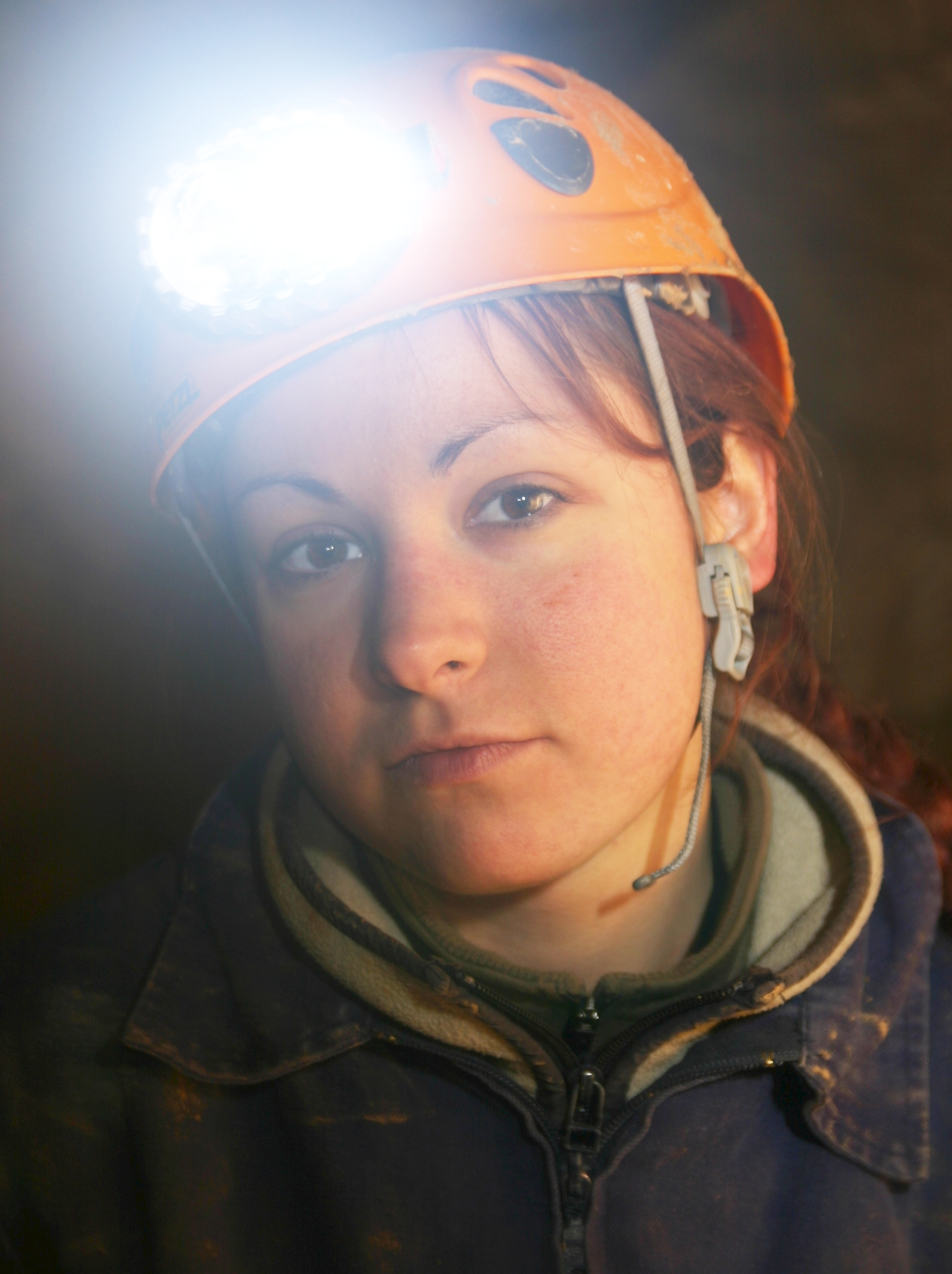
Диана Грублешич
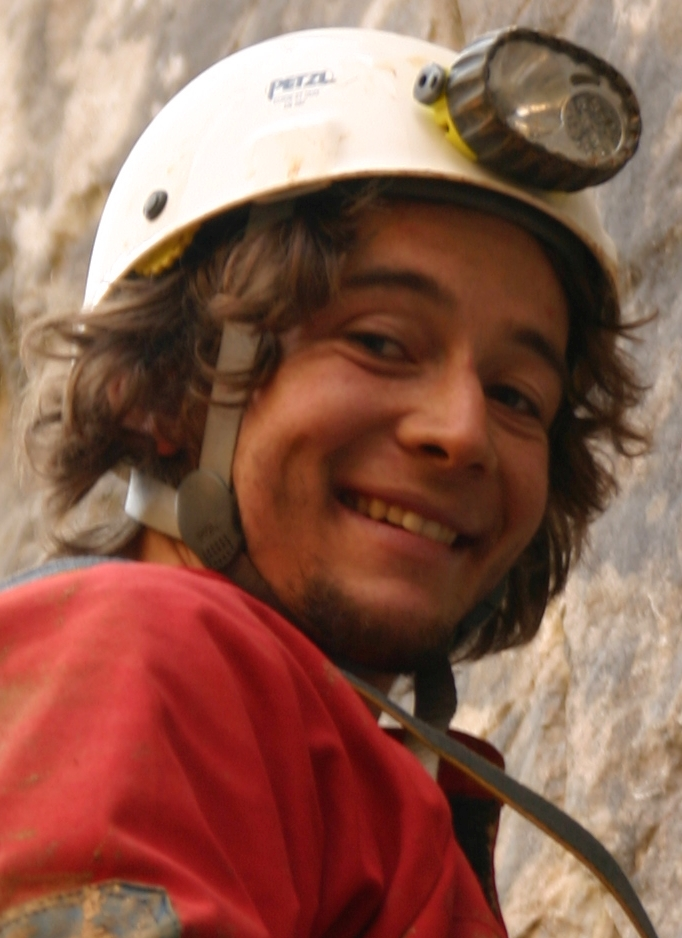
Тео Делич
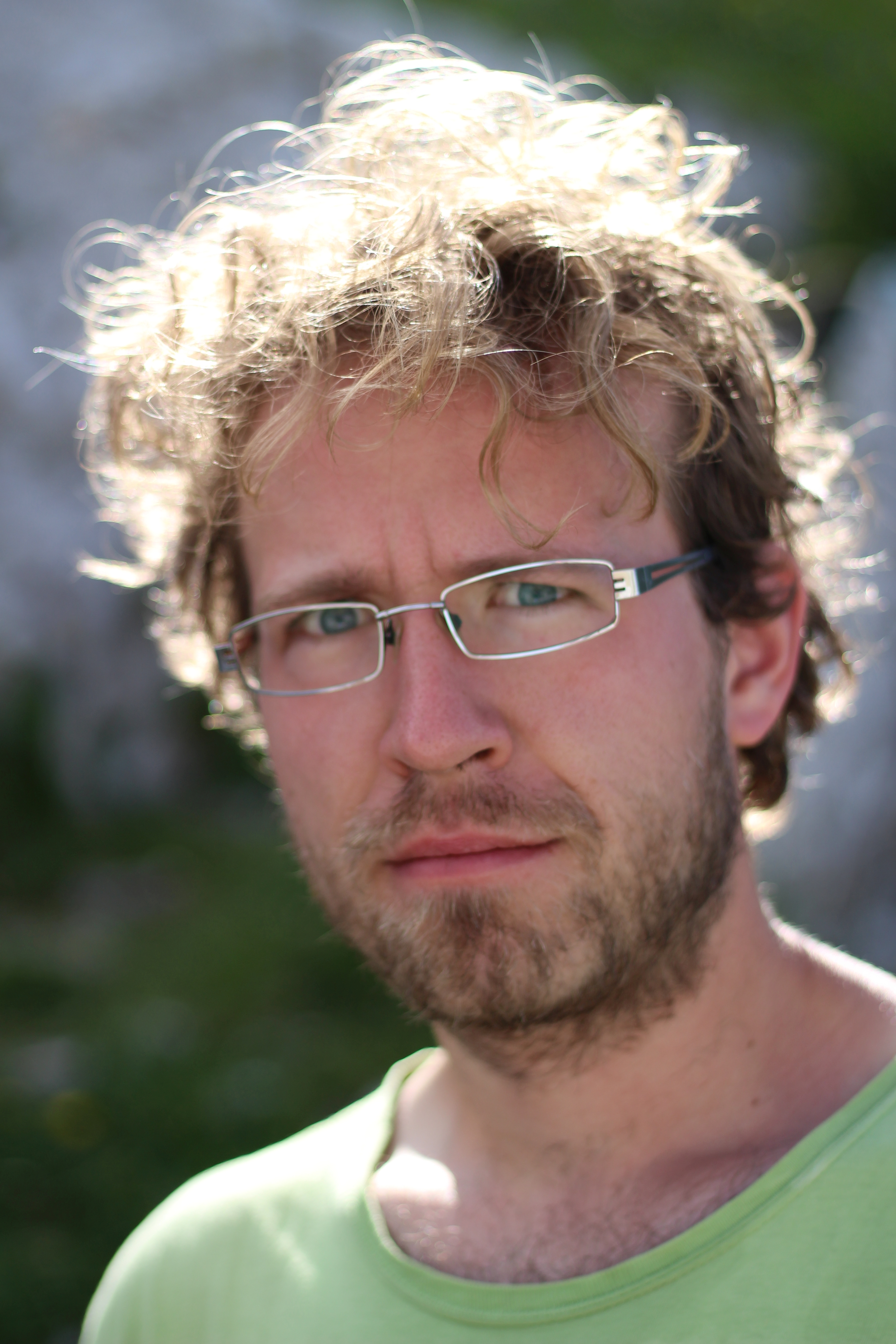
2012 Давид Шкуфца
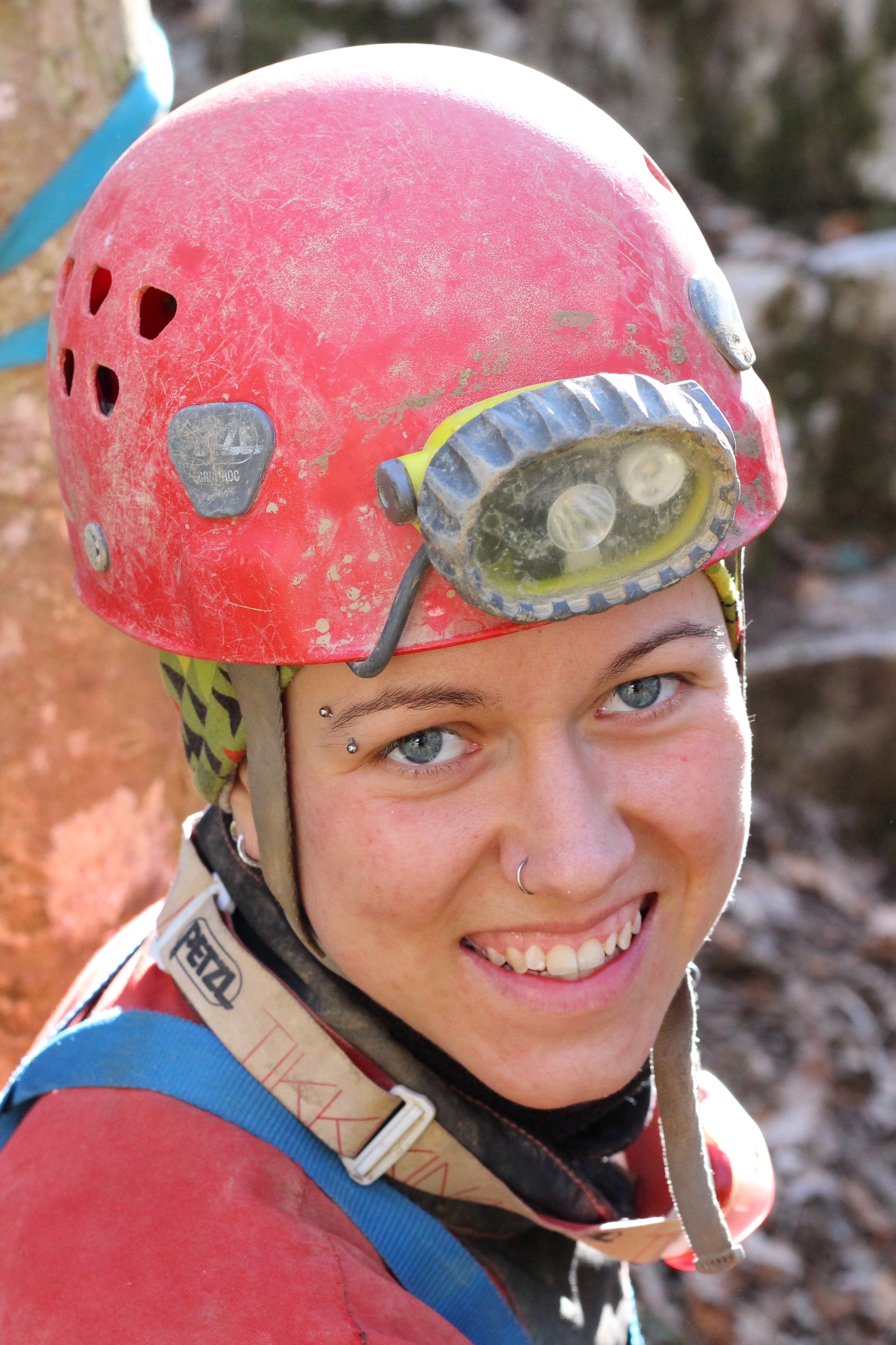
2013 Шпела Борко
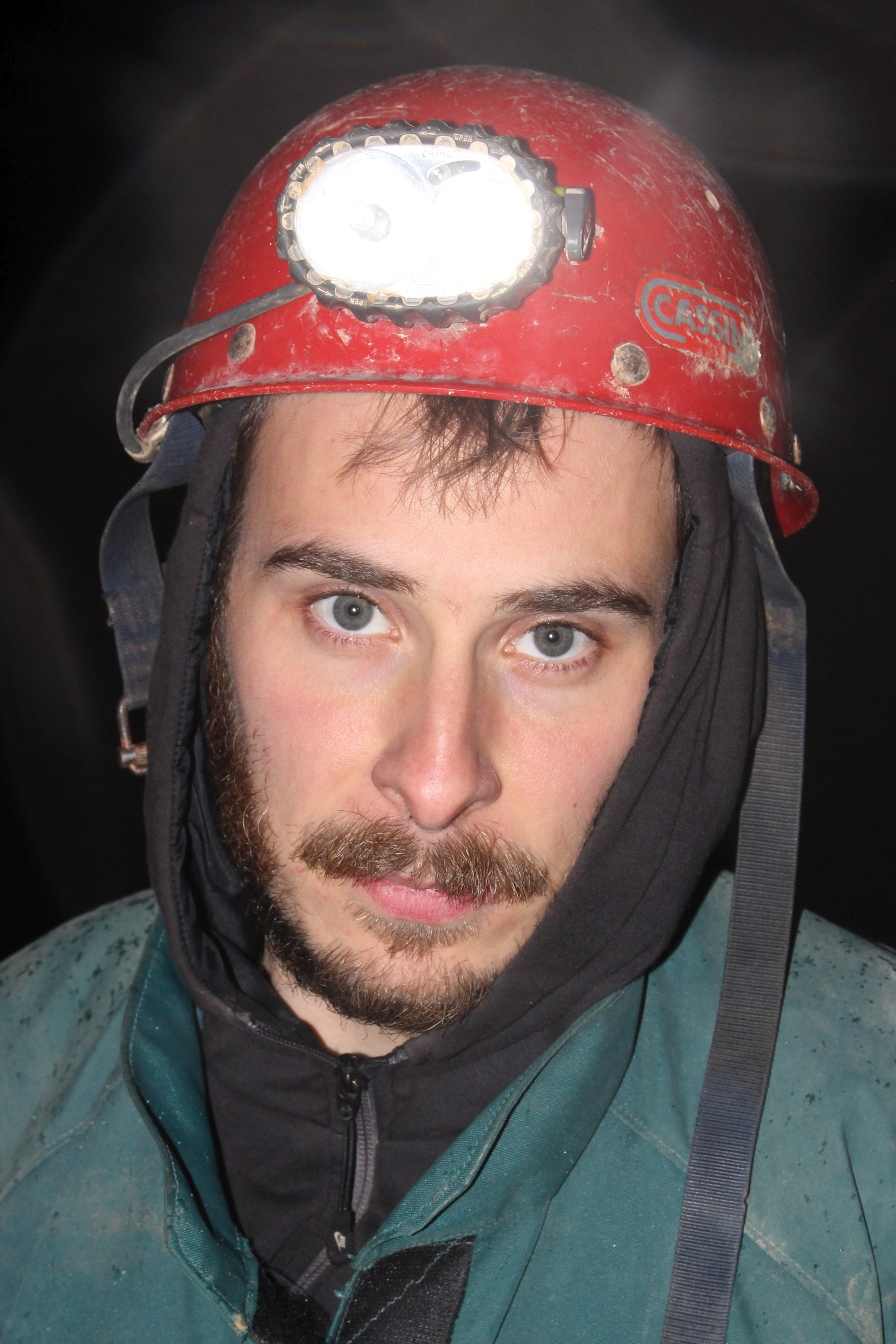
Армин Кривец
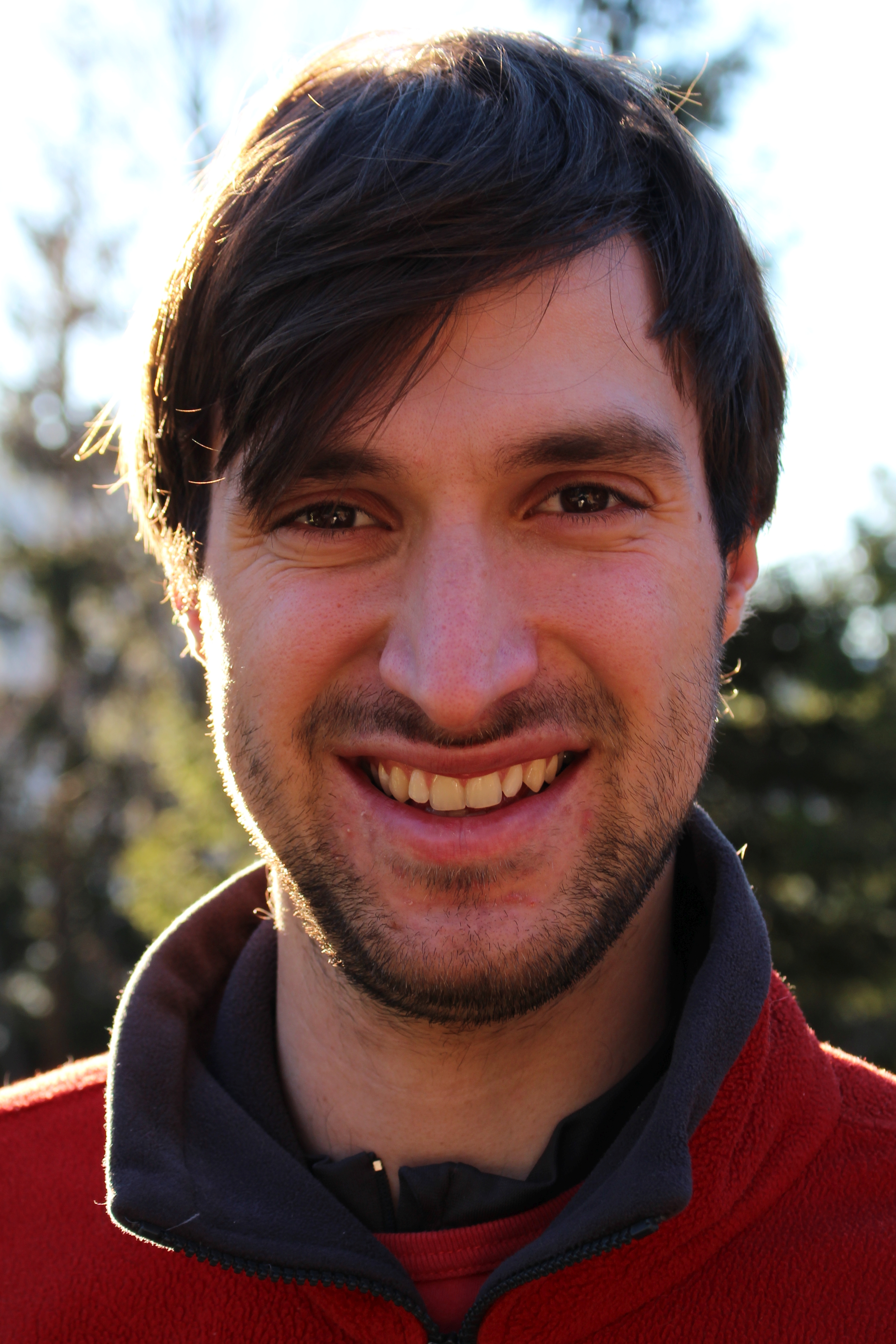
2014 Яка Флис
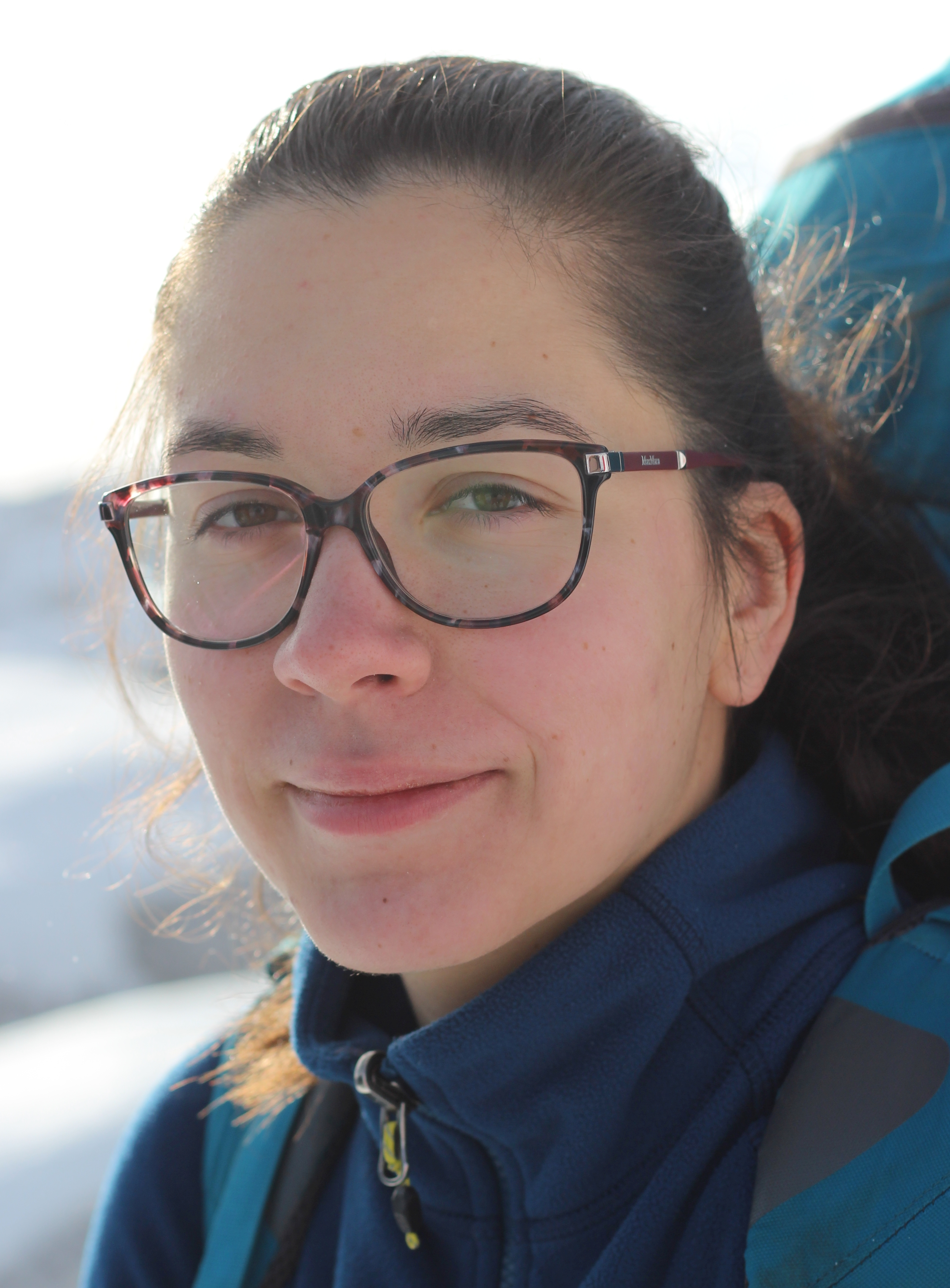
2015 Эстер Премате
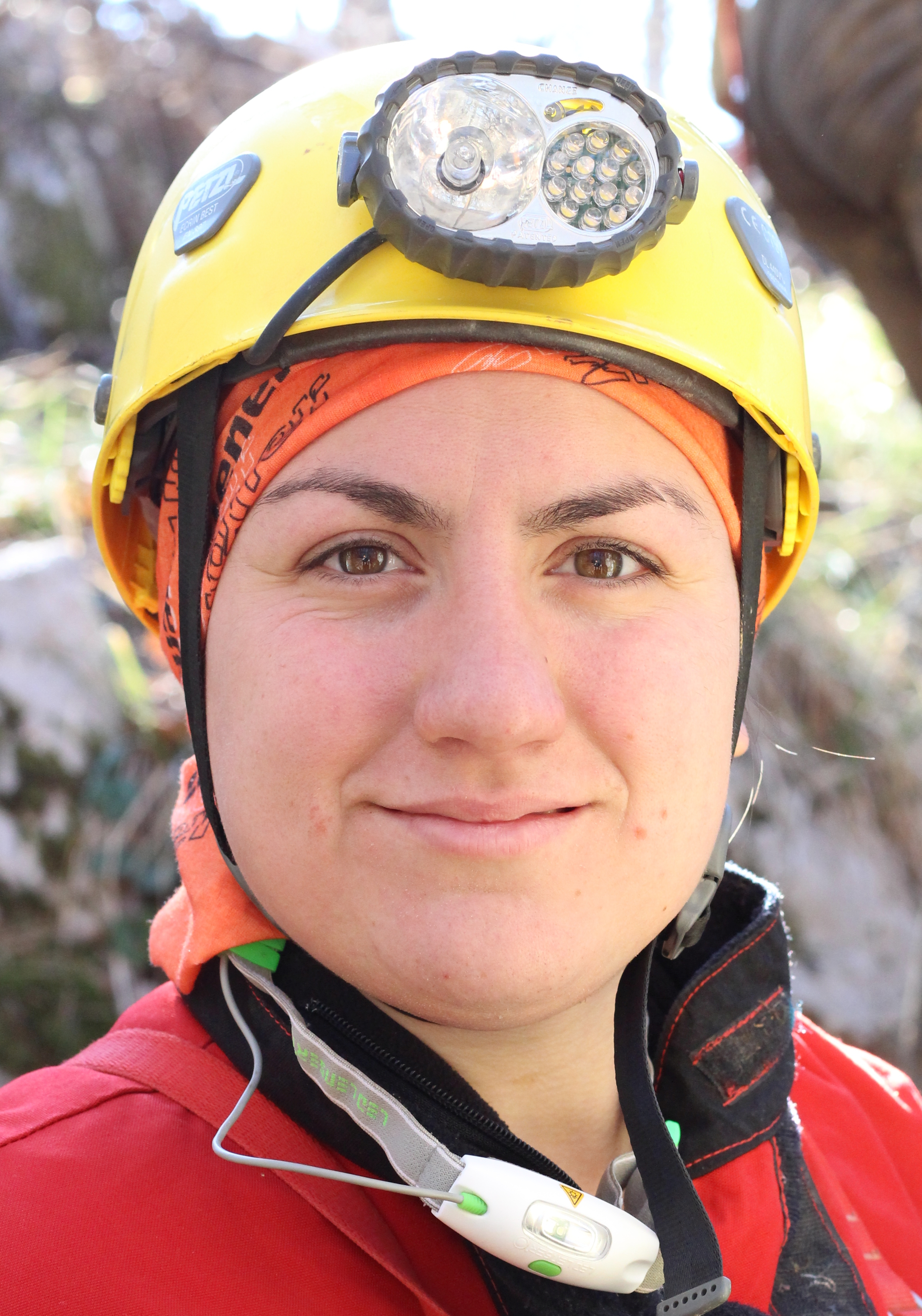
Бехаре Реджепи
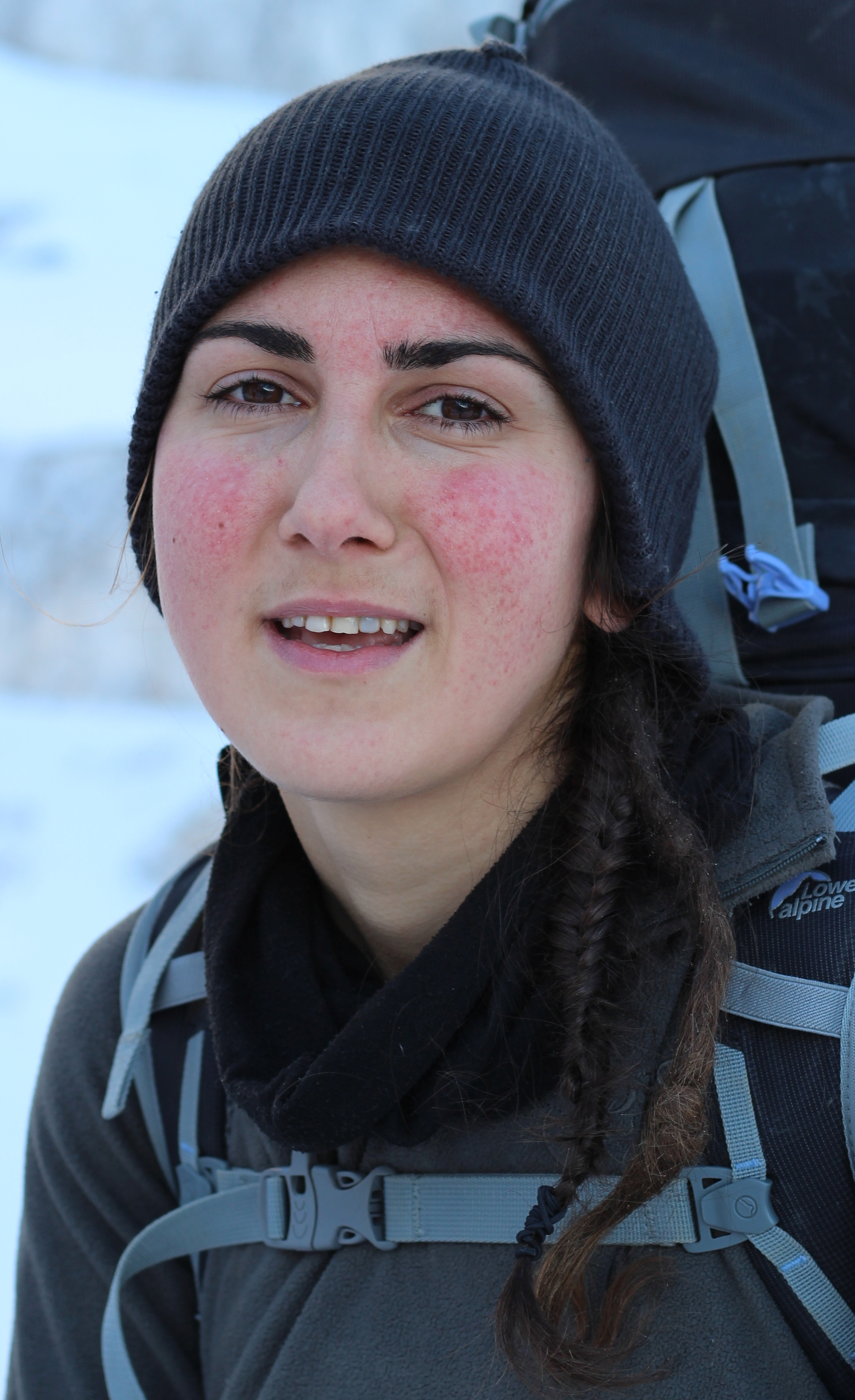
Ая Замоло
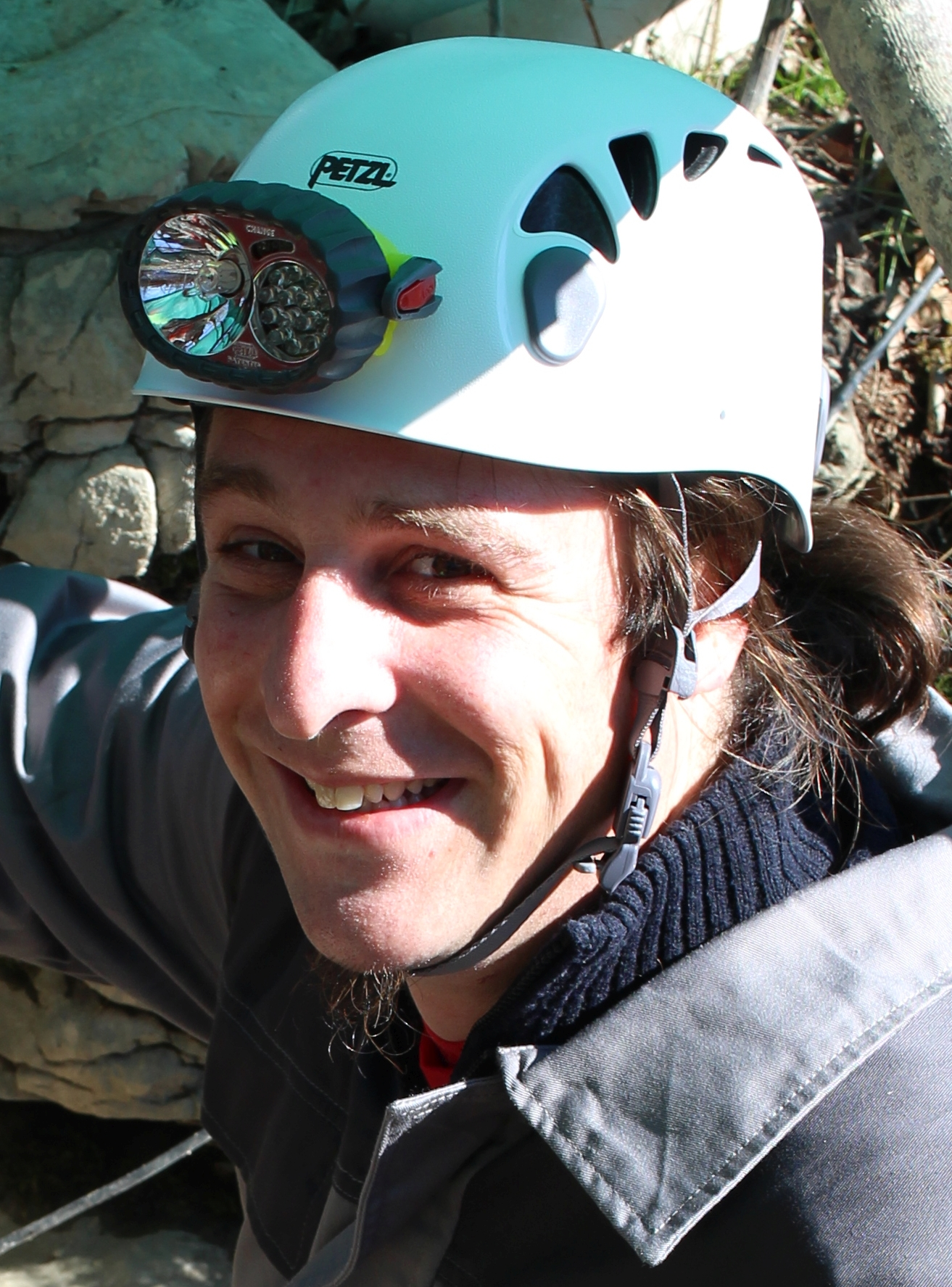
2016 Рок Брайкович
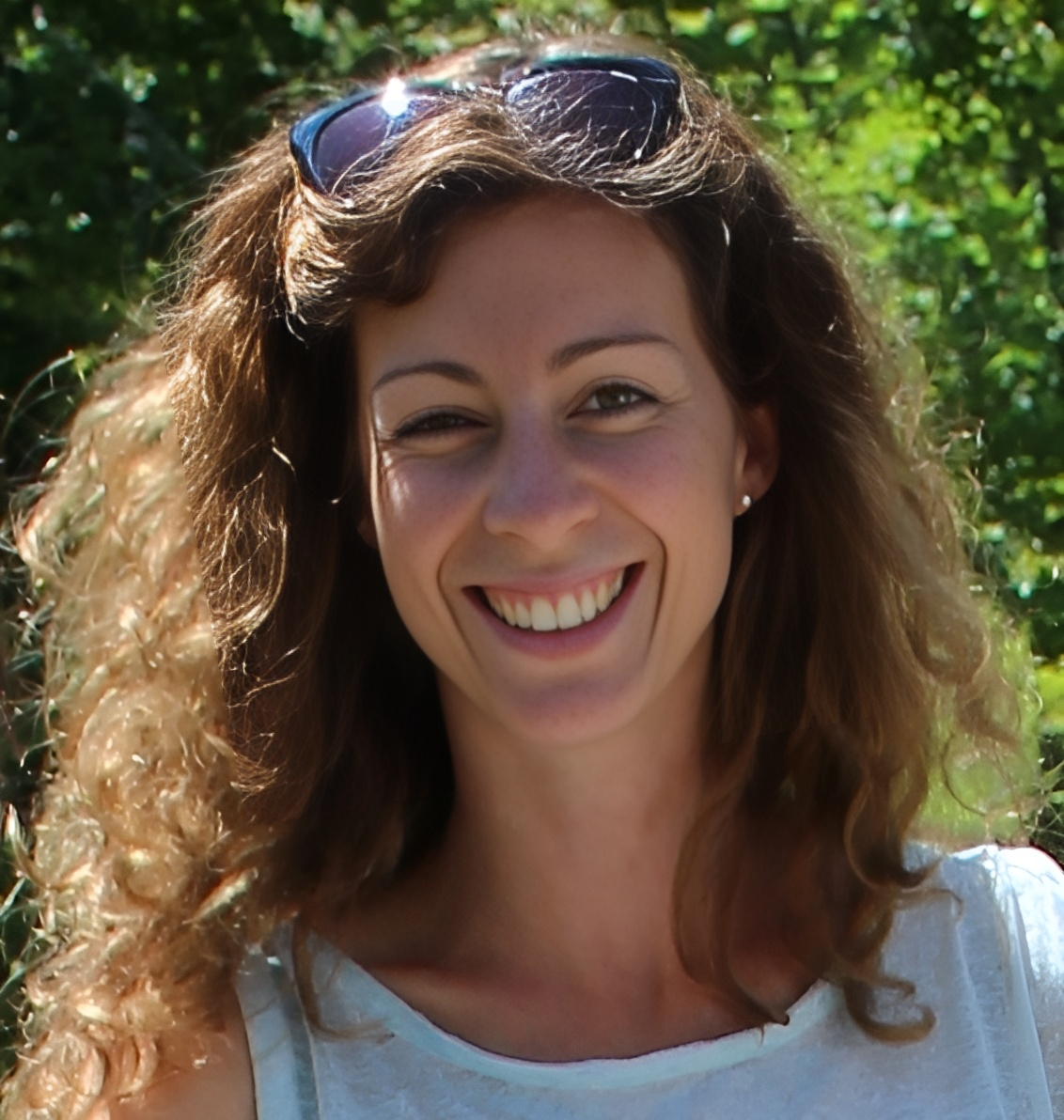
Тея Черу
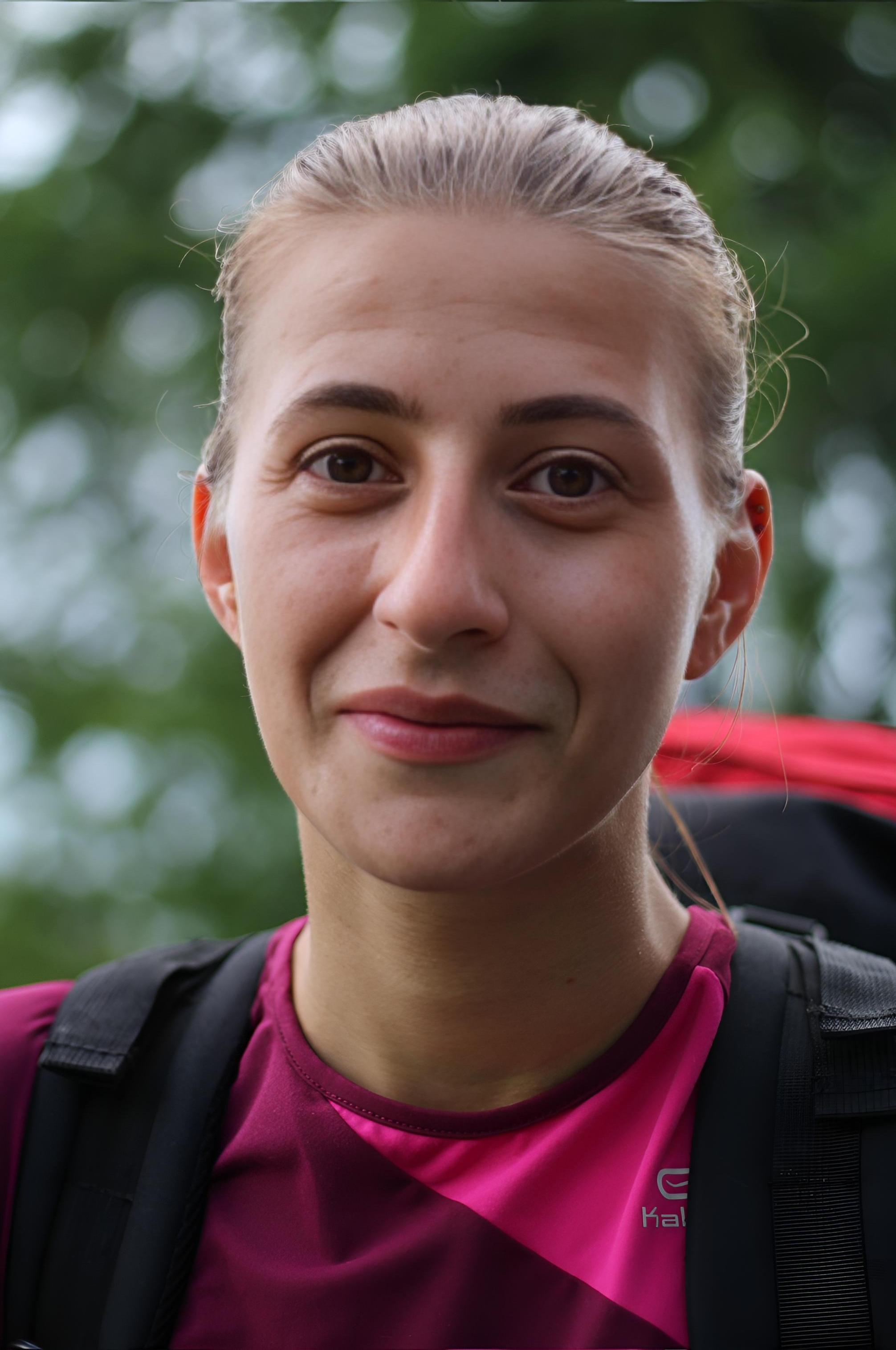
Дарья Колар
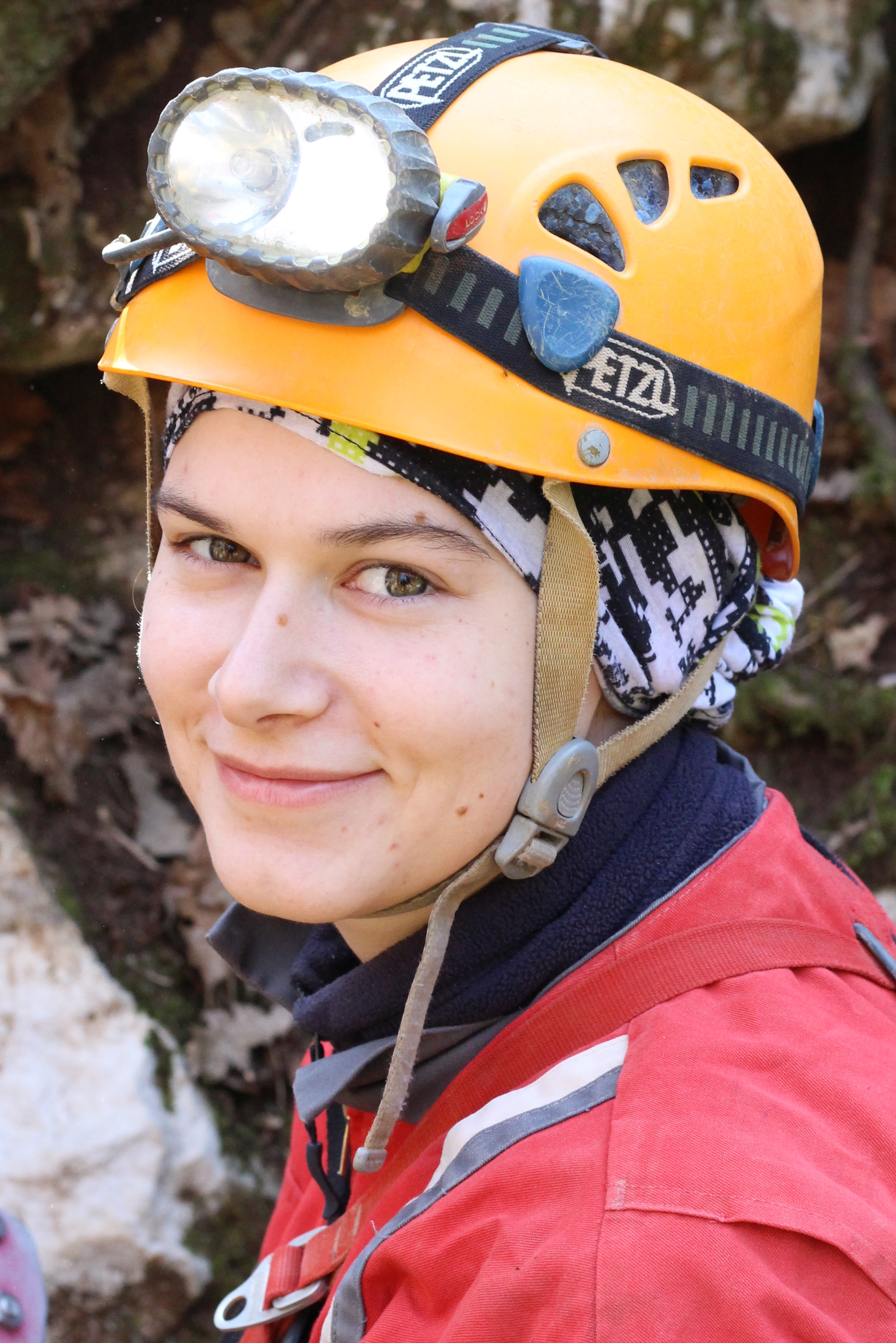
Ева Павлович
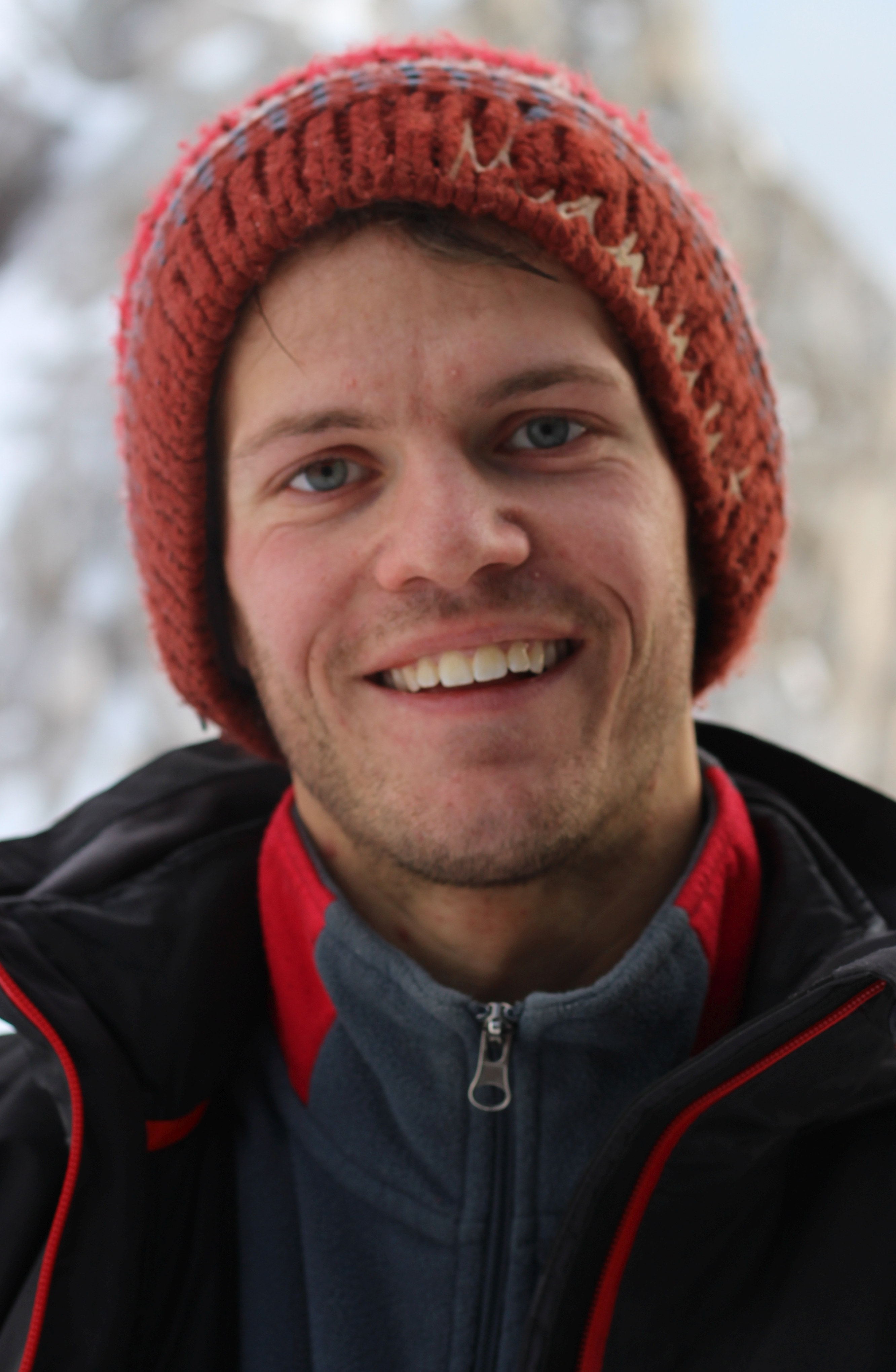
2017 Юре Бевц
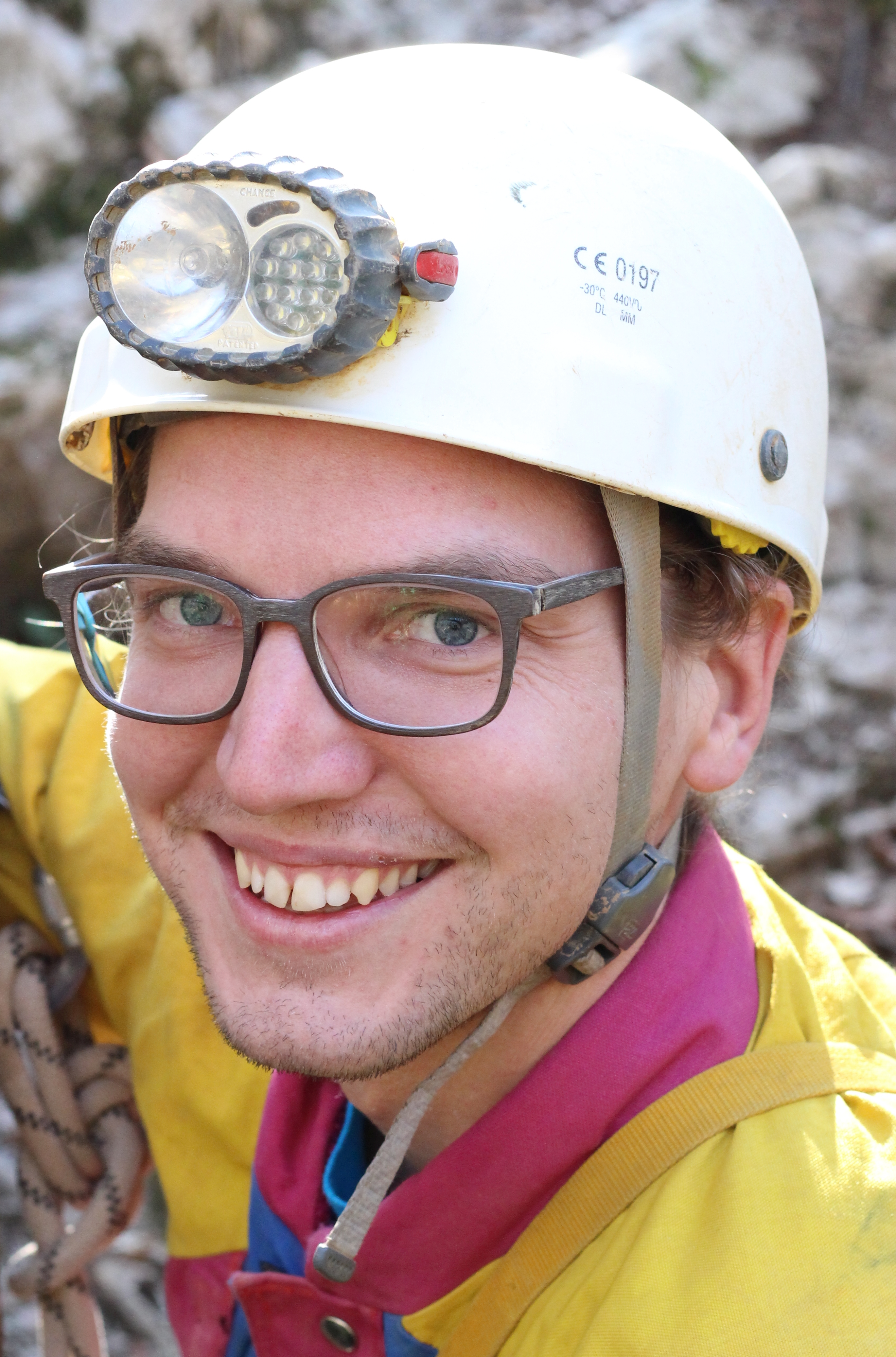
Лойзе Блатник
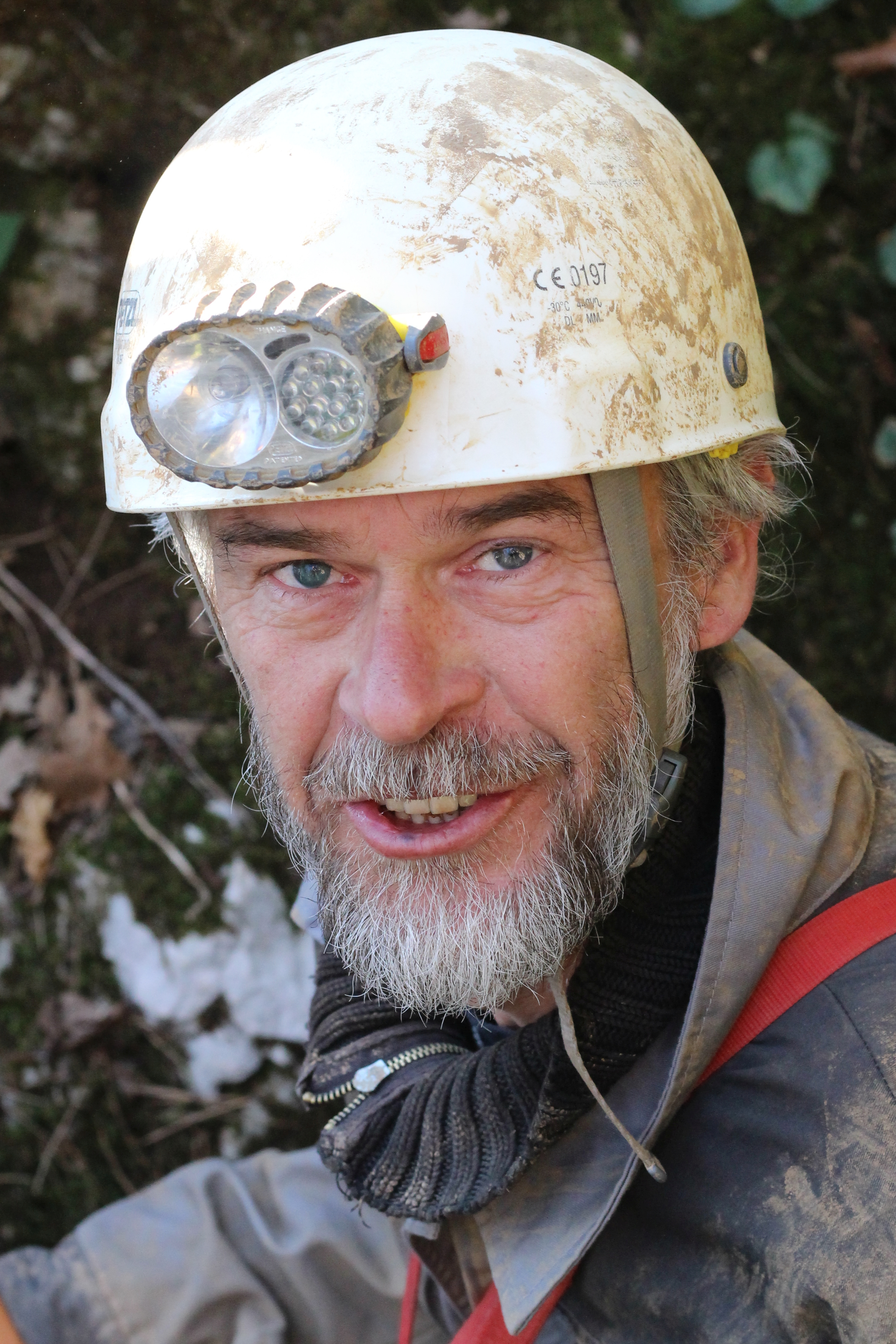
Лука Вечерин
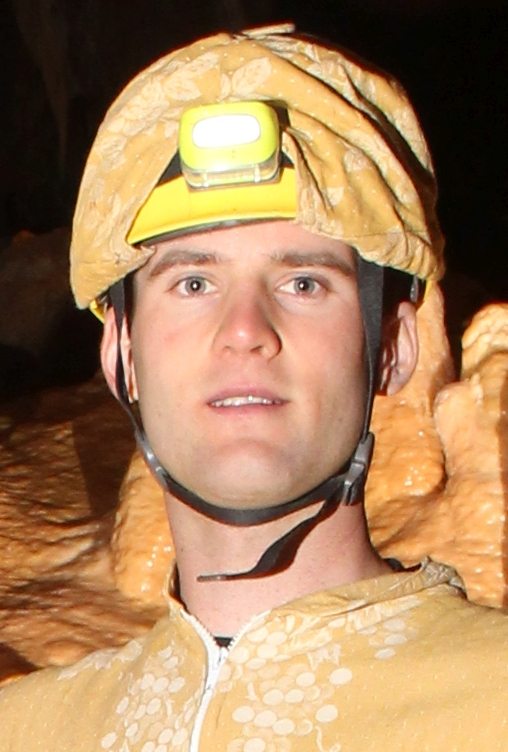
2018 Матевж Грещак
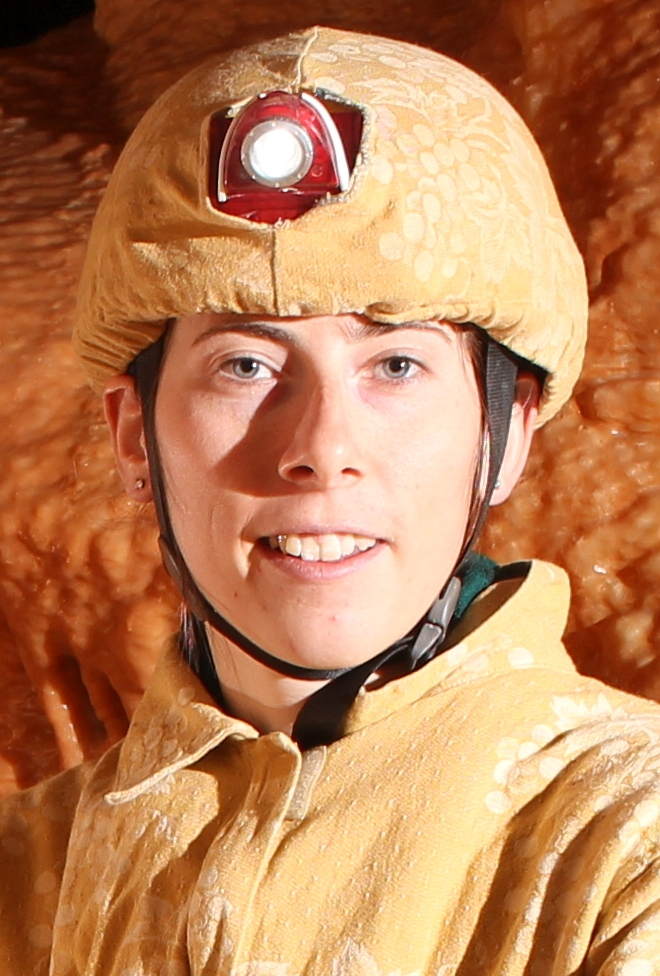
Тяша Везовник
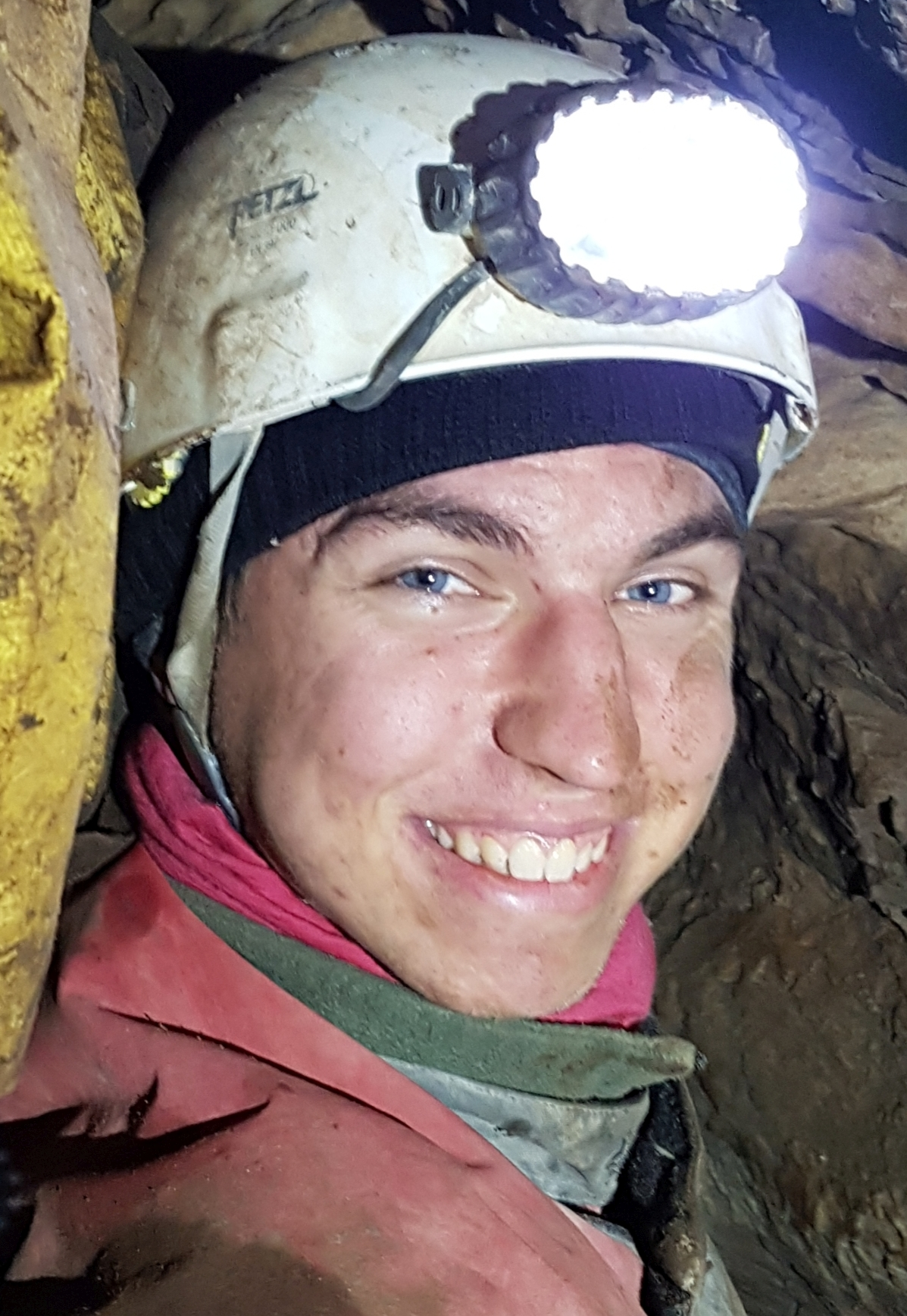
Клемен Крамар
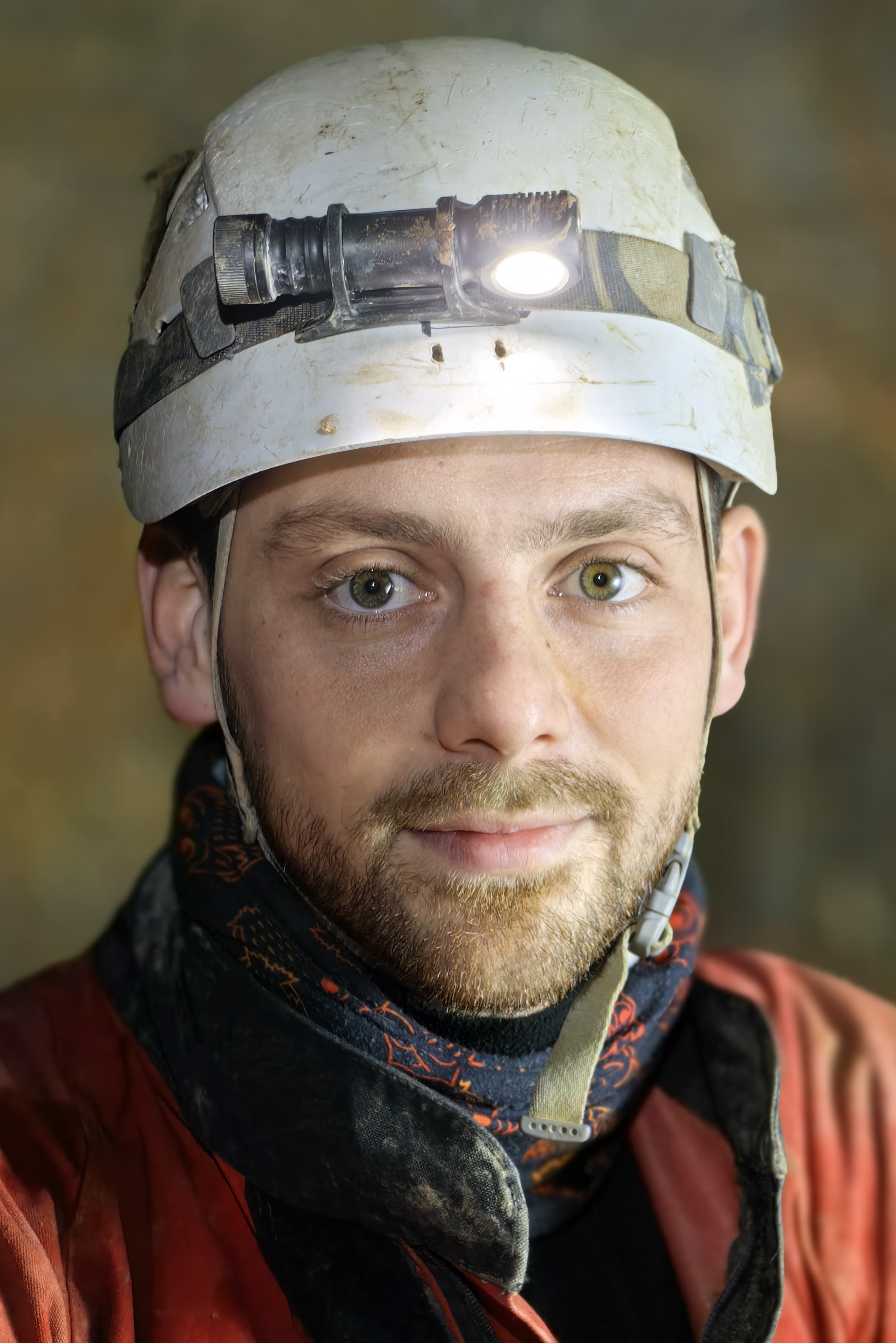
Вид Наглич
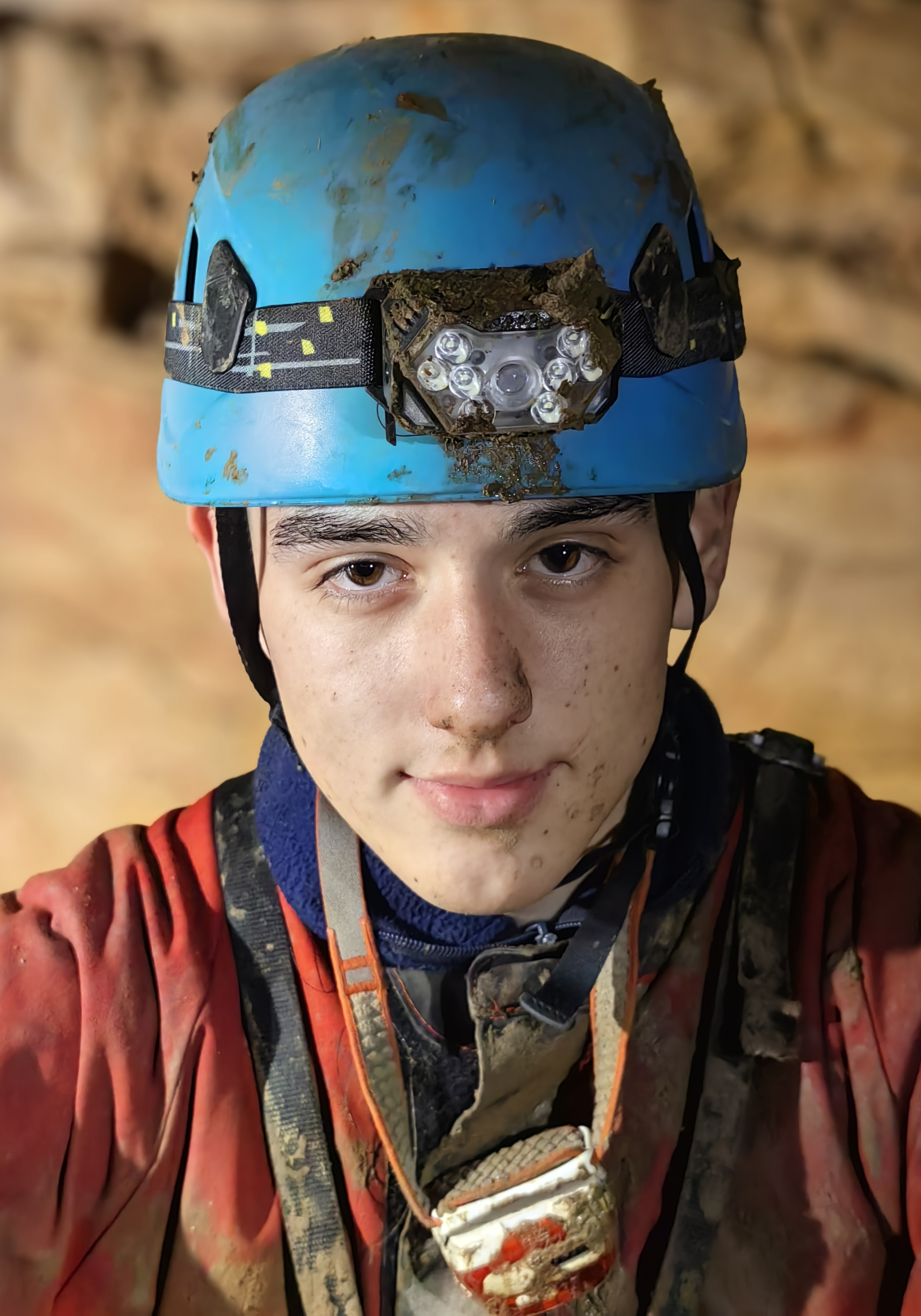
Ваня Печар
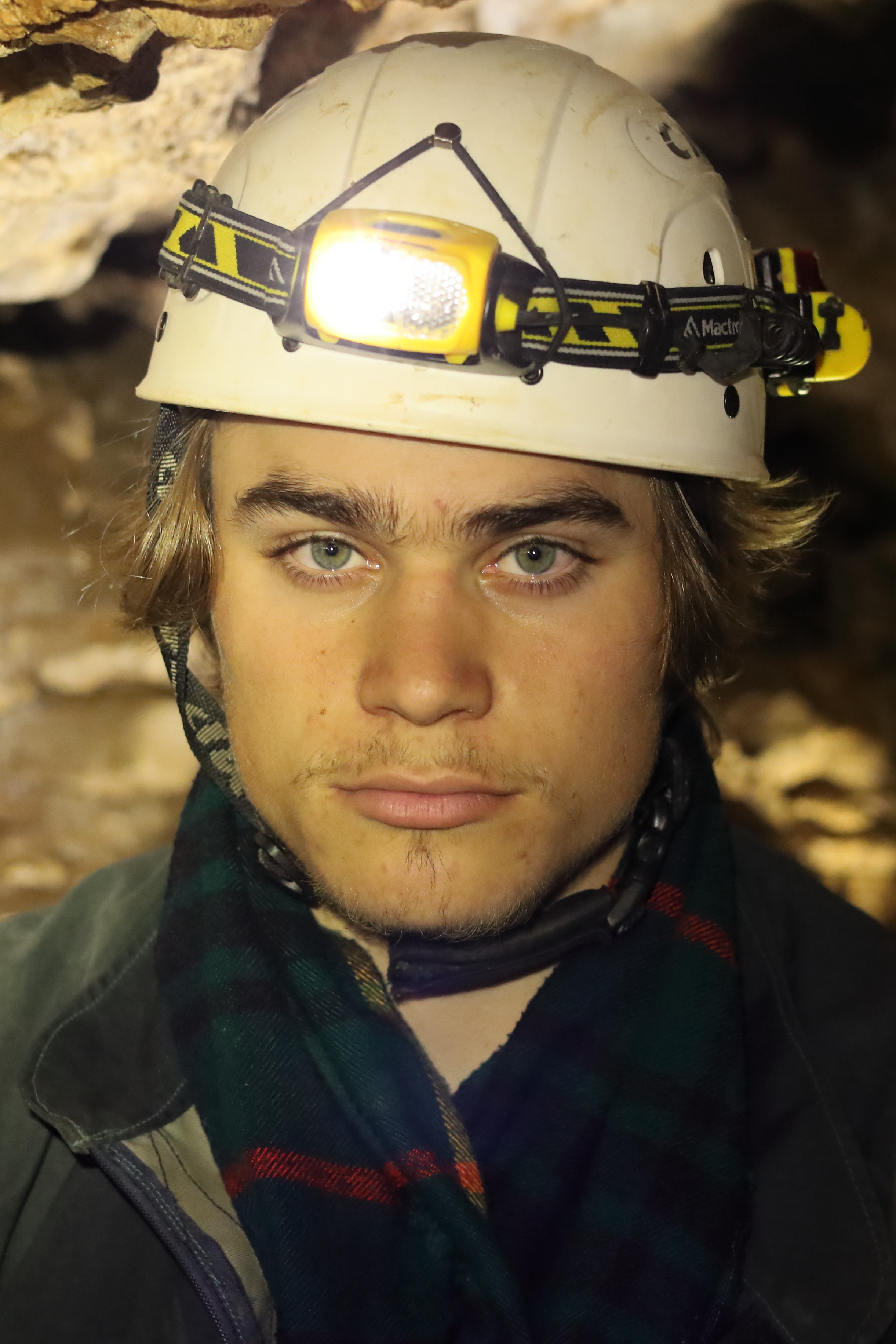
2019 Матевж Маринко
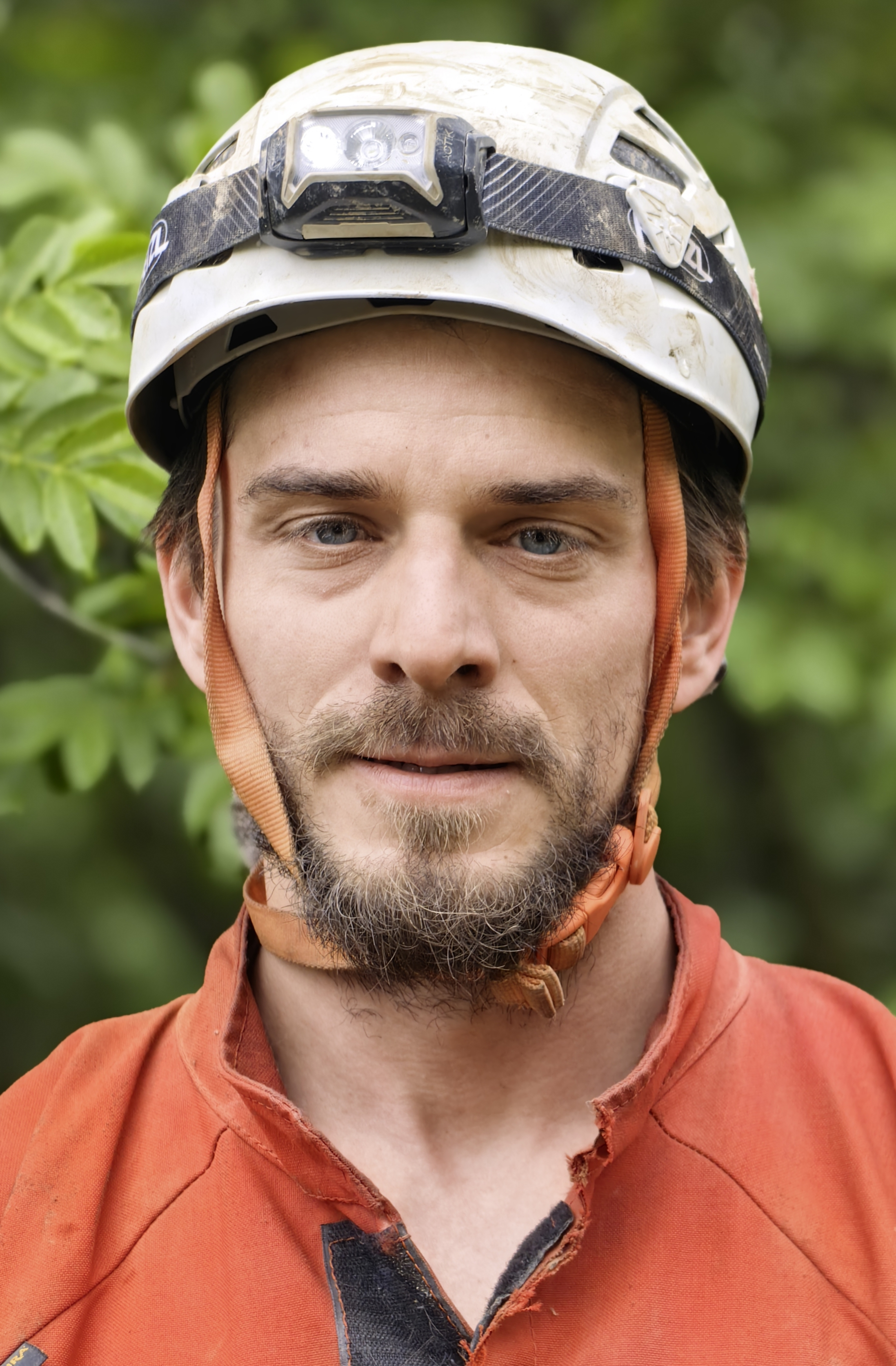
Грега Сарка
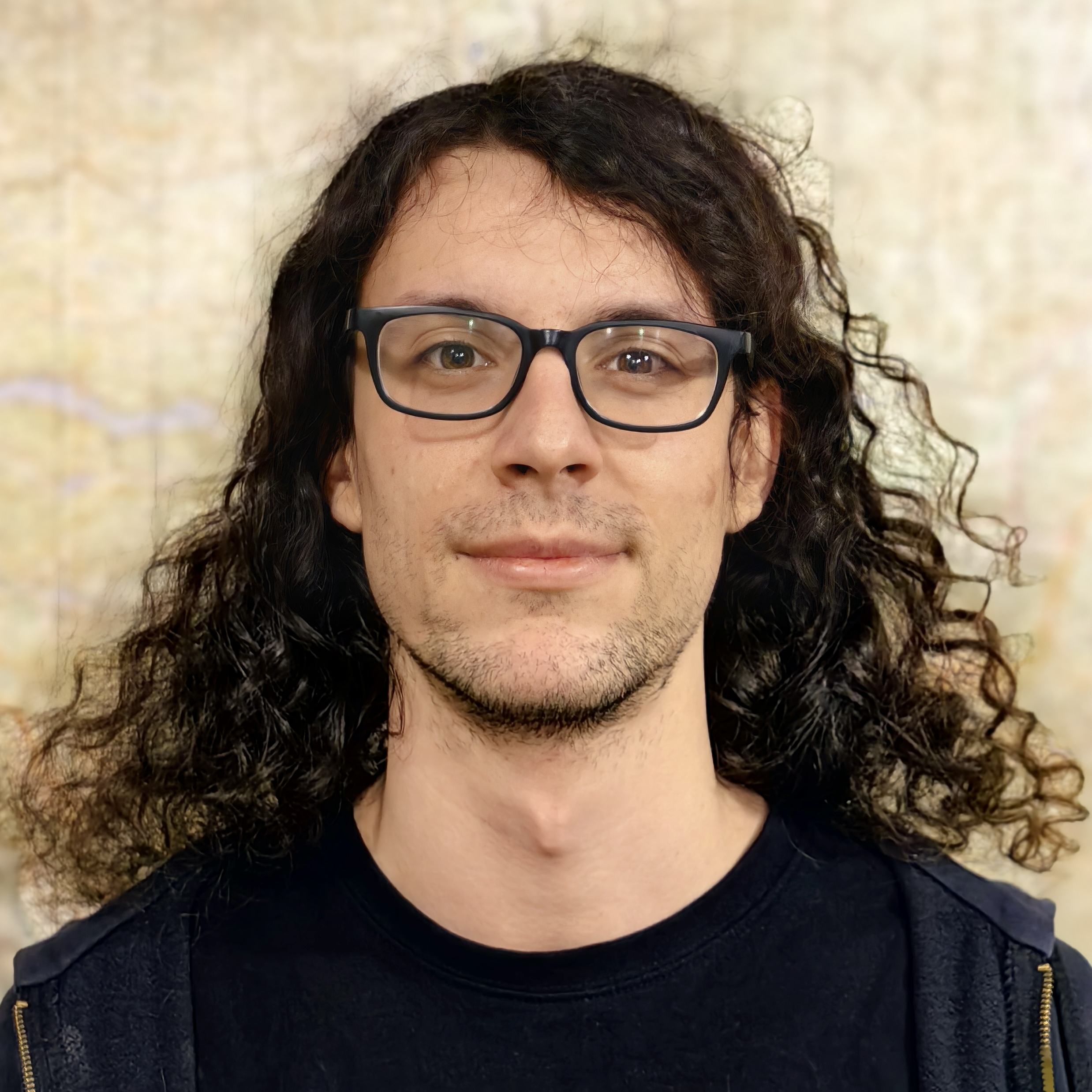
2020 Само Гргуревич
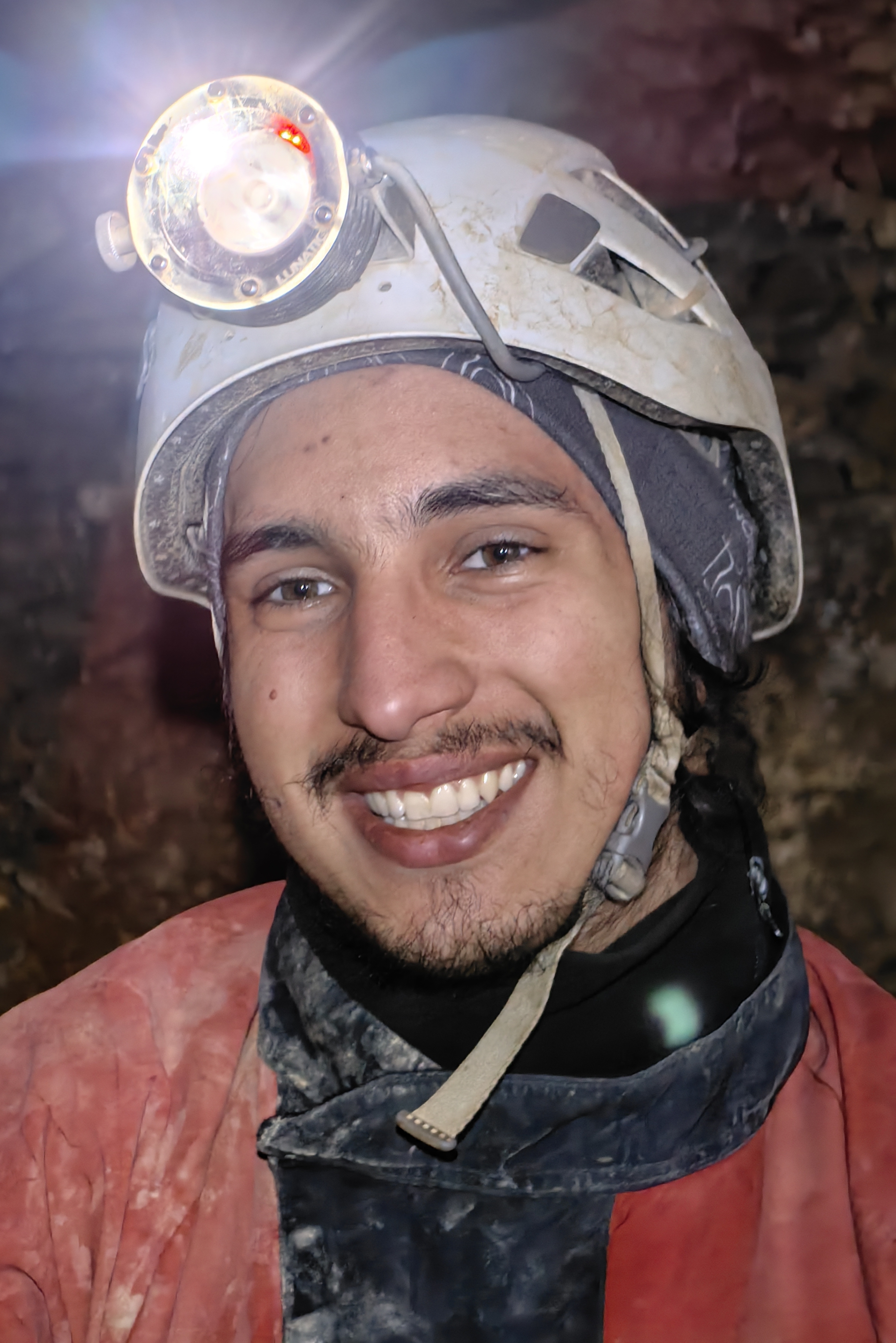
Петер Машич
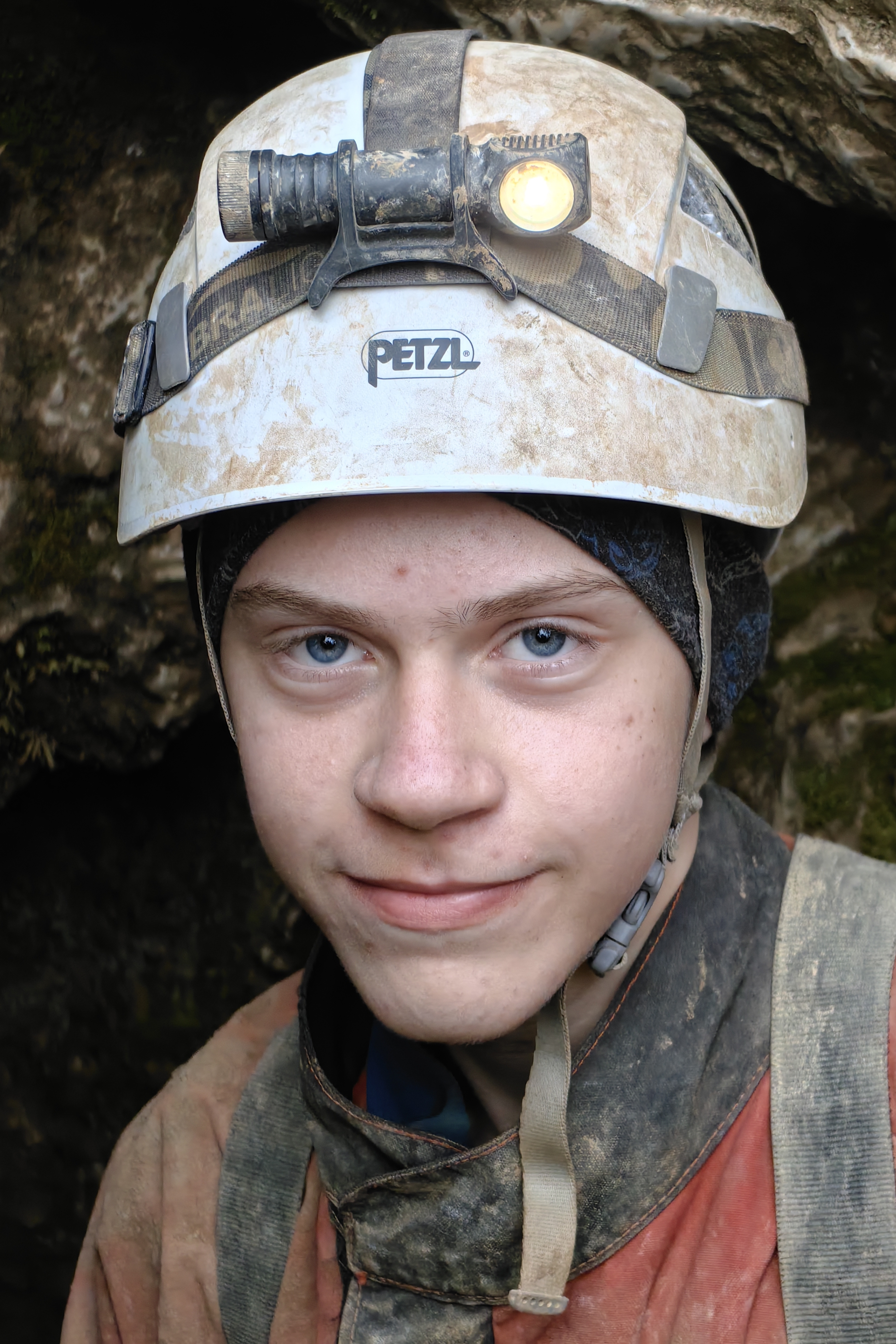
Тарас Вечерин
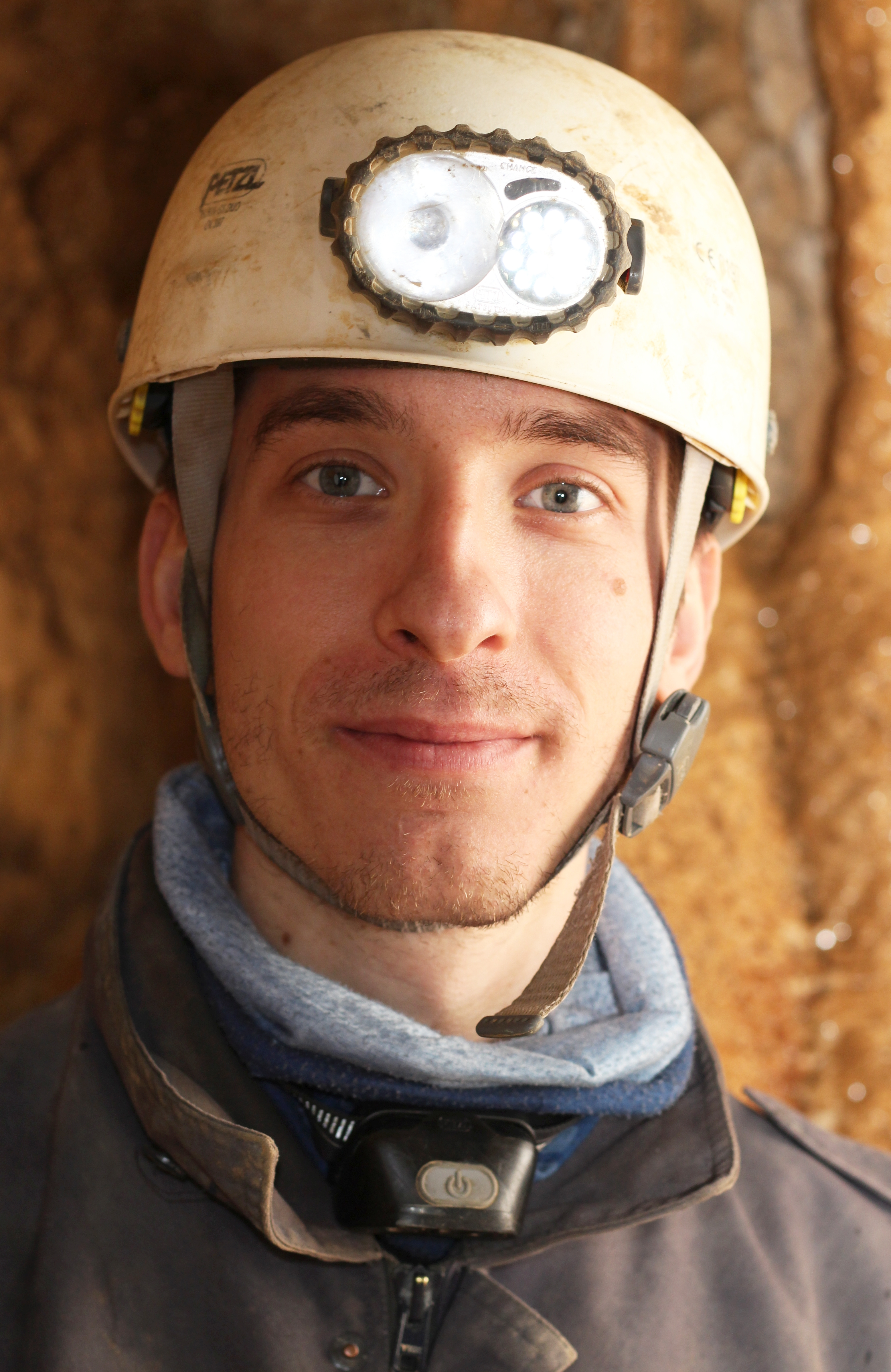
2021 Тим Бергинц
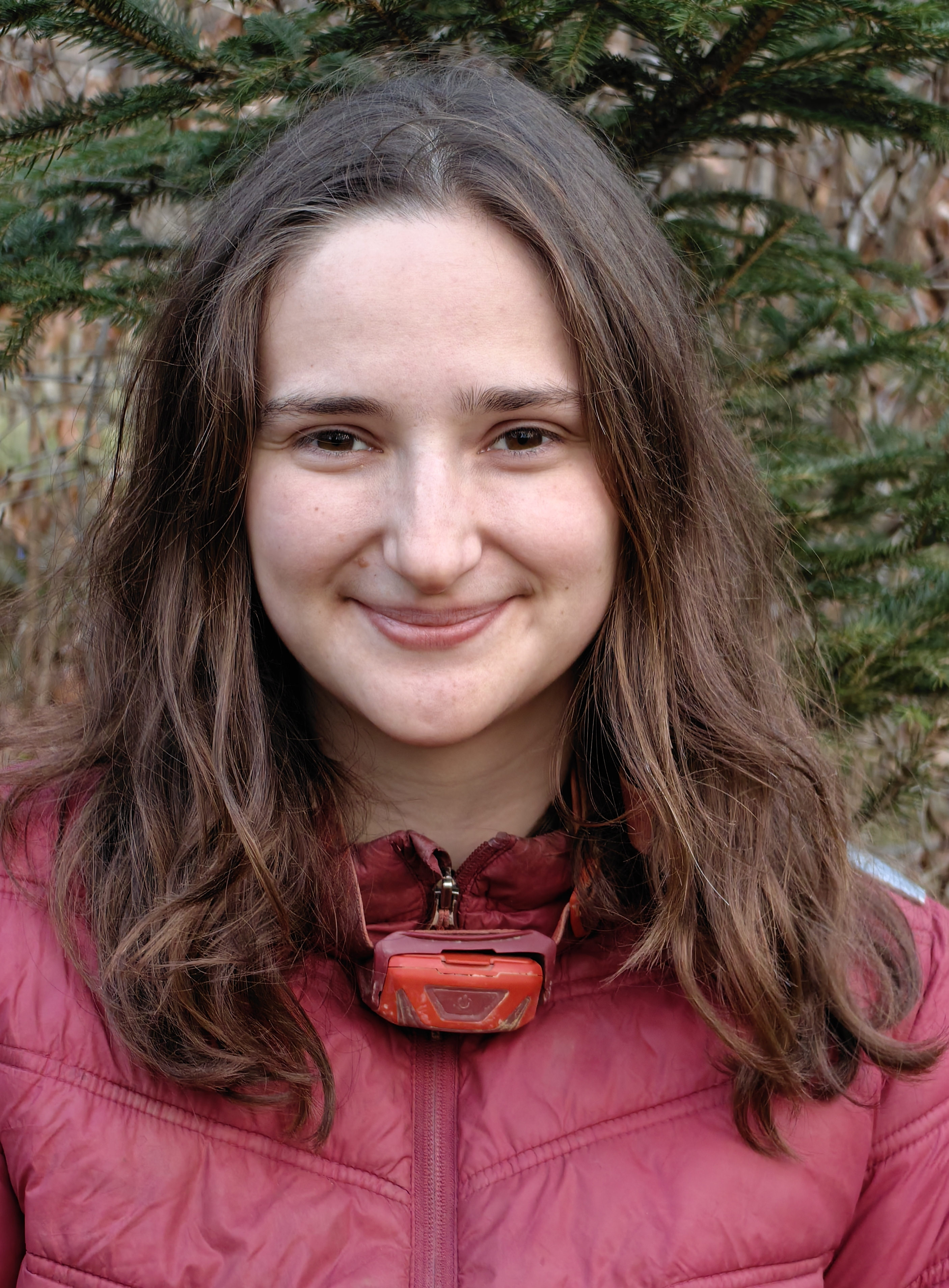
Тинкара Кепиц
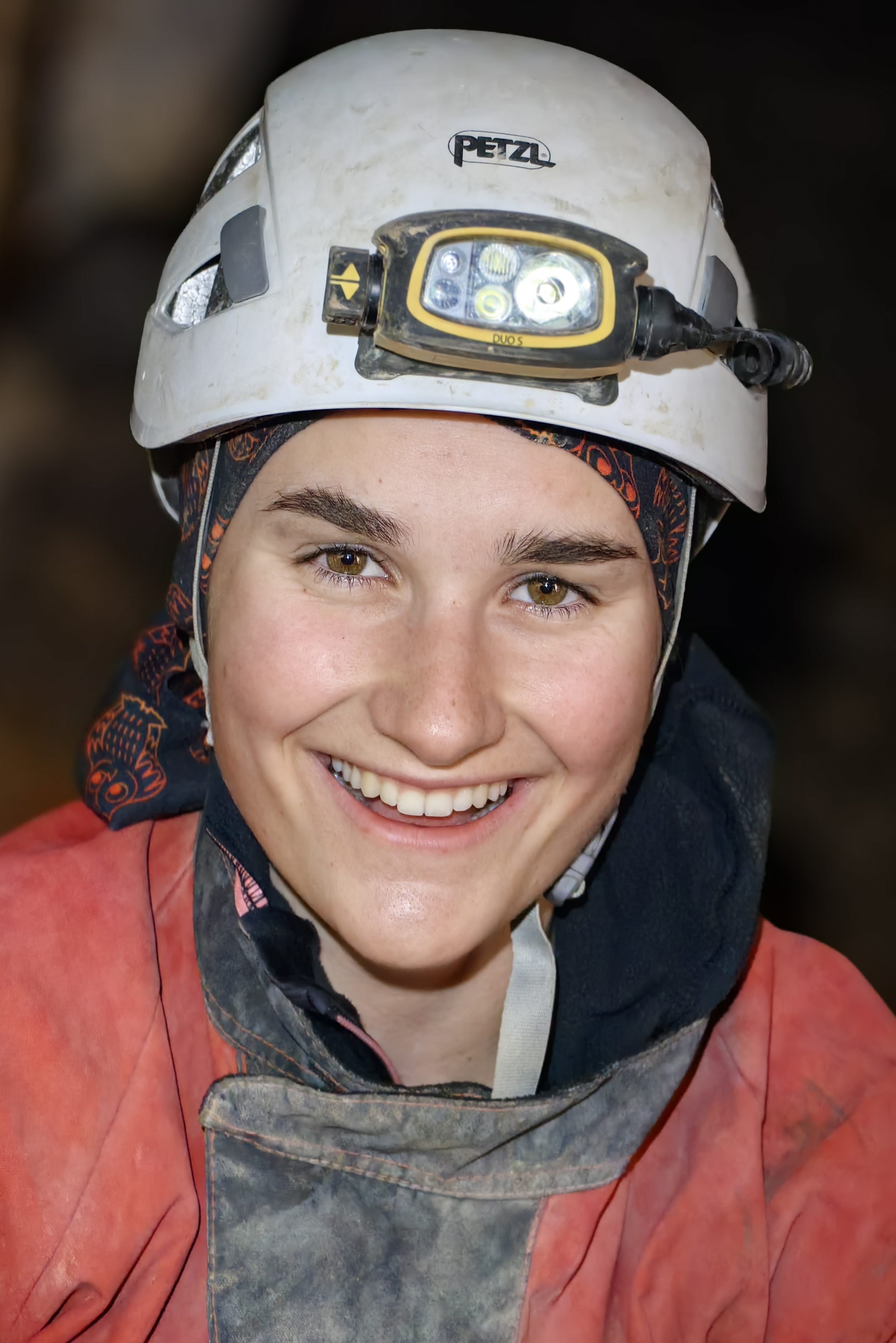
2022 Нея Крамер
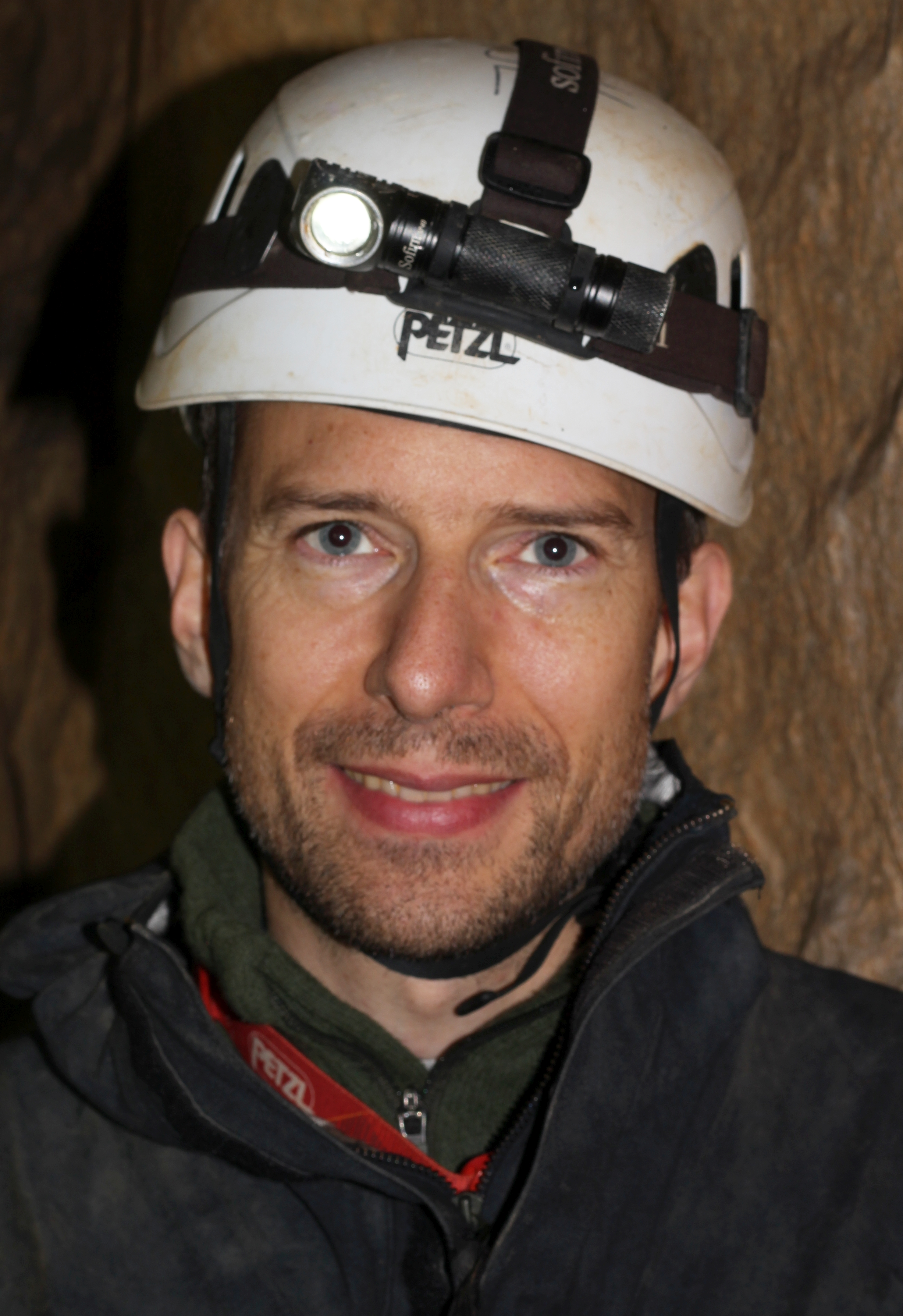
Альяж Остерман
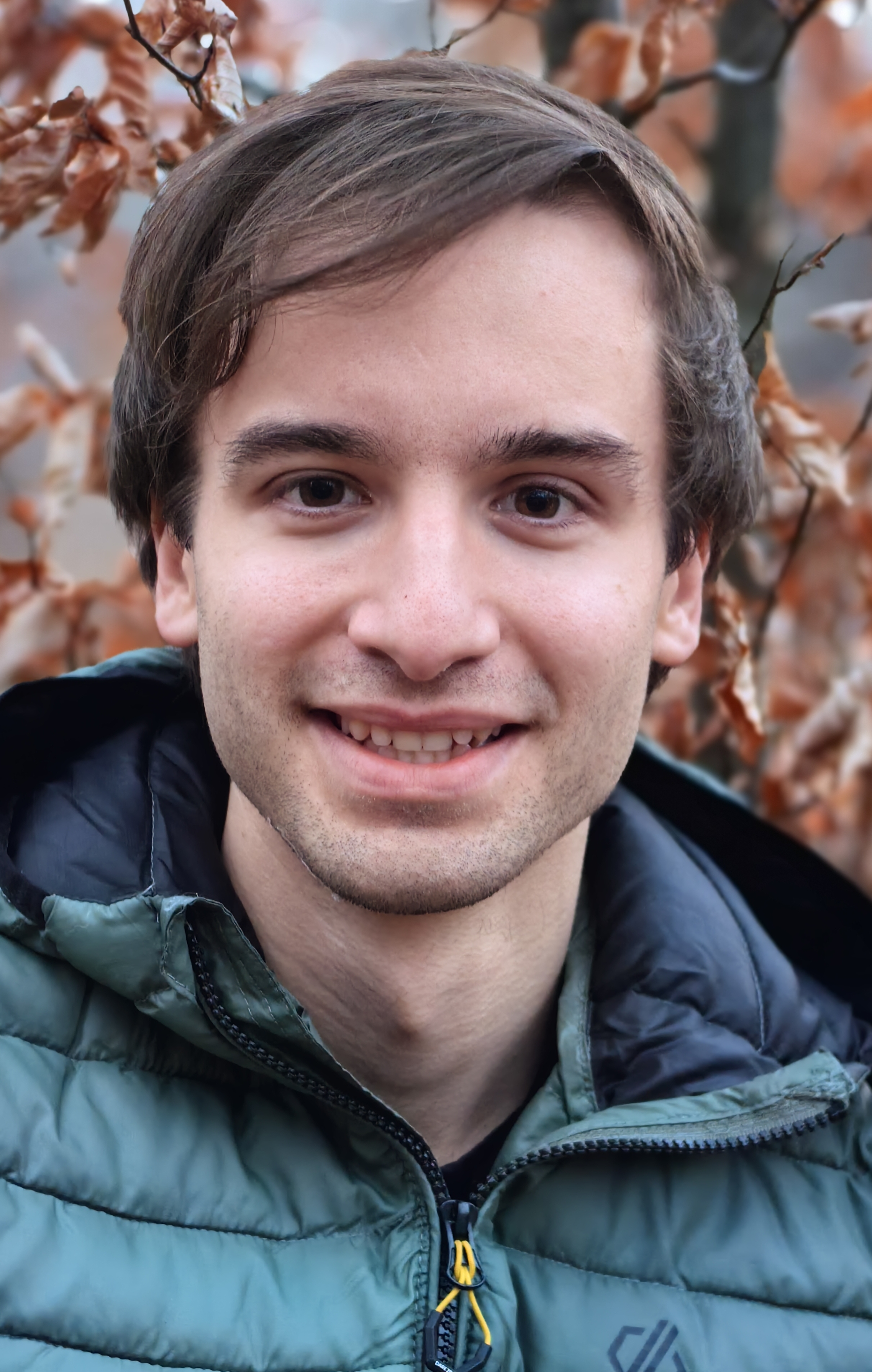
Анже Тесовник
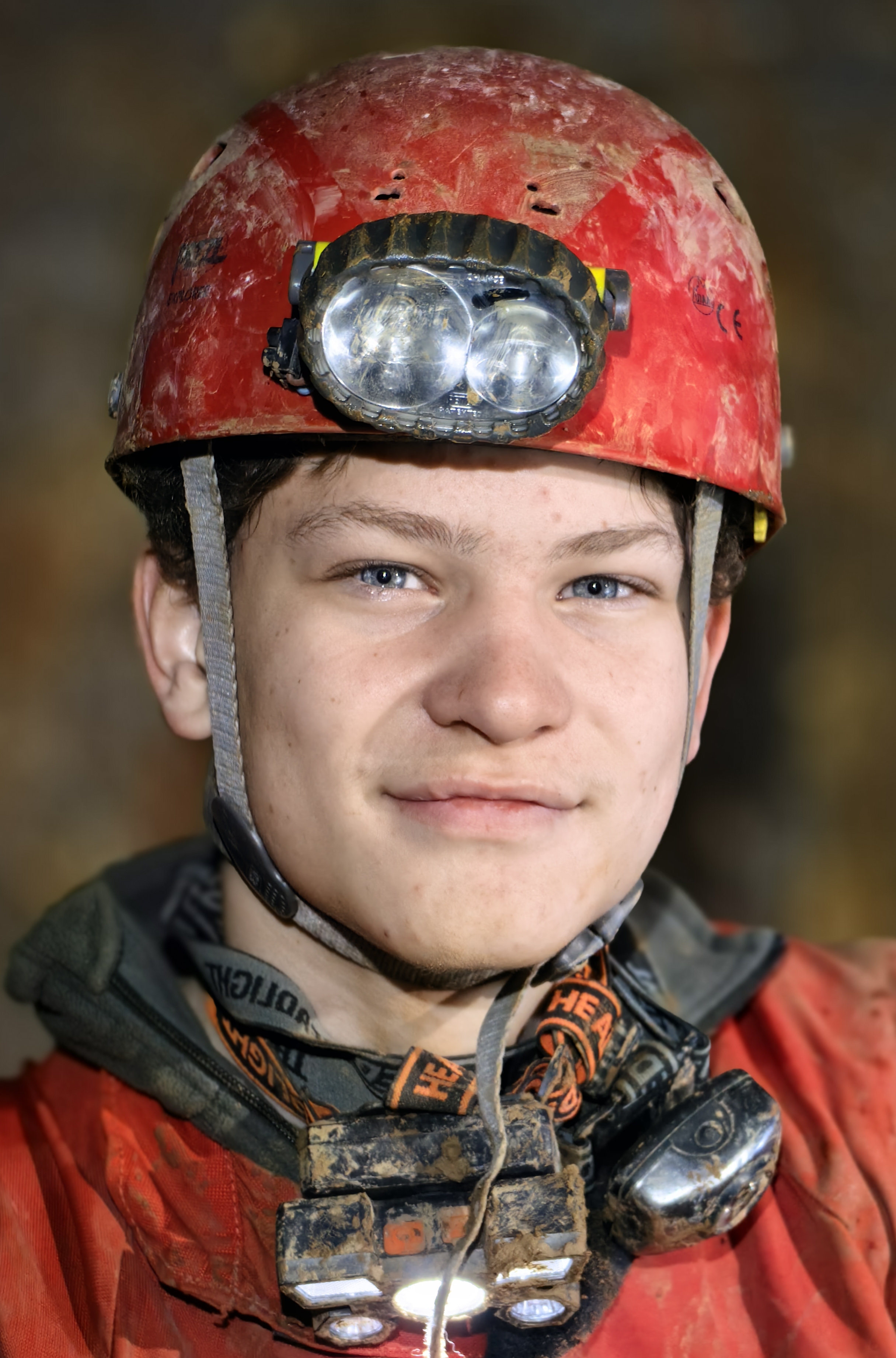
2023 Анже Кадунц
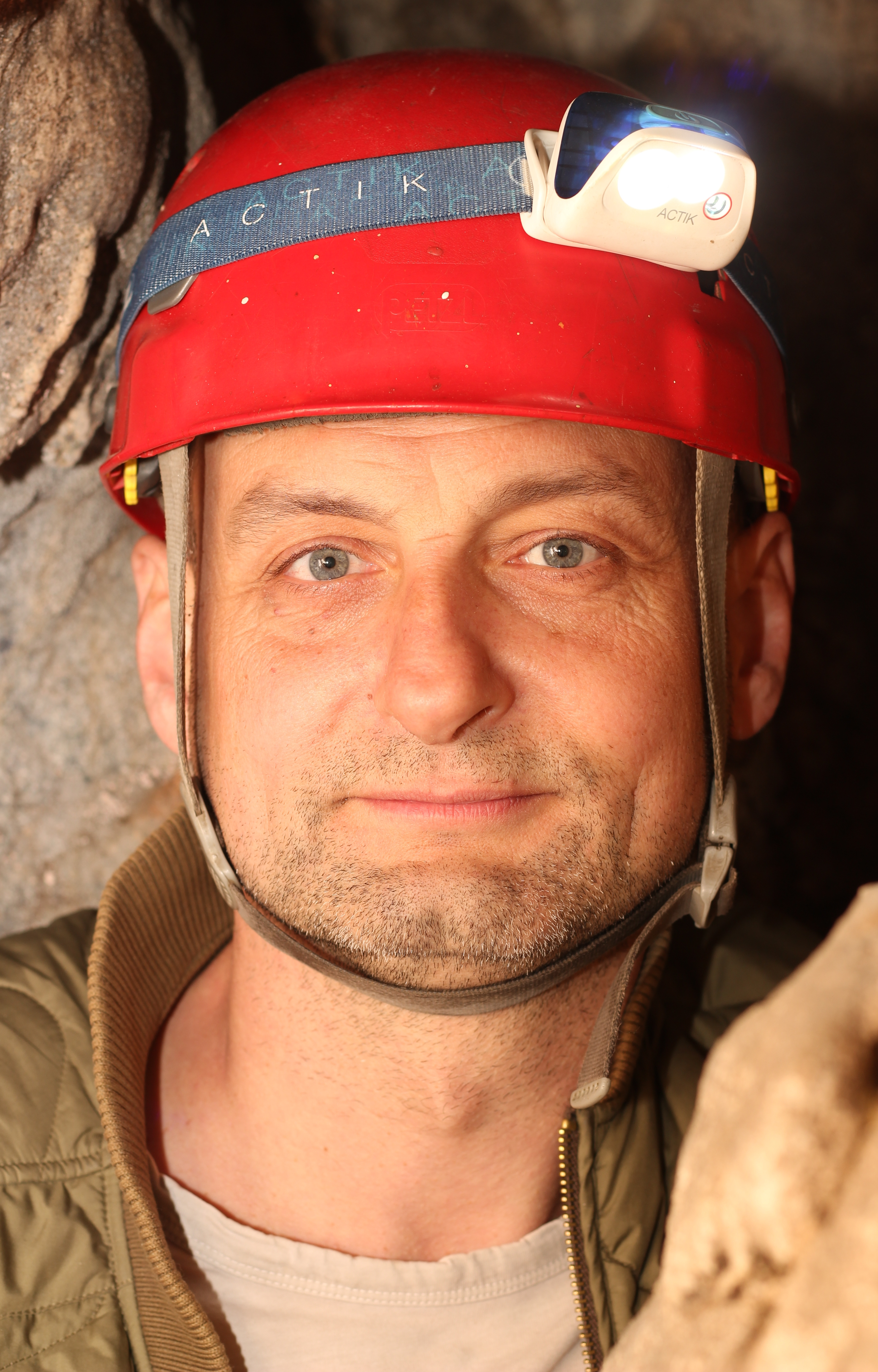
Владимир Левашов
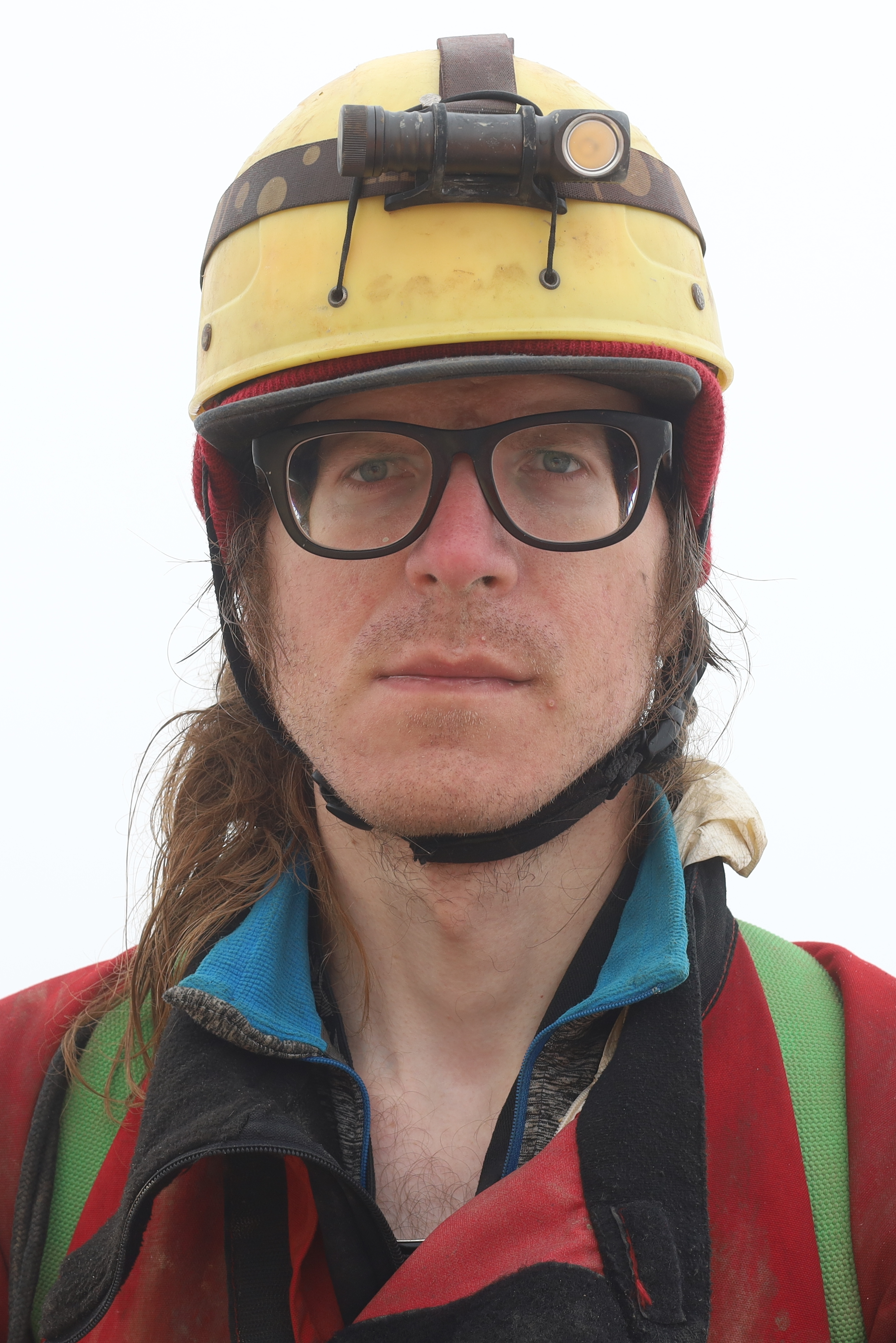
Давид Пишчанец
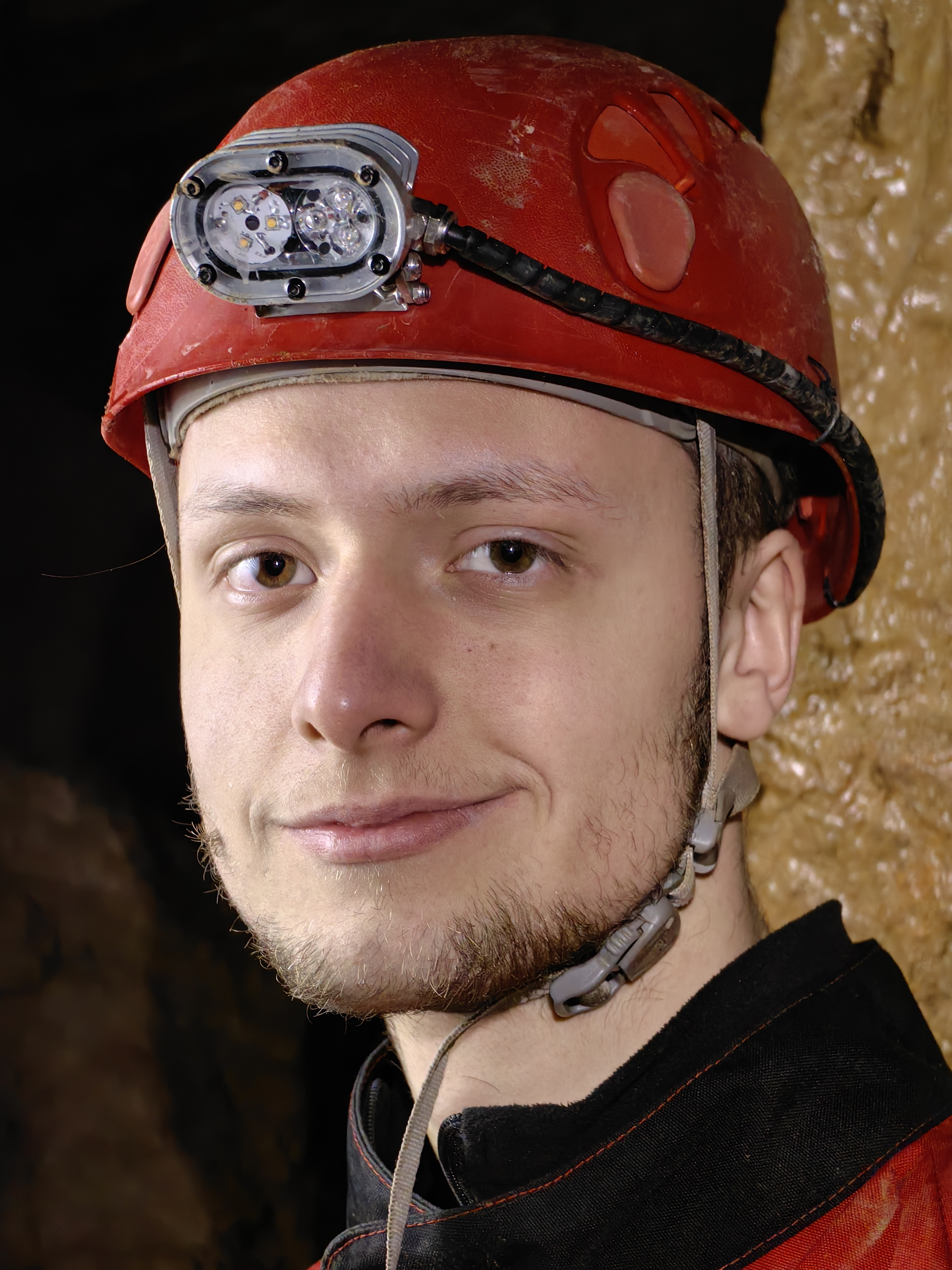
2024 Адам Ликар
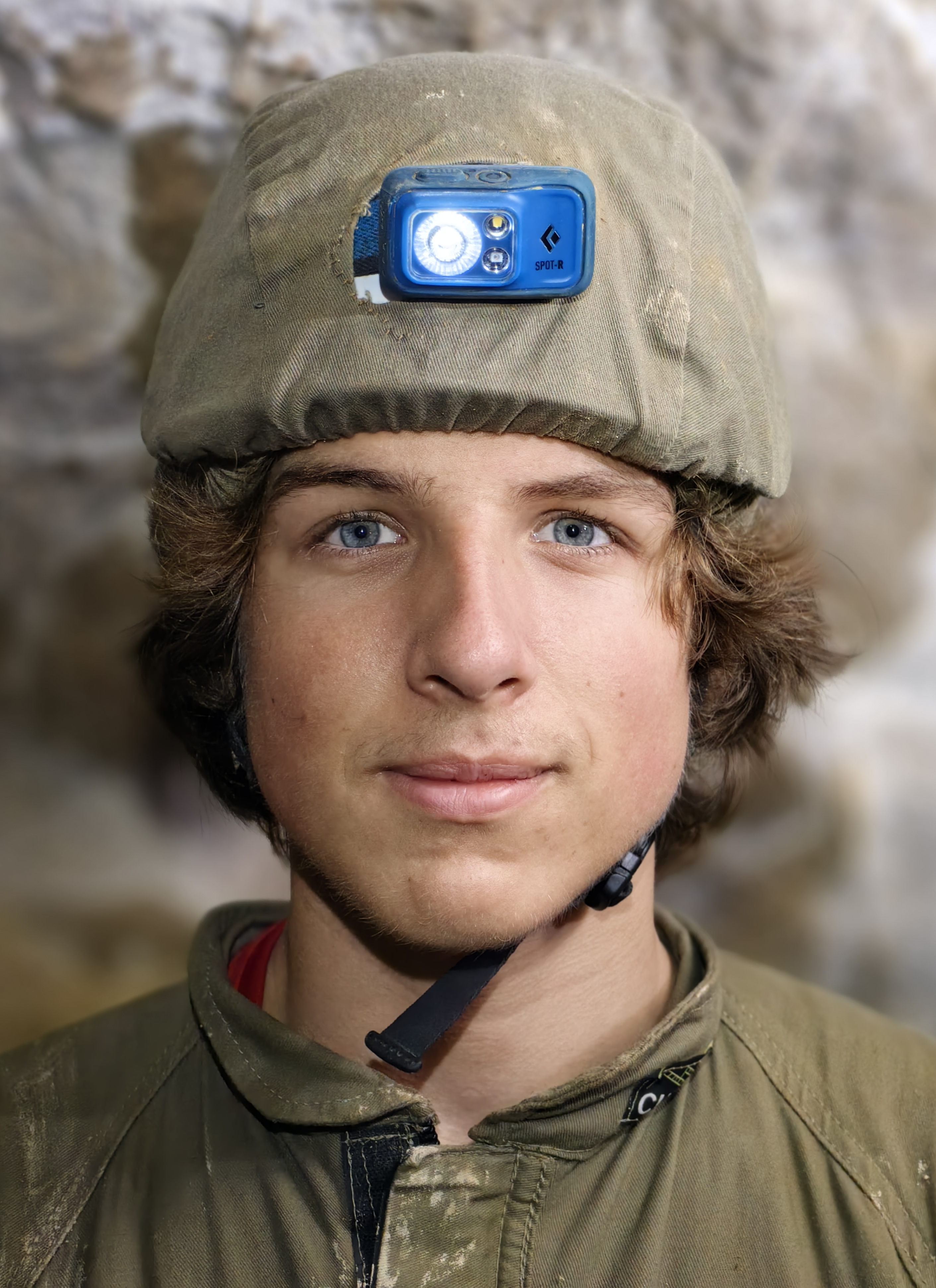
Якоб Майдич
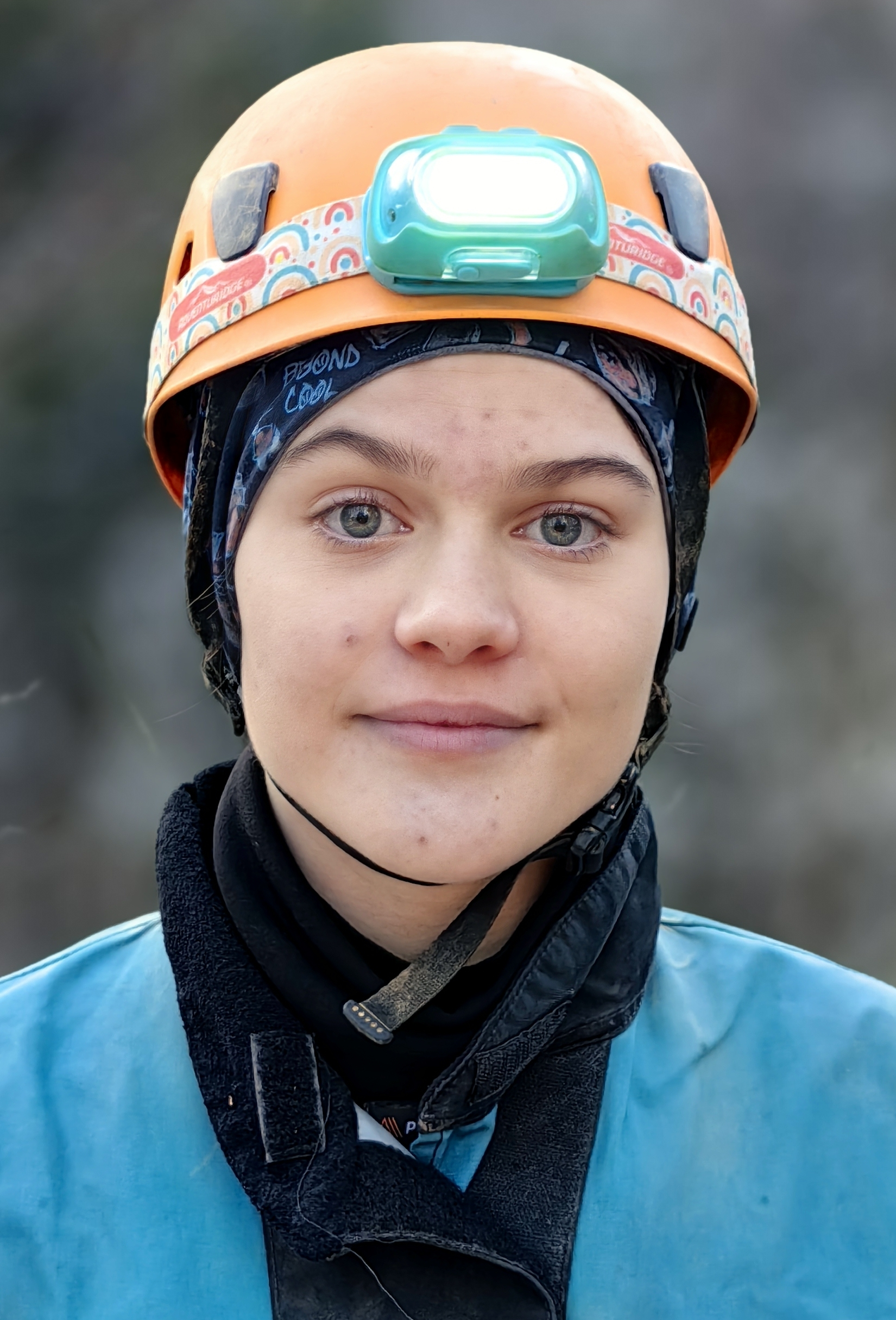
Айда Мила Поляк
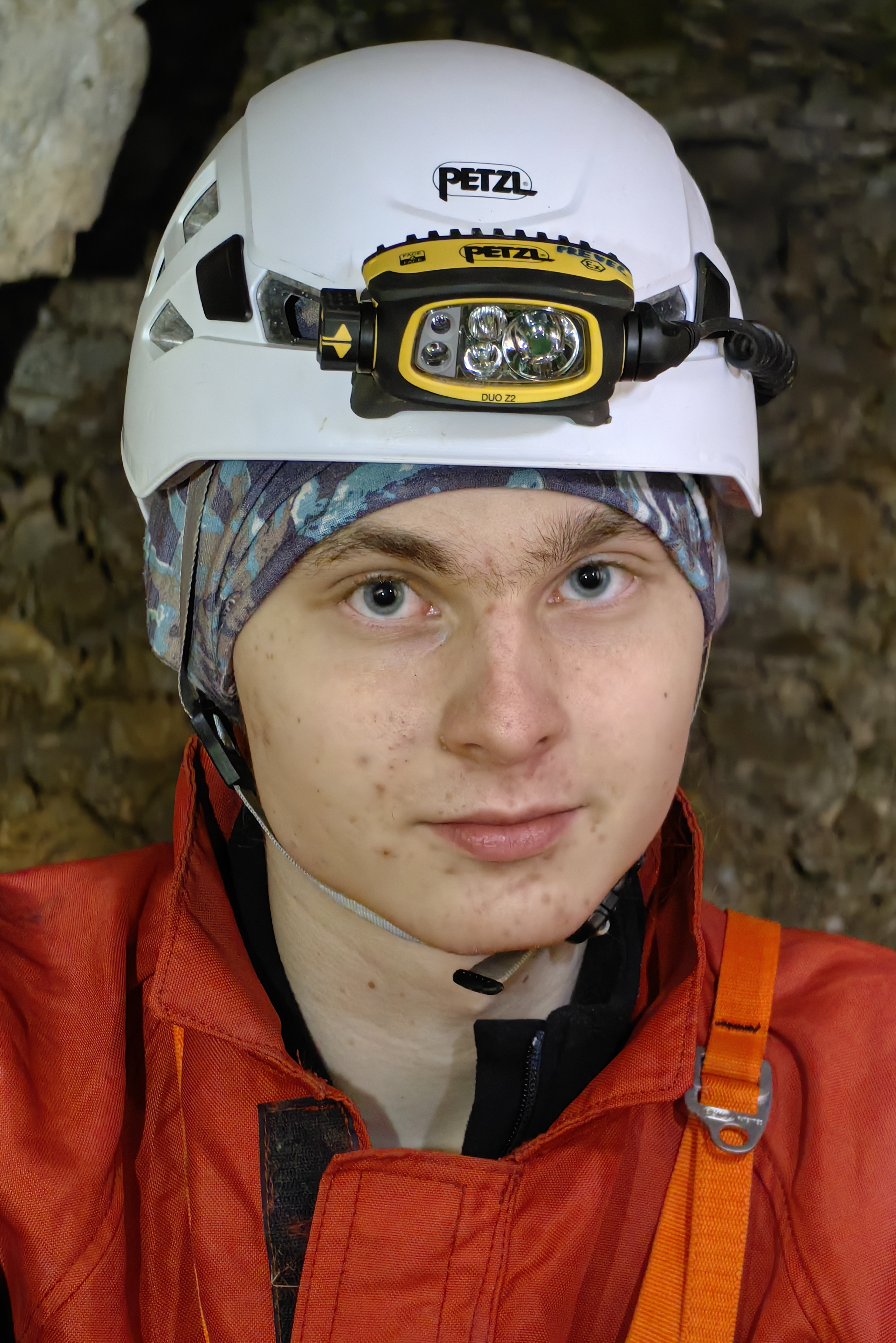
Матиц Превец
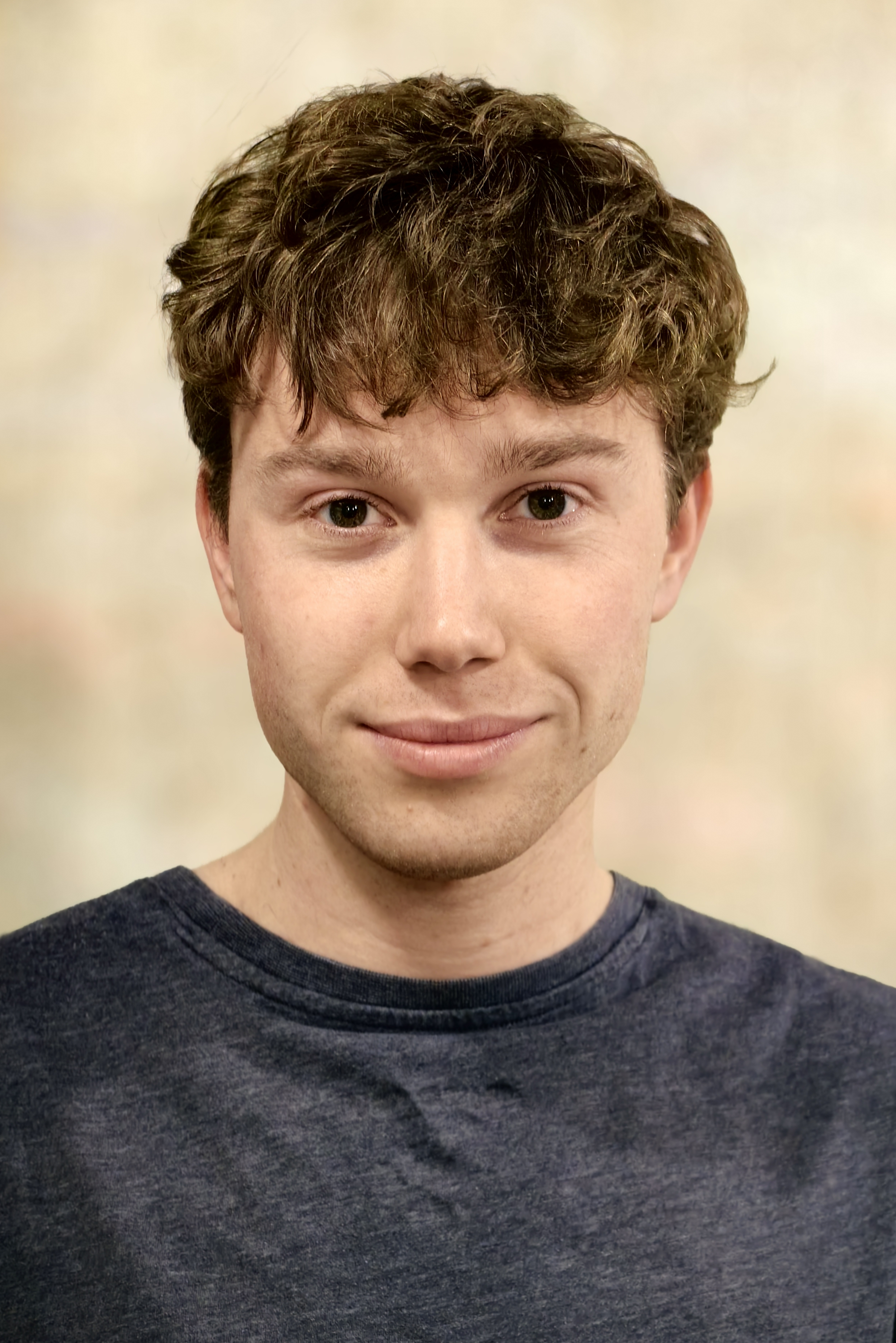
Матиц Шпетич
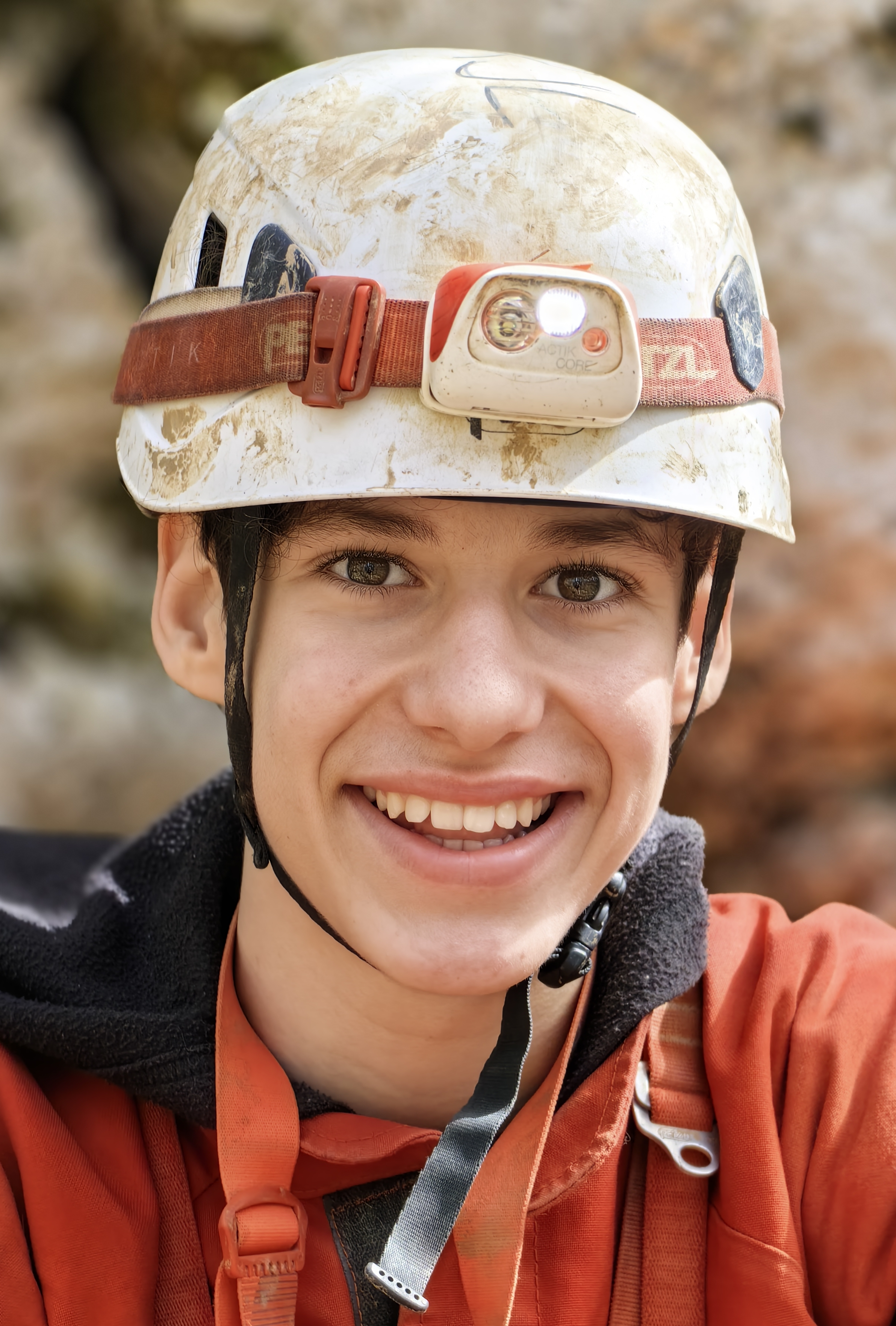
Свит Загмайстер Ловрек

До 2024 года в обществе было 20 руководителей, двое из которых занимали эту должность дважды, причем дольше всех был Йован Хаджи, с 1929 по 1948 год. Цифры в списке по ссылке ниже указывают год, когда кандидата выбрали руководителем общества.
| Руководители DZRJL       |      |
| ------------------------ | ---- |
|                          |      |
| Теодор Шварц фон Карстен | 1910 |
| Йосип Мантуани           | 1923 |
| Мате Хафнер              | 1924 |
| Йован Хаджи              | 1929 |
| Альбин Селишкар          | 1948 |
| Иван Михлер              | 1949 |
| Вальтер Бохинец          | 1954 |
| Юрий Кунавер             | 1965 |
| Вальтер Бохинец          | 1966 |
| Томаж Планина            | 1967 |
| Матяж Пуц                | 1971 |
| Франция Осоле            | 1972 |
| Радо Смерду              | 1981 |
| Томаж Планина            | 1984 |
| Йорг Престор             | 1986 |
| Грегор Пинтар            | 1990 |
| Рафко Уранкар            | 1997 |
| Матяж Погачник           | 2003 |
| Примож Пресетник         | 2007 |
| Митя Преловшек           | 2011 |
| Юре Кошутник             | 2014 |
| Матиц Ди Батиста         | 2019 |

## Публикации
В 1959 году вышел первый выпуск бюллетеня DZRJL «Naše jame» [Наши пещеры]. Бюллетени оставались научными и профессиональными изданиями DZRJS до 1970 года, до того момента, когда перешли в руки Ассоциации Спелеологов Словении (Jamarska zveza Slovenije, JZS, основана в 1962). «Glas podzemlja» [Голос Подземелья], менее официальное ежегодное издание общества, является отражением времени и деятельности членов. С 1969 по 2023 год вышло 30 номеров.
Первый «Справочник по спелеологии» («Jamarski priročnik» на словенском языке), единственный полный, был опубликован в 1964 году издательством «Младинская книга» в сборнике «Природа и люди», но он был написан девятью авторами, все члены общества: Иван Гамс, Здравко Петковшек, Миран Маруссиг, Йоже Штирн, Борис Скет, Франце Осоле, Франци Бар, Урош Тршан и Вальтер Бохинец. Он занимает 100 страниц и разделен на 12 глав: Исследования пещерных форм и пещерообразования (И.Г.), Пещерная метеорология (З.П.), Гидрологические измерения в пещерах (М.М.), Погружение в спелеологии (Й.Ш.), Биологические исследования в пещерах (Б.С.), Пещера - археологический памятник (Ф.О.), Организация выходов в пещеры (И.Г.), Личное снаряжение и инструменты исследования пещер (М.М.), Топосъемка карстовых пещер (М.М.), Фотосъемка в пещерах (Ф.Б.), Первая помощь спелеологам на случай аварий (У.Т.) и Из истории исследования карстовых пещер в Словении (В.Б.).
131-страничный справочник по спелеологии «Ne hodi v jame brez glave» [Не ходи в пещеры без головы] Рафко Уранкара, Франце Шуштершича, Марко Симича и Антона Прапротника опубликовали в 2001 году. Содержит главы «Техника спелеологии», «Документирование пещер», «Использование топографических карт», «Защита пещер» и «Опасности в пещерах».
В качестве авторов или соавторов члены общества создали множество важных работ в области спелеологии.

## Заметки
1. ↑  Названия пещер, используемые в этой статье, соответствуют именам, используемым в Спелеоатласе Словении[62], семейство связанных пещер называется сетью. Широко используемые, обычно гораздо более короткие синонимы имен пещер иногда используются вместо официальных названий. Два примера: Крастача вместо Брезно в Тратниковем конику (регистрационный номер в спелеоатласе 213) и Рене вместо Бездны Рене (рег. но. 7090).